# Wiener Stadtbahn

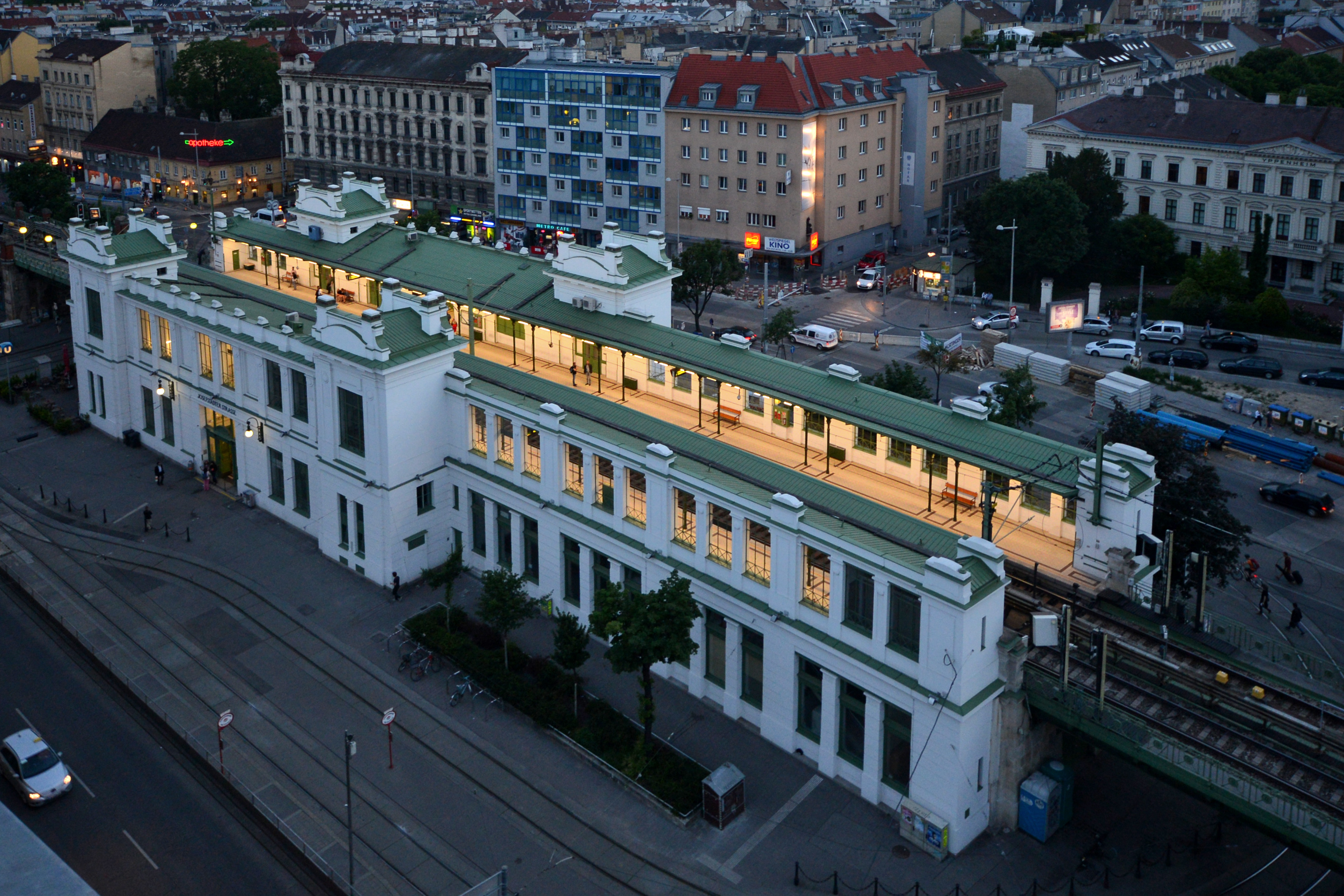
Die Station Josefstädter Straße ist ein typisches Beispiel für eine Wagner’sche Stadtbahnstation in Hochlage

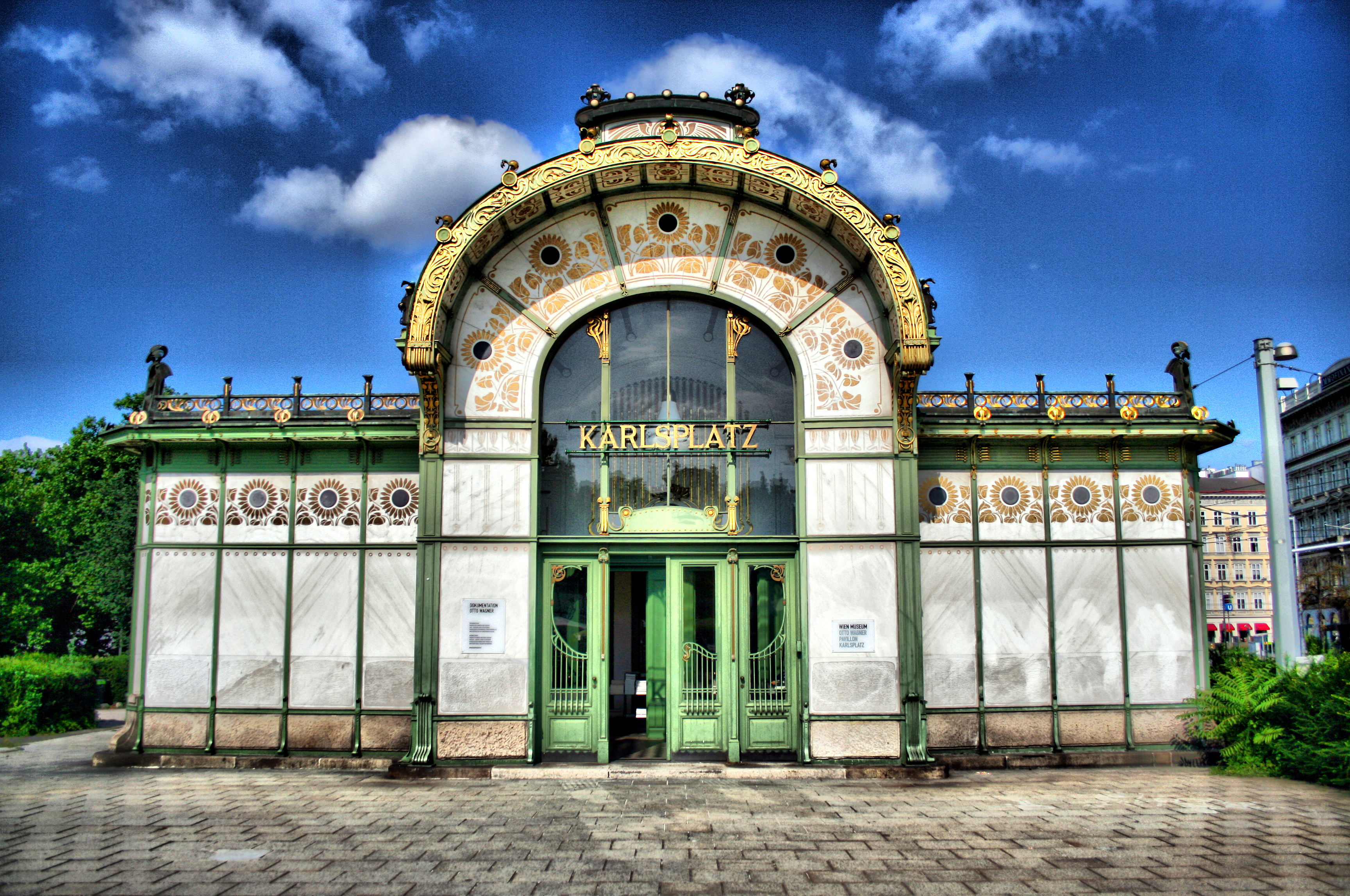
Klassischer Pavillon als Zugang zu einer Stadtbahnstation in Tieflage, hier auf dem Karlsplatz

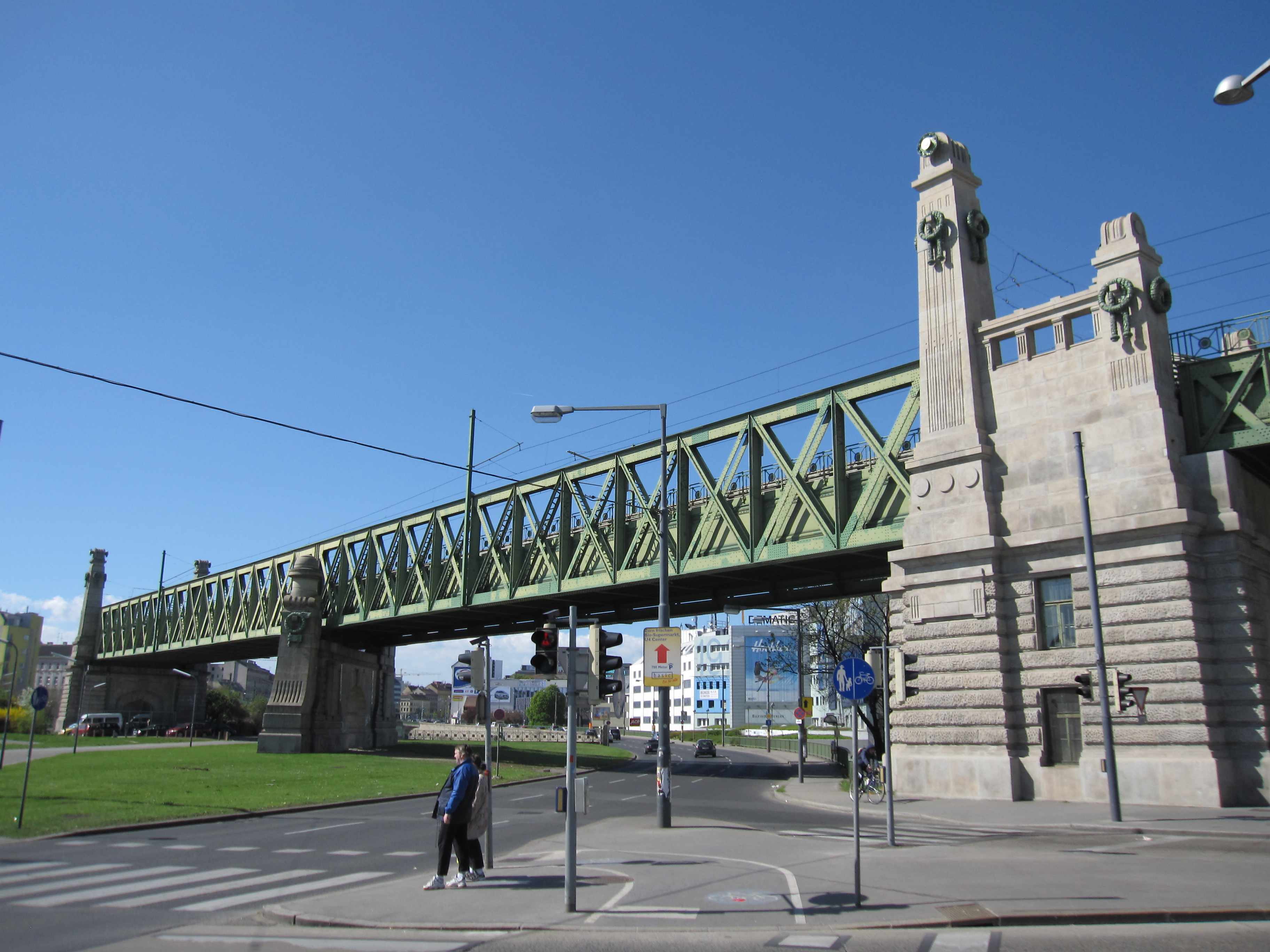
Die Wientalbrücke zählt heute zu den bekanntesten Bauwerken der Stadtbahn

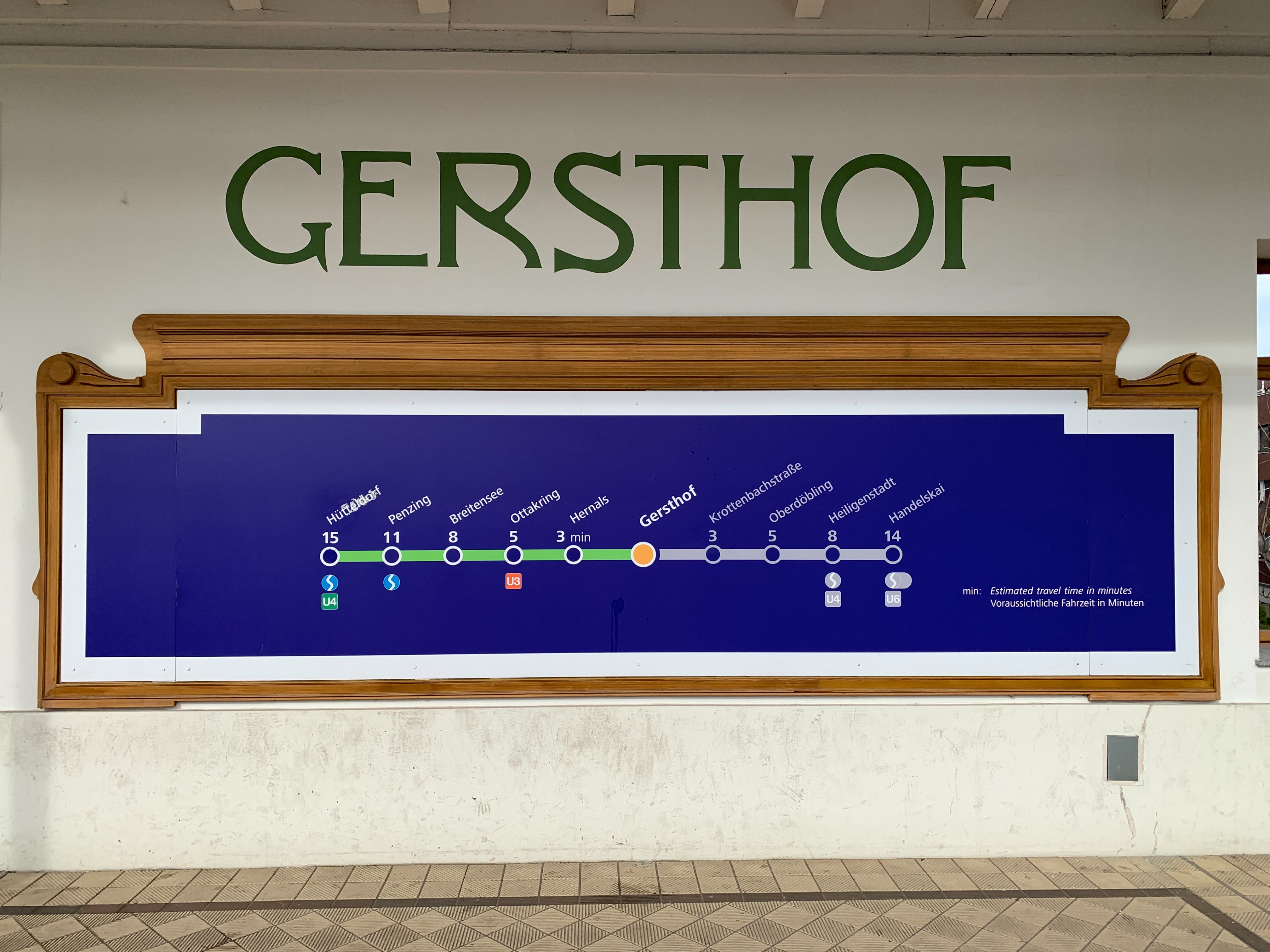
Historische Stationsbeschriftung der Station Gersthof, kombiniert mit neuzeitlicher S-Bahn-Fahrgastinformation

Die Wiener Stadtbahn, auch als Wiener Stadt- und Verbindungsbahn bezeichnet, war ein 1898 eröffnetes öffentliches Nahverkehrsmittel in der österreichischen Hauptstadt Wien und ihrer Umgebung. Ursprünglich handelte es sich um eine normalspurige, als Vollbahn klassifizierte Eisenbahn, die von den k.k. Staatsbahnen mit Dampflokomotiven betrieben wurde. Neben dem Personenverkehr diente sie auch dem Transport von Post, Gepäck und Gütern. Ihr 37,918 Kilometer langes engeres Netz bestand aus sechs Einzelstrecken, namentlich der Oberen Wientallinie, der Unteren Wientallinie, der Donaukanallinie, der Gürtellinie, dem Verbindungsbogen und der Vorortelinie. 1925 wurde ein Großteil dieses Netzes von der kommunal betriebenen Wiener Elektrischen Stadtbahn übernommen, die wiederum zwischen 1976 und 1989 in der Wiener U-Bahn aufging. Nur die Vorortelinie blieb bei der Staatsbahn, sie ist seit 1987 Teil der Wiener S-Bahn.
Das engere Netz ist somit heute durchgängig elektrifiziert und wird von den Wiener Linien (WL) mit den Linien U4 und U6 sowie den Österreichischen Bundesbahnen (ÖBB) mit der Linie S45 bedient. Lediglich ein kurzes Stück der Gürtellinie, der größte Teil des Verbindungsbogens sowie die Zwischenstation Unter-Döbling sind heute stillgelegt.
Die Stadtbahn war auch im dicht verbauten Stadtgebiet von Beginn an durchgehend kreuzungsfrei, das heißt ohne Bahnübergänge, und damit sehr aufwändig trassiert. Sie erhielt zahlreiche als Hochbahn ausgeführte Abschnitte auf Brücken, Viadukten und den charakteristischen gemauerten Stadtbahnbögen sowie weitere Teilstrecken in Tieflage in Einschnitten, in Galerien oder als Unterpflasterbahn direkt unter der Straßenoberfläche.
Sie zählt zu den Hauptwerken des Architekten Otto Wagner, der nicht nur den Unterbau und sämtliche Hochbauten wie Stützwände, Futtermauern, Brücken, Viadukte, Tunnelportale und Stationen einheitlich gestaltete, sondern auch alle zugehörigen Fahrkarten- und Gepäckschalter, Bodenbeläge, Geländer, Aufzüge, Gitter, Tore, Möbel, Wasserleitungen sowie Heiz- und Beleuchtungskörper. Die Infrastruktur blieb in weiten Teilen erhalten und zählt als Gesamtkunstwerk im Übergangsstil zwischen Späthistorismus und frühem Jugendstil zu den Sehenswürdigkeiten der Stadt. Sämtliche Anlagen sind heute denkmalgeschützt.

## Geschichte

### Vorgeschichte

#### Ausgangslage

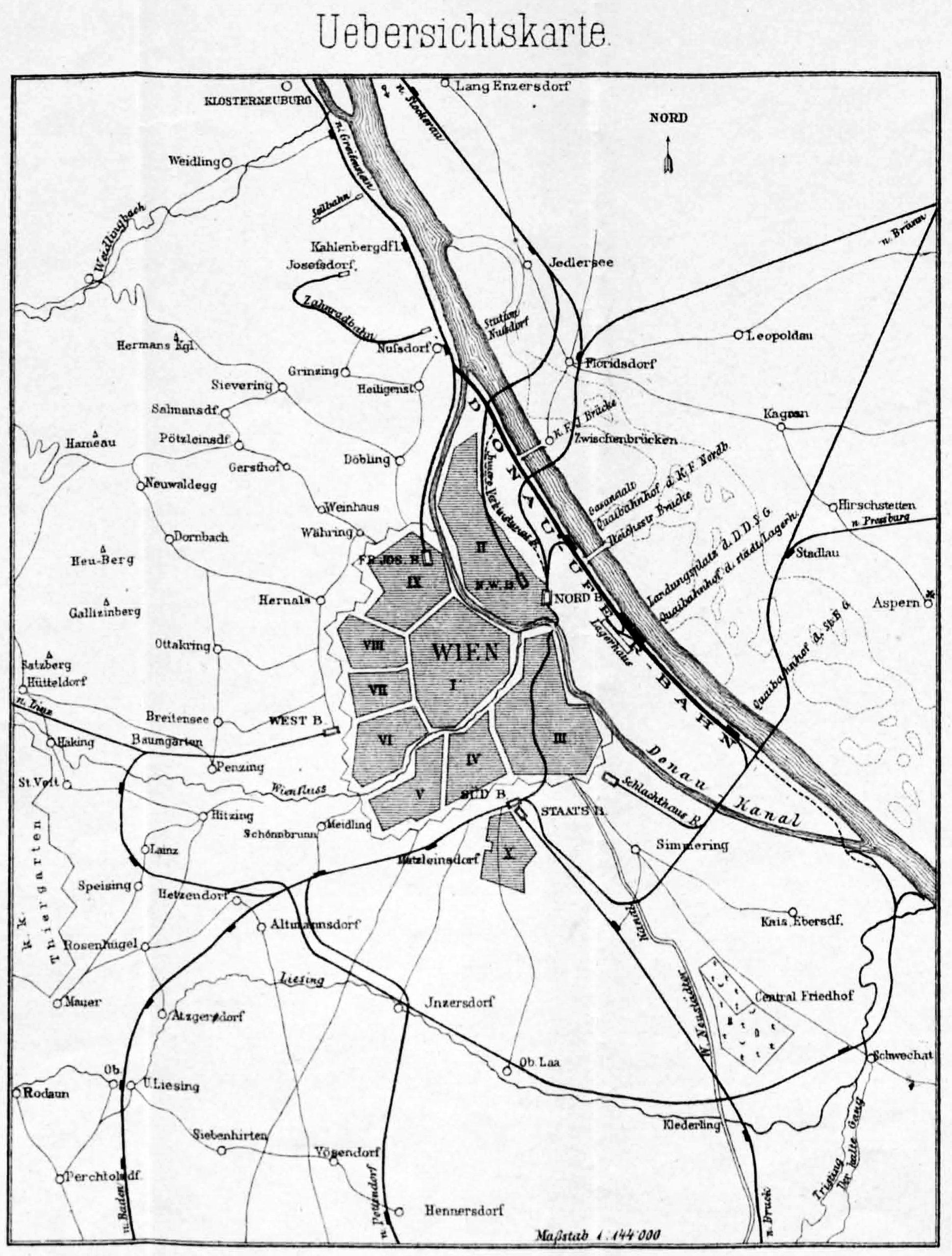
Das Wiener Eisenbahnnetz im Jahr 1878: Verbindungsbahn, Donauländebahn und Donauuferbahn sind zwar bereits in Betrieb, es fehlen jedoch weitere wichtige Verknüpfungen zwischen den Hauptbahnen

Mitte des 19. Jahrhunderts führte aus jeder Himmelsrichtung je eine Eisenbahnstrecke auf Wien zu. Dies waren die 1837 eröffnete Nordbahn, die 1841 eröffnete Südbahn und die im gleichen Jahr eröffnete Ostbahn sowie die 1858 eröffnete Westbahn. 1870, 1872 und 1881 kamen noch die Franz-Josefs-Bahn, die Nordwestbahn und die Aspangbahn hinzu. Jede der sieben Strecken gehörte einer anderen Eisenbahngesellschaft und besaß in der Hauptstadt jeweils einen eigenen Bahnhof, aus räumlichen, fiskalischen und militärischen Gründen teilweise weit außerhalb der Innenstadt in seinerzeit noch unbebautem Gebiet errichtet. Sechs von ihnen waren zudem als – schwer erweiterbare – Kopfbahnhöfe ausgeführt, lediglich der zuletzt eröffnete Aspangbahnhof war schon von Beginn an ein Durchgangsbahnhof. Während die vergleichsweise wenigen Fahrgäste, die nicht die Hauptstadt als Start- oder Zielort hatten, mit der ab 1865 eingerichteten Wiener Straßenbahn zwischen den Bahnhöfen wechseln konnten, gestaltete sich dies für den Transitgüterverkehr weitaus schwieriger.
Außerdem zeichnete sich im ausgehenden 19. Jahrhundert ab, dass auch die Kopfbahnhöfe selbst – darunter vor allem der Westbahnhof und der Franz-Josefs-Bahnhof – dringend entlastet werden mussten. Sie entsprachen auf Dauer nicht mehr den komplizierten Ansprüchen des parallelen Fern- und Lokalverkehrs und hätten ohne den Bau der Stadtbahn kostspielig umgebaut werden müssen.
Während die miteinander konkurrierenden Bahngesellschaften damals kein Interesse an einer zentralen urbanen Lösung hatten – der heutige Wiener Hauptbahnhof ging letztlich erst 2012 in Betrieb –, verlangte das österreichische Militär schon nach der Märzrevolution von 1848 Maßnahmen, die eine Wiederholung solcher Ereignisse verhindern sollten. Zwar sorgten die Verbindungsbahn Meidling–Nordbahnhof ab 1859, die Verbindungsbahn Penzing–Meidling ab 1860, die Donauländebahn ab 1872 und die Donauuferbahn ab 1875 für eine gewisse Abhilfe, doch zeigte nicht zuletzt die verlustreiche Schlacht bei Königgrätz im Jahr 1866, dass weitere Querverbindungen zwischen den Fernbahnen fehlten. Nachdem zudem 1867 nur noch 18 Kilometer des österreichischen Eisenbahnnetzes – darunter auch die Verbindungsbahn – in staatlicher Hand waren, begann 1874 eine neuerliche Verstaatlichungswelle. Die mit der Entprivatisierung verbundene Vereinheitlichung des Betriebs sowie die neuen Verknüpfungen in der Hauptstadt sollten es im Mobilmachungsfall – insbesondere im Fall eines Zweifrontenkriegs – erlauben, leichter Truppen, Waffen und Munition verschieben zu können. Aber auch der sogenannte Approvisionierungsverkehr – das heißt die Versorgung der Stadt und der Soldaten mit Lebensmitteln – spielte eine große Rolle bei der künftigen Wiener Stadtbahn. Ebenso wichtig war die Möglichkeit, im Kriegsfall die großen innerstädtischen Kasernen an die Hauptbahnen anzuschließen, darunter insbesondere das zwischen 1849 und 1856, gleichfalls in Folge der Märzrevolution, erbaute Arsenal.
Ein weiterer wichtiger Aspekt bei der Errichtung der Stadtbahn war die Schleifung des Linienwalls, einer Befestigungsanlage um die Wiener Vorstädte. Sie war Mitte des 19. Jahrhunderts militärisch obsolet geworden, was zunächst ab 1873 zur Anlage der 75 bis 80 Meter breiten Gürtelstraße führte, wobei der Innere Gürtel innerhalb des Walls und der Äußere Gürtel außerhalb des Walls verlief. Der ab 1894 erfolgte Abriss der Befestigungsanlage machte dann Platz für neue städtische Bahntrassen. Eine frühe Alternativbezeichnung für die Stadtbahn lautet deshalb Gürteleisenbahn oder kurz Gürtelbahn.
Schon früh kristallisierte sich außerdem heraus, dass es aus Synergiegründen sinnvoll wäre, den Stadtbahnbau mit zwei weiteren städtischen Großprojekten in der zweiten Hälfte des 19. Jahrhunderts zu verknüpfen. Dies war zum einen die Wienflussregulierung samt partieller Einwölbung und zum anderen der weitere Ausbau des Donaukanals. Beide Maßnahmen dienten vor allem dem Hochwasserschutz, wobei am Donaukanal in der Freudenau außerdem ein, gleichfalls überflutungssicherer, Handels- und Winterhafen entstand. Zusätzlich erhielt parallel zum Stadtbahnbau auch der Donaukanal im Zuge der fortschreitenden Wiener Kanalisierung zwei Sammelkanäle, den Linken Hauptsammelkanal und den Rechten Hauptsammelkanal. Die durch die Begradigung der beiden Flüsse gewonnene Fläche konnte somit für die Stadtbahntrassen verwendet werden, der teure Ankauf von Privatgrundstücken sowie der Abriss bestehender Gebäude entfiel.

#### Frühe Projekte anlässlich der ersten Stadterweiterung von 1850
In Wien existierten schon sehr früh einschlägige Projekte für Eisenbahnstrecken im Stadtgebiet. Das älteste stammt von 1844, als der Eisenbahnpionier Heinrich Sichrowsky nach britischem und französischen Vorbild eine atmosphärische Eisenbahn gemäß dem System von George Medhurst und Samuel Clegg konzipierte. Diese sollte vom Lobkowitzplatz unterhalb des Wiener Glacis weiter zum Wienfluss und bis nach Hütteldorf führen. 1849 schlug schließlich Julius Pollack vor, die damals noch im Planungsstadium befindliche Wiener Verbindungsbahn ebenfalls atmosphärisch zu betreiben.
Die nächsten Planungen folgten im Zusammenhang mit der ersten Stadterweiterung anno 1850, darunter ein 1852 von der Wiener Baugesellschaft und vom Wiener Bankverein präferiertes Projekt. Den zweiten Vorschlag, der bereits bis in Details ausgearbeitet war, legte Graf Henckel von Donnersmarck 1867 vor. 1869 brachte schließlich Baurat Carl von Schwarz einen dritten „Stadtbahnentwurf“ ein. Damit war für das Projekt ein Name fixiert, der bald in den allgemeinen Sprachgebrauch überging. Darüber hinaus war der Begriff „Stadtbahn“ ab 1870 auch in Berlin geläufig. Außerhalb der beiden Hauptstädte etablierte sich „Stadtbahn“ hingegen Ende des 19. Jahrhunderts eher als Alternativbezeichnung für eine klassische elektrische Straßenbahn. In Wien, wie auch in Berlin, sprach man daher im 19. Jahrhundert teilweise von einer Stadteisenbahn. Ein weiterer damals auch in Wien populärer Begriff war Metropolitan(eisen)bahn, abgeleitet von der 1863 in London eröffneten Metropolitan Railway, ihres Zeichens die erste U-Bahn der Welt.
Abgesehen von den finanziellen Mitteln stellten aber auch die verwickelten Kommunikations- und Eigentumsverhältnisse beim städtischen Bahnbau alle Beteiligten vor große Herausforderungen, weshalb das Projekt jahrelang nicht vorankam. Bereits von Carl Ritter von Ghega, der in den 1850er Jahren sowohl die komplizierte Semmeringbahn als auch die Wiener Verbindungsbahn parallel zueinander erbaute, ist daher der Ausspruch überliefert:

„Lieber baue ich noch zwei Semmering-Bahnen als diese Stadtbahn. [Gemeint ist die Verbindungsbahn.]“

#### Wettbewerb des Handelsministeriums anlässlich der Weltausstellung (1873)

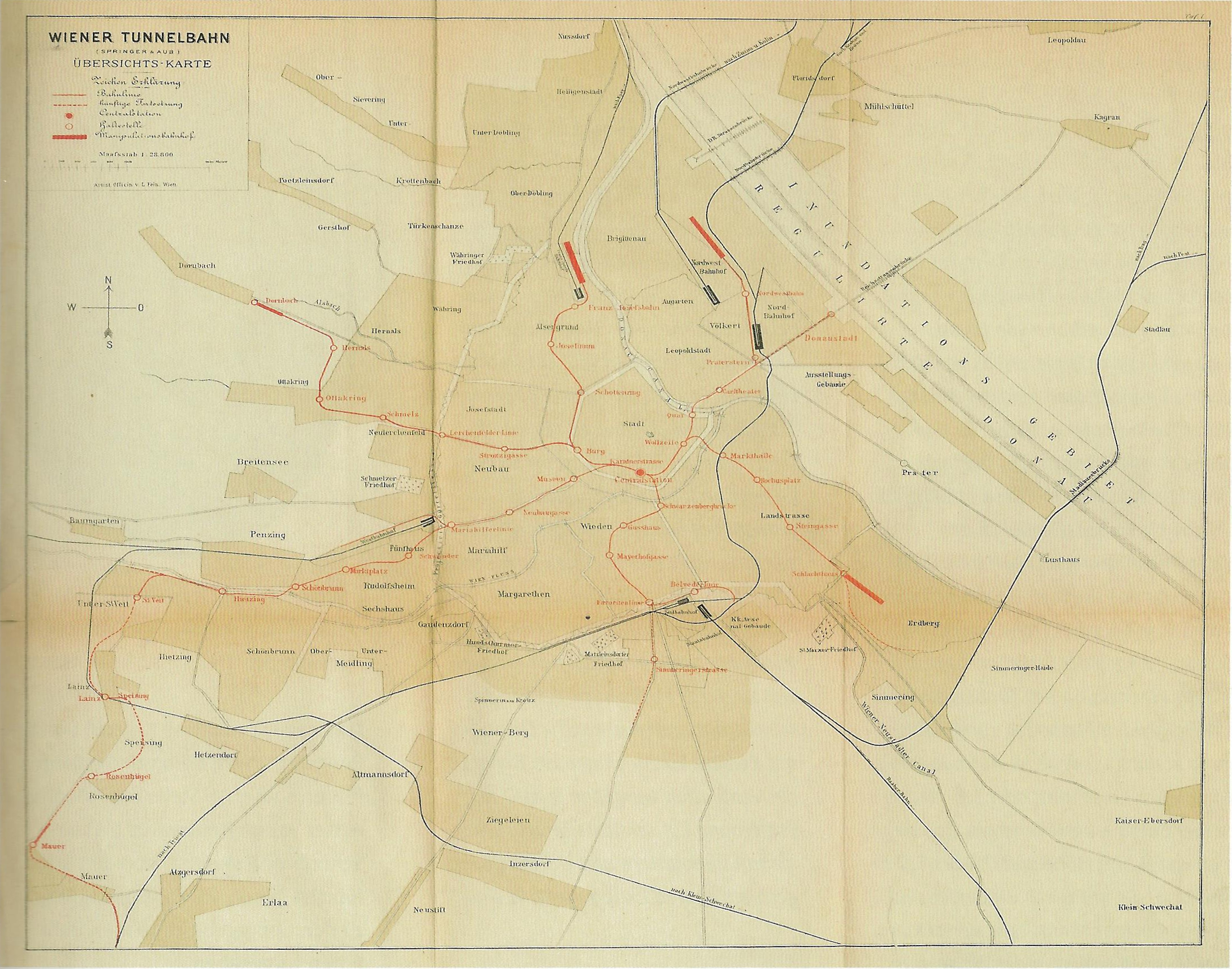
Frühes Projekt einer Wiener Tunnelbahn von Emil Winkler, 1873

In Folge des wirtschaftlichen Aufschwungs ab 1871 kam die Stadtbahn erneut auf die Agenda. Allein 23 neue Planungen gingen in Folge eines vom Handelsministerium ausgelobten Wettbewerbs bis zum 1. März 1873 bei diesem ein, als sich Wien anlässlich der am 1. Mai 1873 eröffneten Weltausstellung als moderne Großstadt positionieren wollte. Darunter befand sich erstmals auch ein Vorschlag für eine reine Tunnelbahn, vorgelegt von Emil Winkler. Seine Planung beruhte ferner auf der ersten systematischen Verkehrszählung in Wien. Schon damals sprach das Ministerium den Grundsatz aus, dass Niveaukreuzungen mit bestehenden Straßen nicht zugelassen werden können, so dass nur Hoch-, Tief- oder Galeriebahnen in Frage kamen.
Durch die in Folge des Wiener Börsenkrachs vom Mai 1873 eingetretene Wirtschaftskrise ließ das Interesse an der sogenannten Stadtbahnfrage dann wieder etwas nach. So erhielt keiner der 23 Entwürfe eine Konzession, wenngleich die Gemeinde denjenigen des Konsortiums von Edmund Graf Zichy sowohl hinsichtlich des beantragten Lokalbahnnetzes als auch der vorgeschlagenen Wienflussregulierung als den den öffentlichen Interessen am meisten entsprechende beurteilte. Das Projekt von Zichy und seinen Mitstreitern Baron Rothschild, Baron von Schey, Baron Carl von Schwarz, Achilles Melingo, Otto Wagner und Georg Scheyer sah eine ausschließlich in Hochlage geführte Bahn mit einem Zentralbahnhof zwischen Aspernbrücke und Augartenbrücke vor. Von dort aus sollte die Stadtbahn einerseits nach Baumgarten an der Westbahn, andererseits längs des Donaukanals zum Franz-Josefs-Bahnhof und längs der bestandenen Linienwälle bis zum Rennweg führen. Weitere Strecken waren zur Reichsbrücke, nach Hernals, zum Südbahnhof, in die Brigittenau oder nach Floridsdorf geplant.

#### Vorbild Berlin (1882)

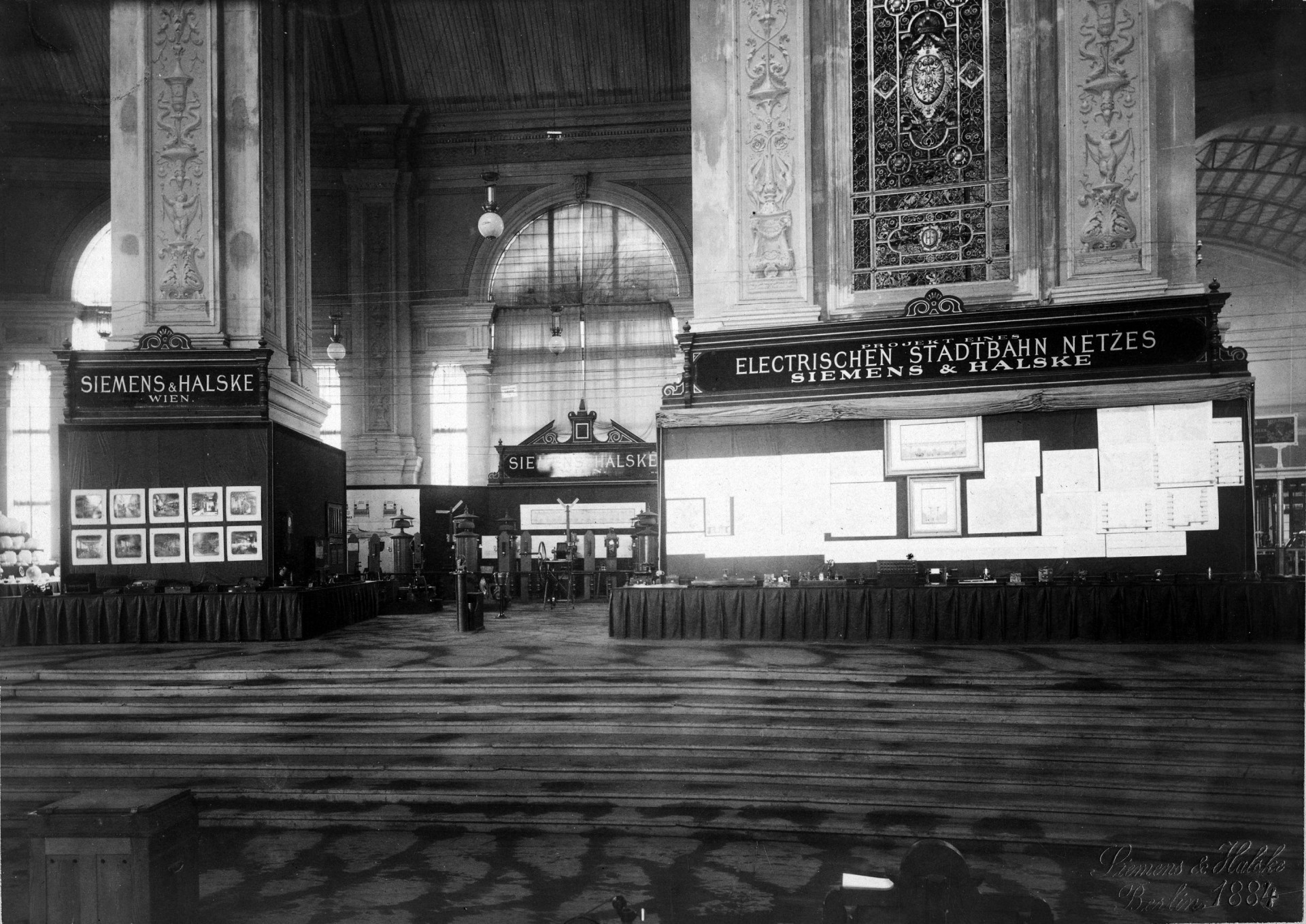
Vorstellung des elektrischen Stadtbahn-Projekts von Siemens & Halske, Berlin 1884

Konzessionsurkunde für die Wiener Gürtelbahn vom 25. Jänner 1883

Nach fast zehn Jahren ohne Fortschritt gab schließlich die deutsche Hauptstadt Berlin den unmittelbaren Anstoß zur neuerlichen Diskussion der Wiener Stadtbahnfrage. Dort verkehrte bereits ab dem 7. Feber 1882 die Berliner Stadtbahn, die später in mehrfacher Hinsicht der Wiener Stadtbahn als Vorbild diente. Sie war zwar ausschließlich in Hochlage auf Viaduktbögen trassiert, wurde aber ebenfalls von der zuständigen Staatsbahn mit Dampflokomotiven und kurzer Zugfolge betrieben und verband mehrere bereits zuvor bestehende Kopfbahnhöfe miteinander. Anders als später bei der Wiener Dampfstadtbahn galt in Berlin außerdem bereits ein starrer Taktfahrplan.
In diesem Zusammenhang wurden der österreichischen Regierung daher drei neue Entwürfe unterbreitet, der erste sogar schon im Jahr vor Eröffnung der Berliner Anlage. Diesen legte im August 1881 ein Konsortium der Engländer James Clarke Bunten und Joseph Fogerty vor, zweier Ingenieure und Investoren aus dem Nahbereich der Londoner Metropolitan Railway. Er führte, als mittlerweile dreißigstes Stadtbahnprojekt insgesamt, erstmals bis zum Stadium der Konzessionserteilung am 25. Jänner 1883. Geplant war ein Hauptbahnhof am Donaukanal sowie eine zweigleisige Gürtelbahn mit Abzweigen zu sämtlichen Wiener Bahnhöfen und nach Hietzing. Die Ausführung des etwa 13 Kilometer langen Rings war längs des Donaukanals und Wienflusses als Hochbahn auf eisernen Viadukten, auf dem Gürtel teils als Viadukt, teils als offener oder gedeckter Einschnitt geplant. Die Zweigstrecken sollten sämtlich als Hochbahnen, zumeist auf Viadukten hergestellt werden. Die Konzession der beiden Briten wurde aber am 14. März 1886 von der österreichischen Regierung als erloschen erklärt, weil der finanzielle Nachweis über die veranschlagten Kosten von 719 Millionen Österreichischen Kronen nicht erbracht werden konnte. Zudem animierten die entlang von Gürtel, Wiental und Donaukanal geplanten Hochstrecken auf Stahlträgern aufgebrachte Ensembleschützer und Stadtbildästheten zu erbittertem Widerstand, woraufhin das Projekt im Keim erstickte.
In Konkurrenz zu Bunten und Fogerty stand das 1883 vorgelegte Project des Stadtbauamtes für die Anlage einer Stadtbahn in Wien, das die Gemeinde Wien präferierte. Es sollte sich aus folgenden drei Hauptlinien zusammensetzen:
- eine zweigleisige Gürtellinie vom Südbahnhof bis zum Anschluss an die Nordbahn und die Nordwestbahn, zum größten Teil als Hochbahn vorgesehen
- eine zentrale viergleisige Tiefbahn, die als Durchmesserlinie in Nord-Süd-Richtung die Innere Stadt erschließen sollte
- eine als Hochbahn zu errichtende Wientallinie vom Westbahnhof bis zur ehemaligen Schickaneder Brücke beim heutigen Getreidemarkt

Außerdem reichte 1884 Siemens & Halske das Project eines Netzes electrischer Stadtbahnen für Wien ein. Letzteres war jedoch schmalspurig und wurde daher nicht angenommen, weil die zuständigen Behörden befürchteten, dass dadurch das Zustandekommen von weiteren Stadtbahnen mit Dampfbetrieb verhindert werden könnte.

Planung von Bunten und Fogerty, 1881
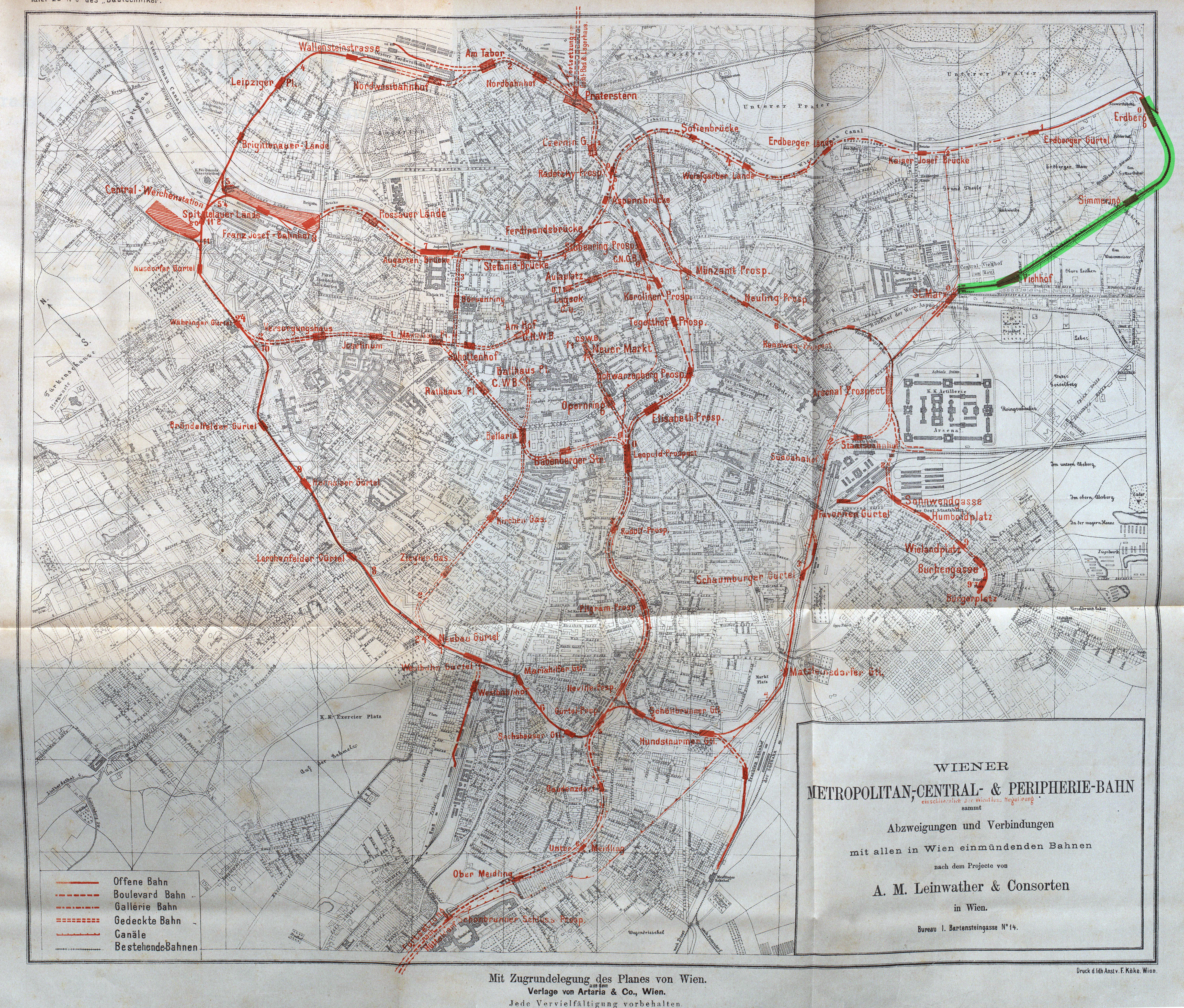
Projekt einer Metropolitan-, Central- & Peripherie-Bahn von A. M. Leinwather & Consorten, 1882
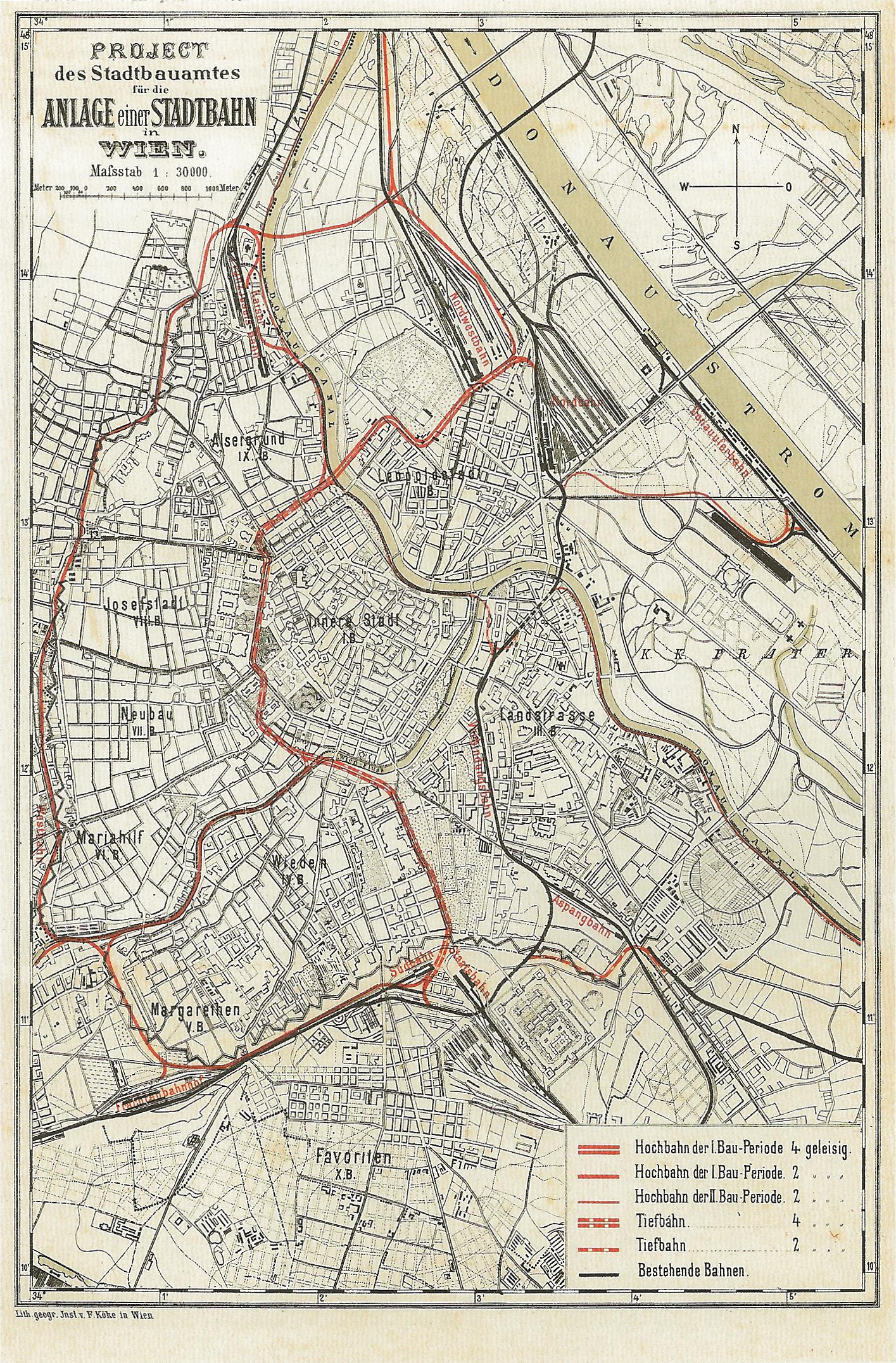
Planung des Wiener Stadtbauamtes von 1883
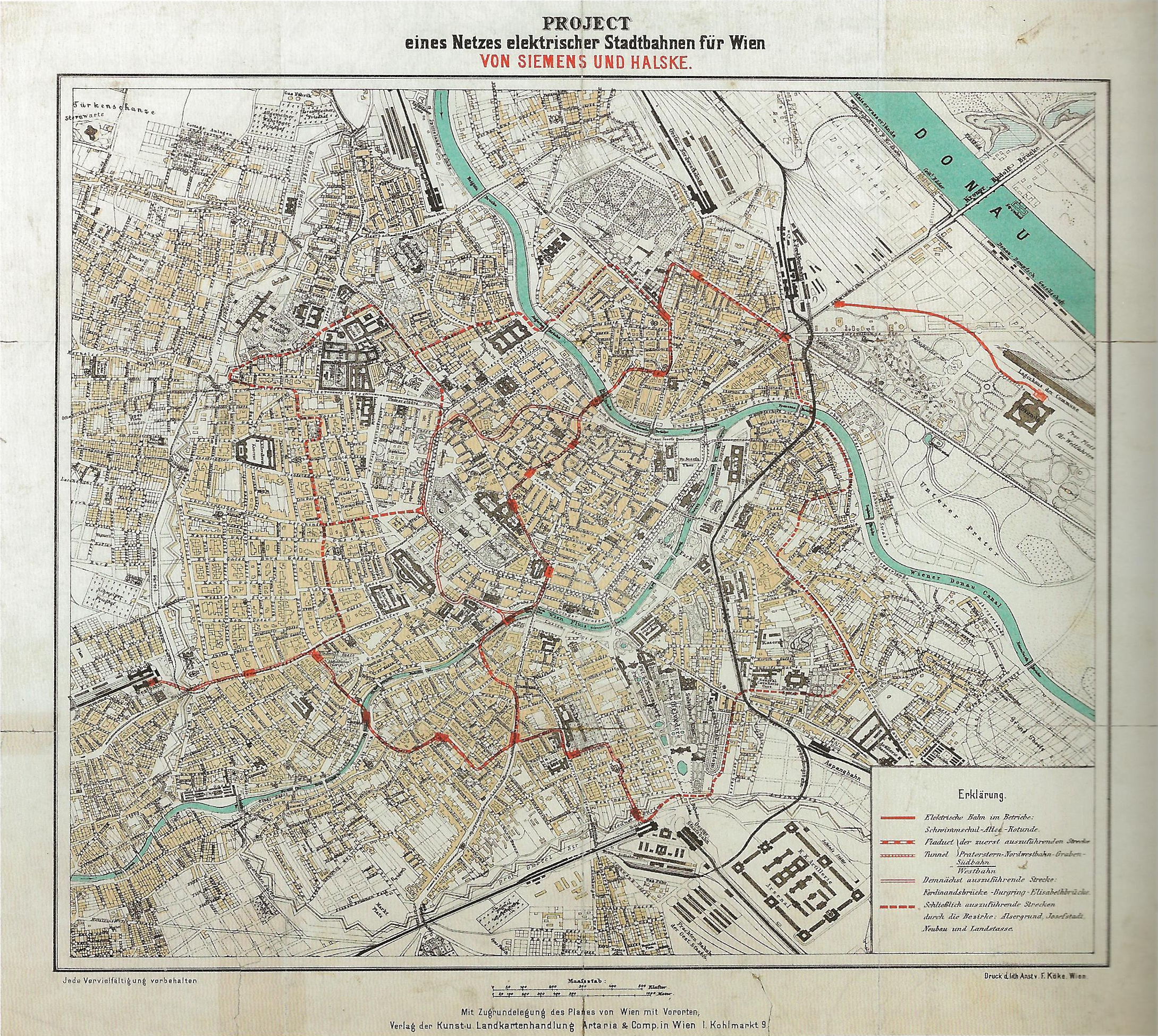
Projekt von Siemens & Halske aus dem Jahr 1884

### Planung und Bau

#### Erneuter Anlauf anlässlich der zweiten großen Stadterweiterung von 1892

Anleihe der Commission für Verkehrsanlagen in Wien, ausgegeben 1894

Erstmals konkret wurde das Stadtbahnprojekt 1890, als die von der Dampftramway-Gesellschaft vormals Krauss & Comp. vorgelegten Entwürfe als Grundlage für die amtlichen Verhandlungen zugelassen wurden, wenngleich diese im Laufe der folgenden Jahre noch zahlreiche Änderungen erhielten. Ursächlich für den neuerlichen Anlauf zum Stadtbahnbau war zum einen der fortdauernde wirtschaftliche Aufschwung Österreichs. Dieser führte in den Jahren 1889 und 1890 – nach einer langen Defizitperiode – wieder zu einem ausgeglichenen Staatshaushalt, 1891 konnte sogar ein Überschuss erzielt werden. Zum anderen beschloss der niederösterreichische Landtag (Wien gehörte damals noch zum Land Niederösterreich) im Dezember 1890 die Vereinigung der Hauptstadt mit ihren Vororten zu Groß-Wien.
Bei dieser zweiten großen Stadterweiterung kamen zu den bestehenden Bezirken 1 bis 10 die neuen Bezirke 11 bis 19 hinzu, die mit Wirkung zum 1. Jänner 1892 ihre Eigenständigkeit verloren. Dadurch vergrößerte sich das Stadtgebiet von 55 auf 179 Quadratkilometer, die Einwohnerzahl stieg von 800.000 auf 1.300.000. Durch die gewachsene Stadt gewann das Stadtbahnprojekt weiter an Dringlichkeit. Zugleich erforderte die westliche Stadterweiterung die Ausweitung des Stadtbahnvorhabens um die Vorortelinie.
Schließlich fand im späteren k.k. Eisenbahnministerium, das bis 1896 noch Teil des Handelsministeriums war, vom 5. Oktober bis 16. November 1891 eine Enquete statt. Dabei stellte sich heraus, dass die Entscheidung für den Bau nur gemeinsam von Staat, Land und Gemeinde zu fällen wäre. Das Ministerium schlug daher die Gründung einer paritätisch besetzten Commission vor.
Im Einvernehmen mit dem Land Niederösterreich und der Stadt Wien legte die Regierung von Ministerpräsident Eduard Taaffe daher dem Reichsrat am 6. Feber 1892 einen umfangreichen Gesetzentwurf über die Ausführung der Verkehrsanlagen in Wien vor, in dem auch die Stadtbahnstrecken festgelegt waren. Diesen nahmen beide Häuser des Reichsrats an und verlautbarten ihn als Gesetz vom 18. Juli 1892. Das Verdienst hierfür gebührt in erster Linie Heinrich von Wittek, 1897–1905 k.k. Eisenbahnminister.
Die vom Ministerium vorgeschlagene Commission für Verkehrsanlagen in Wien konstituierte sich schließlich am 25. Juli 1892 und fungierte als Bauherr für den Stadtbahnbau, die Wienflussregulierung und den Donaukanalausbau. Am 27. Oktober 1892 erfolgte die ministerielle Entscheidung, womit die Trassenführung sämtlicher Linien die Genehmigung erhielt. Anfang November 1892 war die Wiener Stadtbahn im Telefonbuch bereits mit drei Nummern (6879, 6880 und 6881) eingetragen. Für die Ausarbeitung der Detailprojekte ordnete das k.k. Handelsministerium „die weitestgehende Schonung der öffentlichen Gartenanlagen“ an. Am 18. Dezember 1892 erhielt die Commission schließlich auch die offizielle Konzession für den Betrieb der Stadtbahn, veröffentlicht im Reichsgesetzblatt Nummer 230. Die Baumaßnahmen selbst übertrug sie hingegen der Staatsbahn. Dies erfolgte für die Hauptlinien per Übereinkommen vom 27. Mai 1893 und für die Lokalbahnlinien mittels Nachtragsübereinkommen vom 27. September 1894.

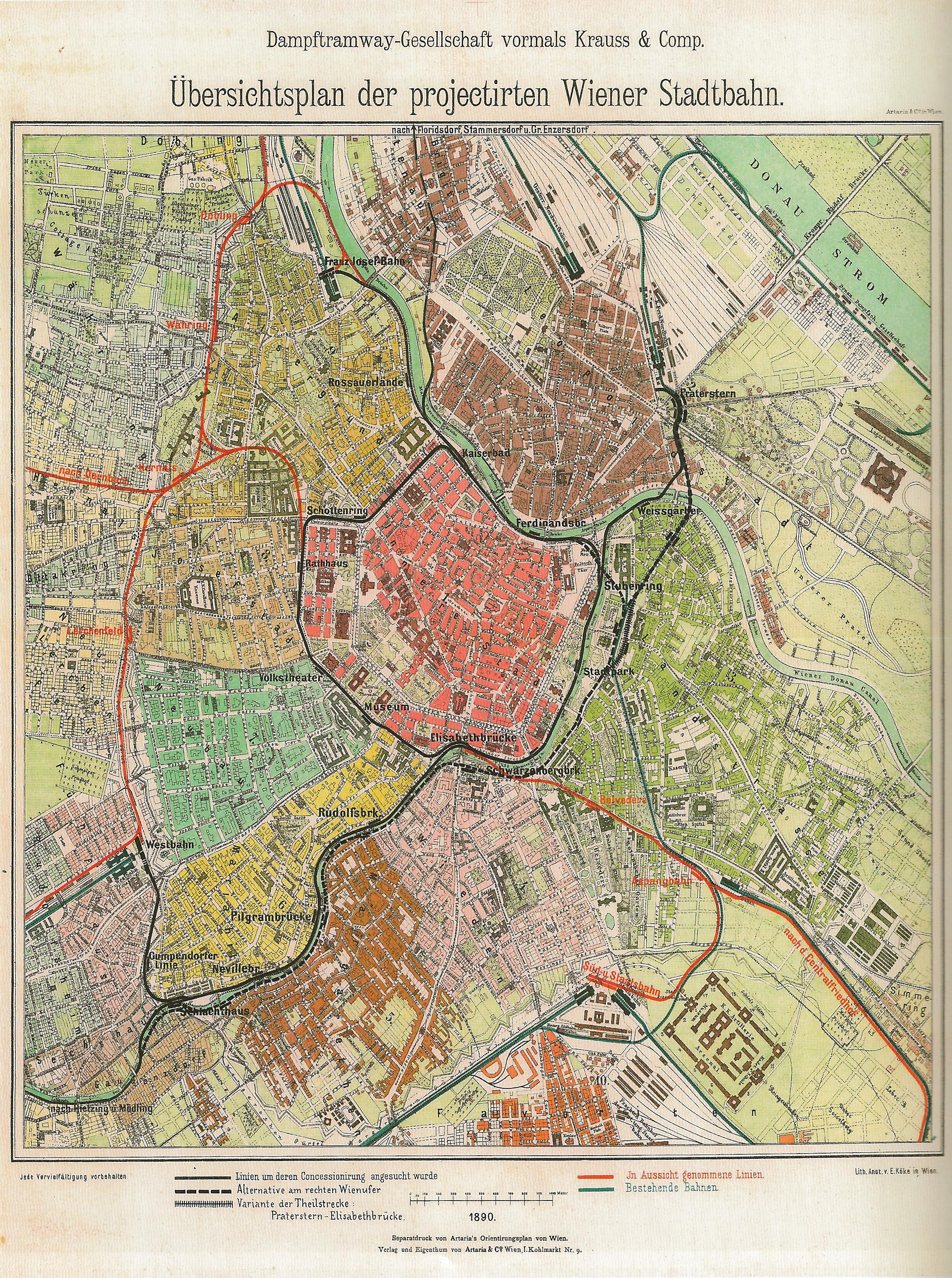
Plan der Dampftramway-Gesellschaft vormals Krauss & Comp. von 1890, noch ohne die Vorortelinie
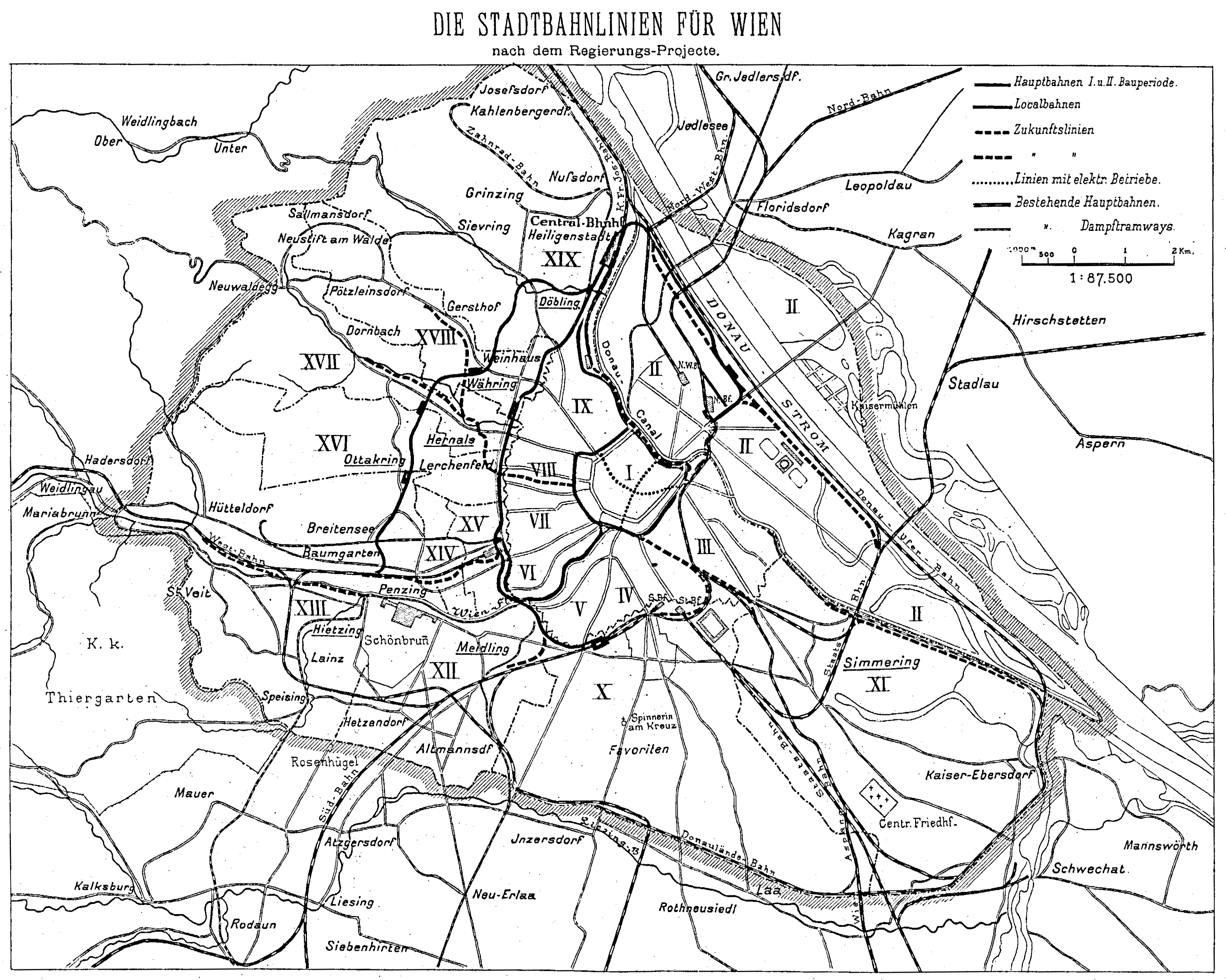
Die Stadtbahnlinien für Wien nach dem Regierungs-Projecte von 1891
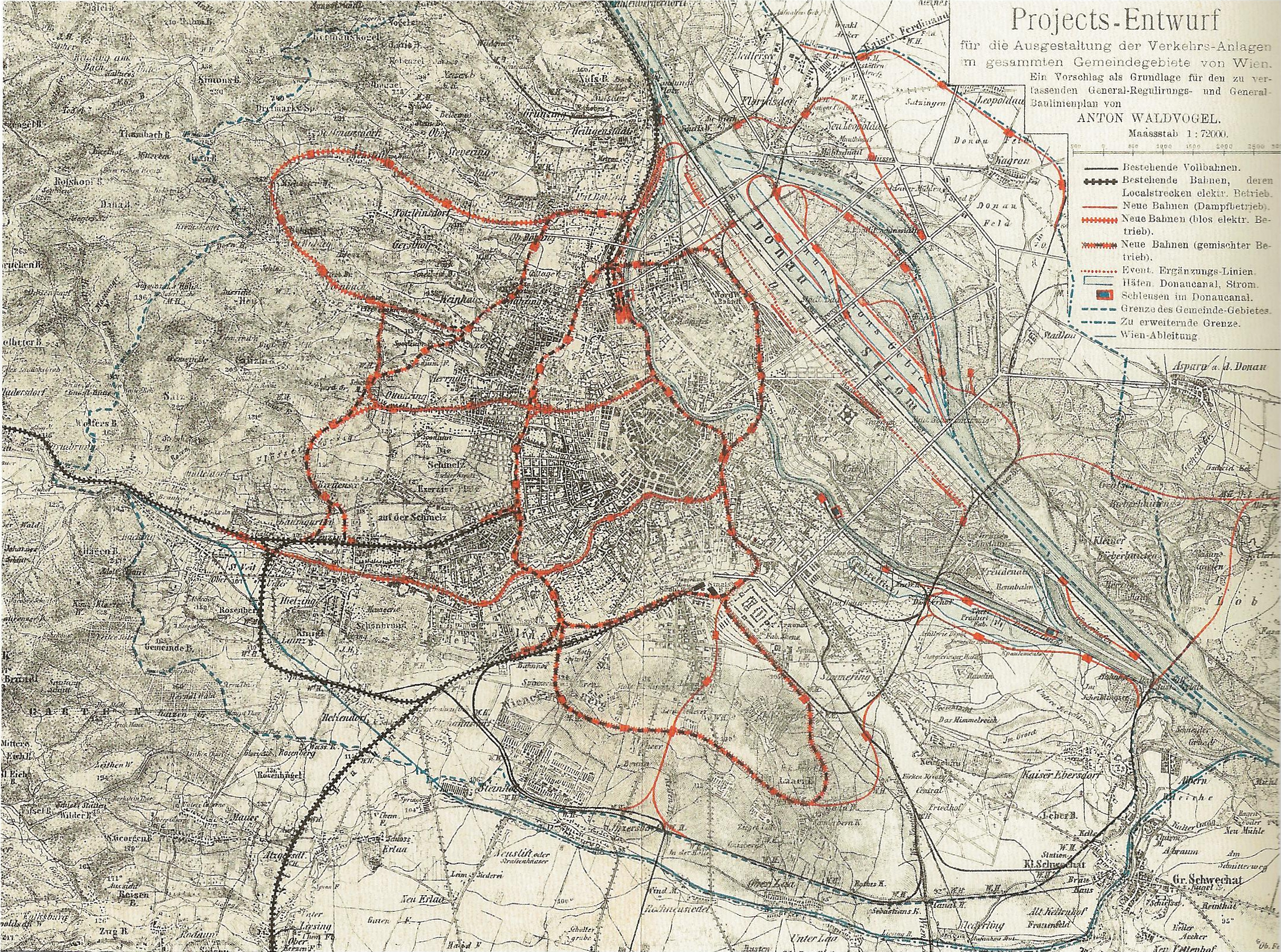
Vorschlag von Anton Waldvogel, 1892

#### Unterscheidung nach Haupt- und Lokalbahnen

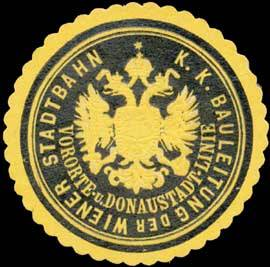
Siegelmarke der k.k. Bauleitung für die Vorortelinie und die – letztlich nicht realisierte – Donaustadtlinie

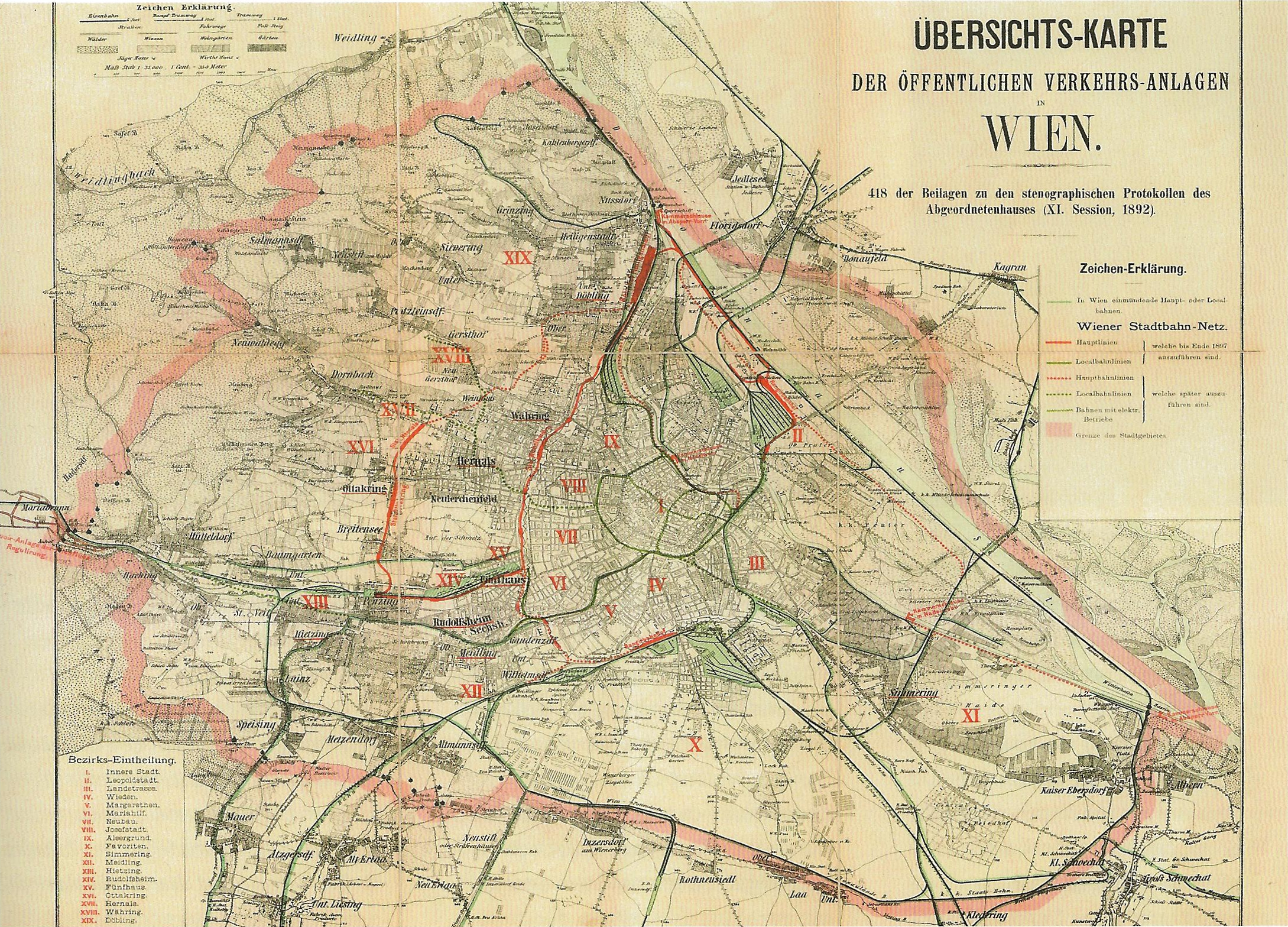
Die Stadtbahnplanung von 1892, rot die Hauptbahnen und grün die Lokalbahnen

K.k. Sektionschef und Baudirektor Friedrich Bischoff Edler von Klammstein, aufgenommen 1903

Das 1892 geplante Stadtbahnnetz war in zwei Hauptgruppen geteilt. Darunter Hauptbahnen, die den Übergang der Fahrbetriebsmittel der in Wien einmündenden Bahnen gestatten und Anschlüsse an diese erhalten sollten, sowie wesentlich günstiger zu erstellende Lokalbahnen. Letztere sollten als Nebenbahnen trassiert und von Privatbahnen betrieben werden. Für die Lokalbahnen war die Möglichkeit des Übergangs der Fahrbetriebsmittel der Hauptbahnen nur bedingt und ein Anschluss an die übrigen Bahnen überhaupt nicht vorgesehen. Die Gesamtkosten wurden damals mit 73 Millionen Österreichischen Gulden veranschlagt. Im Einzelnen unterschieden sich die beiden Streckenklassen wie folgt:
|              | Kostenverteilung:                                        | Mindestradius auf freier Strecke: | Mindestradius im Bahnhofsbereich: | Maximalsteigung: | Gleisabstand auf geraden Abschnitten: | Lichtraumprofil über Schienenoberkante: |
| Hauptbahnen: | Staat: 87,5 Prozent, Stadt: 7,5 Prozent, Land: 5 Prozent | 160 Meter                         | 150 Meter                         | 20 Promille      | 4,00 Meter                            | 4,8 Meter                               |
| Lokalbahnen: | Staat: 85 Prozent, Stadt: 10 Prozent, Land: 5 Prozent    | 150 Meter                         | 120 Meter                         | 25 Promille      | 3,80 Meter                            | 4,4 Meter                               |

Letzteres Unterscheidungsmerkmal hätte allerdings einen Übergang der Züge von den Hauptbahnen auf die Lokalbahnen ausgeschlossen. Später entschieden sich die Verantwortlichen dann aber doch dafür, auch die Lokalbahnen mit einer lichten Höhe von 4,8 Metern zu bauen. Somit unterlag das Lichtraumprofil der Stadtbahn letztlich keinerlei Einschränkungen im Vergleich zu den übrigen Hauptbahnen des Landes. Die Maximalsteigung von 25 Promille entsprach dabei derjenigen auf der Semmeringbahn. Im ersten Bauabschnitt – fertigzustellen bis Ende des Jahres 1897 – waren ursprünglich sechs Strecken mit einer Gesamtlänge von 47,4 Kilometern vorgesehen:
- Als Hauptbahnen:
  - Die 15,3 Kilometer lange und 25.415.000 Österreichische Gulden teure Gürtellinie, auch Gürtelbahnlinie genannt, von Heiligenstadt bis an die Südbahn in Matzleinsdorf, zuzüglich einer – parallel zur Westbahn verlaufenden – Zweigstrecke zwischen dem Westbahnhof und Penzing
  - Die 5,6 Kilometer lange und 3.600.000 Österreichische Gulden teure Donaustadtlinie vom Praterstern zur Donauuferbahn und weiter bis Nußdorf, wobei zwischen Praterstern und dem Verschiebebahnhof der Nordbahn an der Vorgartenstraße eine Hochbahn, im weiteren Verlauf aber zunächst nur eine provisorische Niveaubahn in Straßenhöhe geplant war
  - Die 9,3 Kilometer lange und 9.700.000 Österreichische Gulden teure Vorortelinie von Penzing über Ottakring und Hernals bis Heiligenstadt
- Als Lokalbahnen:
  - Die 7,2 Kilometer lange und 9.360.000 Österreichische Gulden teure Wientallinie respektive Wientalbahn, damals noch Wienthallinie beziehungsweise Wienthalbahn geschrieben, vom Westbahnhof über den Gürtel zum Gumpendorfer Schlachthaus und von dort entlang dem Wienfluss zum Hauptzollamt, nebst einer Abzweigung von Gumpendorf zur Dampftramway von der Schönbrunner Linie nach Mödling
  - Die 6,0 Kilometer lange und 7.900.000 Österreichische Gulden teure Donaukanallinie, damals noch Donaucanallinie geschrieben, vom Hauptzollamt bis nach Heiligenstadt – in der Frühzeit der Stadtbahn nach dem Franz-Josefs-Kai teilweise auch Quailinie respektive Kailinie genannt, wobei hier alternativ eine nur 3,8 Kilometer lange und nur 5.700.000 Österreichische Gulden teure Variante vom Hauptzollamt zum Franz-Josefs-Bahnhof im Gespräch war
  - Die 4,0 Kilometer lange und 5.400.000 Österreichische Gulden teure innere Ringlinie, am Karlsplatz abzweigend von der Wientallinie und entlang der Museumsstraße, der Landesgerichtsstraße, der Universitätsstraße sowie des Schottenrings bis zum Anschluss an die Donaukanallinie beim Kaiserbad führend

Nach eintretendem Verkehrsbedürfnis waren in einem zweiten Bauabschnitt von 1898 bis 1900 folgende Ergänzungsstrecken vorgesehen:
- Als Hauptbahnen:
  - Eine Strecke längs des Donaukanals zur Verknüpfung der Franz-Josefs-Bahn mit der Verbindungsbahn
  - Die Ausführung der Donaustadtlinie in definitiver Weise, das heißt auch nördlich vom Verschiebebahnhof der Nordbahn an der Vorgartenstraße als Hochbahn ausgeführt, diese sollte sich auf die gesamte Länge der Donaustadt erstrecken
- Als Lokalbahnen:
  - Eine Friedhoflinie, abzweigend von der Wientallinie, zum Zentralfriedhof und weiter nach Schwechat unter Mitbenutzung der Gleise der privaten Eisenbahn Wien-Aspang (EWA)
  - Abzweigungen von der inneren Ringlinie zur Gürtel- und Vorortelinie mit Fortsetzungen Richtung Dornbach und Pötzleinsdorf
  - zwei Radialbahnen durch die Innere Stadt, für die von Beginn an der elektrische Betrieb geplant war

Im Zusammenhang mit der Anbindung des Zentralfriedhofs war gegen Ende des 19. Jahrhunderts sogar die Leichenbeförderung per Stadtbahn geplant, die Erlaubnis hierfür war ausdrücklich in den Konzessionsbedingungen festgehalten. Allerdings wurde dieser Wunsch später abgelehnt, weil die damals sehr zahlreichen privaten Leichenbestattungsanstalten dagegen heftig Einspruch erhoben. Alternativ diente dann ab 1918 die Straßenbahn einige Jahre lang dem Transport von Särgen.
Der langjährige niederösterreichische Statthalter Erich Graf Kielmansegg erwähnt in seinen Memoiren, dass die Verhandlungen über die Aufteilung zwischen Haupt- und Lokalbahnlinien nicht friktionsfrei waren und zu Spannungen zwischen dem Vorsitzenden der Commission, Handelsminister Gundakar Graf Wurmbrand-Stuppach und seinem Stellvertreter Heinrich von Wittek geführt hat. Die ursprünglich als alle in Wien einmündende Bahnen verbindendes Hauptbahnnetz geplante Stadtbahn sei zur Lokalbahn „herabverhandelt“ worden.

#### Baubeginn (1892)

Gürtellinie: Bau der Tiefbahnstrecke bei der Burggasse, um 1893

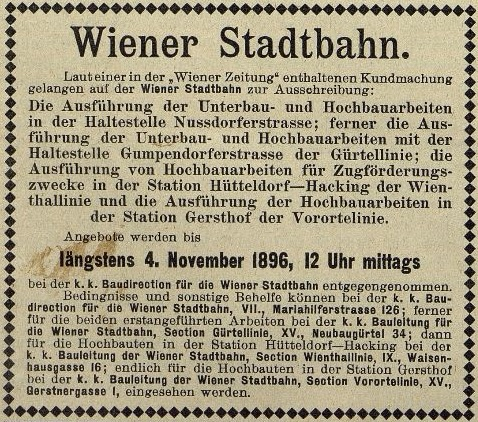
Ausschreibung diverser Stadtbahnbauarbeiten im Jahr 1896

Kaiser Franz Joseph I. besucht die Bauarbeiten im Wiental, 1896

Letztlich war die Vorortelinie, die stellenweise den Charakter einer Gebirgsbahn aufweist, der schwierigste Abschnitt und wurde daher bis Dezember 1893 zurückgestellt. Dadurch begannen die Stadtbahnbauarbeiten am 16. Feber 1893 mit der Gürtellinie im Bahnhof Michelbeuern. Zuvor wurde jedoch schon am 7. November 1892 per feierlichem Spatenstich mit der Abtragung des Wasserreservoirs der ehemaligen Kaiser-Ferdinands-Wasserleitung vor der Westbahn begonnen. Somit kann schon dieser Tag als Baubeginn angesehen werden. Für die Vorortelinie war schon am 1. August 1892 k.k. Oberbaurat Albert Gatnar zum Bauleiter bestellt worden, während für die Gürtellinie k.k. Oberbaurat Anton Millemoth und für die Wientallinie sowie die Donaukanallinie k.k. Oberbaurat Arthur Oelwein verantwortlich waren.
Ende des Jahres 1894 war dann auch der Abschnitt Hütteldorf-Hacking–Hietzing der Oberen Wientallinie schon im Bau, 1896 folgte schließlich auch die Untere Wientallinie. Als letztes wurde am 13. Jänner 1898 mit dem Bau der Donaukanallinie begonnen, wobei für den – zusammen mit dieser errichteten – Verbindungsbogen kein eigenständiges Datum überliefert ist.
Im Vorfeld musste die Commission zahlreiche Grundstücke erwerben, deren Größe von minimal acht Quadratmetern bis maximal 35.700 Quadratmetern reichte. Die Entschädigung schwankte je nach Lage zwischen zweieinhalb und 153 Österreichischen Gulden pro Quadratmeter. In 436 Fällen gelang dabei eine gütliche Einigung mit den Vorbesitzern, nur in 22 weiteren Fällen musste per Gerichtsentscheid zwangsenteignet werden. Allerdings stieg der Wert der Häuser und Grundstücke entlang der Bahn durch deren Bau wesentlich, das heißt die Stadtbahn – die diese Wertsteigerung hervorrief – musste bei der Einlösung selbst auch die höheren Preise bezahlen. Auch einzelne Gebäude mussten der Stadtbahn weichen. Darunter beispielsweise 1893 eine der Linienkapellen am Gürtel, die sogenannte Brückenkapelle. Ersatzweise errichtete Otto Wagner in unmittelbarer Nachbarschaft zum alten Standort ab 1895 die St.-Johannes-Nepomuk-Kapelle, sie konnte 1897 geweiht werden. Generell nahm die Stadtbahn erheblichen Einfluss auf die in ihrer Nachbarschaft gelegenen Straßen und Plätze sowie die wirtschaftlichen Verhältnisse der berührten Stadtteile. So wurde beispielsweise die schon bestehende Gürtelstraße von den vielen hervorspringenden alten Gebäuden befreit und auf ihren Spiegelgründen, wo zuvor hinter Holzverschlägen und baufälligen Zäunen Baumaterialien, Steine, Alteisen und dergleichen lagerten, die Stadtbahnbögen errichtet. Der übrige Teil des Gürtelspiegels wurde anschließend in Gartenanlagen verwandelt.
Das neue innerstädtische Verkehrsnetz der Hauptstadt galt als staatliches Prestigeobjekt Cisleithaniens, weshalb der Staat alle nötigen Geldmittel gewährleistete und damit eine zügige Realisierung ermöglichte. Zudem standen billige Arbeitskräfte aus der ganzen Monarchie zur Verfügung; zeitweise waren bis zu 100.000 Menschen gleichzeitig im Einsatz. Darunter befanden sich vor allem Tschechen, Slowaken, Italiener, Slowenen, Niederösterreicher und Steirer, zum kleineren Teil auch Arbeiter aus den anderen Teilen Österreich-Ungarns und sogar aus dem Ausland, darunter aus Frankreich, Griechenland und Italien. Ferner arbeiteten schon damals Frauen als Mörtelmischerinnen beim Bau der Stadtbahn mit. In den Jahren 1893 bis 1896 erhöhten sich die Wochen- und Taglöhne der Arbeiter und Handwerker dabei wesentlich. Ursache für diesen Anstieg war, dass gleichzeitig mit dem Stadtbahnbau andere sehr umfangreiche bauliche Anlagen in Wien ausgeführt wurden. Die hierfür benötigten Arbeitskräfte konnten erst nach und nach in erforderlicher Zahl herangezogen werden.
Für den Bau der Stadtbahn wurden eigene Material-Rollbahnen angelegt. Darunter eine von den Unternehmen Peregrini, Calderai sowie Giuseppe Feltrinelle & Co. vom Schikanedersteg zum Donaukanal für den Bau der Wientallinie und eine zweite von der Firma Rabas & F. Rummel von Penzing bis Breitensee, wobei die Linzer Straße sogar auf einem hölzernen Viadukt überquert wurde.

#### Die Staatsbahn übernimmt auch die Lokalbahnen, die innere Ringlinie entfällt (1894)

Im Vorfeld des Stadtbahnbaus musste die Dampftramway-Gesellschaft vormals Krauss & Comp. 1894 ihre Strecke verkürzen und diesen neuen Endbahnhof in Hietzing errichten, ursprünglich wollte sie selbst die neue Wientallinie bedienen

Um die Konzession der drei als Lokalbahn zu betreibenden Strecken des ersten Bauabschnitts bewarb sich ursprünglich die Dampftramway-Gesellschaft vormals Krauss & Comp. Sie erhoffte sich dadurch eine Verknüpfung mit den bereits von ihr betriebenen Strecken nach Mödling im Süden und Stammersdorf im Norden, konnte aber die erforderlichen Geldmittel nicht nachweisen. Schon am 16. Jänner 1894 beschlossen daher alle drei Kurien der Commission für Verkehrsanlagen einhellig, auch die Lokalbahnlinien selbst auszuführen. Dies wurde per Gesetz vom 9. April 1894 genehmigt, per allerhöchster Entscheidung vom 3. August 1894, veröffentlicht im Reichsgesetzblatt Nummer 185, erhielt die Staatsbahn schließlich auch die Konzession für die Wientallinie und die Donaukanallinie übertragen.
Die beiden Strecken mussten anschließend umgeplant werden, um einen Übergang der Züge von den Hauptbahnen auf die Lokalbahnen zu ermöglichen. Im Gegenzug erlitt die Dampftramway-Gesellschaft vormals Krauss & Comp. durch die Umplanung einen Nachteil. Denn um das Baufeld für die Stadtbahn zu räumen, musste sie am 31. Dezember 1894 ihren – erst am 22. Dezember 1886 eröffneten – 3,221 Kilometer langen Streckenabschnitt Hietzing–Schönbrunner Linie stilllegen und zudem in Hietzing einen neuen Endbahnhof errichten. Des Weiteren wurde 1894 der – ursprünglich nicht im ersten Bauabschnitt vorgesehene – Abschnitt Hütteldorf-Hacking–Hietzing vorgezogen, um eine Verknüpfung der Wientallinie mit der Westbahn zu erreichen. Dadurch wiederum war der Nebenast Westbahnhof–Penzing der Gürtellinie obsolet und verschwand aus der Planung. Ersatzweise wurde eine Verbindungskurve zwischen den Stationen Gumpendorfer Straße und Meidling-Hauptstraße neu in die Planung aufgenommen. Sie sollte, trotz des entfallenen Gleisdreiecks beim Westbahnhof, direkte Zugfahrten zwischen der Gürtellinie und der Westbahn ermöglichen.
Die dritte Lokalbahn des ersten Bauabschnitts, die innere Ringlinie, wurde 1894 komplett verworfen. Sie sollte zwar weiterhin einer Privatbahn vorbehalten bleiben, jedoch sollte die Konzession erst erteilt werden, wenn die Strecke mit elektrischem Betrieb ausgeführt werden könne. Letztlich entstand diese Verbindung, mit teilweise ähnlicher Streckenführung, erst 1966 zunächst als Unterpflasterstraßenbahn im Zuge der sogenannten Zweierlinie, die schließlich 1980 zur U-Bahn-Linie 2 mutierte.

#### Zwänge zu finanziellen Einsparungen im Projekt (1895–1897)

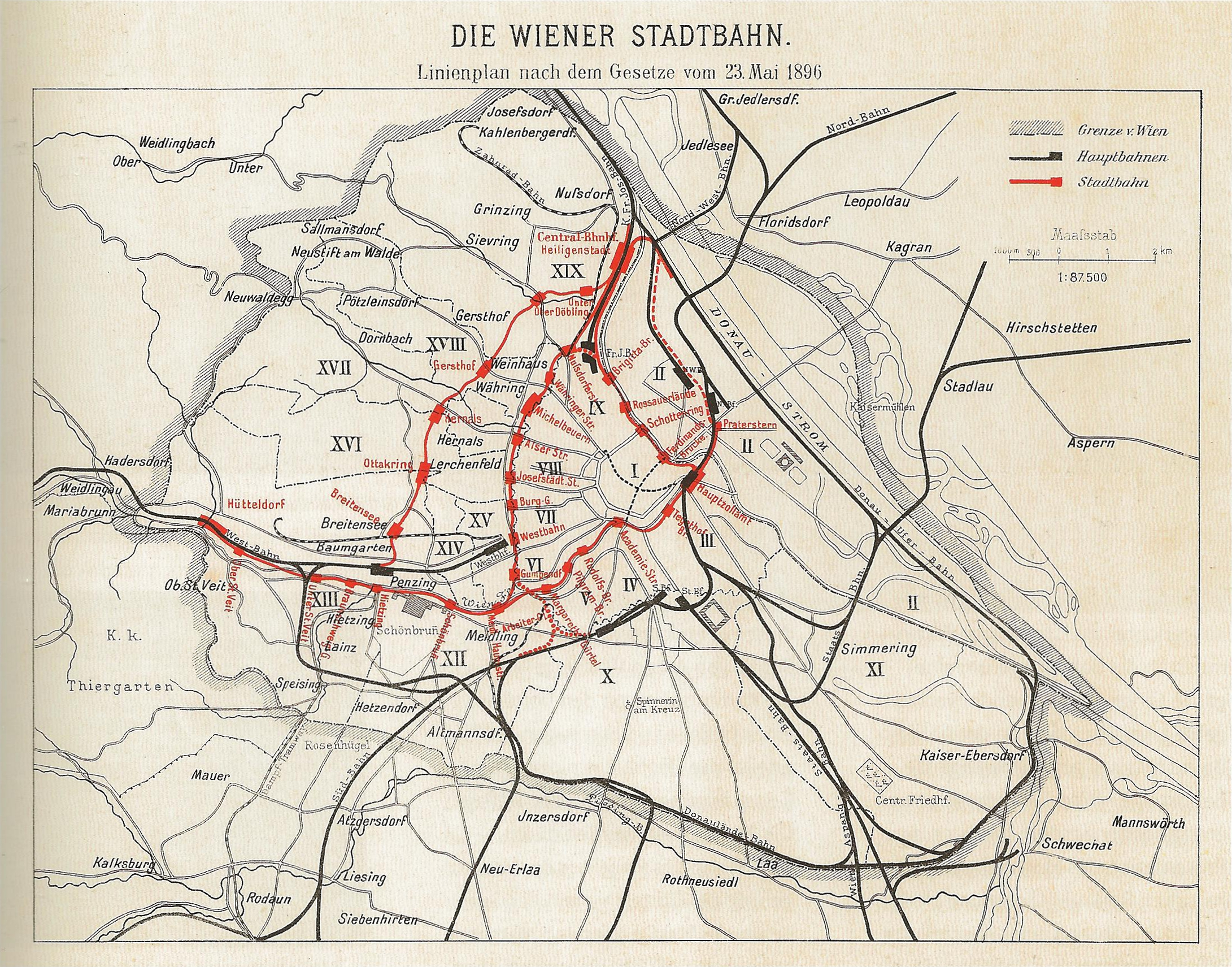
Finale Planung per Gesetz vom 23. Mai 1896, allerdings ist der Verbindungsbogen noch als Projekt und mit später verworfener Trassierung verzeichnet. Außerdem fehlt die Station Radetzkyplatz, während die spätere Station Stadtpark als Tegetthofbrücke verzeichnet ist und die Station Academiestrasse mit „c“ geschrieben wird.

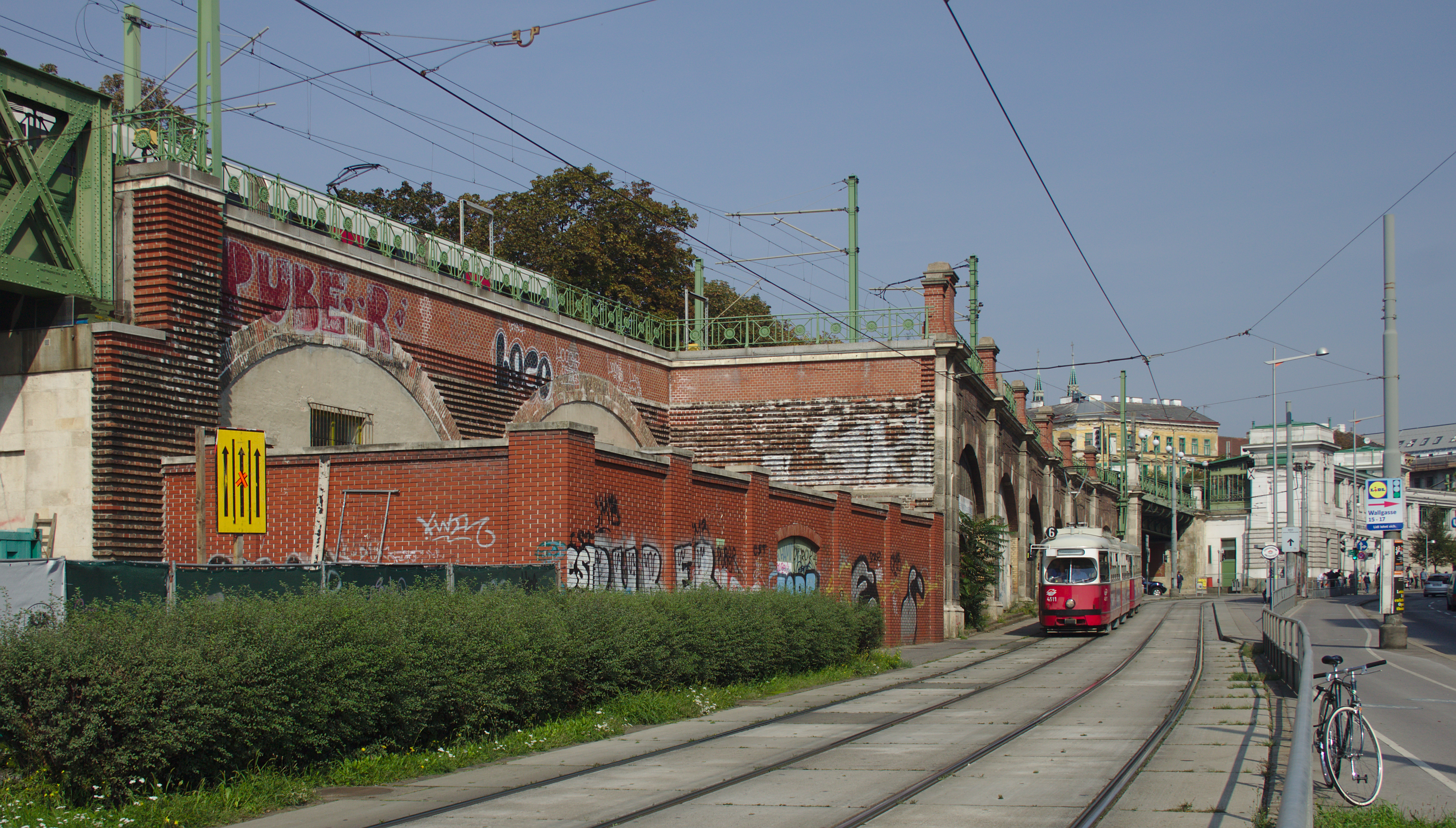
Als Bauvorleistung entstand auf der Gürtellinie zwischen den Stadtbahnbögen 4 und 5 der Beginn der Verlängerung in Richtung Matzleinsdorf, im Hintergrund rechts die Station Gumpendorfer Straße

Die Umplanungen der Wientallinie und der Donaukanallinie verkomplizierten und verteuerten das Projekt letztlich erheblich. Aufgrund der von Otto Wagner geforderten architektonischen Qualität fielen zudem auch die Hochbauten der wichtigeren Strecken wesentlich kostspieliger aus, als vor 1894 geplant. Damit rückte der zweite Bauabschnitt in weite Ferne. Darüber hinaus entschied sich die Commission am 11. Juli 1895, auch die – noch dem ersten Bauabschnitt zugeordnete – Donaustadtlinie zurückzustellen, für die bis dato bereits 264.915 Österreichische Kronen für Vorarbeiten, Projektionskosten und Grunderwerb anfielen. Damit waren auch die vier auf dieser Strecke geplanten Zwischenstationen Kronprinz-Rudolfs-Brücke, Gaswerk, Lederfabrik und Donau-Kaltbad obsolet.
Eine weitere Konkretisierung der Pläne erfolgte durch das Gesetz vom 23. Mai 1896. Außerdem wurde im August 1896 eine k.k. Baudirection für die Wiener Stadtbahn als eigene Abteilung im Eisenbahnministerium ins Leben gerufen und Friedrich Bischoff Edler von Klammstein als k.k. Sektionschef respektive Baudirektor bestellt. Die Baudirektion ersetzte die damals aufgelöste Generaldirektion der k.k. Staatsbahnen. Von Klammstein unterstanden die drei Bauleitungen für die Vorortelinie, die Gürtellinie und die Wientallinie. Ferner waren die Gürtellinie in neun, die Vorortelinie und die Wientallinie jeweils in fünf sowie die Donaukanallinie in drei Baulose unterteilt, diese Baulose wiederum in kleinere Arbeitsstrecken.
Die verschiedenen Bauleitungen beschäftigten zusammen etwa 70 Beamte, darunter 50 Techniker. Als Referenten für Unterbau, Oberbau, Hochbau und Materialwesen dieser Baudirektion fungierten die k.k. Bauräthe Tlach, Hugo Koestler, Christian Lang, Josef Zuffer und Alexander Linnemann. Die Abteilung für Grundeinlösung leitete der k.k. Hofrath Victor Edler von Pflügl. Die administrativen Geschäfte der Commission für Verkehrsanlagen leitete anfangs der Statthaltereirat Freiherr von Hock, später der Statthaltereirat Lobmeyr. Als technischer Referent fungierte Ministerialrat Doppler, im April 1897 trat ferner Bruno von Enderes als Ingenieurassistent der k.k. Staatsbahnen in die Bauleitung der Stadtbahn ein.
Ebenfalls 1896 reduzierten die Projektbetreiber auch noch die Planungen für den Bau der Gürtellinie. Sie sollte eigentlich von der Station Gumpendorfer Straße – die als Bauvorleistung errichteten Maueransätze sind dort heute noch sichtbar – weiter über die nicht realisierte Station Arbeitergasse im Bereich Gaudenzdorfer Gürtel / Margaretengürtel zum Frachtenbahnhof Matzleinsdorf der Südbahn führen. Von dort aus war eventuell eine Weiterführung über den Laaer Berg bis zur Ostbahn angedacht. Als Problem erwies sich hierbei die noch nicht verstaatlichte Südbahn-Gesellschaft, deren Infrastruktur die Stadtbahnzüge im sogenannten Péage-Verkehr nutzen sollten. Deshalb wurde damals festgelegt:

„Der Bau der Strecke Gumpendorferstraße–Matzleinsdorf der Gürtellinie ist erst dann zur Ausführung zu bringen, wenn die Beziehungen der Südbahn zum Staatseisenbahnbetriebe endgiltig geregelt sein werden.“

Die eingesparte Verbindung zwischen Gumpendorfer Straße und Matzleinsdorf drohte sich allerdings negativ auf den künftigen Betriebsablauf auszuwirken, weil die Gürtellinie vom Bahnhof Hauptzollamt aus nicht ohne Fahrtrichtungswechsel zu erreichen gewesen wäre. Um dieses Manko auszugleichen, integrierten die Verantwortlichen daher 1896 kurzfristig noch den Verbindungsbogen in die Planungen. Eine weitere Einsparmaßnahme betraf die Viaduktbögen. Hierbei entfiel die von Otto Wagner ursprünglich vorgesehene Putzfassade zugunsten der Sichtziegel, wie dies zuvor bereits bei der Verbindungsbahn und der Berliner Stadtbahn der Fall war.

Entwurf für die nicht realisierte Haltestelle Spittelau

Abgesehen von den gänzlich eingesparten Streckenabschnitten wurden per Gemeinderatsbeschluss im Jahr 1897 auch noch die Zwischenstationen „Spittelau“ an der Gürtellinie und „Rampengasse“ an der Donaukanallinie ersatzlos gestrichen. Beide gingen letztlich erst 1996 als Verkehrsstation Spittelau, in stark abgewandelter Form und etwas weiter südlich als ursprünglich vorgesehen, in Betrieb.

#### Bauprobleme im Wiental und am Hauptzollamt (1897)

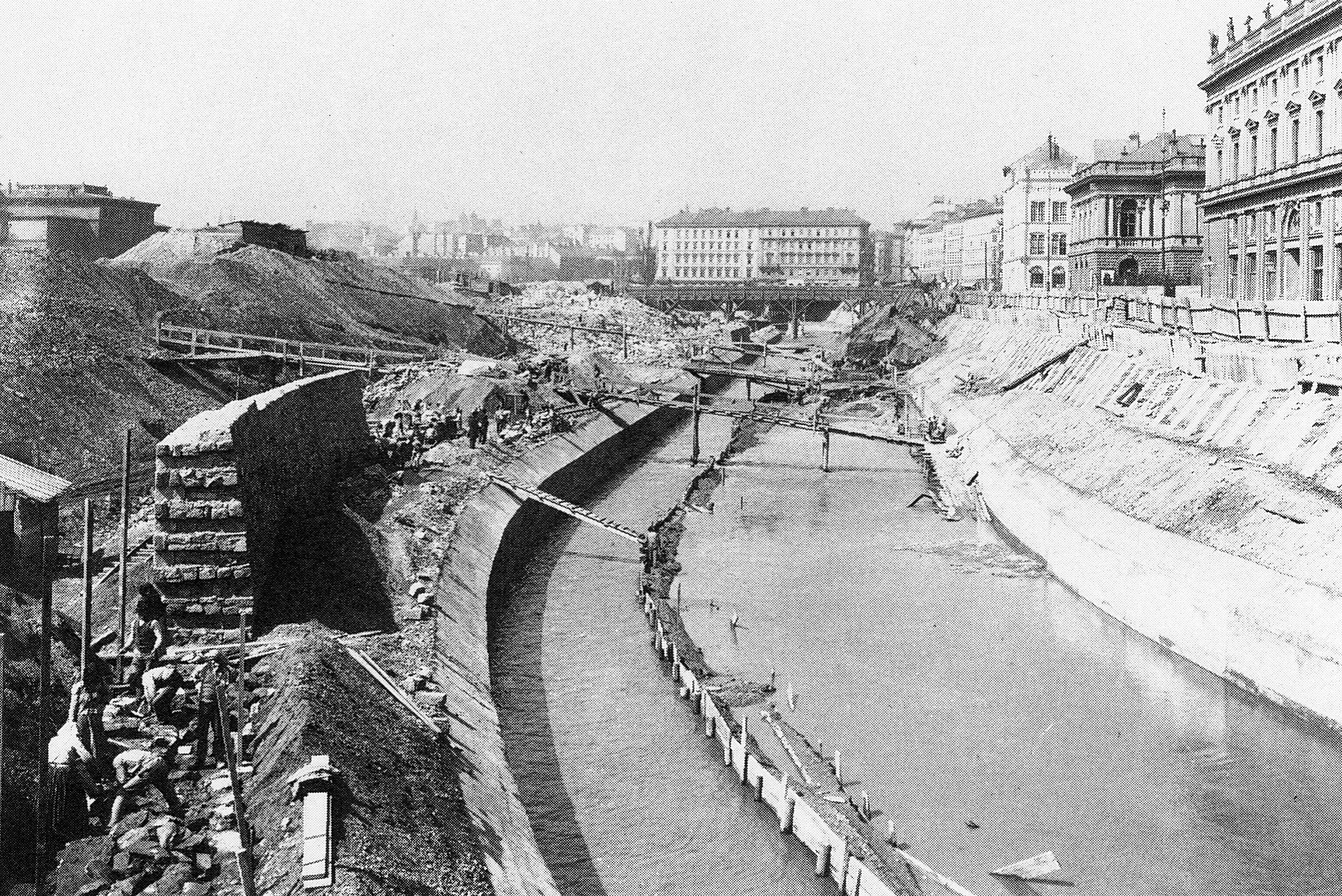
Stadtbahnbau und gleichzeitige Wienflussregulierung beim Karlsplatz, 1898

Während der Bau der Vorortelinie, der Oberen Wientallinie und der Gürtellinie nur kleinere Schwierigkeiten mit sich brachte, bereitete die Untere Wientallinie aufgrund von Komplikationen im Zusammenhang mit der Regulierung und partiellen Einwölbung des Wienflusses deutlich größere Probleme. So musste der Flusslauf oftmals ganz verlegt werden, um Raum für beide Objekte zu schaffen. An manchen Stellen wurden ganze Häusergruppen abgerissen. Dabei gestaltete sich der Bau an jenen Punkten am schwierigsten, wo die Fundamente der Stadtbahnmauern oft sechs bis sieben Meter unter die Fundamente der alten Nachbarhäuser reichten. Außerdem verursachten die damals aufgetretenen Hochwasserereignisse mehrfach weitgehende Zerstörungen an den im kritischen Stadium der Fundierung befindlichen Bauten und führten zu Bauunterbrechungen. Insbesondere galt dies für das sogenannte Jahrhunderthochwasser im Juli 1897.
Die zweite große Schwierigkeit beim Bau der Wientallinie stellte die aufwändige Tieferlegung des Bahnhofs Hauptzollamt dar, der sich ursprünglich in Hochlage befand und für die Stadtbahn um 6,82 Meter tiefer gelegt werden musste, weil beide angrenzenden Neubaustrecken Tiefbahnen waren. Zusätzlich erschwert wurde dieses Vorhaben durch die bestehende Verbindung zum Praterstern, die wiederum eine Hochbahn blieb.

#### Verschiebung des Eröffnungstermins

Humoristische Begleitung des verschobenen Eröffnungstermins in der Satirezeitschrift Kikeriki, 1. Mai 1898

Ursprünglich sollten alle Strecken des ersten Bauabschnitts Ende 1897 gemeinsam in Betrieb gehen. Aufgrund der unterschiedlich starken Verzögerungen verzichtete der Bauherr schließlich auf die gleichzeitige Eröffnung des Gesamtnetzes. Ersatzweise galt zu Beginn des Jahres 1898 folgender Fertigstellungsplan:
- Vorortelinie bis Ende April 1898
- Obere Wientallinie und Gürtellinie bis 1. Juni 1898
- Untere Wientallinie und Verbindungsbahn bis 1. Juni 1899
- Donaukanallinie bis Ende 1899

Letztlich konnte aber auch der verschobene Eröffnungstermin nur bei der Oberen Wientallinie und der Gürtellinie eingehalten werden, während sich die übrigen Abschnitte noch weiter verzögerten.

#### Kurzfristige Umplanung der Donaukanallinie und des Verbindungsbogens (1898)

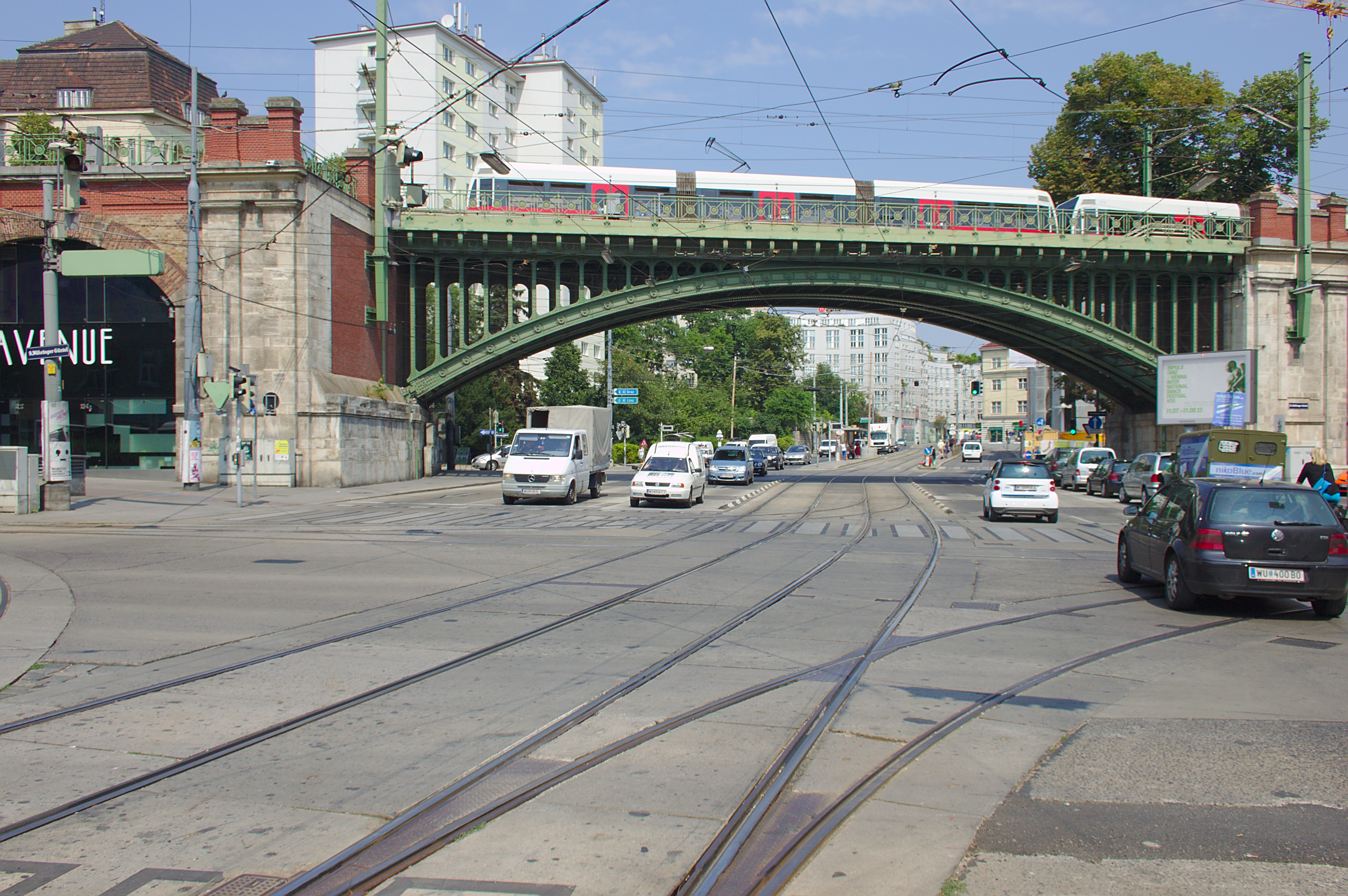
Ursprünglich hätte der Verbindungsbogen schon am linken Bildrand vor der Brücke über die Döblinger Hauptstraße abzweigen sollen; durch die Tieferlegung der Donaukanallinie wurde diese Planung verworfen, die entsprechende Bauvorleistung blieb bis heute erhalten.

Aufgrund von Anwohnerprotesten im IX. Bezirk musste im Laufe des Jahres 1898, und damit in einer sehr späten Projektphase, auch noch der ursprünglich als Hochbahn vorgesehene Abschnitt Schottenring–Brigittabrücke in eine teurere Tiefbahnstrecke umgeplant werden. Die damit verbundenen Mehrkosten von 4,6 Millionen Österreichischen Kronen übernahm allerdings die Gemeinde Wien per Gemeinderatsbeschluss vom 1. Juni 1898. Durch diese Maßnahme war die Eröffnung der Donaukanallinie noch vor der Jahrhundertwende obsolet, denn der betreffende Abschnitt konnte erst im Herbst 1898 in Angriff genommen werden, während der Rest der Donaukanallinie schon seit Anfang des Jahres in Bau war.
Die Tieferlegung der Trasse gestaltete sich zudem baulich anspruchsvoll. Ursächlich hierfür waren die Fundierungen der stadtseitigen Stützmauern beim Morzinplatz sowie die Übersetzung des Alserbachs. Beim Morzinplatz stießen die Arbeiter oberflächlich zunächst auf die alten Befestigungsmauern, darunter erschwerte der dortige Schwimmsand zusätzlich die Baumaßnahmen. Ein weiteres Problem stellte der kurz zuvor erbaute Rechte Hauptsammelkanal dar. Er lag nahe an der Trasse, jedoch in einer höheren Lage als die Bahn, so dass sein Bestand bei der geringsten Setzung gefährdet gewesen wäre. So konnte beim Bau der fünf bis sechs Meter tiefer zu fundierenden Bahnstützmauer weder Wasser aus den Fundamentgruben gepumpt, noch konnte – auch der Erschütterung wegen – pilotiert werden. Es wurden daher gusseiserne Brunnenkränze mit einem Durchmesser von zwei Metern versenkt, ausbetoniert und auf diese erst die Mauern gestellt.
Die Verlängerung der Galeriestrecke entlang des Donaukanals wiederum erforderte eine Umplanung des Verbindungsbogens. Um eine zu große Steigung zu verhindern, musste dieser nach Norden verlängert werden. Er begann deshalb nicht mehr direkt an der Station Nußdorfer Straße, sondern stattdessen circa 300 Meter weiter an einer gleichnamigen Abzweigstelle.

#### Beteiligte Bauunternehmen

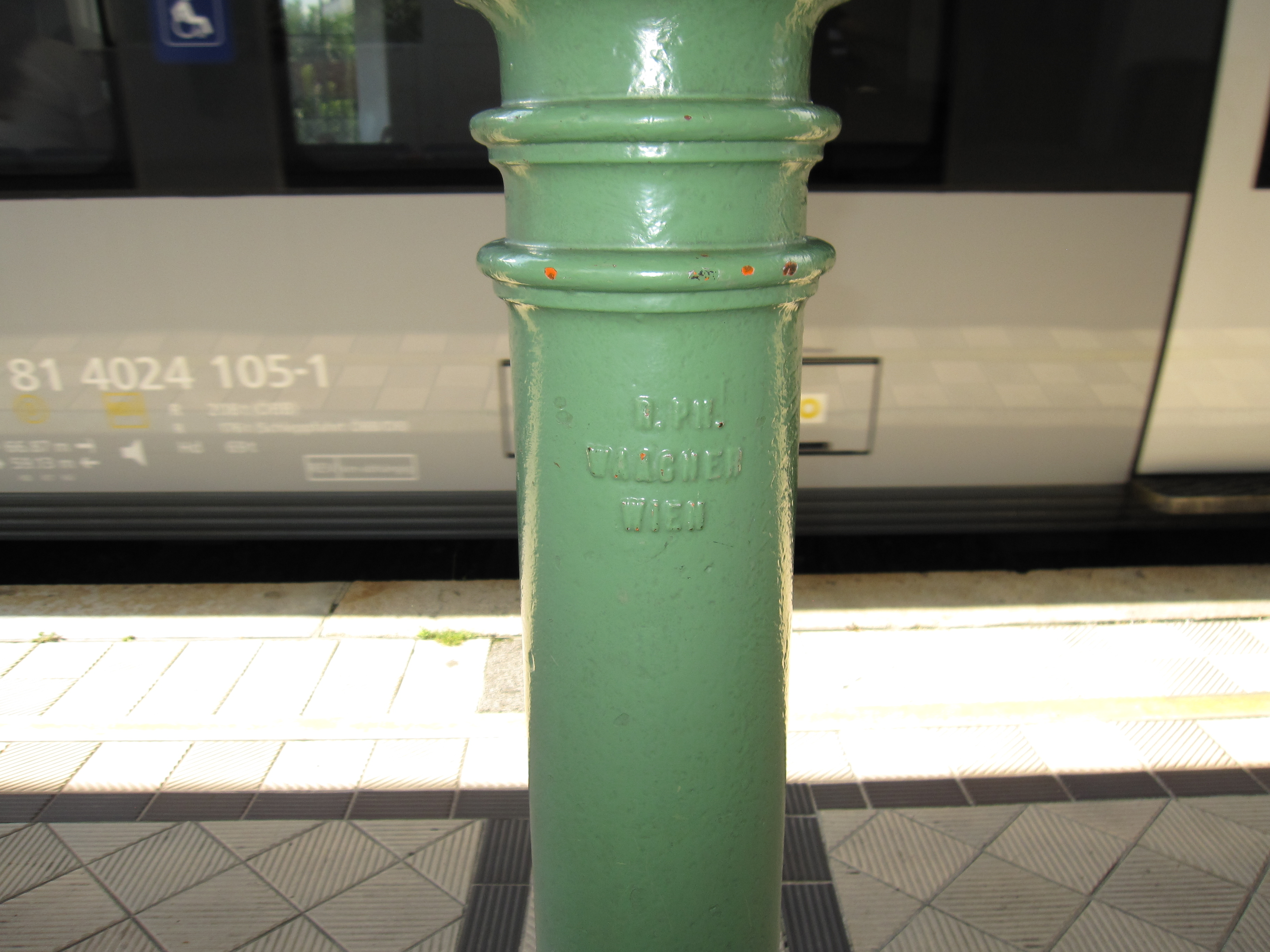
Vom Wiener Traditionsunternehmen Rudolph Philip Waagner hergestellte Bahnsteigstütze in Hernals

Bei dem Bau der Stadtbahn waren folgende Unternehmen beteiligt:
| Unterbau und Hochbau:           | Union-Baugesellschaft, Redlich & Berger, Wiener Baugesellschaft, Allgemeine österreichische Baugesellschaft, Josef Prokop, Oettwert & Dittel, Doderer & Göhl, Alois Schuhmacher, Rabas & F. Rummel |
| Unterbau:                       | Peter Kraus |
| Hochbauten:                     | Karl Brodhag, Friedrich Haas, Christian Speidel, Julius Stättermayer, Hans Schätz, Karl Stigler |
| Oberbau:                        | Franz Burian |
| Betonbauten:                    | Pittel+Brausewetter, Gustav Adolf Wayss |
| Pflasterungen und Eindeckungen: | Lederer & Nessényi, N. Schefftel |
| Kunstschlosserarbeiten:         | Kammerer & Filzamer |
| Gas- und Wasserleitungen:       | Karl Dumont, Teudloff & Dittrich Armaturen- und Maschinenfabrik |
| Mechanische Einrichtungen:      | Anton Freissler, Stephan Götz & Söhne, Josef Friedländer, Märky, Bromovsky & Schulz, C. Schember & Söhne |
| Elektrische Einrichtungen:      | Siemens & Halske, Robert Bartelmus & Co. |
| Eisenkonstruktionen:            | Anton Biró, Albert Milde, Ignaz Gridl, Rudolph Philip Waagner, Prager Maschinen- und Brückenbauanstalt der Ersten Böhmisch-Mährischen Maschinenfabrik, Erzherzogliche Industrieverwaltung Teschen (Karlshütte), Witkowitzer Bergbau- und Eisenhütten-Gewerkschaft, Škodawerke Actiengesellschaft, Breitfeld, Daněk & Co. |

Albert Milde selbst erwähnt darüber hinaus noch die Prager Maschinenbau-Actiengesellschaft, vorm. Ruston & Co., die Brüder Prašil, die Österreichisch-Alpine Montangesellschaft sowie die Zöptauer Gewerkschaft (Gebr. Klein, A. Schmoll & E. Gaertner Bauunternehmung) als weitere am Bau beteiligte Brückenbauanstalten.

### Von der Eröffnung bis zur Übernahme durch die Gemeinde Wien

#### Feierliche Eröffnung

Eröffnungsfeier unter Anwesenheit des Kaisers am 9. Mai 1898 in Michelbeuern

Der k.u.k. Hofsalonzug passiert am Eröffnungstag die ebenfalls von Otto Wagner errichtete St.-Johannes-Nepomuk-Kapelle am Währinger Gürtel

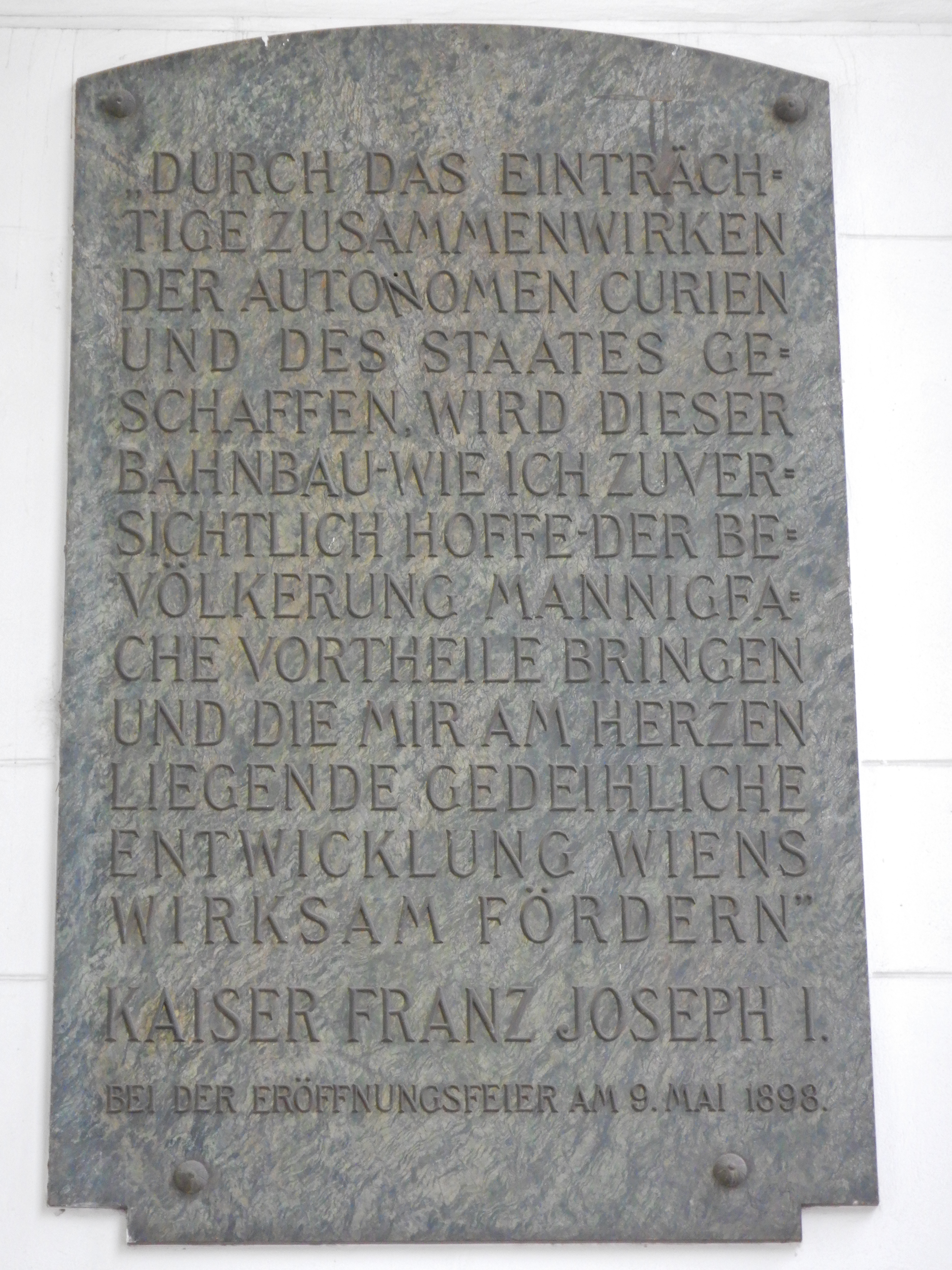
Diese Mitte des Jahres 1902 in der Station Alser Straße angebrachte Gedenktafel erinnert an die Stadtbahneröffnung

Nach erfolgreichen Personaleinschulungsfahrten, die vom 3. bis zum 5. Mai auf der Vorortelinie stattfanden, konnte die Wiener Stadtbahn am 9. Mai 1898 in Michelbeuern feierlich eröffnet werden. Nach dem offiziellen Festakt fanden am 26. und 27. Mai schließlich auch auf der Oberen Wientallinie und der Gürtellinie Personaleinschulungsfahrten statt. Anwesend waren zum Festakt am 9. Mai neben Kaiser Franz Joseph I. der Wiener Erzbischof Anton Josef Kardinal Gruscha, k.k. Eisenbahnminister Heinrich von Wittek, der niederösterreichische Landmarschall Joseph Freiherr von Gudenus (1841–1919) und der Wiener Bürgermeister Karl Lueger. An jenem Tag fuhr der Monarch mit dem k.u.k. Hofsalonzug, der aus seinem Salonwagen und drei weiteren Wagen bestand, von Michelbeuern aus über die Gürtellinie nach Heiligenstadt, anschließend über die Vorortelinie nach Hütteldorf-Hacking, dann über die Obere Wientallinie bis Meidling-Hauptstraße und schließlich auf der Gürtellinie zur Haltestelle Alser Straße, womit er alle bis dahin fertiggestellten Abschnitte bereiste. Im letzten Wagen des Sonderzugs stand dem Kaiser dabei eine Aussichtsplattform zur Verfügung; nur dort blieb er vom Qualm der Dampflokomotive verschont. Neben dem Hofsalonzug standen für die geladenen Festgäste vier Stadtbahnzüge zur Verfügung, wovon zwei die Strecken in der gleichen Richtung wie der Hofzug befuhren, während die beiden anderen gegenläufig verkehrten.
Von jenem Festakt ist folgendes Zitat des Kaisers überliefert:

„Durch das einträchtige Zusammenwirken der autonomen Curien und des Staates geschaffen, wird dieser Bahnbau – wie ich zuversichtlich hoffe – der Bevölkerung mannigfaltige Vortheile bringen und die mir am Herzen liegende gedeihliche Entwicklung Wiens wirksam fördern.“

Die Wiener Stadtbahn war bei ihrer Eröffnung, nach der London Underground (1863), der Liverpool Overhead Railway (1893), der Budapester Földalatti (1896) und der Glasgow Subway (ebenfalls 1896) das weltweit fünfte Schnellverkehrssystem, das – zumindest teilweise – unterirdisch verlief. Damit lief Wien beispielsweise Paris (1900), Berlin (1902) und New York (1904) den Rang ab. Die gesamten Bau- und Anlagekosten für das engere Netz der Stadtbahn betrugen letztlich rund 138 Millionen Kronen.
Die Hasnerstraße war dabei der einzige Straßenzug, der durch die Stadtbahn durchschnitten wurde. Die Stadtverwaltung, die beim Bau nachdrücklich darauf drängte, dass keine städtische „Kommunikation“ unterbrochen werden darf, gestattete nur diese eine Ausnahme.

#### Betriebsvertrag
Die Dampfstadtbahn wurde von der k.k. Staatsbahndirektion Wien im Auftrag und auf Rechnung der Commission für Verkehrsanlagen in Wien betrieben. Letztere galt als Privatbahn, der auch ein Teil des auf der Stadtbahn eingesetzten Rollmaterials gehörte, führte aber selbst keine Verkehrsleistungen durch. Der Stadtbahnbetrieb wurde anfangs gemäß Protokoll vom 23. April 1898 „betreffend provisorische Bestimmungen über die Betriebsführung auf den sukzessive zur Eröffnung gelangenden Teilstrecken der Gürtellinie, Vorortelinie, Wientallinie und Donaukanallinie der Wiener Stadtbahn durch die k.k. Staatsbahnverwaltung“ durchgeführt. Als Vergütung dafür erhielt diese die gesamten Betriebseinnahmen der Stadtbahn, ferner die Miet- und Pachtzinse aus Immobilien und Grundstücken sowie die Einnahmen für die Nutzung der an die Stadtbahn angeschlossenen Industriegleise und Schleppbahnen. Diese Vereinbarung wurde erst am ersten Tag des Regelbetriebs, dem 11. Mai 1898, per Eisenbahnministerialerlaß genehmigt und galt bis Ende des Jahres 1901.
Den endgültigen Anschluss- und Betriebsvertrag schlossen die beiden Partner allerdings erst am 25. Juni 1902 ab, dieser trat dann rückwirkend zum 1. Jänner 1902 in Kraft. Diesem zufolge vergütete die Commission für Verkehrsanlagen der Staatsbahn die für die Betriebsführung erwachsenden Selbstkosten nach Maßgabe der im Vertrag integrierten „Vorschrift, betreffend Ermittlung der Einnahmen und Ausgaben der Wiener Stadtbahn und deren Verrechnung“. Diese Vereinbarung galt zunächst bis zum 31. Dezember 1911. Die Auflösung der k. k. Baudirektion für die Wiener Stadtbahn per Erlass vom 23. Juni 1902 folgte am 30. Juni 1902. Die noch abzuwickelnden Geschäfte wurden teils dem Grundeinlösungskommissär der Wiener Stadtbahn, teils der Sektion C. W. der k. k. Bauleitung der Wiener Stadtbahn übertragen.

#### Schrittweise Aufnahme des Regelbetriebs

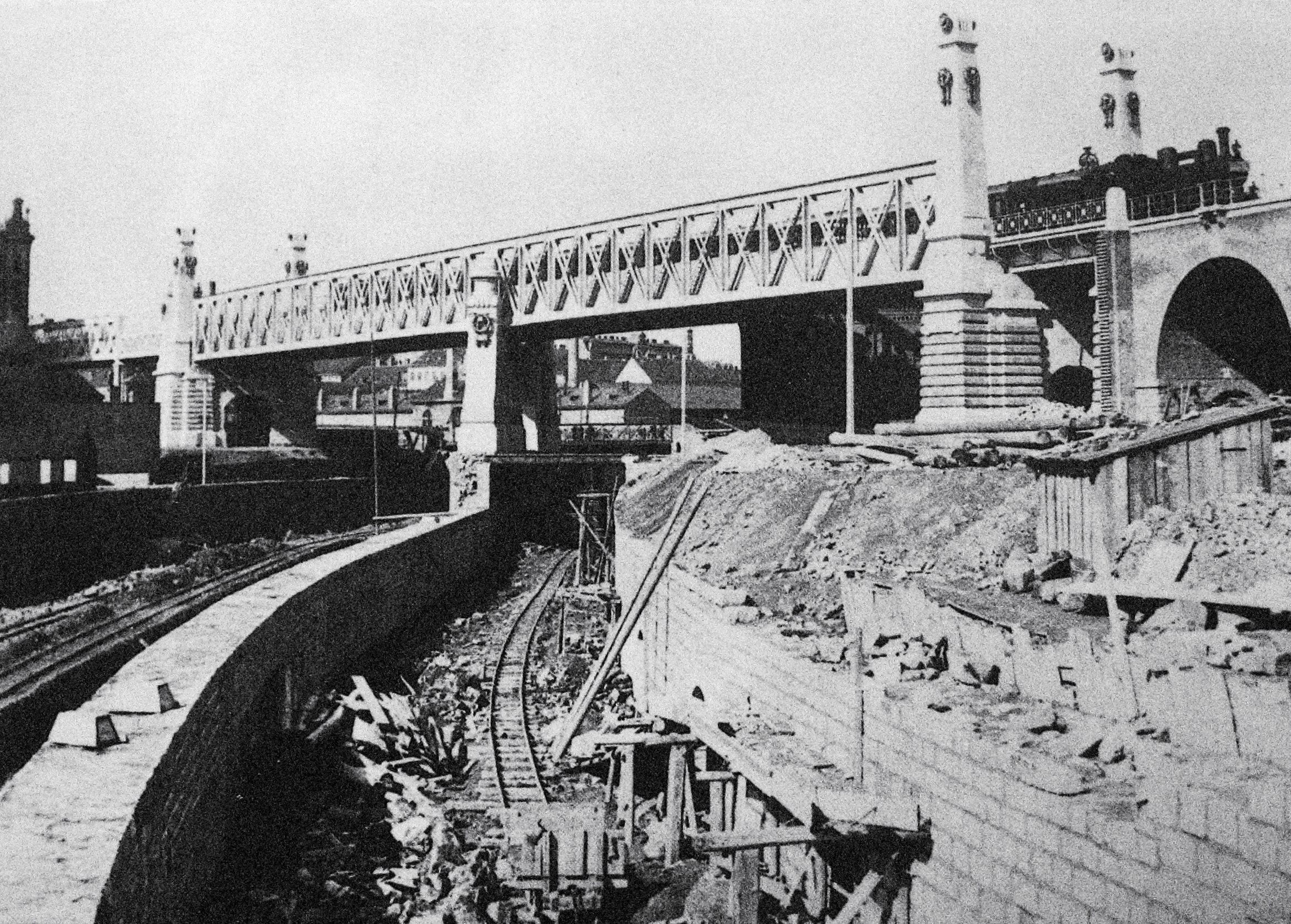
1898 an der Wientalbrücke: Die Gürtellinie über die Brücke ist bereits in Betrieb, an der Unteren Wientallinie in Tieflage wird noch gebaut

Der Kalender der Buch- und Kunstdruckerei Steyrermühl stellte 1899 zehn der neuen Stadtbahnstationen zuzüglich der Nussdorfer Wehr- und Schleusenanlage vor

Seinen Regelbetrieb nahm das engere Netz der Dampfstadtbahn schließlich wie folgt auf:
| Datum          | Name                | Strecke                                         | Konzession | Baulänge        | Betriebslänge   | Zwischenstationen                                | Mittlerer Stationsabstand                                 |
| -------------- | ------------------- | ----------------------------------------------- | ---------- | --------------- | --------------- | ------------------------------------------------ | --------------------------------------------------------- |
| 11. Mai 1898   | Vorortelinie        | Penzing – Heiligenstadt                         | Hauptbahn  | 9,949 Kilometer | 9,584 Kilometer | sechs                                            | 1369 Meter                                                |
| 1. Juni 1898   | Obere Wientallinie  | Hütteldorf-Hacking – Meidling-Hauptstraße       | Lokalbahn  | 5,879 Kilometer | 5,409 Kilometer | fünf                                             | 0902 Meter                                                |
| 1. Juni 1898   | Gürtellinie         | Meidling-Hauptstraße – Heiligenstadt            | Hauptbahn  | 8,888 Kilometer | 8,407 Kilometer | ohne Michelbeuern: sieben mit Michelbeuern: acht | ohne Michelbeuern: 1051 Meter mit Michelbeuern: 934 Meter |
| 1. Juni 1898   | Vorortelinie        | Heiligenstadt – Brigittenau-Floridsdorf         | Hauptbahn  | 1,357 Kilometer | 2,028 Kilometer | keine                                            | 2028 Meter                                                |
| 30. Juni 1899  | Untere Wientallinie | Meidling-Hauptstraße – Hauptzollamt             | Lokalbahn  | 5,650 Kilometer | 5,443 Kilometer | fünf                                             | 0907 Meter                                                |
| 6. August 1901 | Donaukanallinie     | Hauptzollamt – Heiligenstadt                    | Lokalbahn  | 5,874 Kilometer | 5,632 Kilometer | vier                                             | 1126 Meter                                                |
| 6. August 1901 | Verbindungsbogen    | Abzweigstelle Nußdorfer Straße – Brigittabrücke | Lokalbahn  | 1,235 Kilometer | 1,415 Kilometer | keine                                            | 1415 Meter                                                |

Anmerkung 1: die Längenangabe 2,028 Kilometer beim Abschnitt Heiligenstadt – Brigittenau-Floridsdorf umfasst auch die 0,260 Kilometer lange kurrente Strecke bis Mitte Wartehalle der Station Brigittenau-Floridsdorf, die gemeinsam mit der Donauuferbahn benutzt wurde.
Anmerkung 2: Der Abschnitt Heiligenstadt–Brigittenau-Floridsdorf war ursprünglich nur für den Güterverkehr bestimmt und sollte eigentlich Teil des äußeren Netzes werden. Anlässlich der Jubiläumsausstellung 1898 im Prater, die vom 6. Mai bis zum 18. Oktober 1898 dauerte, wies er dann allerdings von Beginn an auch Personenverkehr auf.
Die Untere Wientallinie, die Obere Wientallinie und die Donaukanallinie waren, in dieser Reihenfolge, durchgehend kilometriert und hatten ihren gemeinsamen Nullpunkt in Hütteldorf-Hacking. Die Vorortelinie und die Gürtellinie waren ebenfalls in Richtung Heiligenstadt aufwärts kilometriert, sie hatten ihre Nullpunkte entsprechend in Penzing und Meidling-Hauptstraße. Der Verbindungsbogen wiederum übernahm an der Abzweigstelle Nußdorfer Straße die Kilometrierung der Gürtellinie, das heißt auch sein Nullpunkt war Meidling-Hauptstraße. Die Anzeige der Streckenkilometrierung erfolgte bei der Stadtbahn nicht mit den Eisenbahn-üblichen Kilometersteinen, sondern mittels gusseiserner Hektometertafeln, die – alle einhundert Meter – parallel zur Fahrtrichtung an den Einschnittsmauern, Stadtbahngeländern oder Stationsfassaden angebracht waren. Hierbei kamen zwei verschiedene Varianten zur Ausführung, darunter eine verzierte quadratische und eine schlichtere rechteckige.

Verzierte, quadratische Hektometertafel an der Gürtellinie
Einfache, rechteckige Hektometertafel an der Vorortelinie

Der Abschnitt Alser Straße–Michelbeuern stellte mit einer Länge von nur 517 Metern den kürzesten Stationsabstand der Stadtbahn dar, die Verbindung Brigittabrücke–Heiligenstadt war hingegen mit 2590  Metern der längste Abschnitt im engeren Stadtbahnnetz. Der mittlere Stationsabstand betrug 620 Meter.
Im Kursbuch waren anfangs die beiden Wientallinien, die Gürtellinie und der Abschnitt Hauptzollamt–Praterstern der Verbindungsbahn unter der Tabellennummer 1b zu finden, während der Äußeren Gürtelbahn die Nummer 1c, der Vorortelinie die Nummer 2 und dem Abschnitt Hütteldorf-Hacking–Hauptzollamt der Verbindungsbahn die Nummer 2a zugeteilt war. Ab ihrer Eröffnung im Jahr 1901 waren dann auch die Donaukanallinie und der Verbindungsbogen unter 1b aufgeführt, während Hauptzollamt–Praterstern die neue Tabelle 1d erhielt.
Für die einzelnen Streckenabschnitte wählte der Betreiber bei Eröffnung absichtlich möglichst einfache Bezeichnungen. Sie unterschieden sich teilweise von jenen aus der Planungsphase, darunter die Unterteilung der Wientallinie in einen oberen und einen unteren Abschnitt. Die Namen sollte nicht nur die betriebsinterne Kommunikation vereinfachen, sondern auch der leichteren Übersicht und Bequemlichkeit für das Publikum dienen.
Zur Durchführung des Bahnaufsichts- und Bahnerhaltungsdiensts auf den neu eröffneten Stadtbahnstrecken wurde die neue k.k. Bahnerhaltungssection Wien III eingerichtet. Der Wagendirigirungsdienst wurde der Filialwagendirigirung Wien unterstellt, für den Material- und Inventardotirungsdienst war die k.k. Materialmagazinsleitung Wien zuständig. Als Sammelstelle für Fundgegenstände wurde das k.k. Bahnbetriebsamt Wien I bestimmt.

#### Erster Elektrifizierungsversuch im Jahr 1901

Vierteiliger elektrischer Probezug im Jahr 1901, im Vordergrund ein Gleis mit Stromschiene

Detailansicht der Stromschiene und der für die Rückstromführung angepassten Schienenstöße

Angesichts der sich früh abzeichnenden Probleme mit dem Dampfbetrieb, erwogen die Verantwortlichen schon 1897, als die letzten Teilabschnitte noch im Bau waren, eine Elektrifizierung der Wiener Stadtbahn. Letztlich begann Siemens & Halske aber erst im Jahr 1900 mit den Vorbereitungen für einen Versuchsbetrieb mit elektrischen Triebwagenzügen, die aus bis zu zehn – entsprechend adaptierten – regulären Stadtbahnwagen gebildet wurden. Hierzu wählten die Ingenieure die 3,8 Kilometer lange Strecke zwischen Heiligenstadt und dem Frachtenbahnhof Michelbeuern aus, insgesamt wurden bis Frühjahr 1901 8,5 Kilometer Gleis elektrifiziert und in Heiligenstadt eine provisorische Halle für die Wartung der Probezüge errichtet.
Die ersten Versuchsfahrten fanden im Juli 1901 ohne Fahrgäste während der nächtlichen Betriebsruhe zwischen 1:00 und 4:00 Uhr statt. Die Höchstgeschwindigkeit lag bei 45 km/h, die Fahrtzeit betrug südwärts neun und nordwärts acht Minuten. Da die Probefahrten erfolgreich verliefen, gestattete die k.k. Staatsbahndirektion ab dem 1. Juli 1902 auch Tagesfahrten ohne Personenbeförderung, die nach einem festen Fahrplan mit vier täglichen Zugpaaren absolviert wurden. Jedoch endete der Versuch aus finanziellen Gründen schon bald darauf, es konnte kein wirtschaftlicher Vorteil gegenüber dem Dampfbetrieb festgestellt werden. Die letzte Fahrt fand am 12. Juli 1902 unter Anwesenheit des Vertreters des Eisenbahnministers, Ritter von Pichler, Vertretern der Commission für Verkehrsanlagen und zahlreicher Journalisten statt, die elektrischen Anlagen wurden bis 1906 wieder abgebaut.
Beim ersten Elektrifizierungsversuch waren die Gleise nach Londoner Vorbild mit einer mittig zwischen den Schienen verlaufenden, U-förmigen Stromschiene versehen. Sie hatte einen Querschnitt von 44,4 Quadratmillimetern, wurde auf an den Schwellen angeschraubten Isolatoren aus Porzellan beziehungsweise Hartgummi gelagert und ragte 40 Millimeter über die Schienenoberkante hinaus. Zur Sicherung gegen zufällige Berührung waren seitliche Holzbohlen angebracht. An Weichen, Kreuzungen und Übergängen war die dritte Schiene unterbrochen und durch unterirdisch verlegte Kabel verbunden. An beiden Enden eines Stromschienenabschnitts waren hölzerne Auflaufstücke für die Stromschienen-Stromabnehmer angebracht.
Die Versorgung der Probestrecke mit 500 Volt Gleichstrom erfolgte durch das Dampfkraftwerk Engerthstraße der Allgemeinen Österreichischen Elektrizitätsgesellschaft (AÖEG) über zwei Speisepunkte in den Stationen Währinger Straße und Nußdorfer Straße. Die Rückstromführung respektive Bahnerdung erfolgte durch die Fahrschienen, die gelaschten Schienenstöße wurden mit kupfernen Verbindern überbrückt. Die Isolierschienen der Blockeinrichtung wurden während des Elektrifizierungsversuchs gegen Quecksilber-Durchbiegekontakte getauscht.

#### Zweiter Elektrifizierungsversuch im Jahr 1906

Die Probelokomotive WIEN 1 im Jahr 1906

Einen zweiten Elektrifizierungsversuch unternahm das Prager Unternehmen Křizík & Co in den Jahren 1906–1907 zwischen den Stationen Hauptzollamt und Praterstern. Hierzu errichtete Křizík ein eigenes Unterwerk, das die Strecke mit zwei mal 1500 Volt Gleichstrom in Dreileiteranordnung speiste, wobei zusätzlich zur doppelpoligen Oberleitung die Schienen als Mittelleiter benötigt wurden. Als Versuchsfahrzeug fand eine zweiachsige Lokomotive mit Mittelführerstand Verwendung, die als WIEN 1 bezeichnet wurde und später zur tschechoslowakischen Staatsbahn gelangte.

#### Elektrifizierungspläne des Jahres 1910

Von Carl Hochenegg konzipierter Doppeltriebwagen mit partiell abgesenktem Fußboden für den elektrischen Stadtbahnbetrieb, 1910

1910 kamen erneut Projekte zur Elektrifizierung der Stadtbahn auf. So schlug der Elektrotechniker Carl Hochenegg, neben zahlreichen Begleitmaßnahmen, auch die Integration und Umgestaltung verschiedener Vorortlinien in ein Schnellbahnnetz und den Bau diverser neuer Stadtbahnstrecken vor. Das gesamte Netz sollte dabei mit einem einheitlichen elektrischen Triebwagentyp befahren werden. Hochenegg schlug dafür den Bau von dreiachsigen Doppeltriebwagen mit führendem Antriebsdrehgestell und fest gelagerter Laufachse vor. Jeder Wagen hätte über zwei Motore à 100 PS, der Doppeltriebwagen somit über 400 PS Leistung verfügt. Es hätten damit Zwei-, Vier- oder Sechs-Wagen-Züge gebildet und von einem Führerstand aus gesteuert werden können. Jeder Wagen hätte 26 Tonnen gewogen und über 50 Sitzplätze verfügt.
Da die vorliegenden Studien der Commission für Verkehrsanlagen in Wien nicht ausreichend erschienen, wurde zur Erörterung der noch offenen Fragen bezüglich Elektrifizierung, Verbesserung der Betriebsverhältnisse und Defizitabbau in der Vollversammlung am 11. Feber 1910 die Einberufung einer Enquete beschlossen. Die nach einem Fragebogen von namhaften Fachleuten erstellten schriftlichen Gutachten wurden in der mündlichen Enquete vom 12. bis 15. Dezember 1910 erörtert. Man schätzte die Kosten einer Elektrifizierung damals auf 38 Millionen Kronen, wozu noch zehn Millionen für eine Unterpflasterstrecke vom Karlsplatz zur Schwedenbrücke kamen, und hoffte mit 59 Zügen zu je drei Triebwagen und sechs Anhängern auszukommen. 324 Dampfstadtbahnwagen sollten als Verstärkungswagen verbleiben.

#### Erster Weltkrieg

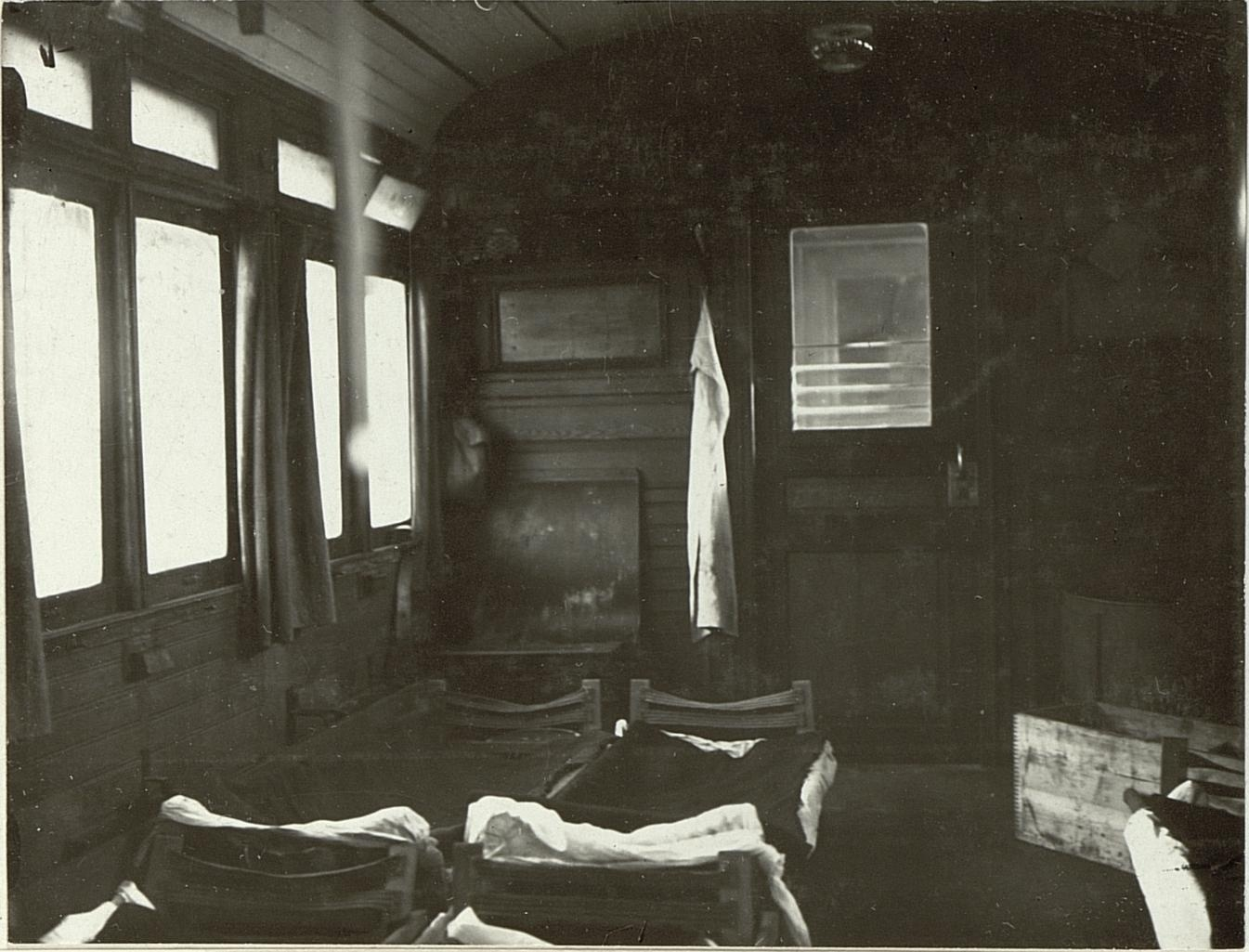
Inneres eines für den Verwundetentransport adaptierten Stadtbahnwagens, circa 1916

Der Ausbruch des Ersten Weltkriegs war für die Stadtbahn ein schwerer Rückschlag. Ihr gesamtes Netz diente nun tatsächlich den Truppentransporten des Militärs, die zivile Personenbeförderung war zeitweise nur noch unter Einschränkungen möglich. Ihre militärische Aufgabe konnte sie hingegen voll erfüllen. Sofort nach Kriegsausbruch musste die Stadtbahn dabei zehn Lokomotiven und 412 Wagen abgeben, 1915 neuerlich 22 Lokomotiven und 1916 einen 413. Wagen.
Ein weiterer Grund für die Einschränkung des Betriebs war der Personalmangel, weil immer mehr Angestellte ihre Einberufung erhielten. Ersatzweise mussten deshalb, wie zuvor bereits im Schaffnerdienst bei der Straßenbahn üblich, ab Juni 1915 erstmals auch auf der Stadtbahn Frauen eingestellt werden. Sie übernahmen allerdings nur die Stationsdienste. Um eine möglichst schnelle und reibungslose Umstellung zu gewährleisten, engagierte die Verwaltung hierfür nur Ehefrauen und Töchter von männlichen Angestellten.
Infolge der Generalmobilmachung vom 31. Juli 1914 war der Stadtbahnpersonenverkehr zwischen dem 6. und dem 25. August 1914 erstmals gänzlich eingestellt. Vom 26. bis zum 31. August 1914 fand der Betrieb dann nur in den Früh-, Mittag- und Abendstunden auf die Dauer von zwei bis drei Stunden statt. Ab dem 1. September 1914 wurde dieser sogenannte Gruppenverkehr auf alle Tagesstunden von 5:15 Uhr Abfahrt in Hütteldorf-Hacking bis 24:00 Uhr Ankunft ebendort ausgedehnt. Am 15. September 1914 folgte die Aufnahme eines beschränkten Personenverkehrs auf der Verbindungsbahn mit Überleitung von und zur Donaukanallinie, dieser hatte bis zum 25. Mai 1915 Bestand. Vom 26. Mai 1915 bis zum 11. Juni 1915 war der Personenverkehr auf der gesamten Stadt- und Verbindungsbahn dann zum zweiten Mal komplett eingestellt, bevor ab dem 12. Juni 1915 wieder ein beschränkter Personenverkehr in den Früh-, Mittag- und Abendstunden auf die Dauer von ungefähr drei Stunden angeboten wurde.

#### Weitgehende Betriebseinstellung am 8. Dezember 1918
Knapp einen Monat nach Kriegsende musste die Stadtbahn wegen Kohlemangels, und weil die Fahrbetriebsmittel anderweitig benötigt wurden, am 8. Dezember 1918 erneut fast komplett eingestellt werden. Die Kohle musste jetzt teuer aus den im Krieg verlorenen Bergbaurevieren importiert werden, es war nicht mehr möglich die Tagesmenge von 240 Tonnen aufzubringen. Lediglich die Verbindungsbahn und die Vorortelinie blieben – sowohl während als auch nach dem Krieg – fast durchgehend in Betrieb, wenn auch zeitweise stark ausgedünnt.
Außerdem fand auch nach der weitgehenden Einstellung des Personenverkehrs weiterhin Güterverkehr zwischen Heiligenstadt und Hauptzollamt einerseits und zwischen Heiligenstadt und Michelbeuern andererseits statt. Die ungenutzten Aufnahmsgebäude dienten derweil anderen Zwecken. So war damals in der Station Karlsplatz ein Fahrkartenverkauf des Österreichischen Reiseverkehrsbureaus untergebracht, um dem Stadtpublikum den Weg auf die Bahnhöfe zu ersparen, wenn es die Fahrkarten vor dem Reisetag erwerben wollte. Andere Stationsgebäude der Wientallinie dienten auswärtigen Eisenbahnern, die zu Besprechungen und Verhandlungen in Dienstangelegenheiten in die Hauptstadt kamen, und nur schwer und zu hohen Kosten Quartier fanden, gegen verhältnismäßig geringe Gebühr als Übernachtungsmöglichkeit. Hierzu stattete man die Dienst- und Warteräume, sofern sie dazu geeignet waren, mit eisernen Betten und den notwendigsten Einrichtungsgegenständen aus, so dass sie den bescheidenen Ansprüchen genügten. In anderen Aufnahmsgebäuden etablierten nahegelegene Ämter Kanzleien und ein namhafter Teil der übrigen Stadtbahnbauten diente als Lagerraum für Güter oder als Lebensmittelmagazine der Eisenbahnerorganisationen.

#### Desinteresse des Betreibers nach dem Zerfall der Monarchie
In Folge des Zerfalls der Habsburgermonarchie, der Auflösung Österreich-Ungarns, die im Herbst 1918 stattfand und 1919/1920 in Friedensverträgen bestätigt wurde, spielten die früheren militärischen Überlegungen im Zusammenhang mit der Wiener Stadtbahn keine Rolle mehr. Zudem sorgten die am 10. November 1920 beschlossene Bundesverfassung und das auf ihr beruhende Trennungsgesetz vom 29. Dezember 1921 für die Herauslösung der Gemeinde Wien aus dem Bundesland Niederösterreich, sodass sich beim Stadtbahnverkehr ins Wiener Umland fortan zwei Bundesländer miteinander abstimmen mussten.
Mittlerweile hatte sich auch die Einstellung der Politiker zur Wiener Stadtbahn grundlegend geändert, wobei in hohem Maße die veränderten politischen Mehrheitsverhältnisse im Wiener Gemeinderat und Landtag dazu beitrugen, in dem fortan die Sozialdemokraten dominierten. In diesem Zusammenhang war die Verbesserung der Lebensbedingungen, und damit auch des Verkehrsangebots, in Wien zu einer kommunalpolitischen Frage ersten Ranges geworden. Gleichzeitig sank, ebenfalls aus politischen Gründen, das Interesse der anderen an der Stadtbahn beteiligten Körperschaften. Denn der Bund, das Land Niederösterreich und die Staatsbahn standen in Gegnerschaft zur sozialdemokratischen Wiener Regierung. Der vorher nur schwach ausgeprägte Föderalismus schlug mit aller Macht zu und verhinderte eine großzügige Verkehrslösung für Wien und Umgebung.
Durch die neue Randlage Wiens in der noch jungen Republik Österreich hatten sich außerdem die Verkehrsströme stark verändert, insbesondere der Verkehr nach Norden und Osten brach fast völlig zusammen. Außerdem sank in Folge des Krieges, erstmals überhaupt in der Geschichte, die Einwohnerzahl der Hauptstadt. Die Aussicht, Wien werde auf vier Millionen Einwohner anwachsen, war nun nicht mehr realistisch. Somit war – aus Sicht des damaligen Betreibers – erst recht kein rentabler Stadtbahnverkehr zu erwarten. Ferner hatten die Rauchgase des Dampfbetriebs, wie schon bei Eröffnung befürchtet, im Laufe der Jahre insbesondere den Stahlbetondecken und Metallträgern in den flachen Tunnelbauwerken auf der Wiental- und Donaukanallinie stark zugesetzt. Dadurch befand sich die Infrastruktur der Stadtbahn nach Kriegsende in einem schlechten Zustand. Die Tunneldecken mussten anschließend mit dem sogenannten Torkretverfahren, das heißt der Verwendung von Spritzzement, repariert werden. Weil sowohl Geld als auch Material fehlten, begnügte sich die Staatsbahn bei der Beseitigung der Abnützungen damit, die Strecken nur notdürftig fahrbar zu erhalten.

#### Einrichtung eines provisorischen Überleitungsverkehrs

Anlässlich der bevorstehenden Wiedereröffnung der Stadtbahn erschien in der Wiener Sonn- und Montags-Zeitung vom 6. Feber 1922 dieser Artikel

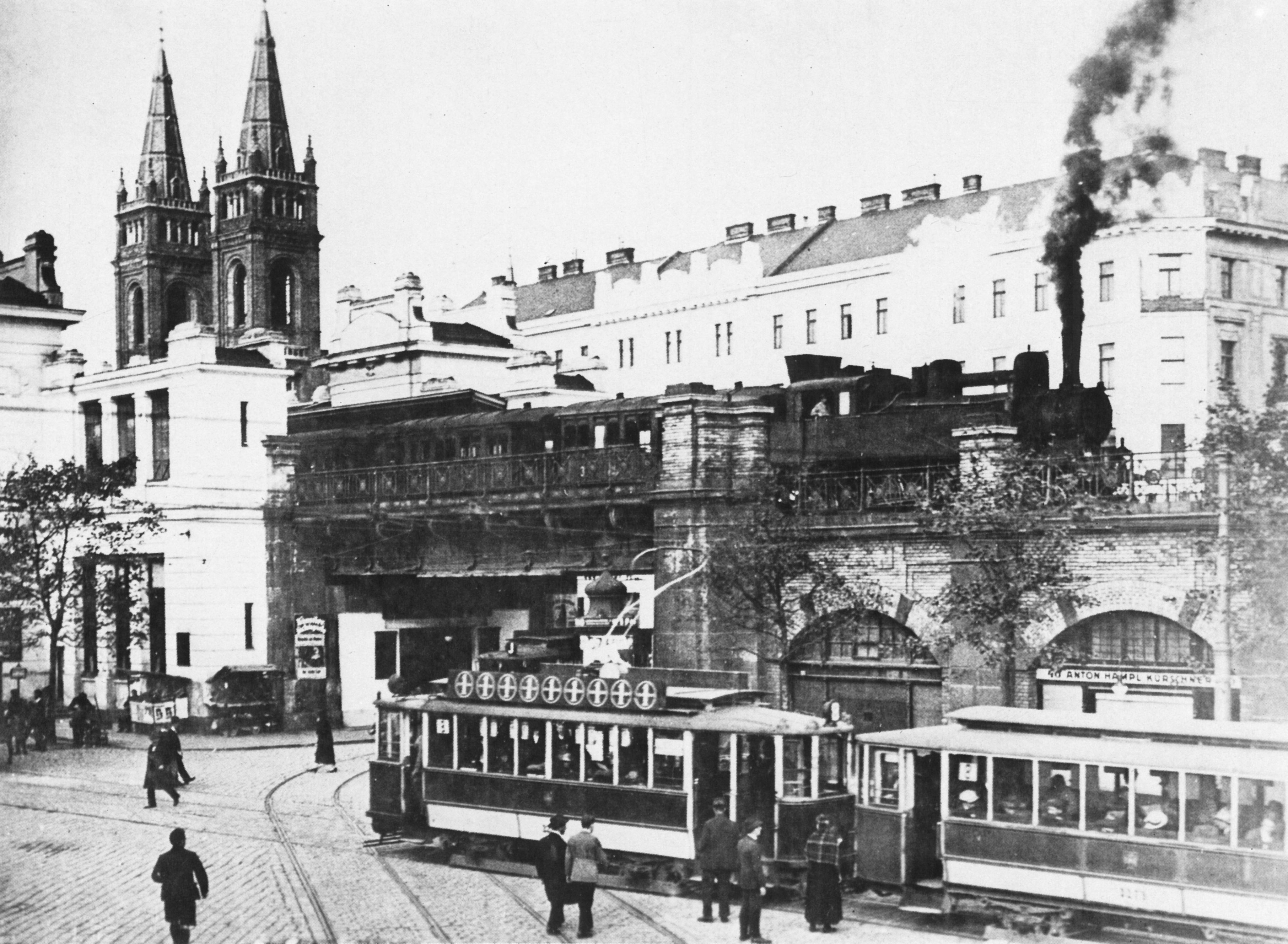
Überleitungszug in der Station Josefstädter Straße

Nachdem sich die weiterhin vorgesehene Elektrifizierung der Stadtbahn hinauszögerte, verkehrten ab dem 1. Juni 1922 auch auf der Oberen Wientallinie sowie der Gürtellinie provisorisch wieder Dampfstadtbahnzüge, zunächst 25 Zugpaare täglich. An jenem Tag richtete die Staatsbahn, aufgrund des wieder angestiegenen Reiseverkehrs sowie zur Entlastung der Straßenbahn, des Westbahnhofs und des Franz-Josefs-Bahnhofs einen sogenannten Überleitungsverkehr in der Relation Hütteldorf-Hacking – Heiligenstadt und zurück ein. Ein Großteil dieser Züge verkehrte durchlaufend von Neulengbach, Rekawinkel oder Purkersdorf via Meidling-Hauptstraße bis Kritzendorf, St. Andrä-Wördern oder Tulln und umgekehrt, später wurde die Frequenz auf 37 Zugpaare täglich erhöht.
Die Züge des Übergangsverkehrs bedienten jedoch nur ausgewählte Zwischenstationen, dies waren Unter St. Veit-Baumgarten, Hietzing, Meidling-Hauptstraße, Gumpendorfer Straße, Haltestelle Westbahnhof, Währinger Straße und Nußdorfer Straße. Zur Anwendung kam der Tarif der Staatsbahn, wobei folgende Stationen tariflich miteinander gleichgestellt waren: Unter St. Veit-Baumgarten für Baumgarten, Hietzing für Penzing, Meidling-Hauptstraße, Gumpendorfer Straße und Haltestelle Westbahnhof für Wien Westbahnhof sowie Währinger Straße und Nußdorfer Straße für Wien Franz-Josefs-Bahnhof. Für die Strecke Westbahnhof – Währinger Straße musste ein zusätzlicher Fahrpreis von 160 Kronen in der II. Klasse beziehungsweise 80 Kronen in der III. Klasse entrichtet werden. Da es sich nicht um Stadtbahnzüge handelte, musste die Staatsbahn zudem entsprechende Streckennutzungsgebühren an die Commission für Verkehrsanlage in Wien entrichten.
Mit Inkrafttreten des Sommerfahrplans am 1. Juni 1923 hielten die Züge des Überleitungsverkehrs auch in den Stationen Ober St. Veit und Josefstädter Straße, dafür entfiel die Station Nußdorfer Straße und die Frequenz reduzierte sich auf 32 tägliche Zugpaare. Ab Jänner 1924 bediente die Staatsbahn dabei nur noch die Relation Hütteldorf-Hacking–Meidling-Hauptstraße–Michelbeuern als Stichstrecke, wobei die Fahrgäste nur bis und ab der Station Alser Straße befördert wurden. Mit Ablauf des Sommerfahrplans am 30. September 1924 endete der Überleitungsverkehr schließlich in Folge der fortschreitenden Elektrifizierungsarbeiten ganz.

### Von der Dampfstadtbahn zur U-Bahn

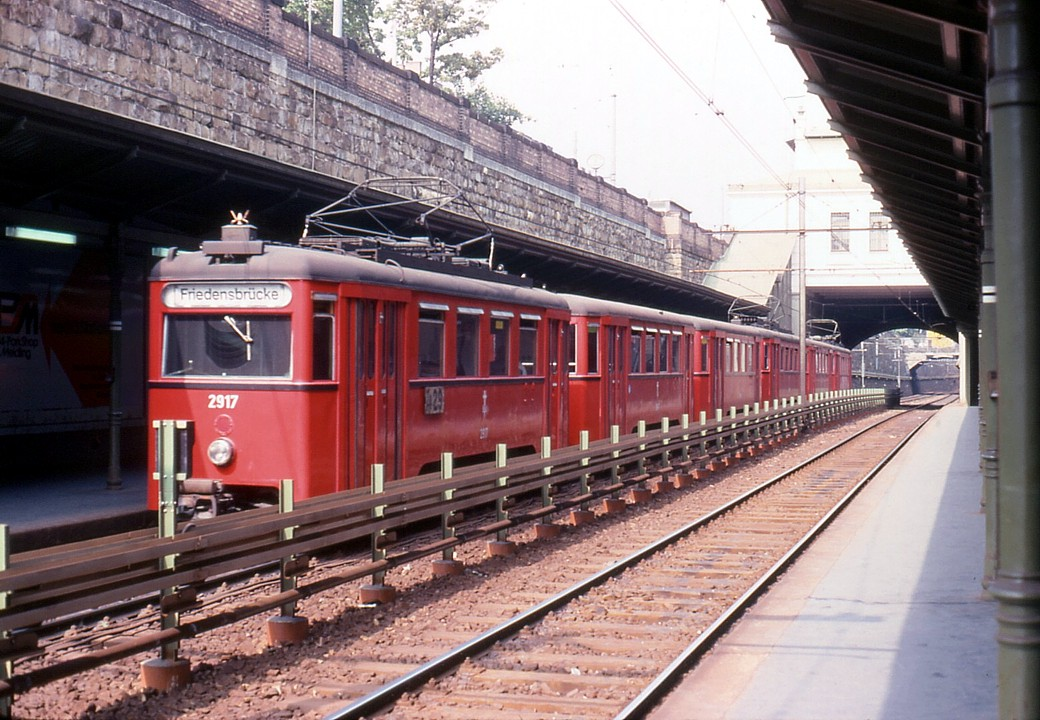
Ein Zug der Wiener Elektrischen Stadtbahn im Jahr 1980

Nachdem die ursprünglich von der Gemeinde Wien geplante Vollintegration der Stadtbahn in das Straßenbahnnetz noch im Laufe des Jahres 1923 verworfen wurde, war auch die Wiener Elektrische Stadtbahn, kurz W.E.St. formalrechtlich eine klassische Eisenbahn. Nach der vergleichsweise raschen Elektrifizierung sowie zahlreichen kleineren Adaptierungen ging diese zwischen dem 3. Juni 1925 und dem 20. Oktober 1925 stufenweise in Betrieb. Ab letzterem Datum galt auch der neue Gemeinschaftstarif mit der Straßenbahn, der dem neuen Verkehrsmittel einen wirtschaftlichen Erfolg bescherte.
Das elektrifizierte Netz war ab 1925 vollständig vom restlichen Eisenbahnnetz getrennt und stattdessen durch die Mischbetriebslinie 18G an zwei Stellen mit dem städtischen Straßenbahnnetz verknüpft. Zum Einsatz kamen – auch im reinen Stadtbahnverkehr – klassische zweiachsige Straßenbahnwagen, die über die Jahrzehnte als Markenzeichen der elektrischen Stadtbahn galten. Für die zusammen 450 seinerzeit beschafften Trieb- und Beiwagen errichtete der neue Betreiber gleich drei neue Betriebsbahnhöfe in Michelbeuern, Heiligenstadt sowie Hütteldorf-Hacking und stellte für den neuen Unternehmenszweig 823 neue Dienstnehmer ein.
Die Auflösung der Commission für Verkehrsanlagen in Wien im Jahr 1934 besiegelte schließlich das Ende der Existenz der ursprünglichen Dampfstadtbahn. Daraufhin übernahm die Gemeinde Wien auch die Infrastruktur des elektrifizierten Netzes, das fortan jedoch nur noch als Kleinbahn ohne Güterverkehr konzessioniert war, während die Vorortelinie damals komplett an die Staatsbahn fiel. Der Zweite Weltkrieg traf insbesondere im letzten Kriegsjahr 1945 auch die elektrische Stadtbahn schwer, sie konnte erst 1954 vollständig reaktiviert werden. Spätestens in den 1960er Jahren unterlag die Stadtbahn einem Modernisierungsstau, weil die U-Bahn-Planungen damals nur schleppend voran kamen. Erst 1976 konnte der erste Stadtbahnabschnitt auf U-Bahn-Betrieb umgestellt werden. Am 7. Oktober 1989 erhielten letztlich die beiden Gürtellinien G und GD, ihres Zeichens die letzten beiden Stadtbahnlinien überhaupt, das neue Liniensignal U6. Damit endete – abgesehen von der verbliebenen Infrastruktur – die Geschichte der Wiener Stadtbahn nach über 91 Jahren.

### Von der Dampfstadtbahn zur S-Bahn

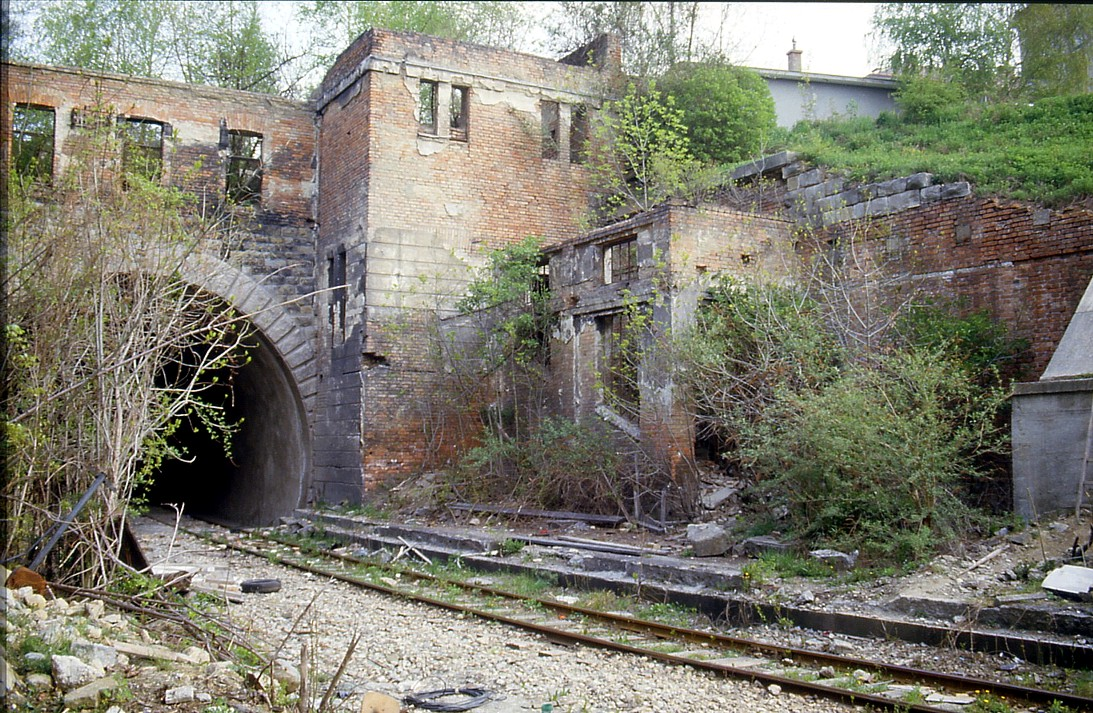
Die aufgelassene Station Breitensee im Zustand von 1984, das zweite Gleis ist entfernt

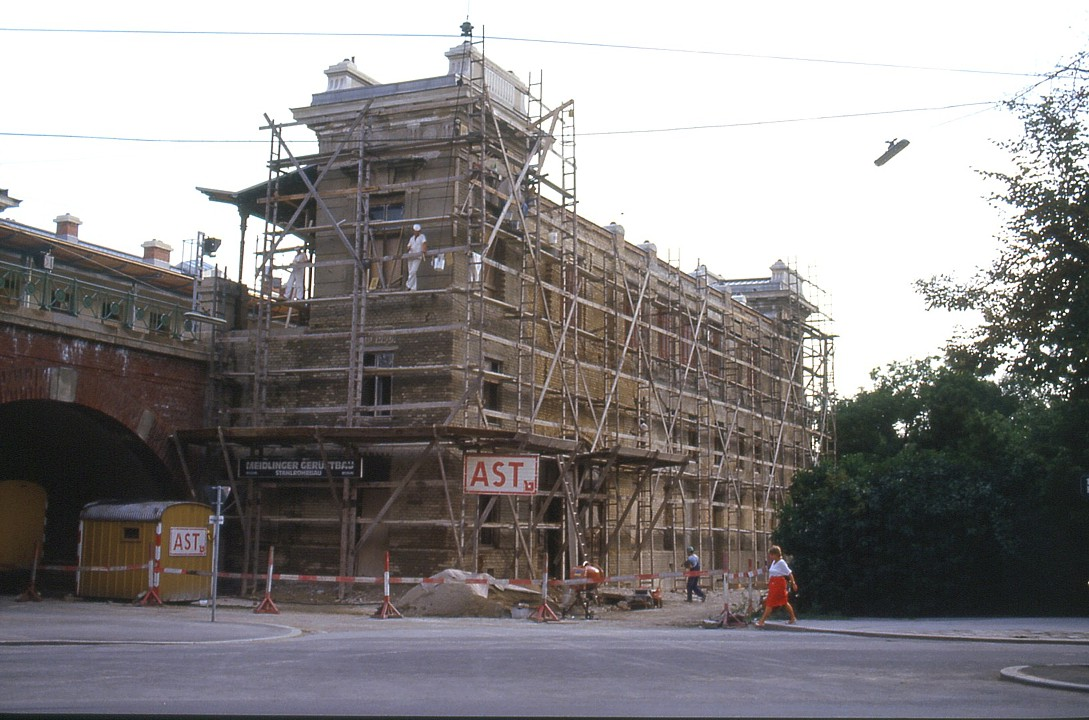
Restaurierung der Station Hernals im Jahr 1985, zwei Jahre vor Wiedereröffnung

Auf der Vorortelinie endete der reguläre Personenverkehr der Dampfstadtbahn zum 11. Juli 1932, weshalb ab 1936 das zweite Gleis aufgelassen wurde. Allerdings blieb der Güterverkehr erhalten. Darüber hinaus verkehrten die sommerlichen Bäderzüge noch bis zum 27. August 1939, wobei diese die Haltestellen Ober-Döbling und Unter-Döbling nicht mehr bedienten. In den Jahren 1950 und 1951 fuhren dann auf der, im Zweiten Weltkrieg weitgehend unbeschädigten, Strecke erneut Bäderzüge. Anschließend verfiel sie zunehmend und war teilweise ganz außer Betrieb. Erst 1979 vereinbarten die Gemeinde Wien, die Österreichischen Bundesbahnen und der Bund ihre Wiederbelebung. So wurde schließlich auch die Vorortelinie elektrifiziert, wieder zweigleisig ausgebaut und auf Rechtsfahren umgestellt. Die Stationen Ober-Döbling und Breitensee sowie die ursprünglich nicht vorhandene Haltestelle Krottenbachstraße wurden neu errichtet, während Unter-Döbling dauerhaft aufgelassen blieb. Am 31. Mai 1987 wurde schließlich der Personenverkehr mit der Linie S45 wieder aufgenommen.
Die Verbindung Hauptzollamt–Praterstern gehört seit 1959 zur S-Bahn-Stammstrecke, dem am stärksten frequentierten Abschnitt im Wiener S-Bahn-Netz, und ist seit 1962 elektrifiziert. Sie wird heute von den Linien S1, S2, S3, S4 und S7 bedient. Die Station Radetzkyplatz ist jedoch schon seit der Zwischenkriegszeit nicht mehr in Betrieb und wurde nach dem Zweiten Weltkrieg geschleift.
Auf der Westbahn wiederum wurden die Stadtbahnzüge nach dem Ersten Weltkrieg durch den sogenannten Purkersdorfer Pendler ersetzt, der jedoch erst am 1. Juni 1927 seinen Betrieb aufnahm. Dieser Pendelverkehr zwischen Hütteldorf-Hacking und Unter Purkersdorf existierte bis zum 27. Mai 1972. Noch 1944 war diese Relation beispielsweise unter der eigenständigen Kursbuchtabelle 459e aufgeführt, wobei ein starrer 30-Minuten-Takt über die ganze Betriebszeit existierte. Zeitweise fuhr er sogar alle 15 Minuten. Mittlerweile wird der Abschnitt Hütteldorf–Eichgraben-Altlengbach der 1952 elektrifizierten Westbahn von der S50 bedient.
Die Franz-Josefs-Bahn bis Tulln wird heute von der S40 befahren, dieser Abschnitt ist seit 1978 elektrifiziert.

### Probleme, Kritik und Kontroversen

#### Kritik am Dampfbetrieb

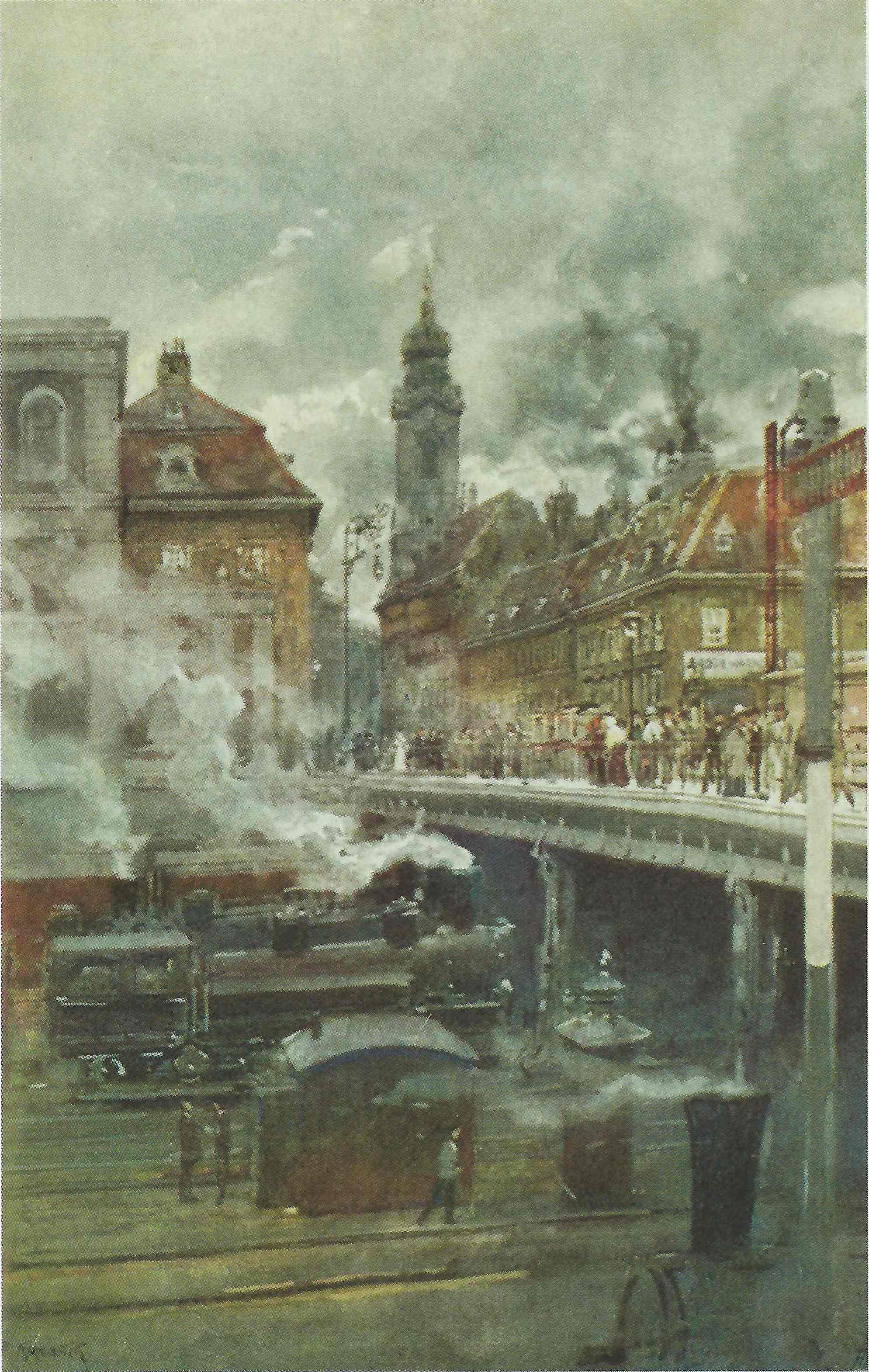
Zeitgenössische Darstellung des Dampfstadtbahnbetriebs im Bahnhof Hauptzollamt von Franz Kopallik (1860–1931)

Zwar konnte der Rauch im Bereich der Galeriestrecke am Donaukanal besser abziehen als auf den vollständig geschlossenen Tunnelabschnitten, dafür verrauchte dort die – von der Straßenoberfläche bedeckte – Haltestelle Ferdinandsbrücke

Besonders von der Verschmutzung durch den Dampfbetrieb betroffen waren die weißen Stationsfassaden, hier am Beispiel Schottenring, wo die Lokomotiven – wie bei den anderen Tiefstationen auch – in einer Richtung direkt unter dem Aufnahmsgebäude zum Stehen kamen

Der Dampfbetrieb wurde von Beginn an sowohl von Fachleuten als auch von der Bevölkerung stark kritisiert. Das Konzept einer dampfbetriebenen Untergrundbahn galt schon bei ihrer Eröffnung im Jahr 1898 als technisch veraltet. Eine solche gab es ansonsten nur noch in London, wo aber schon ab 1890 die City and South London Railway elektrisch fuhr, bevor zwischen 1901 und 1908 auch alle älteren Linien umgerüstet wurden. Alle anderen Untergrundbahnen weltweit fuhren hingegen von Beginn an elektrisch oder wurden, wie in Glasgow, als Kabelbahn betrieben.
Aber nicht nur auf den langen Wiener Tunnelstrecken, sondern auch oberirdisch stellte die Verwendung von Dampflokomotiven in den engverbauten Stadtgebieten einen Übelstand dar. Der Dampfbetrieb widersprach dabei dem allseits angestrebten Ziel einer hygienischen Lebensweise in der Großstadt, weshalb der Architekt und Stadtplaner Eugen Fassbender seinerzeit bemängelte:

„… dass nunmehr die Locomotiven Tag und Nacht die Luft verstänkern, während hier [gemeint ist die neu ausgebaute Gürtelstraße] ein aus sanitären Gründen höchst erwünschter Streifen grünen Angers hätte erhalten werden können.“

Die Illustrierte Über Land und Meer drückte ihre Kritik damals wie folgt aus:

„Nun kann der Wiener mit der so lange ersehnten Stadtbahn aus dem Herzen der Stadt – etwa vom Operngebäude aus – in wenigen Minuten den herrlichen Wienerwald erreichen; er wird sein Heim nicht bloß für den Sommer aus dem Großstadtgetriebe in die ländliche Umgebung der Stadt verlegen können, um mit seiner Familie unter besseren hygienischen Verhältnissen zu leben.“

Die Tageszeitung Der Abend wiederum resümierte die Fehlentscheidung zugunsten des Dampfbetriebs zweieinhalb Jahrzehnte später wie folgt:

„Die Tatsache, dass eine 26 Kilometer lange Stadtbahn in der Stadt der Lungentuberkulose die Rauchplage in peinlicher Weise vergrößerte, hat den alten Militärstaat nicht sehr beirrt.“

Der Dampfstadtbahnbetrieb setzte aber auch die Fahrgäste sowie das Zugpersonal auf den unterirdischen Abschnitten weitgehend ungeschützt dem Rauch aus. Die gefürchtete Rauchplage machte sich dabei insbesondere im Tunnel zwischen Kettenbrücke und Stadtpark bemerkbar. Als problematisch erwies sich dort die flache statt gewölbte Tunneldecke, dadurch konnte sich der Rauch in den Ecken festsetzen, was die Lüftung sehr erschwerte. Zudem legte sich der Ruß auf den Sitzen ab und verschmutzte diese, und damit auch die Kleidungsstücke der Passagiere, schon vor Fahrtantritt. Als die Stadtbahn schließlich 1925 elektrifiziert wurde, nahm die Bevölkerung diesen Schritt entsprechend positiv auf:

„Jetzt kann man vor Rauch nicht mehr ersticken, und auf dem Sitz bleibt man im Ruß nicht mehr picken“

Außerdem beschädigten die Lokomotiven auch die Infrastruktur der Stadtbahn selbst, weil die Rauch- beziehungsweise Verbrennungsgase die rasche Korrosion der freiliegenden eisernen Konstruktionsteile und des Oberbaus beförderten sowie Staub erzeugten, der in die Wagen eindrang. Verstärkt wurde das Problem der Verrostung durch den Wasserdampf, der aus der Lokomotive und im Winter zusätzlich aus den Heizleitungen ausströmte. Die daraus resultierenden starken Rauch- und Dampfmassen konnten, aufgrund der dichten Zugfolge in beiden Fahrtrichtungen, vor allem bei trübem und nebligem Wetter nur sehr langsam aus den Tunnelstrecken entweichen. In der Station Ferdinandsbrücke experimentierte der Betreiber zeitweise sogar mit starken Ventilatoren, um die Rauchmassen vor dem Austritt in die Tiefbahnhaltestelle zu Tage zu fördern, diese Versuche ergaben jedoch nur einen sehr geringen Erfolg.
Außerdem verschmutzten insbesondere die weiß verputzten Stationsgebäude schnell. So musste beim Hietzinger Hofpavillon schon drei Jahre nach Eröffnung erstmals die Fassade in Stand gesetzt werden. Aber auch alle umliegenden Bauten waren betroffen. Besonders augenfällig wurde dieses Problem anhand der Marmorstandbilder der ehemaligen Elisabethbrücke. Nach Abriss der Brücke im Jahr 1897 wurden sie zunächst bei der Station Karlsplatz aufgestellt. Dort verschmutzten sie aber so schnell, dass sie in der Bevölkerung den Spitznamen Die acht Rauchfangkehrer erhielten und schon 1902 auf den Rathausplatz transferiert werden mussten. Lediglich im Hochsommer stellte die Abgasentwicklung kein Problem dar, bei 30 Grad Celsius Wärme, in den Tunneln 19 Grad Celsius, fuhren die Lokomotiven fast rauchlos.
Bei den Anliegern war die Dampfstadtbahn direkt vor ihrer Haustür gleichfalls nicht besonders beliebt, so spottete die satirische Wochenzeitschrift Kikeriki bereits im Eröffnungsmonat Mai 1898:

„Wie ist denn der B. so plötzlich taub worden? Der hat eine halbe Stund’ sein Wohnungsfenster am Gürtel offen g’habt!“

Und auch die relativ geringe Geschwindigkeit der Dampfzüge beflügelte die Humoristen:

„Warum machen’s denn ein so trauriges G’sicht? Mir ist aus dem Schnellzug der Stadtbahn während des schnellsten Fahrens mein Hut, mein Stock und meine Brille aus dem Waggon g’fall’n! Na, und? Und ich hab’ nur den Stock und die Brille aufheben können!“

Schlussendlich wurde die Wiener Stadtbahn als Dampfbahn zu spät und für den elektrischen Betrieb zu früh gebaut. Für den Dampfbetrieb sprachen lediglich die günstigeren Baukosten sowie die militärstrategische Funktion der Stadtbahn. Die gewählte Betriebsform erschien diesbezüglich flexibler, weil in Mitteleuropa noch auf Jahrzehnte hinaus kein Netz elektrifizierter Bahnstrecken bestand.

#### Strategische Bahn mit begrenztem Nutzen für die Bevölkerung

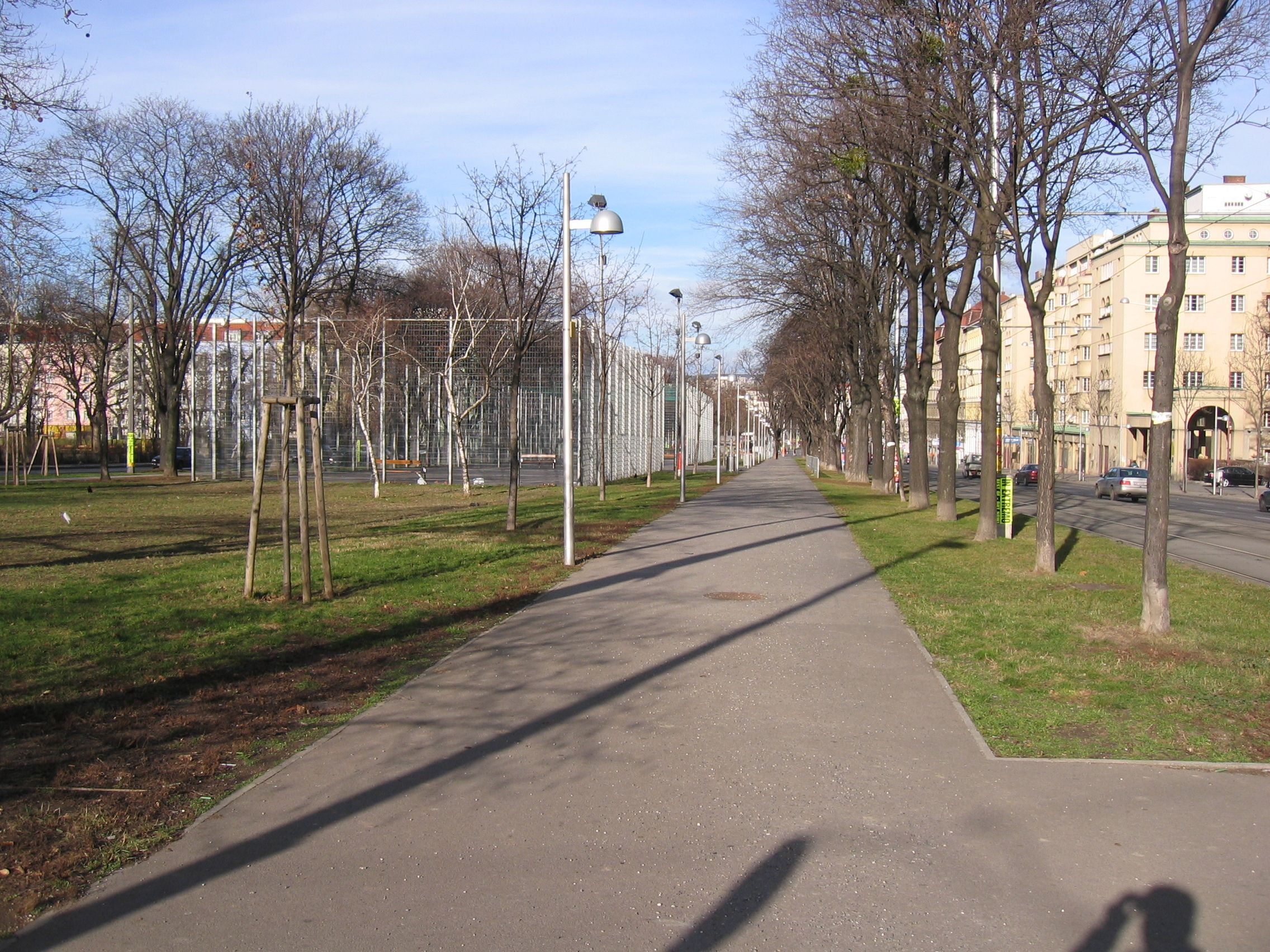
Der überbreite Mittelstreifen zwischen Margaretengürtel (rechts) und Gaudenzdorfer Gürtel (links) erinnert an die nicht gebaute Stadtbahnstrecke vom Westgürtel zur Südbahn

Letztlich war die Streckenführung der Wiener Stadtbahn stark von den oben genannten militärischen Überlegungen beeinflusst, sie hatte somit den Charakter einer strategischen Bahn. Dies galt insbesondere nach der in den Jahren 1895 und 1896 erfolgten Reduzierung des Projekts, bei der ausschließlich militärisch wenig relevante Abschnitte entfielen. Gleiches galt für die entfallenen Zwischenstationen, die ebenfalls keinerlei Bedeutung für die Armee hatten – den Nutzwert der Stadtbahn für die Bevölkerung aber deutlich reduzierten.
Allerdings wurde die militärisch-strategische Bedeutung der Stadtbahn lange Zeit – von zeitgenössischen wie späteren Autorinnen und Autoren – häufig überbewertet. Tatsächlich war sie in Konzept und Ausführung eine multifunktionale Eisenbahn, die den innerstädtischen Bereich ebenso bediente wie den Nahverkehr in die Sommerfrischen auf der Franz-Josefs-Bahn und der Westbahn, die auch für den Frachtenverkehr herangezogen werden konnte und im strategischen Ernstfall für Truppen- und Materialtransporte. Das militärische Argument war gezielt eingesetzt worden, um den hohen Staatsanteil an der Finanzierung einer Stadtbahn für die Reichshauptstadt etwa gegenüber den Tschechen und Ungarn zu rechtfertigen.
Unabhängig von der strategischen Funktion war auch die Ortswahl der Stationen nicht immer glücklich, sie folgten bezüglich Lage und Struktur nicht überall den Notwendigkeiten großstädtischen Massenverkehrs. So wäre die Haltestelle Karlsplatz besser zwischen Getreidemarkt und Kärntner Straße statt an der Akademiestraße angelegt worden, und auch eine Haltestelle Schwarzenbergplatz wäre vorteilhafter gewesen als jene in der verlängerten Johannesgasse beim Stadtpark. Desgleichen war der Zugang zum Bahnhof Hauptzollamt, der von der Henslerstraße statt von der Landstraßer Hauptstraße aus erfolgte, ungünstig. Am Karlsplatz und am Schwedenplatz wiederum richteten sich die Stationspavillons vermutlich nach dem erwarteten neuen Straßenzug Akademiestraße-Laurenzerberg, der jedoch nicht realisiert wurde. Dadurch kamen sie abseits der Hauptverkehrsströme Wiedner Hauptstraße beziehungsweise Rotenturmstraße zu liegen. Der Weg der Passagiere wurde häufig noch durch den Umstand verlängert, dass die Haltestellen in Tieflage in der Regel nur einen Eingang beziehungsweise Ausgang hatten. Das heißt, wenn jemand zum Beispiel bei der Kettenbrückengasse stadteinwärts am Zugende ausstieg und in der entgegengesetzten Richtung weitergehen wollte, hatte er noch einen Umweg von rund 200 Metern zurückzulegen.
Aus der Konzeption als strategische Bahn resultierte hingegen die vom Militär geforderte massive Bauweise der Strecken und die hohe Belastbarkeit der Brücken, die Jahrzehnte später der Umstellung auf U-Bahn-Betrieb entgegenkam. Außerdem richtete sich die Planung – ganz in der Tradition von Hauptbahnen – eher nach günstigen topographischen Gelegenheiten wie den beiden Flussläufen und dem ehemaligen Linienwall, entsprach damit aber nicht den tatsächlichen kommunalen Verkehrsbedürfnissen. Die Stadtbahn blieb somit letztlich ein Torso, weil keine radialen Strecken direkt ins Stadtzentrum entstanden, dafür eine, die an drei Seiten um das Stadtzentrum herumführte und am westlichen Stadtrand gleich zwei parallele Tangentialstrecken. So prägte der Journalist Eduard Pötzl bereits bei der Stadtbahneröffnung die abfällige Bezeichnung Um-die-Stadt-Bahn, die später zum geflügelten Wort im Volksmund wurde:

„Berlin und Paris haben eine Stadtbahn, Wien aber eine Um-die-Stadt-Bahn.“

In dieselbe Kategorie fällt die Bezeichnung „Rundherum“-Bahn. Weitere kritische Titulierungen lauteten „Militärbahn“ und „Kunstbahn“. Ursprünglich war die Stadtbahn ferner als Stimulans für den Wohnbau gedacht gewesen, in dem die wichtigen Radiallinien alte und neue Wohngebiete hätten aufschließen sollen. Durch die entfallenen Streckenabschnitte konnte sie jedoch auch dieser Aufgabe nicht gerecht werden. Trotzdem führte die Dampfstadtbahn durch die Mehrzahl der insgesamt 20 um die Jahrhundertwende existierenden Wiener Gemeindebezirke und hatte in jedem von ihnen auch mindestens eine Station. Lediglich der VI. Bezirk Mariahilf, der VII. Bezirk Neubau und der XIV. Bezirk Rudolfsheim hatten weder zum engeren noch zum äußeren Stadtbahnnetz einen direkten Zugang.

#### Wirtschaftlicher Misserfolg und Konkurrenz durch die elektrische Straßenbahn

Fahrkartenautomat in der Station Karlsplatz, über alle Betriebsjahre der Dampfstadtbahn hinweg deckten die Einnahmen nicht die Ausgaben

Konkurrenzsituation zwischen den beiden wichtigsten städtischen Verkehrsmitteln im Jahr 1903: Überall, wo die Stadtbahn verkehrte, war auch die Straßenbahn nicht weit

Letztlich hatte die Wiener Stadtbahn, nicht zuletzt aufgrund des unbeliebten Dampfbetriebs und der damit verbundenen Probleme, nicht den erhofften großen Erfolg und stand nie in besonders hoher Gunst bei der Bevölkerung. Sie war zwar kein ausgesprochenes Fehl-Projekt, konnte aber den in sie gesetzten Erwartungen nie wirklich entsprechen und entwickelte sich nicht zu einem Massenverkehrsmittel der zweiten Ebene. So lagen die Verkehrsschwerpunkte des lückenhaften Stadtbahnnetzes zum einen an der Peripherie und nicht im Zentrum, zum anderen herrschte die höchste Zugdichte auf Strecken, die durch dünne Besiedlung führten. Einer der Gründe hierfür war die beengte Lage des Bahnhofs Meidling-Hauptstraße. Da er sich nicht als Wendebahnhof eignete, und in Hietzing aus Raummangel kein Umkehrgleis angelegt werden konnte, mussten viele Züge ohne betriebliche Notwendigkeit bis Hütteldorf-Hacking geführt werden. Folglich wies die Obere Wientallinie, die wochentags die mit Abstand geringste Fahrgastfrequenz hatte, den stärksten Betrieb auf. Doch selbst dort konnten manche Züge nicht direkt zurückfahren. Weil die Umsetzzeit in den Wendebahnhöfen anfangs nur neun Minuten betrug, war man in den Stoßzeiten gezwungen, zusätzliche Züge bis Purkersdorf zu führen.
Des Weiteren waren die Fahrkarten der Dampfstadtbahn vergleichsweise teuer, ein gemeinsames Tarifsystem mit der günstigeren Straßenbahn existierte bis 1925 nicht. Dass man von der Straßenbahn nicht auf die Stadtbahn umsteigen durfte, ohne eine neue Fahrkarte zu lösen, war letztlich für viele Fahrgäste ausschlaggebend, bei der Straßenbahn zu bleiben. Auch die Tarifreform des Jahres 1901, die lange Stadtbahnfahrten über acht Kilometer um ein Drittel vergünstigte, brachte in dieser Hinsicht keine Besserung.
Speziell nach der 1897 begonnenen und rasch vollzogenen Elektrifizierung der Straßenbahn, die letzte Pferdebahn fuhr schon 1903, waren auch die Intervalle der Stadtbahn länger als auf der weitgehend parallel verlaufenden Straßenbahn, die damals alle zwei bis fünf Minuten fuhr. Abgesehen davon bediente die Straßenbahn auch noch ein viel dichteres Netz und wies wesentlich geringere Haltestellenabstände auf. Zudem fuhr überall dort, wo die Stadtbahn fuhr, in der Nähe auch die Straßenbahn. Doch waren zahlreiche Stationseingänge der Stadtbahn 100 bis 200 Meter von den Straßenbahnhaltestellen entfernt, was das Umsteigen zusätzlich erschwerte. Schon 1904 stellte daher Arthur Oelwein, einer der drei Bauleiter der Stadtbahn, fest:

„Hätten diese Bahnen in ihrer heutigen Anlage [gemeint ist das elektrische Straßenbahnnetz] vor Beginn des Baues der Stadtbahn bestanden, so würde wahrscheinlich das im Jahre 1892 aufgestellte Programm für die Stadtbahn eine wesentliche Änderung erfahren haben.“

Zu einer besonderen Konkurrenz für die Stadtbahn entwickelte sich dabei die ab 1907 so bezeichnete Straßenbahnlinie 8. Sie deckte fast die gesamte Gürtellinie ab, bediente aber ungefähr doppelt so viele Zwischenstationen. Da es in den Stadtbahnstationen seinerzeit weder Aufzüge noch Rolltreppen gab und bis zu 80 Stufen zu überwinden waren, vermieden viele Fahrgäste – insbesondere auf kurzen Strecken – das zweimalige Stiegensteigen und entschieden sich stattdessen für die Straßenbahn. Doch bevorzugten zumindest im Winter manche Fahrgäste die Stadtbahn aufgrund ihrer geheizten Wagen, während die ersten beheizten Straßenbahntriebwagen erst ab 1910 und die ersten Beiwagen mit Heizung erst ab 1951 eingesetzt wurden. Generell legten die Fahrgäste mit der Stadtbahn eher längere Strecken zurück. So betrug beispielsweise im Jahr 1909 der mittlere Reiseweg auf der Straßenbahn drei bis vier Kilometer, auf der Stadtbahn hingegen 7,5 Kilometer. Unbedeutend war der Umsteigeverkehr von den Zügen der Staatsbahn. So kamen 1908 an den sieben Wiener Fernbahnhöfen täglich rund 81.000 Fahrgäste an, von ihnen stiegen aber nur neun Prozent, das heißt 7300 Personen, auf die Stadtbahn um.
Die fehlende Verbindungskurve zwischen der Gürtellinie und der Unteren Wientallinie wiederum wirkte sich im Bereich Gumpendorf negativ auf den Betriebsablauf der Stadtbahn aus, weil kein direkter Ringverkehr Gürtel–Wiental–Donaukanal–Gürtel möglich war. Die Staatsbahn als Betriebsführerin war zwar in dieser Angelegenheit an die Commission für Verkehrsanlagen herangetreten und es wurden auch Studien ausgearbeitet, doch konnte man sich nicht einigen. Zum einen hätten die Kosten für die Verbindungskurve Gumpendorfer Straße – Margaretengürtel zehn Millionen Kronen betragen, zum anderen äußerten einige Fachleute technische Bedenken gegen das Vorhaben, weil damit ein Gefälle von 48 Promille verbunden gewesen wäre. Jedoch existierte unabhängig davon ein eingeschränkter Ringverkehr bei der Dampfstadtbahn, weil manche Züge von Hütteldorf-Hacking her kommend durchgehend via Meidling-Hauptstraße, Wiental, Donaukanal, Gürtel, Meidling-Hauptstraße zurück nach Hütteldorf-Hacking verkehrten.
In den ersten elf Betriebsjahren stagnierten die Fahrgastzahlen auf der Stadtbahn – ungeachtet der damals stark steigenden Einwohnerzahl Wiens – weitgehend, wobei erst 1902 das erste volle Betriebsjahr des Gesamtnetzes war. Der erstmalige Rückgang des Personenverkehrs von 1902 auf 1903 ist dabei eine unmittelbare Folge der Konkurrenz durch die elektrische Straßenbahn. Schlussendlich verursachte der – von Beginn an unrentable – Stadtbahnbetrieb zunehmend steigende Fehlbeträge. Damit konnten, insbesondere für die immer dringlichere Elektrifizierung, auch keine Investitionsrücklagen erwirtschaftet werden. In den ersten elf Betriebsjahren entwickelte sich die wirtschaftliche Situation wie folgt, wobei erst 1899 das erste volle Geschäftsjahr war:
| Jahr | Beförderte Personen | Mittlerer Reiseweg | Personenkilometer | Einnahmen in Österreichischen Kronen | Ausgaben in Österreichischen Kronen | Defizit in Österreichischen Kronen |
| ---- | ------------------- | ------------------ | ----------------- | ------------------------------------ | ----------------------------------- | ---------------------------------- |
| 1898 | 06.922.382          | 6,54 Kilometer     | 045.238.620       | 1.218.616                            | 1.531.828                           | 0.313.212                          |
| 1899 | 19.046.337          | 5,88 Kilometer     | 111.964.211       | 3.357.396                            | 3.873.252                           | 0.615.856                          |
| 1900 | 28.245.436          | 4,47 Kilometer     | 126.128.082       | 4.681.518                            | 4.833.203                           | 0.151.685                          |
| 1901 | 32.222.266          | 5,53 Kilometer     | 178.218.844       | 5.333.851                            | 5.520.323                           | 0.186.472                          |
| 1902 | 33.807.873          | 7,08 Kilometer     | 239.395.531       | 6.453.874                            | 5.911.599                           | 0.457.725                          |
| 1903 | 32.012.240          | 7,39 Kilometer     | 236.590.860       | 5.287.042                            | 6.918.663                           | 0.546.996                          |
| 1904 | 29.953.067          | 7,36 Kilometer     | 220.522.560       | 5.158.039                            | 6.001.844                           | 0.843.805                          |
| 1905 | 29.649.077          | 7,25 Kilometer     | 214.925.643       | 5.387.899                            | 5.811.859                           | 0.423.960                          |
| 1906 | 31.147.771          | 7,74 Kilometer     | 241.157.604       | 5.669.392                            | 6.393.437                           | 0.724.045                          |
| 1907 | 33.703.566          | 7,26 Kilometer     | 244.641.828       | 5.673.621                            | 7.007.731                           | 1.334.110                          |
| 1908 | 32.490.582          | 7,17 Kilometer     | 232.876.914       | 5.667.620                            | 7.253.377                           | 1.590.757                          |

1909 wurden immerhin schon 34,4 Millionen Fahrgäste befördert, bis 1913 gelang es dem Betreiber schließlich, diese Zahl auf 47 Millionen zu steigern. Damit stand die Stadtbahn aber immer noch weit hinter der konkurrierenden Straßenbahn zurück, welche die Zahl ihrer Beförderungsfälle allein zwischen 1902 und 1913 von 133 auf 323 Millionen jährlich erhöhen konnte.
Insgesamt betrachtet spielte die Dampfstadtbahn somit nur eine untergeordnete Rolle im innerstädtischen Verkehr. Während 1910 die jeweiligen Schnellbahnen in Paris bereits 22, in Boston 29 und in New York sogar 36 Prozent der Frequenz der gesamten öffentlichen Verkehrsmittel erreichten, betrug dieser Anteil in Wien nur elf Prozent. 1903 betrug der Anteil der Stadtbahn hingegen noch 15 Prozent, während die Straßenbahn auf 74 Prozent und die Stellwagen auf acht Prozent kamen.
Die geringe durchschnittliche Besetzung der Wiener Stadtbahnzüge führte wiederum zu relativ hohen Betriebskosten. Während die – diesbezüglich besonders erfolgreiche – Pariser Stadtbahn im Jahr 1905 für jeden beförderten Reisenden nur fünf Pfennig ausgab, betrug dieser Wert in Wien 16 Pfennig. Ähnlich fällt der Vergleich bezüglich der Wagenkilometer aus. Von elf untersuchten Stadtschnellbahnen belegte die Wiener Anlage mit nur 1,8 Reisenden je Wagenkilometer den letzten Platz, während beispielsweise die erstplatzierte Londoner Waterloo & City Line damals auf 7,9 Reisende je Wagenkilometer kam. Zudem waren die Betriebsausgaben beim Dampfbetrieb, wiederum bezogen auf den Wagenkilometer, keineswegs geringer als bei den vergleichbaren elektrischen Bahnen jener Zeit. Bezogen auf den Betriebskilometer beförderte die Dampfstadtbahn nur rund 1,47 Millionen Fahrgäste jährlich, gegenüber drei bis fünf und sogar sechs Millionen bei anderen städtischen Schnellbahnen.

#### Starker Ausflugsverkehr

1904: Zeitgenössische Darstellung eines „Sonntagnachmittags auf der Station Hütteldorf“ von Wilhelm Gause, der starke Ausflugsverkehr sorgte teilweise für chaotische Zustände

Bahnhof Rekawinkel an der Westbahn, die vorhandenen Abstellgleise reichten an Sonn- und Feiertagen nicht aus

Während die Fahrgastzahlen der Wiener Stadtbahn im Alltagsverkehr hinter den Erwartungen zurückblieben, war sie im saisonalen Sommerfrische- und Bäderverkehr an den Nachmittagen schöner Sonn- und Feiertage in der warmen Jahreszeit oft überlastet, was ihr den Beinamen Ausflugsbahn einbrachte. An diesen Tagen waren bis zu dreimal so viele Reisende zu befördern wie gewöhnlich, was der Zugförderung arge Sorgen bereitete. In Lastrichtung waren die Züge teilweise mit bis zu 1000 Personen besetzt. Über das ganze Jahr verteilt betrachtet ergab sich in den ersten elf Betriebsjahren folgende Statistik:
|                                   | 1898    | 1899    | 1900    | 1901    | 1902    | 1903    | 1904    | 1905    | 1906    | 1907    | 1908    |
| --------------------------------- | ------- | ------- | ------- | ------- | ------- | ------- | ------- | ------- | ------- | ------- | ------- |
| Reisenden an Werktagen:           | 025.638 | 045.042 | 064.805 | 076.983 | 086.871 | 082.300 | 077.716 | 077.394 | 081.701 | 087.629 | 085.634 |
| Reisende an Sonn- und Feiertagen: | 045.146 | 082.810 | 133.336 | 140.422 | 118.687 | 112.188 | 100.238 | 098.292 | 101.505 | 114.074 | 103.303 |

Die Frequenz war dabei stark wetterabhängig, was sich letztlich in der Bilanz niederschlug. So wurden beispielsweise die Fahrgastzahlen im Jahr 1902 durch schlechtes Wetter an Sonn- und Feiertagen ungünstig beeinflusst. Zudem erforderten die starken Sonn- und Feiertagsspitzen die unwirtschaftliche Bereitstellung eines großen Wagenparks, der im relativ schwachen Alltagsverkehr nur ungenügend ausgenutzt wurde. In der Sommersaison war auch der Fahrplan etwas erweitert, im Folgenden exemplarisch dargestellt für das Jahr 1903:
|                                | Obere Wientallinie | Gürtellinie | Untere Wientallinie | Donaukanallinie | Verbindungsbahn | Vorortelinie |
| ------------------------------ | ------------------ | ----------- | ------------------- | --------------- | --------------- | ------------ |
| Tägliche Zugfahrten im Sommer: | 398                | 258         | 288                 | 288             | 233             | 64           |
| Tägliche Zugfahrten im Winter: | 348                | 238         | 268                 | 268             | 217             | 60           |

Die zusätzlich eingelegten Züge hatten zur Folge, dass einzelne reguläre Züge „zu den Zeiten des dichtesten Verkehrs wenige Minuten später verkehrten“. Dennoch garantierte der Betreiber die „Aufrechterhaltung der Anschlüsse“. Bei besonders großem Andrang galten vorübergehende Perronsperren, während diesen waren die Fahrgäste zum Warten oder zur Benutzung der Straßenbahn gezwungen. Dies galt speziell in den Abendstunden. Denn während die Masse der Ausflügler die Stadt in zwei Vormittags- und drei Nachmittagsstunden verließ, konzentrierte sich der Rückreiseverkehr auf nur drei Stunden. So war die Nahstrecke der Westbahn oftmals allein zwischen 19:00 und 20:00 Uhr mit bis zu 36.000 Heimkehrern belastet. Die wenigen Abstellgleise in Neulengbach, Rekawinkel und Purkersdorf reichten nicht aus, um genügend Leerwagen bereitzustellen. So mussten die Züge am Vormittag leer nach Hütteldorf-Hacking zurück und am Abend wieder nach Purkersdorf oder Rekawinkel zugeführt werden. Der Industrielle, Politiker und Publizist Gustav Pacher von Theinburg leitete daher 1903 seinen einschlägigen Vortrag im Niederösterreichischen Gewerbeverein mit folgenden Worten ein: „Haben wir eigentlich in Wien überhaupt eine Stadtbahn? [...] Für neunundneunzig Hundertstel dieser Bevölkerung ist diese Bahn ohne jede Bedeutung für das tägliche Geschäftsleben – höchstens so eine Art Sonntagnachmittags-Vergnügungsbahn, um aus der dicken Stadtluft für einige Stunden nach Schönbrunn, Hütteldorf, Purkersdorf oder Klosterneuburg zu entfliehen.“

## Infrastruktur

### Streckenbeschreibung

#### Allgemeine Trassierungsparameter

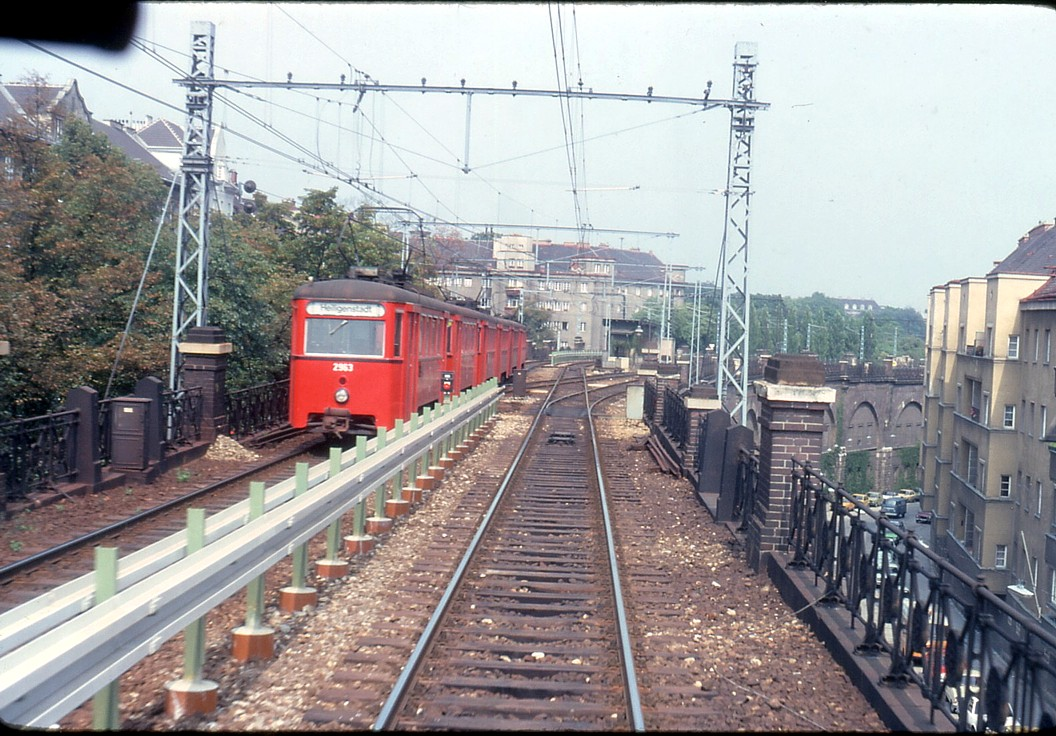
Die Abzweigstelle Nußdorfer Straße war die einzige höhengleiche Streckentrennung im engeren Netz. Der im Bild sichtbare N_{1}/n_{2}-Zug fährt geradeaus weiter in Richtung Heiligenstadt, nach rechts zweigt der Verbindungsbogen ab.

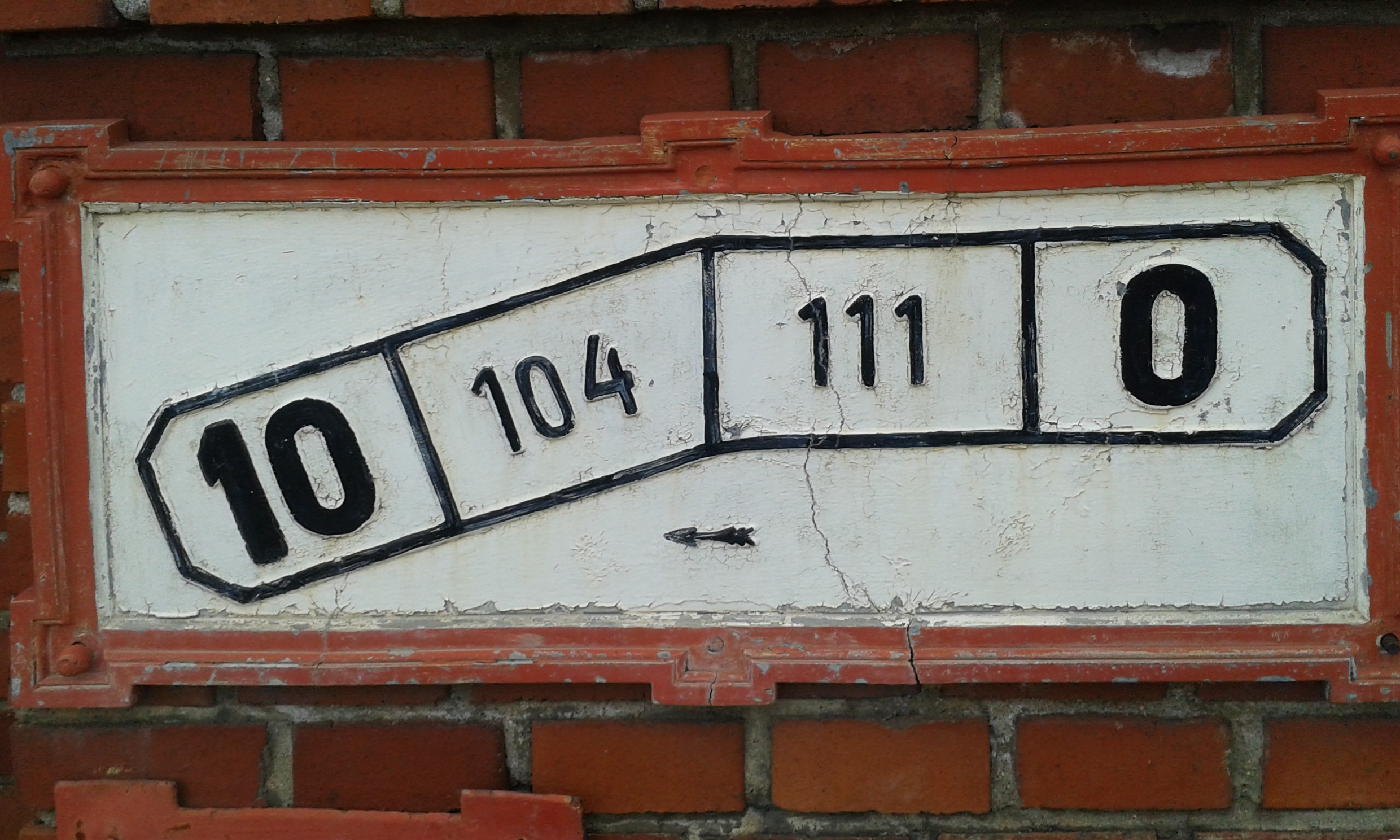
Erhaltener Neigungszeiger aus Dampfstadtbahnzeiten in der Station Alser Straße, die 111 Meter beziehen sich auf den waagrechten Stationsbereich, die 104 Meter auf das anschließende Zehn-Promille-Gefälle Richtung Michelbeuern

Fast das gesamte engere Netz der Stadtbahn war zweigleisig ausgeführt, lediglich der kurze Abschnitt Heiligenstadt – Brigittenau-Floridsdorf war eingleisig. Entsprechend den damaligen Gepflogenheiten im österreichischen Eisenbahnverkehr fuhr die Dampfstadtbahn ausschließlich im Linksverkehr. Die Streckentrennungen waren fast alle niveaufrei ausgeführt, das heißt unter Verwendung von Überwerfungsbauwerken. Lediglich an der Abzweigstelle Nußdorfer Straße mussten die Züge in Richtung Brigittabrücke erst das aus Richtung Heiligenstadt kommende Gegengleis höhengleich kreuzen.
Obwohl die Stadtbahnzüge für einen Betrieb mit maximal 60 km/h ausgelegt waren, war die Höchstgeschwindigkeit auf dem engeren Netz der Dampfstadtbahn anfangs auf 40 km/h beschränkt. Um Drei-Minuten-Intervalle einführen zu können, wurden aber schon 1899 auf der Wiental- und Gürtellinie 50 km/h zugelassen. Die größte Neigung betrug 20 Promille und der kleinste Bogenradius 150 Meter – lediglich bei einem Ausfahrgleis des Bahnhofs Hauptzollamt kam ein Krümmungshalbmesser von nur 120 Metern zur Anwendung, während es im Abschnitt Aspernbrücke–Augarten der Donaukanallinie ausnahmsweise 180 Meter waren.
Die Baulänge, das heißt die Gesamtlänge des Bahnkörpers, des engeren Netzes betrug insgesamt 38,832 Kilometer und war damit um 0,914 Kilometer länger als die Betriebslänge. Die Länge der Geraden belief sich auf 21,758 Kilometer, in Bögen lagen 17,074 Kilometer, hierunter 11,016 Kilometer mit einem Halbmesser bis zu 300 Metern. Es entfielen 8,595 Kilometer des Gesamtnetzes auf horizontale Strecken und 30,237 Kilometer auf Abschnitte in Neigungen. Die Länge dieser Steigungen oder Gefälle von 12,50 bis 16,67 Promille, das heißt im Neigungsverhältnis von 1:80 bis 1:60, betrug 5,534 Kilometer. Es lagen 19,723 Kilometer auf Dämmen und 19,109 Kilometer in Einschnitten. Die größte Höhe der Dämme betrug 15,9 Meter und die größte Tiefe der Einschnitte 30,4 Meter. Durchlässe bis einschließlich zwei Metern lichte Höhe je Öffnung waren 107 mit einer Gesamtweite von 78 Metern vorhanden. Die Gesamtlänge aller Gleise, das heißt einschließlich der Bahnhofs-, Ausweichs- und sonstigen Nebengleise, belief sich auf 111,779 Kilometer.
Insgesamt waren ursprünglich 50 Prozent des engeren Stadtbahnnetzes in Hochlage trassiert, während 18 Prozent im Tunnel und 32 Prozent im offenen Einschnitt verliefen. Bei der Vorortelinie, die von Beginn an hauptsächlich für den Güterverkehr gedacht war, spiegelte sich die vorgesehene Hauptnutzung auch in der Trassierung wider. Sie war daher weniger repräsentativ angelegt als die anderen Strecken, statt der Stützmauern und Viadukte waren auch aufgeschüttete Erddämme und geböschte Einschnitte zugelassen. Allerdings verlief im Bereich der Überführung Gunoldstraße ausnahmsweise auch die – dort parallel zur Vorortelinie geführte – Donaukanallinie auf einem kurzen Abschnitt auf einem Schüttdamm. Dieser musste in den frühen 1970er Jahren anlässlich der Aufnahme des U-Bahn-Probebetriebs abgetragen werden.
Die Höhendifferenz im engeren Stadtbahnnetz betrug etwa 70 Meter, wobei der höchste Punkt 228,365 Meter über Meereshöhe und der tiefste Punkt 158,600 Meter über Meereshöhe lag. Einer anderen Quelle zufolge hatte das Stadtbahnnetz seinen Scheitelpunkt mit 236,5 Metern über Meereshöhe auf der Vorortelinie, im Geländeeinschnitt bei der Arnethgasse.

Abweichender zweifarbiger Neigungszeiger in der Station Nussdorfer Straße
Gleisplan des engeren Netzes zuzüglich ausgewählter Anschlussstrecken

#### Oberbau

Querschnitt eines Auflauflaschenstoßes nach Berliner Vorbild

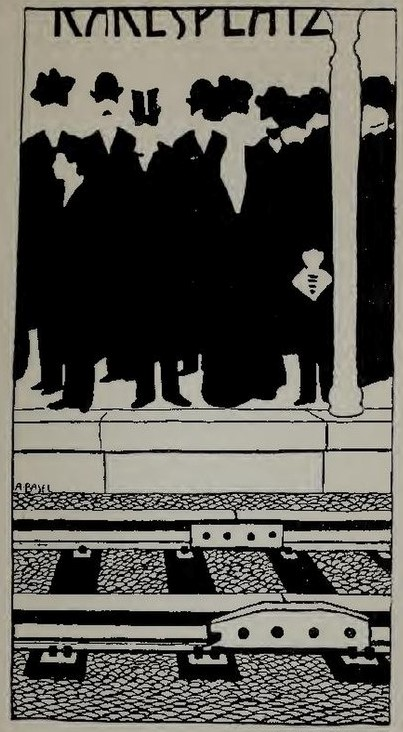
Künstlerische Darstellung der Schienenlaschen auf einem Werk von Alfred Basel

Die Oberbau-Normalien der Stadtbahn entsprachen im Allgemeinen dem damaligen österreichischen Standard. Die ursprünglich verwendeten Schwellen aus Hartholz waren 2,4 oder 2,5 Meter lang, 25 Zentimeter breit und 15 Zentimeter hoch. Die Entscheidung für Holzschwellen fiel vor allem, um angesichts der spezifischen Trassierung der Stadtbahn einen möglichst geräuschlosen Betrieb zu gewährleisten. Lediglich in Weichenbereichen griff man auf Stahlschwellen zurück. Bereits 1902 wird aber berichtet, dass bei Auswechslungen auch darüber hinaus Stahlschwellen zum Einsatz kamen.
Die je 12,5 Meter langen Vignolschienen der Stadtbahn bestanden aus Flussstahl wogen 35,4 Kilogramm je laufendem Meter. Sie waren dieselben, wie sie auch auf den von Schnellzügen befahrenen Strecken der k.k. Staatsbahnen Verwendung fanden. Die Schienen ruhten auf jeweils 16 Querschwellen, diese waren somit regulär maximal 81 Zentimeter voneinander entfernt, lediglich bei den Schienenstößen waren es nur 50 Zentimeter. Sie hatten, bei einer Materialbelastung von 1000 Kilogramm je Quadratzentimeter, eine Tragfähigkeit von 9,2 Tonnen. Dies war absolut ausreichend, weil die von den Lokomotiven ausgeübte maximale Radlast nur 7,2 Tonnen betrug.
Um die Schläge an den Schienenstößen möglichst zu vermeiden, wurde die äußere Lasche durch eine 550 Millimeter lange Stoßfangschiene ergänzt, die auf 180 Millimetern Länge auf gleicher Höhe lag wie die Fahrfläche der Fahrschiene. Ihre Enden waren hingegen derart abgeschrägt, dass durch entsprechende Anarbeitung Anlaufflächen beziehungsweise Ablaufflächen entstanden, welche die stoßlose Überführung der Radbandagen über die Schienenstoßlücken bewirkten. Die Stoßfangschiene ruhte auf derselben Unterlagsplatte wie die Fahrschiene, weshalb diese verlängert werden musste. Zwischen Stoßfangschiene und Fahrschiene war die aus Walzeisen hergestellte Lasche eingelegt. Dieses besondere Füllstück hatte die Aufgabe, die Radlasten auf Fahr- und Stoßfangschiene zu übertragen und eine Inanspruchnahme der Laschenbolzen auf Biegung zu verhindern. Diese schon 1895 versuchsweise bei der Berliner Stadtbahn angewandte Konstruktion bewährte sich gut und gewährleistete eine hohe Lebensdauer der Schienen, auch in Wien fiel die spätere Bilanz diesbezüglich positiv aus.
Der größte Teil der Schienen wurde in Zeltweg aus Bessemerstahl, ein kleinerer im Walzwerk der Südbahn-Gesellschaft in Graz aus Martinstahl gewalzt. Die bei der Abnahme vorgenommenen fakultativen Zerreissversuche ergaben bei den Bessemerstahl-Schienen eine Festigkeit von 55 bis 65 Prozent und eine Dehnung von zehn bis zwölf Prozent, bei den Martinstahl-Schienen eine Festigkeit von 65 bis 70 Prozent und eine Dehnung von acht bis zehn Prozent. Außer den Zerreissproben wurden ferner die durch das Lastenheft der k.k. Staatsbahnen vorgeschriebenen Belastungs- und Schlagproben durchgeführt. Die Beschaffungskosten der Schienen betrugen sechs Kronen und 60 Kreuzer je Meter Gleis, durch die Stoßfangschiene erhöhte sich dieser Wert um eine Krone per Meter Oberbau.
Im Bereich der Blocksignale waren die Schienenstöße isoliert, um ein zu frühes Umstellen des Signals zu verhindern. Statt der normalen stählernen Laschen waren dort solche aus imprägniertem Weißbuchenholz mit bedeutend vergrößertem Querschnitt verbaut. Deshalb musste, mit Rücksicht auf die geringere Tragfähigkeit derselben, statt des schwebenden der ruhende Stoß angewendet werden. Um diese Stöße möglichst elastisch zu gestalten, wurden zwischen die Keilplatten und die Schwellen 15 Zentimeter dicke Filzplatten des Unternehmens Karl Günther & Comp. aus Berlin eingelegt, die auch schon bei der dortigen Stadtbahn Verwendung fanden. Sie erhöhten zugleich die Isolierung der Stöße. Um die Stabilität weiter zu erhöhen, kamen im Bereich von ruhenden Schienenstößen 30 Zentimeter ferner breite Eichenschwellen zum Einsatz.
Auf der Gürtellinie und der Viaduktstrecke vom Hauptzollamt zum Praterstern wurde ausschließlich ein sehr fester, wetterbeständiger Granulit-Schlägelschotter, auf der Wientallinie ein gut bindender Grubenschotter, für das erste Gleis der Vorortelinie aber Donauschotter verwendet. Letzterer erwies sich als nicht besonders geeignet, weil keine ruhige Gleislage erzielt werden konnte. Deshalb wurde für das zweite Gleis der Vorortelinie Schlägelschotter verwendet, auch bei der späteren Nachschotterung im Zuge von Erhaltungsmaßnahmen kam ausschließlich dieser zum Einsatz.

#### Hochbahnstrecken

Trassierung auf Stadtbahnbögen im Zuge der Gürtellinie

Charakteristisch für die Wiener Stadtbahn sind bis heute die weithin sichtbaren Hochbahnstrecken mit den – einst über 400 – gemauerten und durchnummerierten Viaduktbögen, die großteils erhalten blieben. Die Gewölbe sind vor allem auf der Gürtellinie anzutreffen, ihre Sichtziegel stehen dabei in hartem Kontrast zum weißen Putz der Stationen, außer bei der Stadtbahn hat Otto Wagner keine Ziegelfassaden geplant oder ausgeführt. Ferner vermied der Architekt bei den Hochbahnstrecken nach Möglichkeit Rampen in bebauten Gebieten, um damit die Stadtbahntrassen an die horizontalen Linien der umliegenden Wohnhäuser anzugleichen. Diese Horizontalität stellte für Wagner die klarste und ruhigste Form des Eingriffes in den Stadtraum dar, während diagonale Linien das Stadtbild gestört hätten. Überall dort, wo dies nicht möglich war, ließ er zumindest die Außendekorationen der im Gefälle liegenden Abschnitte stufenförmig absetzen, um einen Dialog mit den gegenüber der Stadtbahntrasse liegenden Häusern aufzubauen.

#### Einschnitte

Normalprofil eines offenen Einschnitts

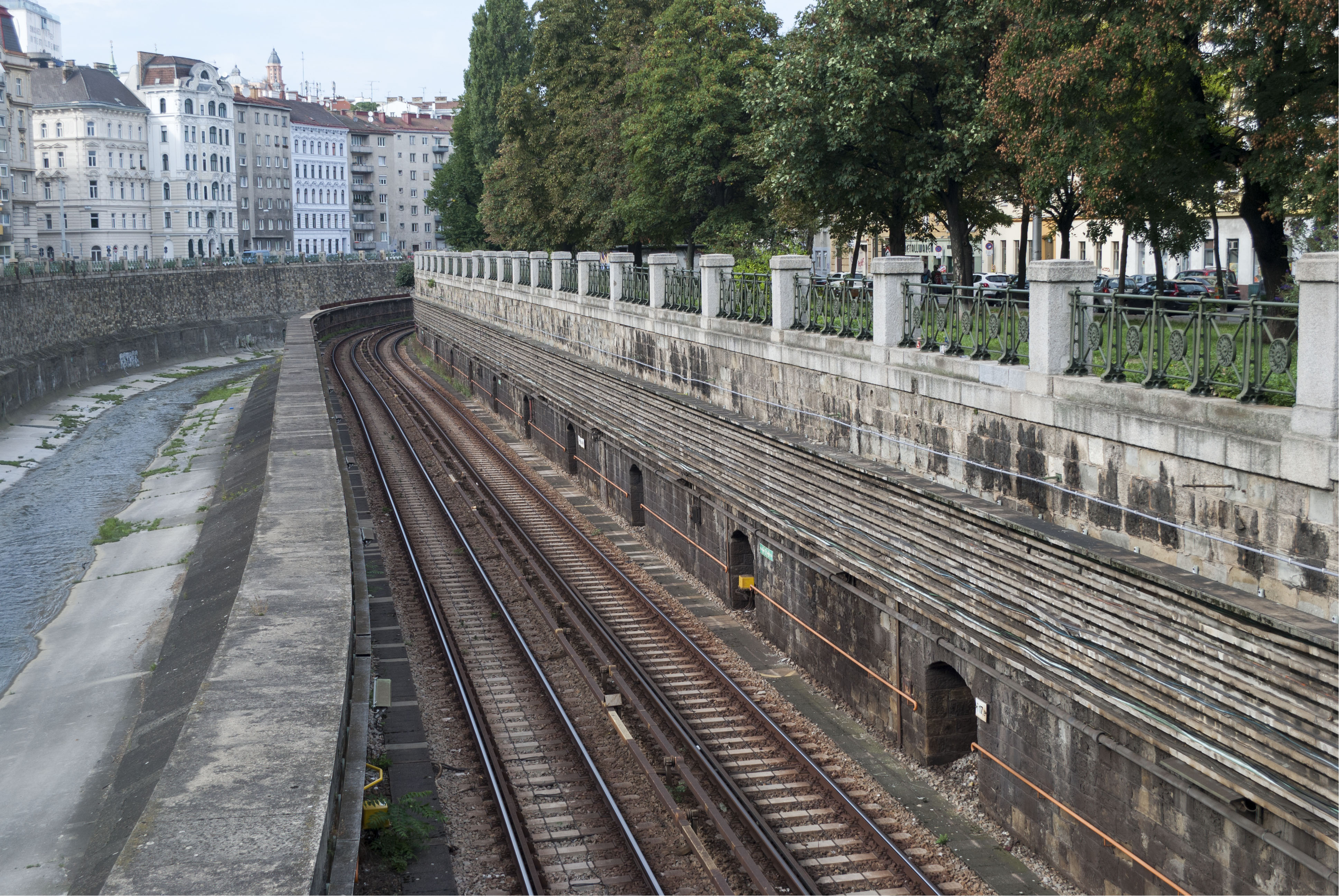
Trassierung im Einschnitt neben dem gleichzeitig mit dem Bau der Stadtbahn kanalisierten Wienfluss

Angesichts des Dampfbetriebs entschieden sich die Planer der Stadtbahn, einen beträchtlichen Teil des Netzes als offenen Einschnitt in Tieflage zu bauen. So konnte einerseits der Rauch der Dampflokomotiven problemlos nach oben abziehen, andererseits war es vergleichsweise einfach möglich, kreuzende Verkehrswege mittels kurzer Brücken ohne Auffahrtsrampen über die Stadtbahntrassen zu führen. Ebenso konnten die offenen Einschnitte bei Bedarf später leichter nachträglich eingedeckt werden. Analog zu den in offener Bauweise entstandenen Tunnelstrecken sind auch die offenen Einschnitte 8,1 Meter breit. Bei ihren Seitenwänden handelt es sich um Futtermauern aus Bruchstein nach Art des Trierer Moëllonmauerwerks.
Der Großteil der offenen Einschnitte ist im Zuge der Wientallinie anzutreffen, wobei die rechte Begrenzungsmauer der kanalisierten Wien zugleich die linke Begrenzungswand der tiefliegenden Stadtbahn darstellt. Weitere Abschnitte in offener Tieflage befinden sich auf der Gürtellinie im Bereich des Mariahilfer Gürtels, des Neubaugürtels und des Lerchenfelder Gürtels sowie auf der Vorortelinie.

#### Brücken
Der Großteil der – durchgängig eisernen – Brücken der Wiener Stadtbahn, die bis zu 16 Meter über Straßenniveau liegen, befindet sich im Zuge der Gürtellinie und der Vorortelinie. Im Gegensatz dazu weist beispielsweise die Untere Wientallinie aufgrund ihrer ausschließlichen Tieflage keine einzige Überführung auf. Im Ursprungszustand umfasste das Großbauwerk Stadtbahn insgesamt 78 Brücken. Sie teilten sich wie folgt auf, wobei bei den zweigleisigen Abschnitten jede Fahrtrichtung gesondert gezählt wurde, sofern es sich um statisch voneinander unabhängige Bauwerke handelte:
| mit einer lichten Weite der größten Öffnung zwischen zwei und zehn Metern: | 22 Stück |
| mit einer lichten Weite der größten Öffnung zwischen zehn und 30 Metern:   | 40 Stück |
| mit einer lichten Weite der größten Öffnung über 30 Metern:                | 16 Stück |

Die größte Brücke erreichte dabei eine Länge von 127,26 Metern. Die kürzeren Bauwerke sind dabei als Balkenbrücken konstruiert, während die längeren als Bogenbrücken oder Parabelträger ausgeführt sind. Die beiden größten Spannweiten letzterer Konstruktionsart betragen 56,0 Meter bei der Überführung der Gürtellinie über die Heiligenstädter Straße und 52,20 Meter bei der Überführung der Vorortelinie über die Hernalser Hauptstraße, während die längste Bogenbrücke die Döblinger Hauptstraße überquert und 33,48 Meter lang ist.
Gemeinsames Merkmal der Brücken ist die waagrechte Lagerung der Hauptträger, analog zur Gestaltung der gemauerten Viaduktstrecken. Auch diese Vorgabe basierte auf den von Otto Wagner aufgestellten Grundsätzen, sein ausdrücklicher Wunsch waren schlanke, horizontal gelagerte Längsträger mit einer Verkleidung, die den freien Ausblick aus den Wagenfenstern nicht behindern sollten. Auf Initiative des Architekten wurden selbst bei Brücken mit geneigter Nivellette äußerst komplizierte Fahrbahnkonstruktionen erstellt, die Steigung des Oberbaus wurde dabei durch eine variierende Schotterhöhe ausgeglichen, um die horizontale Lagerung zu bewerkstelligen. Davon nahm man nur in seltenen Fällen, etwa aus statischen Gründen, Abstand. 15 der Brücken gestaltete Wagner dabei selbst, Wagners Einfluss auf die Gestaltung der Eisenteile der Brücken verlieh diesen ihre charakteristische Note und unterscheidet sie von den Brücken der übrigen Eisenbahnlinien.
Bei den kreuzenden Hauptstraßen gelang es der Gemeinde Wien mit Rücksicht auf die Höhe ihrer Verkehrsmittel eine lichte Höhe der Stadtbahnbrücken von 5,10 Metern durchzusetzen, während diese in Berlin beispielsweise nur 4,40 Meter betrug. Dies führte allerdings zu höheren Baukosten und mehr Treppenstufen in den Hochbahnstationen.
Um bei bestimmten Brücken, deren Lage es wünschenswert erscheinen ließ, die Schallwirkungen des Zugverkehrs abzuschwächen, wurde die Fahrbahn zusätzlich mit Buckelplatten abgedeckt, womit die beabsichtigte Wirkung tatsächlich erreicht wurde. Bei dieser Bauweise liegt das im Regelfall 30 Zentimeter tiefe Schotterbett durchgehend und wird von Hängeblechen getragen, die an den Längs- und Querträgern befestigt sind. Allerdings erhöhte sich hierdurch das relative Eigengewicht, im Vergleich zu Brücken ohne durchgehende Schotterbettung, bei denen die Brückenbalken direkt auf den Fahrbahnträgern lagern, um rund 50 Prozent. Die Entwässerung der Brücken erfolgt durch eiserne Längs- und Querrinnen. Diese nehmen das Tropfwasser aus den Buckelplatten, die zu diesem Zweck an ihren tiefsten Punkten durchlocht und mit Ansatzröhrchen versehen sind, auf und führen es gegen die Widerlager. Dort sorgen eiserne Fallrohre für die Weiterleitung des Wassers in die Straßenkanäle. Die möglichst wasserdichte Abdeckung sollte das Herabtropfen von Niederschlagswasser auf die Passanten verhindern. Konstruktionen mit gewöhnlichem Querschwellenoberbau kommen hingegen nur vereinzelt vor, nämlich bei der Übersetzung von Gleisen und Wasserläufen. In diesen Fällen wurde die geräuschlose Befahrung nicht als notwendig erachtet. Die Widerlager der Brücken sind mittels Quadermauerwerk und Verblendziegeln architektonisch-moumental ausgebildet und stellen damit wesentliche Bestandteile von Otto Wagners Gesamtkonzept dar.
An der Ausführung der eisernen Tragwerke beteiligten sich alle damaligen österreichischen Brückenbauunternehmen. Das Material der Brücken ist durchwegs basisches Martinflusseisen mit einer Festigkeit von 3500 bis 4500 Kilogramm je Quadratzentimeter und einer Bruchdehnung zwischen 28 und 22 Prozent, das vor seiner Verwendung den vorgeschriebenen Qualitätsproben unterzogen wurde. Der Preis je Tonne fertig montierter Blechbrücke schwankte zwischen 225 und 265 Österreichischen Gulden. So betrugen allein die Kosten für die Eisenkonstruktionen durchschnittlich 150.000 Österreichische Gulden auf einem Kilometer, dies entspricht circa einem Zehntel der gesamten Kosten je Kilometer Stadtbahn. Eine Übersicht über alle Brücken im engeren Netz der Stadtbahn gibt folgende Tabelle:
| Gürtellinie (38)       | Storchengasse / Gierstergasse (abgerissen) Stiegergasse / Längenfeldgasse (abgerissen) Untere Wientallinie (abgerissen) Kobingergasse (abgerissen) Kleine Gumpendorfer Zeile Untere Wientallinie / Wienfluss / Linke Wienzeile Sechshauser Gürtel / Graumanngasse (dreigliedrig) Ullmannstraße / Mollardgasse Sechshauser Straße / Gumpendorfer Straße Thaliastraße / Lerchenfelder Straße Pfeilgasse Neulerchenfelder Straße / Sanettystraße Josefstädter Straße | Friedmanngasse Schellhammergasse / Laudongasse Thelemangasse / Breitenfelder Gasse Ottakringer Straße / Alser Straße Hernalser Hauptstraße / Kinderspitalgasse Jörgerstraße / Lazarettgasse Leo-Slezak-Gasse / Borschkegasse (dreigleisig) Schopenhauerstraße / Severingasse Klammergasse Schulgasse Währinger Straße Fuchsthallergasse Gentzgasse / Sechsschimmelgasse | Säulengasse Michaelerstraße / Canisiusgasse Sternwartestraße / Pulverturmgasse Anastasius-Grün-Gasse / Sporkenbühelgasse Marsanogasse Lustkandlgasse Döblinger Hauptstraße / Nußdorfer Straße Glatzgasse Heiligenstädter Straße (stillgelegt) Rampengasse (stillgelegt) Franz-Josefs-Bahn (abgerissen) Gunoldstraße (stillgelegt) 0 |
| Vorortelinie (17)      | Linzer Straße Hasnerstraße Thaliastraße Ottakringer Straße Arnethgasse Paletzgasse | Hernalser Hauptstraße (abgerissen, ersetzt durch Neubau) Schultheßgasse Richthausenstraße Währinger Straße Gentzgasse Heiligenstädter Straße | Franz-Josefs-Bahn Gunoldstraße Mooslackengasse Grinzinger Straße Vorortelinie-Donaukanalbrücke 0 |
| Verbindungsbogen (6)   | Donaukanallinie / Zugang zum Donaukanal (abgerissen) Zugang zum Donaukanal (stillgelegt) | Spittelauer Lände (stillgelegt) Donaukanallinie (abgerissen, ersetzt durch Neubau) | Franz-Josefs-Bahn (abgerissen, ersetzt durch Neubau) Heiligenstädter Straße |
| Obere Wientallinie (3) | Hadikgasse | Wienfluss | Deutschordenstraße / Zufferbrücke |
| Donaukanallinie (3)    | Wienfluss | Rampengasse (1969 durch Tieferlegung der Trasse entfallen) | Gunoldstraße |

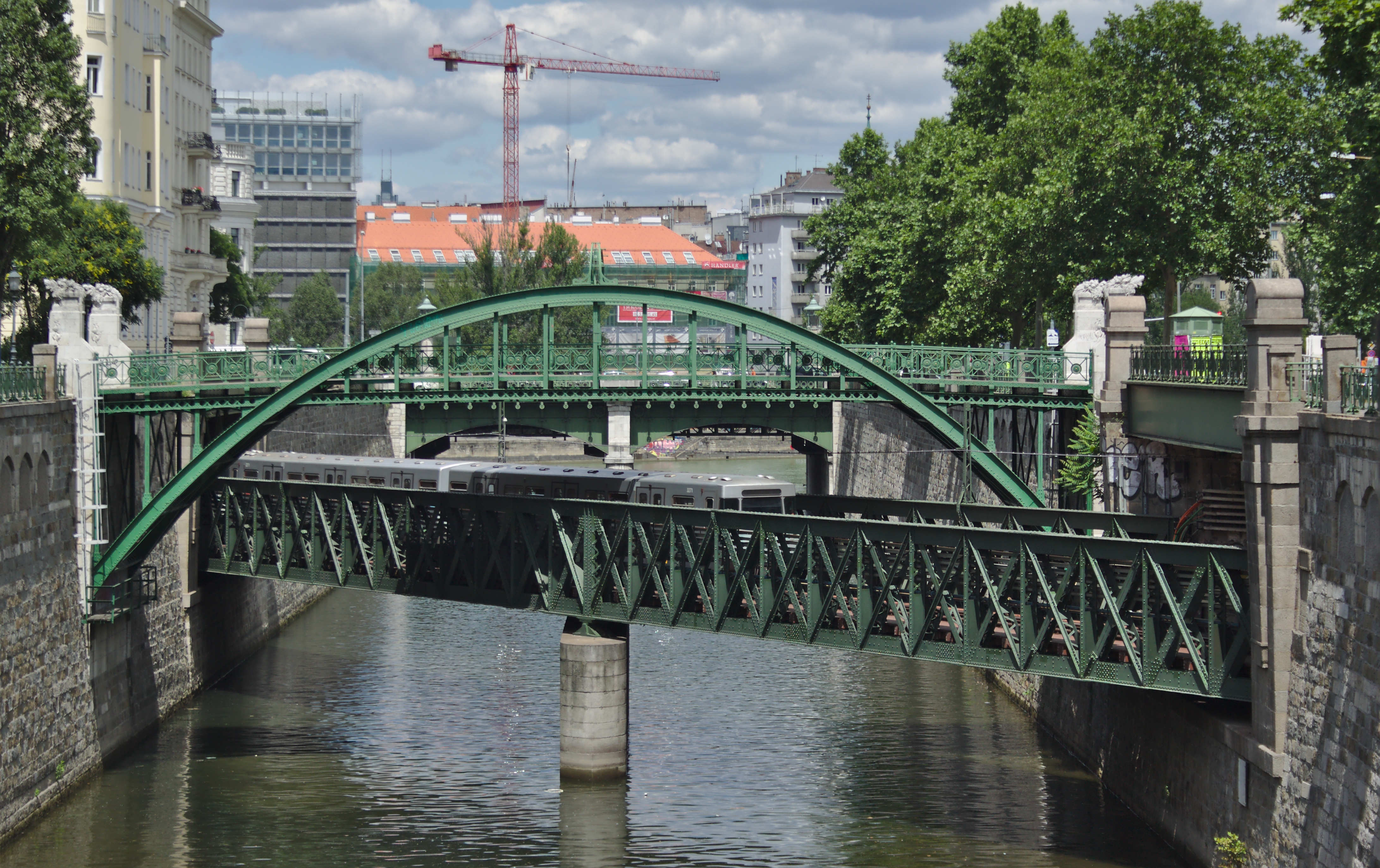
Die Zollamtsbrücke über den Wienfluss ist eine von nur drei Brücken der Donaukanallinie, darüber verläuft der Zollamtssteg
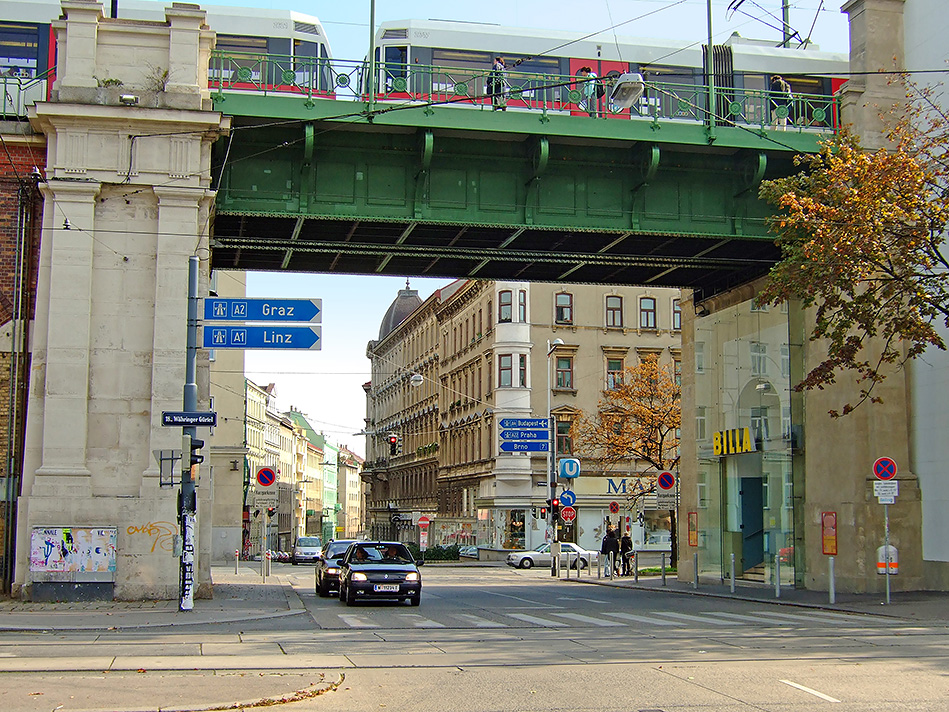
Die beiden Brücken der Gürtellinie über die Gentzgasse sind typische Balkenbrücken
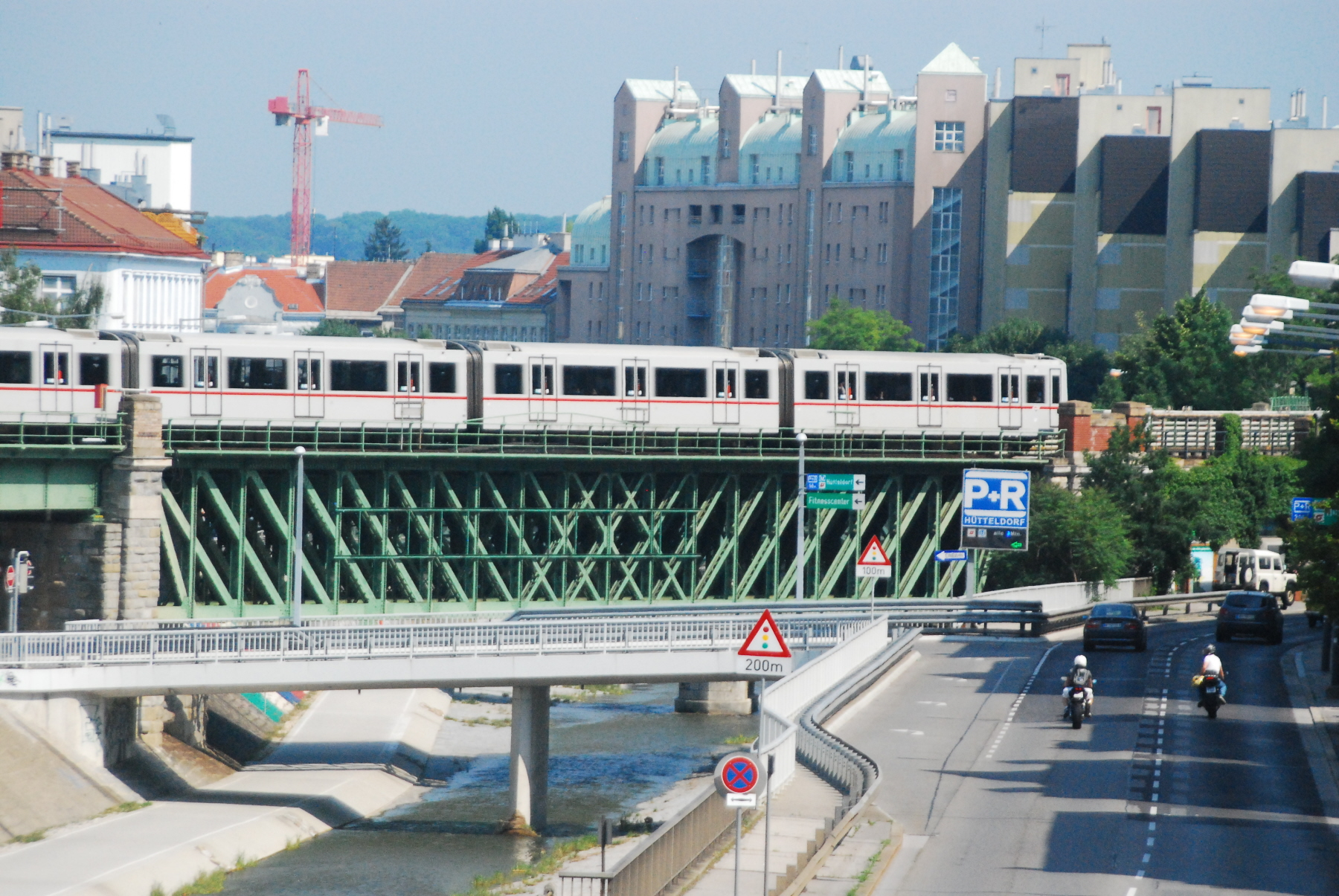
Obere Wientallinie, Brücke über die Hadikgasse und den Wienfluss
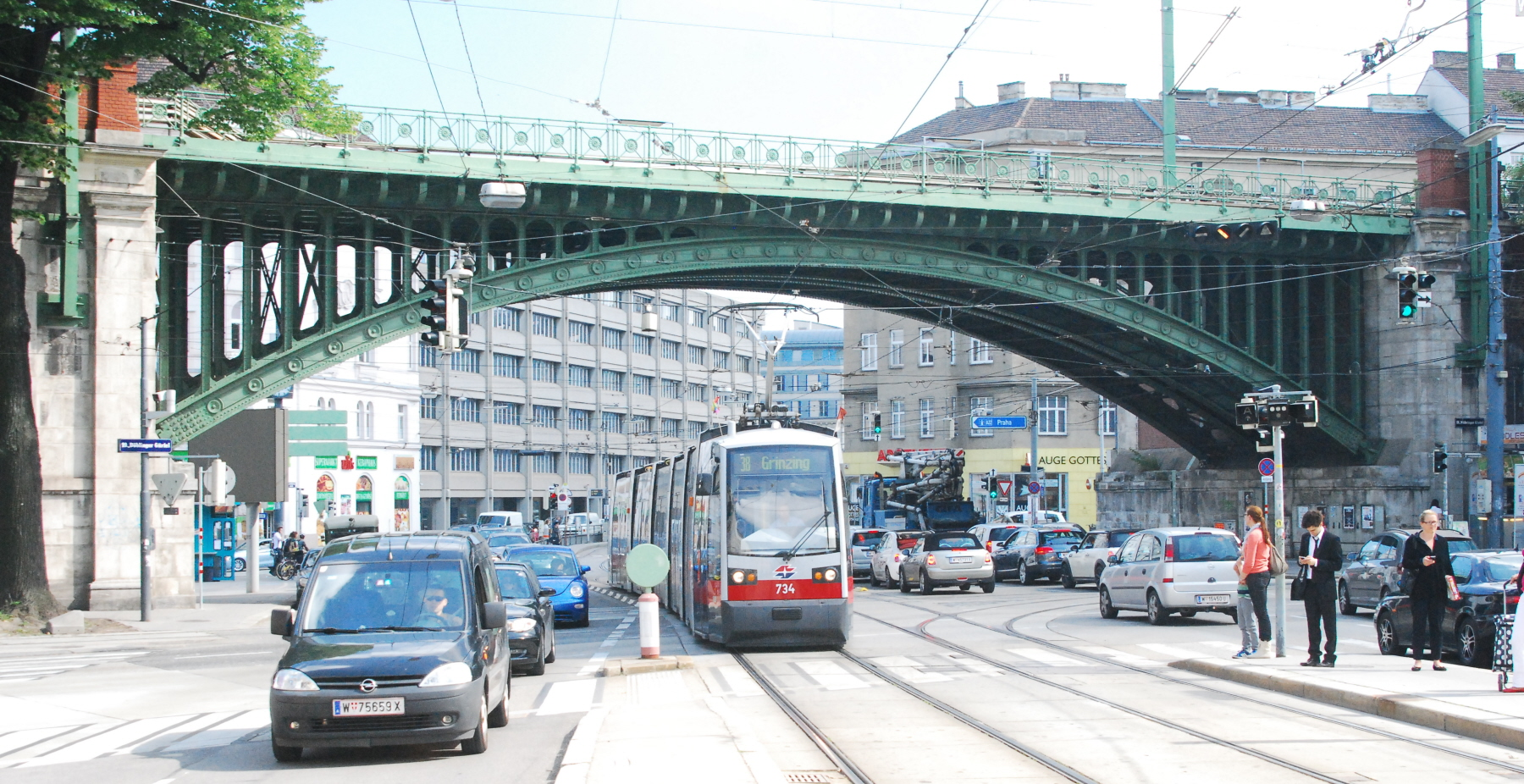
Die längste Bogenbrücke der Stadtbahn führt über die Döblinger Hauptstraße
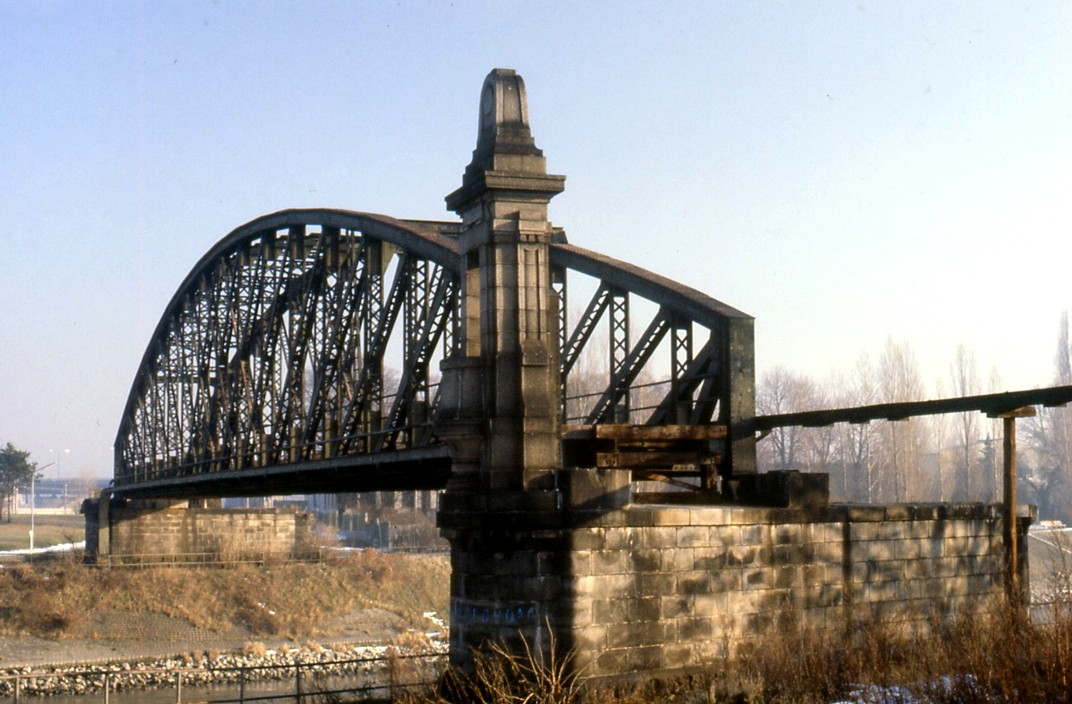
Die als Parabelträger ausgeführte alte Vorortelinie-Donaukanalbrücke

#### Tunnelstrecken

Ein in Plattenbalkenbauweise hergestellter Abschnitt der Wientallinie zum Zeitpunkt der Eröffnung

Querprofil des Stadtbahntunnels neben der kanalisierten Wien

Normalprofil für in offener Bauweise entstandene überwölbte Einschnitte in Monierbauweise

Längsschnitt einer Überfahrtsbrücke in Monierbauweise

Normalprofil für bergmännisch aufgefahrene Tunnels

Der größte Teil der unterirdischen Stadtbahnstrecken entstand in offener Bauweise, nur drei Abschnitte wurden bergmännisch vorgetrieben. Anfangs existierten insgesamt 39 überwölbte Abschnitte mit einer Gesamtlänge von 4090,13 Metern, davon 15 längere Tunnels und Galerien mit einer Gesamtlänge von 2788,81 Metern, wobei der längste in offener Bauweise erstellte Abschnitt 728,50 Meter lang war. Hinzu kamen 39 Überbrückungen, 14 Bahnkreuzungen und 121 Wegübergänge. Fast alle in offener Bauweise erstellten Stadtbahnabschnitte verlaufen dabei unter bereits zuvor bestehenden Straßen beziehungsweise Grünanlagen. Überall dort, wo über den Trassen Straßenverkehr stattfand, wurde die zufällige Belastung – je nach Wichtigkeit der Straße – für einen zweiachsigen Wagen mit einem Maximalgewicht von 20 oder 39 Tonnen vorgeschrieben, basierend auf einer Tragfähigkeit von bis zu 2400 Kilogramm je Quadratmeter Tunneldecke. Wo die Decken hingegen nur als Fußwege dienten, wurde eine zufällige Belastung von 480 Kilogramm je Quadratmeter zugrunde gelegt.
Nur im Bereich der Gebäude Vordere Zollamtsstraße 5 und 7, heute Finanzamt für Gebühren und Verkehrssteuern Wien, führt der Tunnel der Donaukanallinie durch das Untergeschoß der beiden genannten Häuser. Dies war mit damaligen technischen Mitteln nur möglich, weil beide zwischen 1898 und 1901 errichtet wurden und ihre Fundierung somit gleichzeitig mit dem Bau dieses Stadtbahnabschnitts erfolgte. Im Wiental wiederum bildete die rechte Begrenzungsmauer der kanalisierten Wien, analog zu den offenen Einschnitten, zugleich die linke Tunnelwand der Stadtbahn. Insgesamt fanden drei verschiedene Tunnelbauweisen Verwendung:
PlattenbalkenbauweiseDie Tunnel auf der Wientallinie und der Donaukanallinie weisen überwiegend einen rechteckigen Grundriss auf, verfügen über betonierte Seitenwände, sind mit Plattenbalkendecken aus Stahlbeton verschlossen und besitzen keine Portale. Für Lichtweiten bis 8,8 Metern gelangten hierbei gekuppelte Walzträger, bei größeren Weiten hingegen Hohlkastenträger zur Ausführung. In der besonders breiten Station Meidling-Hauptstraße mussten die Kastenträger zusätzlich durch Unterzüge und gusseiserne Säulen gestützt werden. Anfänglich waren es gewalzte oder genietete Träger, zwischen welche die Decke aus Stampfbeton verfüllt wurde. Später kamen auch Zementkonstruktionen mit Eiseneinlage zum Einsatz. Diese bewährten sich gut und konnten zudem billiger hergestellt werden als die Betondecken. Ein großer Vorteil der Zement-Eisen-Konstruktionen war, dass die Verbrennungsgase der Dampflokomotiven sie nicht angriffen. Im Gegensatz dazu litten alle anderen offenliegenden Eisenteile – trotz verschiedenartiger Anstriche – unter der Abrostung. Die Plattenbalkenbauweise kam überall dort zur Anwendung, wo die Konstruktionshöhe für eine Einwölbung nicht vorhanden war. Die so gebauten Tunnel weisen dabei eine lichte Höhe von 4,8 Metern über Schienenoberkante und eine Breite von mindestens 8,1 Metern auf. Insgesamt waren sie 5,4 Meter hoch und hatten einen Querschnitt von 48 Quadratmetern. Für den Bau der Plattenbalkenabschnitte war der deutsche Bauingenieur Gustav Adolf Wayss verantwortlich, der als Pionier des Stahlbetonbaus gilt. Er verwendete hierzu Balken mit Spannweiten bis zu 13,5 Metern nach seinen Berechnungen und seiner Bauart.
MonierbauweiseDie Tunnel der Vorortelinie – sofern nicht bergmännisch vorgetrieben – und die der Gürtellinie weisen hingegen ein rundes, unter Verwendung von Bruchsteinen gemauertes Profil mit einem Gewölberadius von 4,5 Metern auf und besitzen klassisch gestaltete Portale. Zur Herstellung des Gewölbes wurden nach der sogenannten Monierbauweise gebogene Eisengitter als Bewehrungsstahl in Beton eingelegt. Diese Tunnel sind 6,5 Meter hoch und 9,0 Meter breit. Darüber hinaus weist beziehungsweise wies auch die Untere Wientallinie drei Abschnitte in Monierbauweise auf. Hierbei handelt es sich um die Untertunnelung des Obstmarkts (im Anschluss an die 185 Meter lange Plattenbalkenstrecke Schleifmühlgasse–Getreidemarkt), um die Eindeckung im Zuge der verlängerten Kärntner Straße und um den kurzen Tunnel zwischen den beiden Richtungsbahnsteigen der Station Akademiestraße.
Bergmännische BauweiseDie drei in klassischer Weise bergmännisch aufgefahrenen Tunnelabschnitte der Vorortelinie sind ebenfalls 6,5 Meter hoch und 9,0 Meter breit. Hierbei beträgt die Überdeckung zwischen Röhre und Straßenniveau beim Großen Türkenschanztunnel bis zu 30 Meter, als einziger der drei bergmännisch entstandenen Tunnel unterquert dieser auch Gebäude.
Eine Übersicht über die 13 längsten im Jahr 1901 vorhandenen Tunnelabschnitte gibt folgende Tabelle, nachträglich gebaute oder verlängerte Eindeckungen sind nicht berücksichtigt:

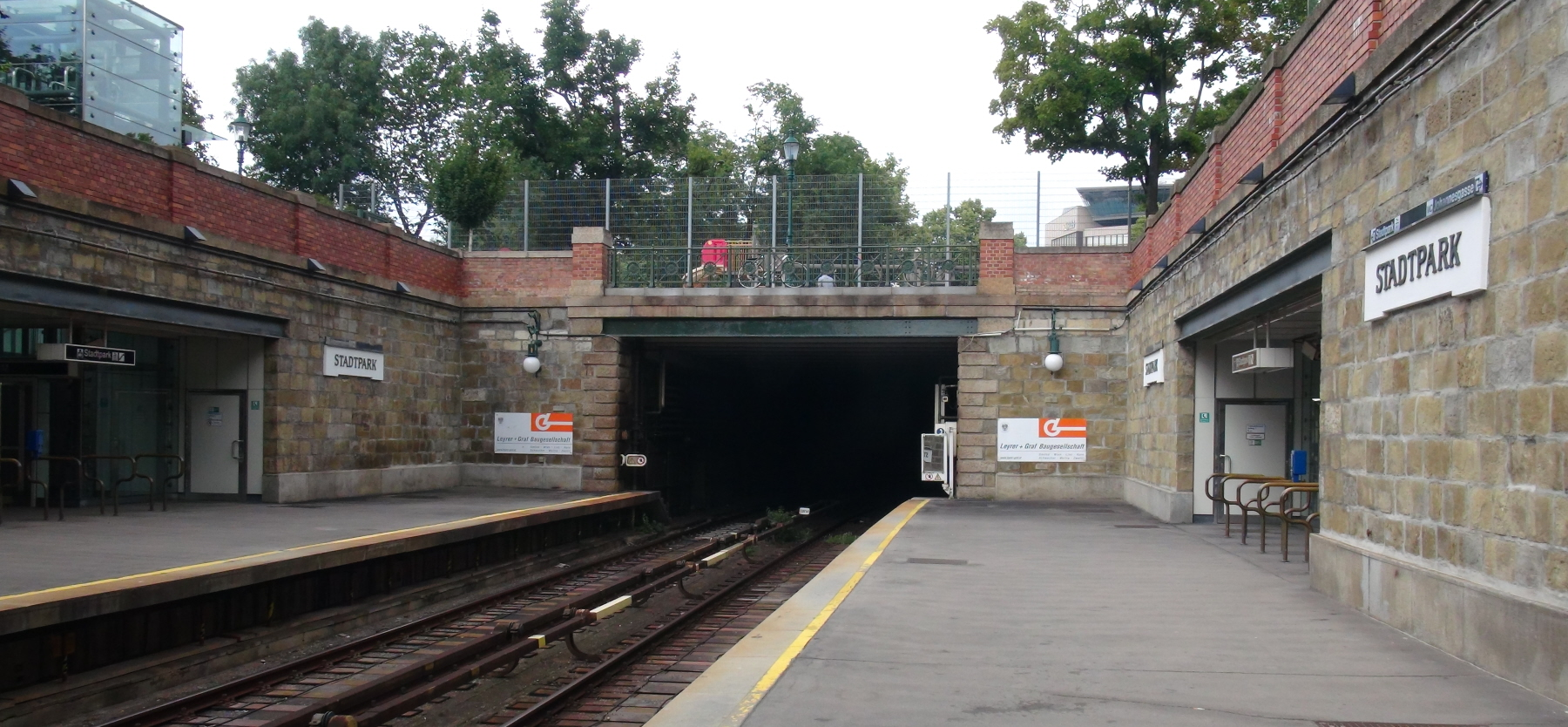
Eindeckung an der Station Stadtpark: Rechteckiger Querschnitt, Tunnelmund ohne Portal
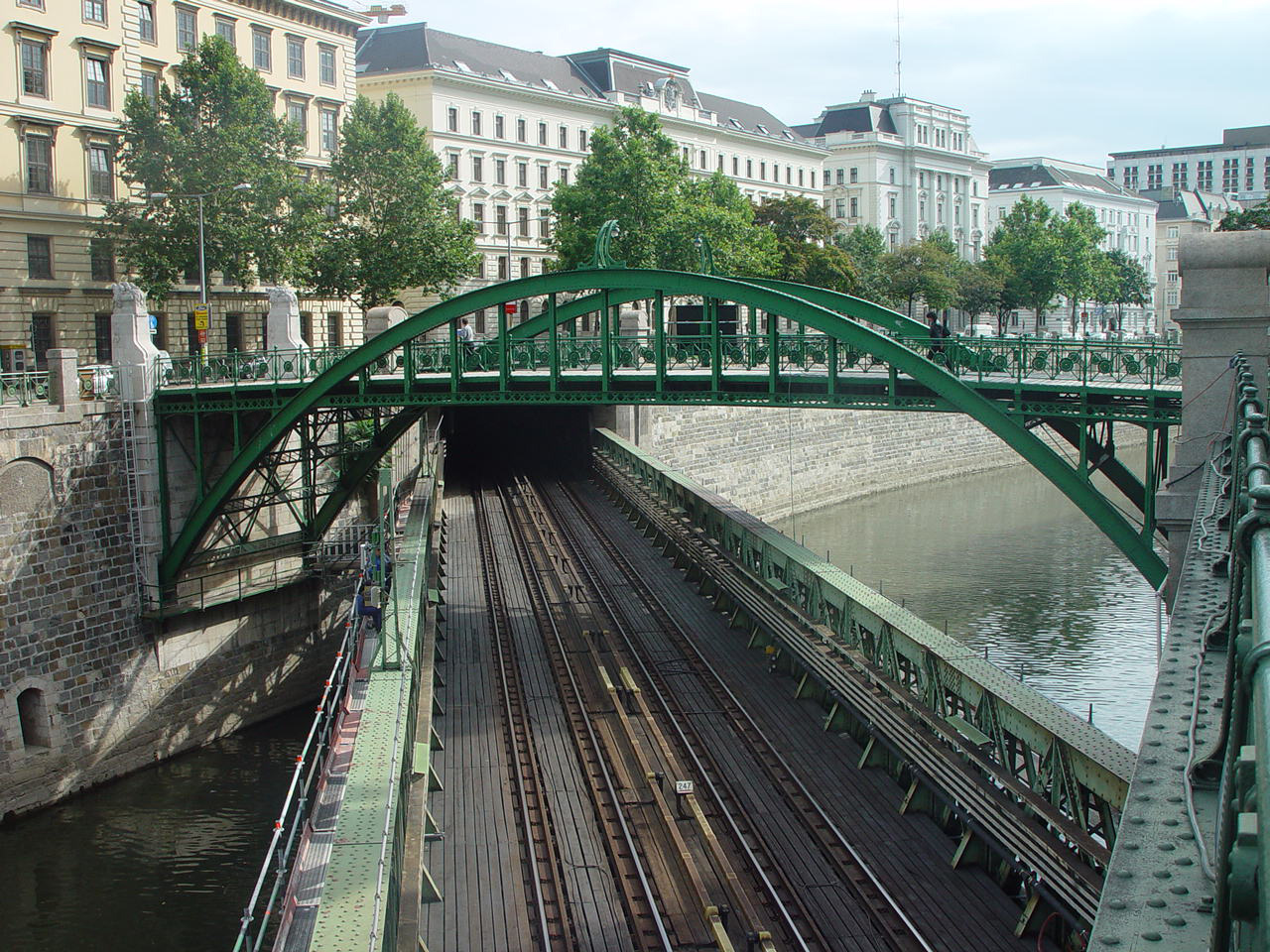
Direkt im Anschluss an die Zollamtsbrücke unterquert die Donaukanallinie das Gebäude Vordere Zollamtsstraße 5
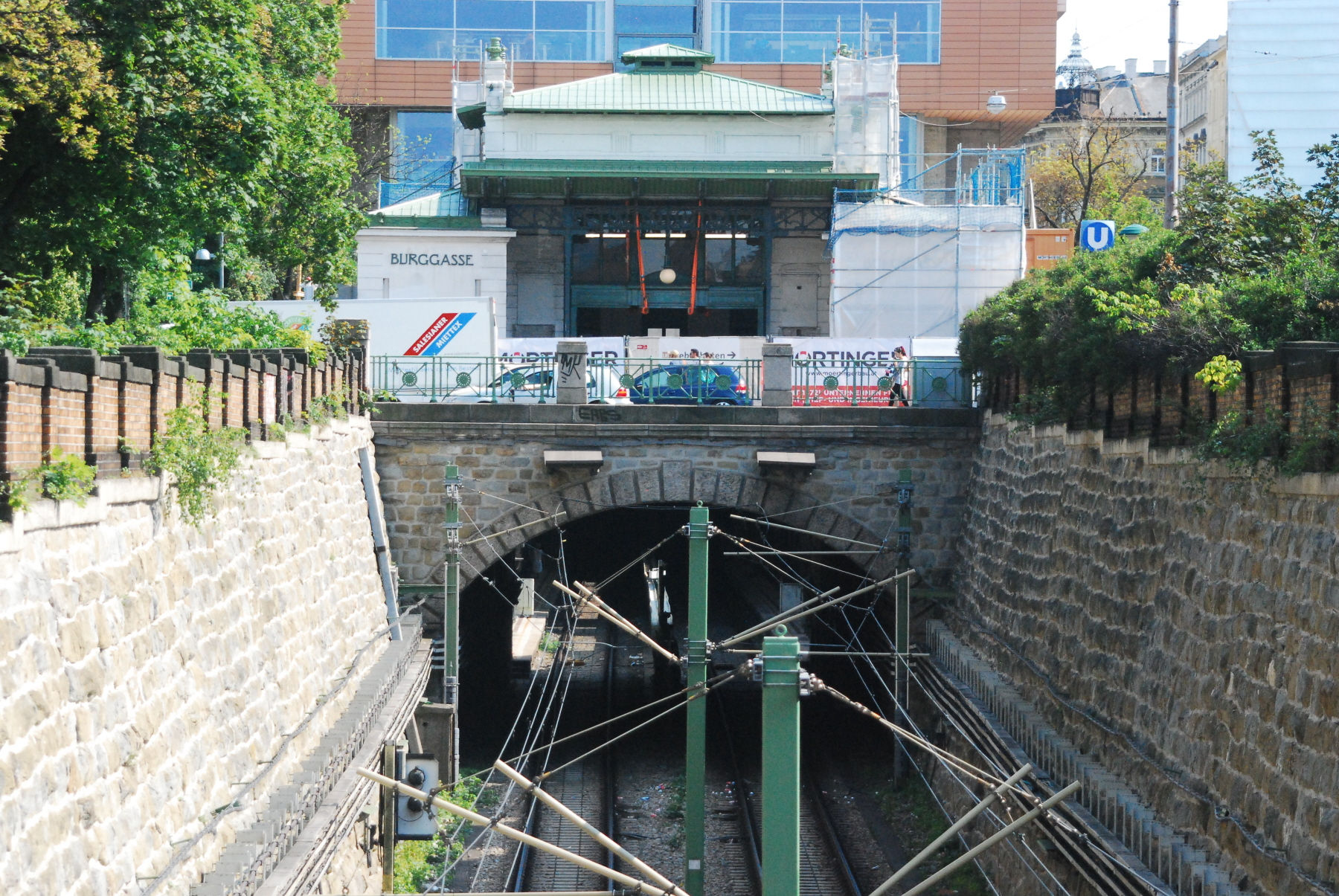
Eindeckung an der Station Burggasse: Gewölbter Querschnitt
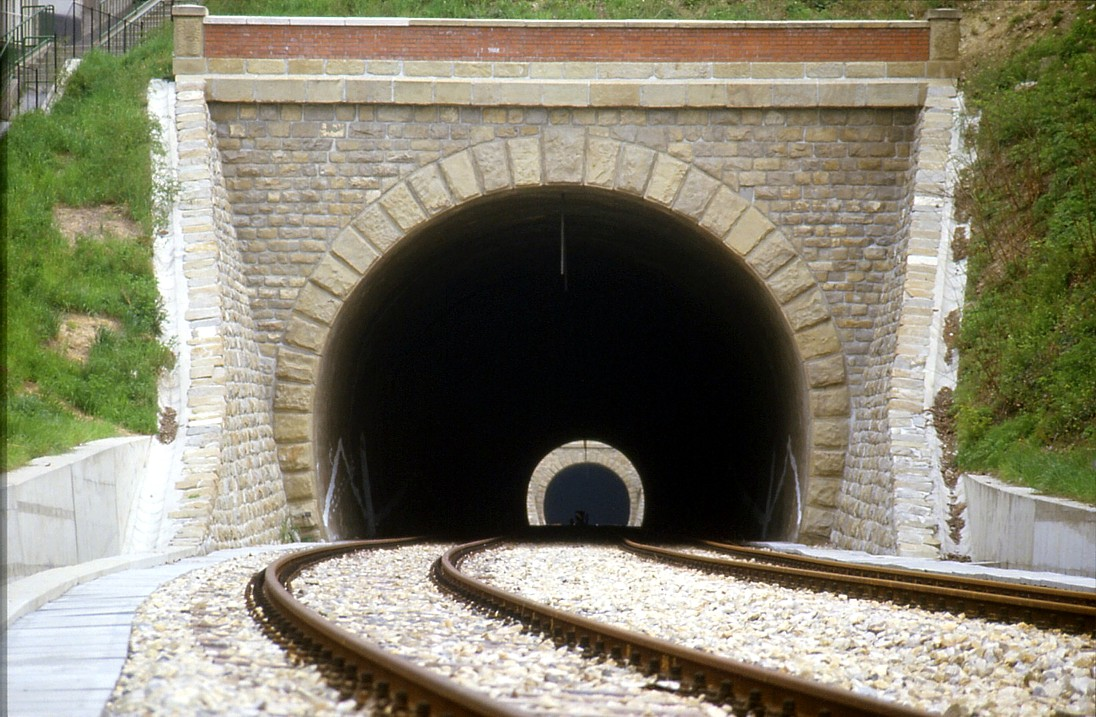
Der kleine und der große Türkenschanztunnel, zwei von insgesamt drei in bergmännischer Bauweise entstandenen Tunneln der Stadtbahn

| Strecke             | Abschnitt                                                            | Unterquerung von | Länge                                      |
| ------------------- | -------------------------------------------------------------------- | --- | ------------------------------------------ |
| Untere Wientallinie | Einmündung Karl-Walther-Gasse > Haltestelle Margarethengürtel        | Rechte Wienzeile | 296 Meter                                  |
| Untere Wientallinie | Einmündung Schleifmühlgasse > Haltestelle Akademiestraße (West)      | Rechte Wienzeile | circa 500 Meter                            |
| Untere Wientallinie | Haltestelle Akademiestraße (West) > Haltestelle Akademiestraße (Ost) | Karlsplatz | circa 50 Meter                             |
| Untere Wientallinie | Haltestelle Akademiestraße (Ost) > Haltestelle Stadtpark             | Rechte Wienzeile | circa 700 Meter                            |
| Untere Wientallinie | Haltestelle Stadtpark > Bahnhof Hauptzollamt                         | Stadtpark | circa 300 Meter                            |
| Donaukanallinie     | Bahnhof Hauptzollamt > Zollamtsbrücke                                | Gebäude Vordere Zollamtsstraße 5 und 7                                                                                          | circa 200 Meter                            |
| Donaukanallinie     | Zollamtsbrücke > Beginn Galeriestrecke                               | Reischachstraße, Julius-Raab-Platz, Franz-Josefs-Kai                                                                            | circa 300 Meter                            |
| Gürtellinie         | Einmündung Aegidigasse > Haltestelle Westbahnhof                     | Mariahilfer Gürtel, Neubaugürtel                                                                                                | circa 300 Meter                            |
| Gürtellinie         | Haltestelle Westbahnhof > Emil-Maurer-Platz                          | Neubaugürtel | circa 150 Meter                            |
| Vorortelinie        | Breitenseer Tunnel                                                   | Meiselstraße, Ludwig-Zatzka-Park, Hütteldorfer Straße, Spallartgasse, Ordeltpark, Zennerstraße, Breitenseer Straße, Huttengasse | 812,72 Meter, davon 746 Meter bergmännisch |
| Vorortelinie        | Kleiner Türkenschanztunnel                                           | Severin-Schreiber-Gasse, Hasenauerstraße, Türkenschanzpark                                                                      | 244,68 Meter, davon 212 Meter bergmännisch |
| Vorortelinie        | Großer Türkenschanztunnel                                            | Türkenschanzpark, Peter Jordan-Straße, Dänenstraße, Nedergasse, Hartäckerstraße, Telekygasse                                    | 704,56 Meter, davon 688 Meter bergmännisch |
| Vorortelinie        | Unterdöblinger Tunnel                                                | Strauß-Lanner-Park, Zehenthofgasse                                                                                              | 71,10 Meter                                |

- Eindeckung an der Station Stadtpark: Rechteckiger Querschnitt, Tunnelmund ohne Portal
- Direkt im Anschluss an die Zollamtsbrücke unterquert die Donaukanallinie das Gebäude Vordere Zollamtsstraße 5
- Eindeckung an der Station Burggasse: Gewölbter Querschnitt
- Der kleine und der große Türkenschanztunnel, zwei von insgesamt drei in bergmännischer Bauweise entstandenen Tunneln der Stadtbahn

#### Galeriestrecke am Donaukanal

Die Galeriestrecke entlang des Donaukanals im Ursprungszustand, jede vierte Stütze ist verstärkt ausgeführt

Eine Besonderheit im Stadtbahnnetz ist die circa 2,2 Kilometer lange Galeriestrecke der Donaukanallinie, auch Stadtbahngalerie genannt, die ebenfalls auf Otto Wagner zurückgeht. Sie beginnt zwischen der Einmündung der Biberstraße und der Einmündung der Straße Dominikanerbastei und schließt dabei direkt an den von der Zollamtsbrücke herführenden Tunnel an. Anschließend folgt sie auf gesamter Länge dem Franz-Josefs-Kai und der Rossauer Lände flussaufwärts bis zur Friedensbrücke. Im Galerieabschnitt liegen auch die Stationen Schwedenplatz, Schottenring und Roßauer Lände. Letztere beide waren dabei ursprünglich nach oben geöffnet und unterbrachen die Galeriestrecke somit, während die Haltestelle Schwedenplatz schon von Beginn an überdeckt war.
Die Galeriestrecke ist dabei, ähnlich einer Lawinenschutzverbauung bei Gebirgsbahnen, zum Donaukanal hin geöffnet. Sie entstand ebenfalls als direkt unter der Fahrbahn liegende und mit Plattenbalken eingedeckte Unterpflasterbahn in offener Bauweise. Statt einer Tunnelwand sind kanalseitig jedoch steinerne und eiserne Pfeiler verbaut, auf denen ein eiserner Längsträger lagert. Dieser wiederum bildet die kanalseitige Stütze für die Überdeckung der Bahn. Ein positiver Nebeneffekt dieser Trassierung war neben der Aussicht und dem Tageslichteinfall für die Fahrgäste, dass der Rauch beim früheren Dampfbetrieb besser abziehen konnte als auf den vollständig geschlossenen Tunnelabschnitten. Außerdem konnte dadurch die Haltestelle Schwedenplatz – als einzige Station der Dampfstadtbahn überhaupt – direkt unter der Straßenoberfläche angeordnet werden, während alle anderen Tiefbahnstationen nach oben offen waren.
Die Nivelette der Donaukanallinie liegt in ihrem tiefsten Punkt nur 1,20 Meter über dem Nullwasser des Gewässers. Um bei Hochwasser eine Überflutung der Trasse zu vermeiden, wurde nach Planungen von Otto Wagner daher gleichzeitig mit dem Bahnbau die etwas weiter nördlich gelegene Nussdorfer Wehr- und Schleusenanlage errichtet. Parallel zur Errichtung der Stadtbahn erfolgte zwischen 1899 und 1903 außerdem der Bau der Kai- und Stützmauern zwischen der Augartenbrücke und der Verbindungsbahnbrücke. Am rechten Ufer entstand dabei der im Niveau der Stadtbahntrasse liegende und 15 bis 26 Meter breite Vorkai. Er dient als Promenade und ist mit der über der Stadtbahn liegenden Verkehrsfläche durch zahlreiche Stiegen, zum Teil auch durch befahrbare Rampen verbunden.
Im Zuge der Umstellung auf U-Bahn-Betrieb erwies sich die ursprüngliche Galeriekonstruktion als ungeeignet. Grund dafür war die höhere Belastung der neuen Bauwerkskonzeption durch die Trassenverbreiterung sowie die Straßenauflast. Die Galerie wurde daher in den 1970er Jahren zum Teil durch eine schwere Stahlbetonkonstruktion ersetzt. Hierbei wurde ein großer Teil der schmiedeeisenverzierten Betonstützen in vierkantige, glatte Blöcke eingegossen oder gänzlich beseitigt. Ebenfalls neugestaltet wurden damals die über der Galerie montierten Abschlussgeländer und die ehemals mit Naturstein verkleideten Stützmauern, die nach Erneuerung in Sichtbeton belassen wurden. Zudem wurden die halbhohen Schutzgitter damals durch hohe Gitter ersetzt, welche die Galerieöffnungen vollständig verschließen.

Detailansicht der Stützen im Ursprungszustand
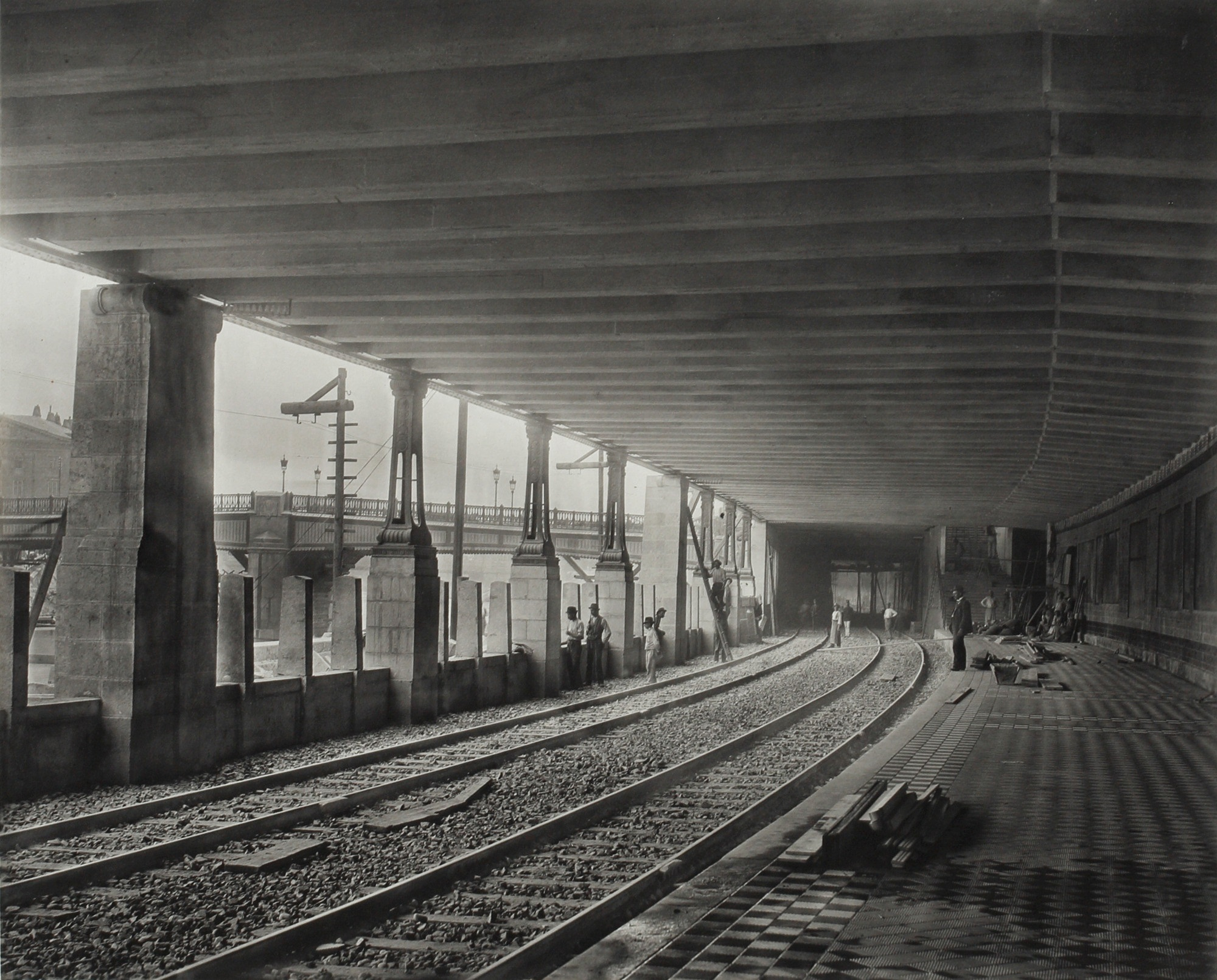
Die Station Ferdinandsbrücke wenige Tage vor ihrer Eröffnung
Künstlerische Darstellung der Galeriestrecke mit Dampfbetrieb, um 1910
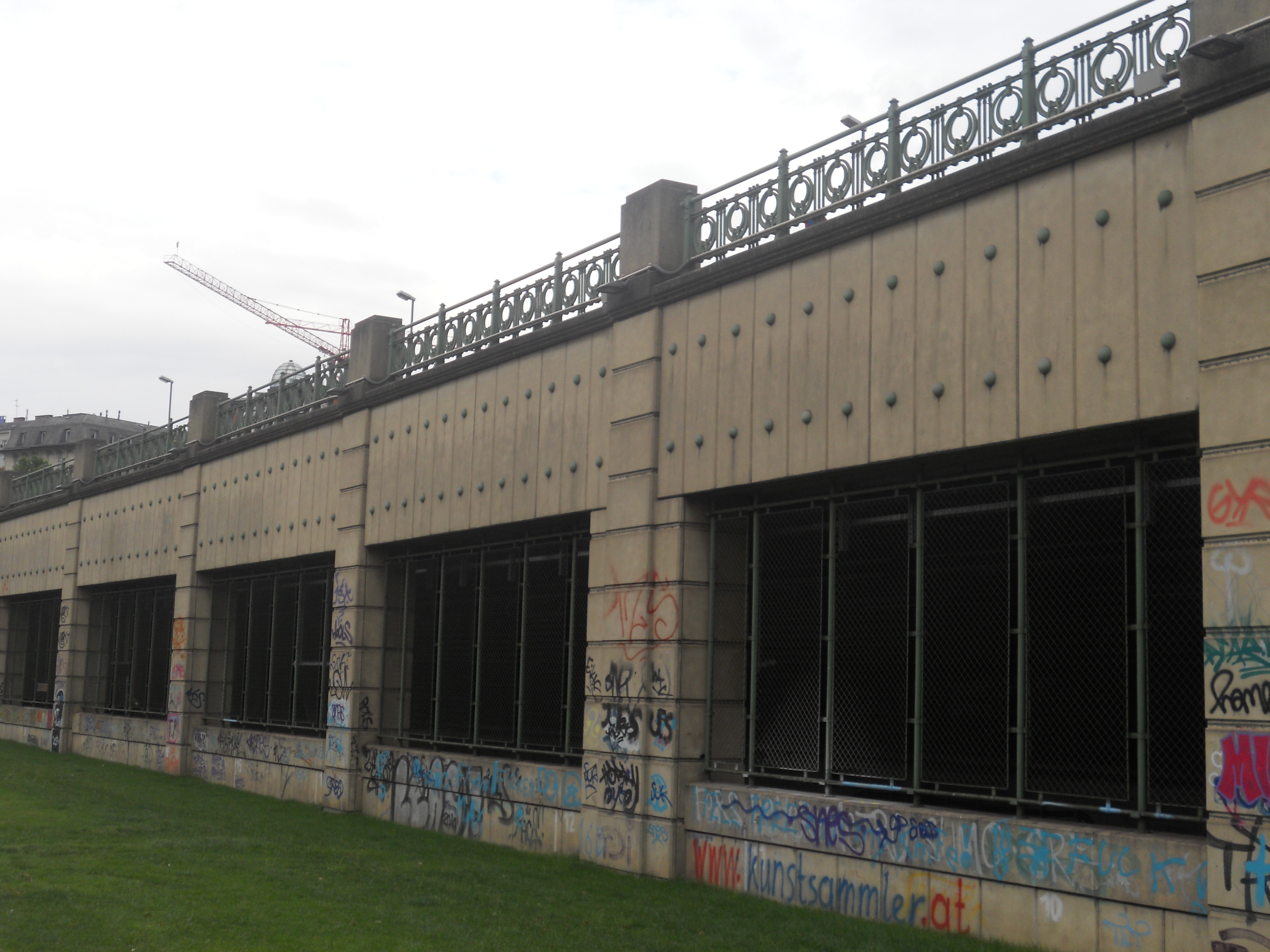
Die Galeriestrecke heute
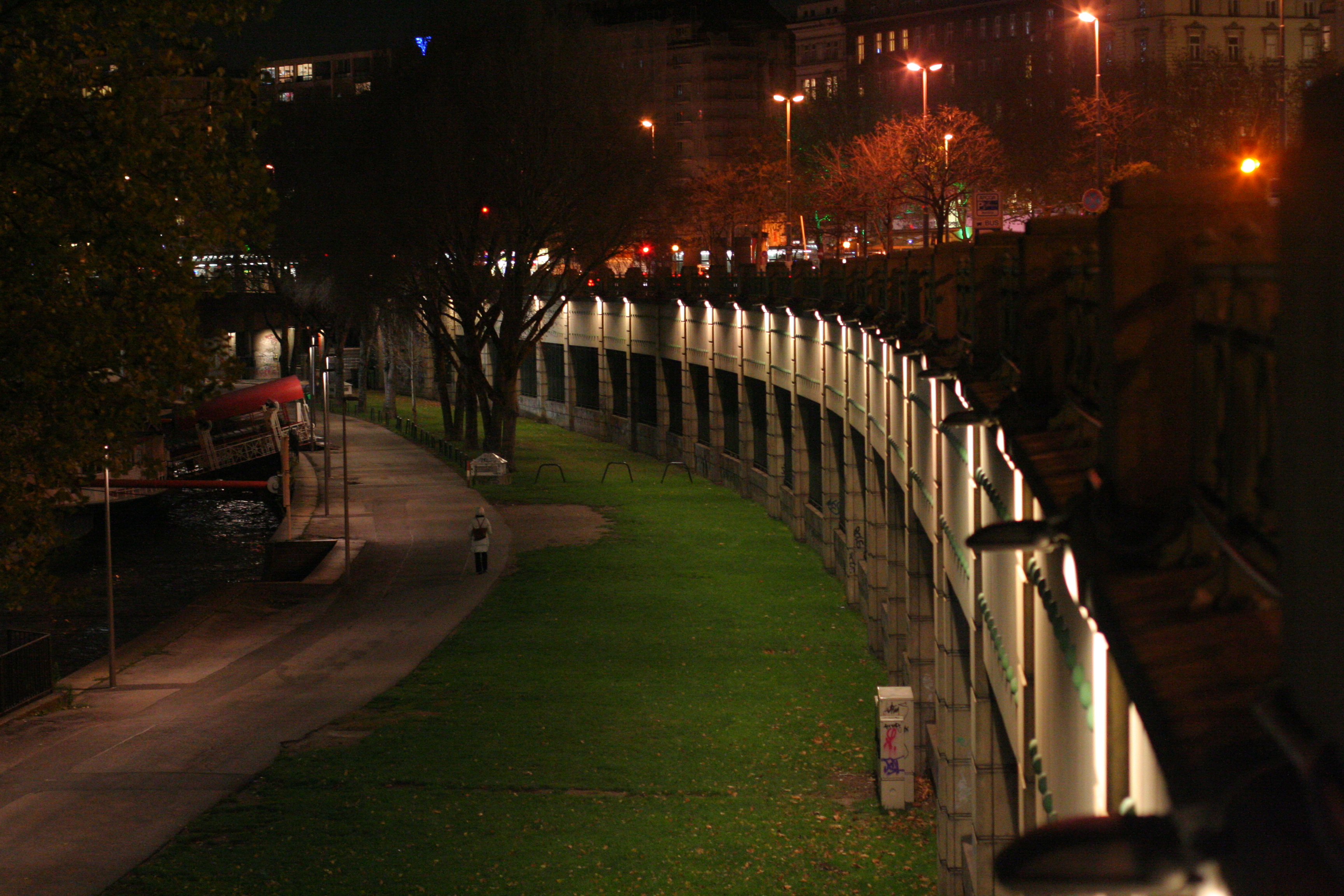
Die Öffnungen zum Donaukanal bei Nacht
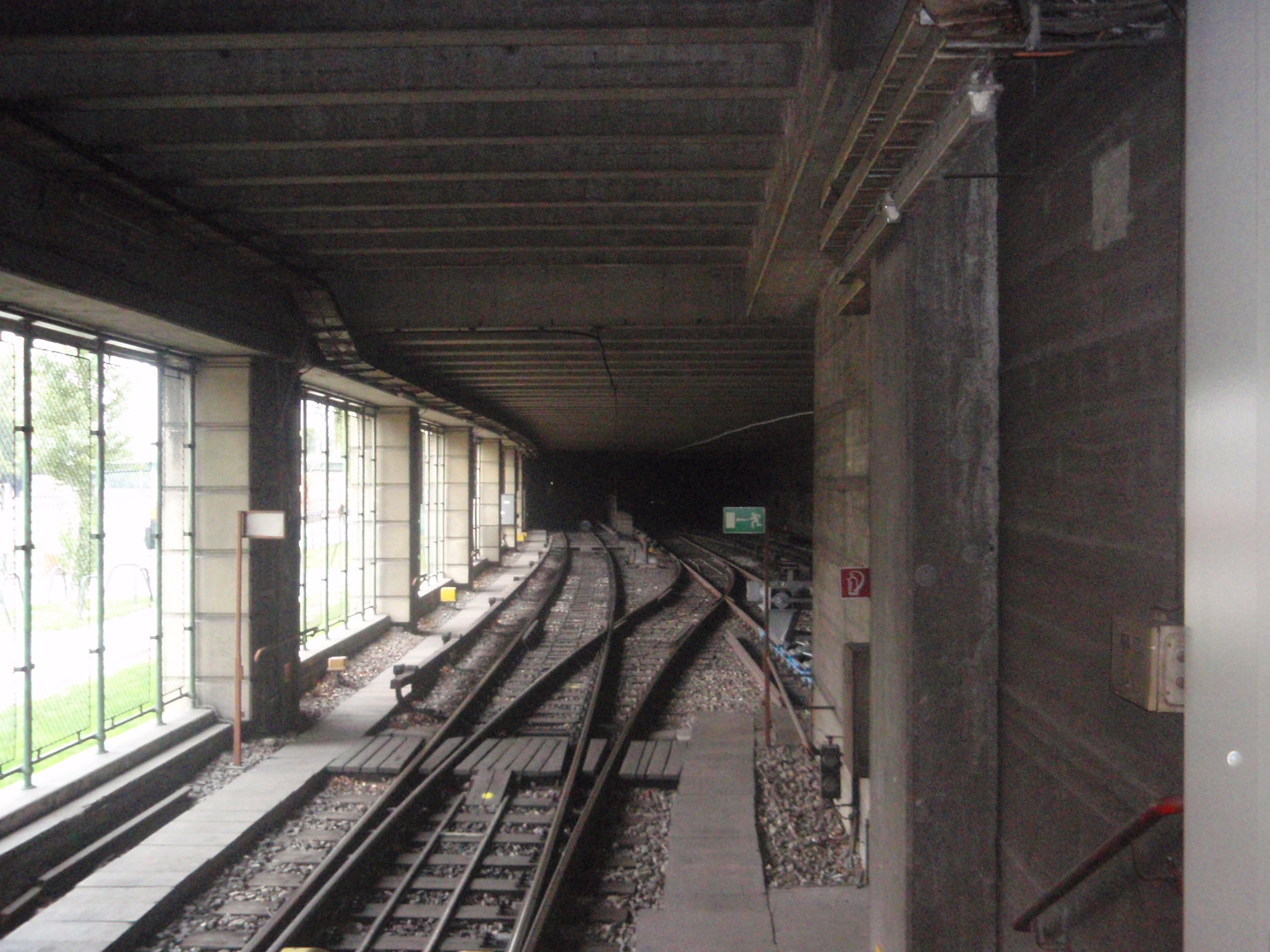
Galeriestrecke von innen nahe der Station Schwedenplatz

#### Geländer

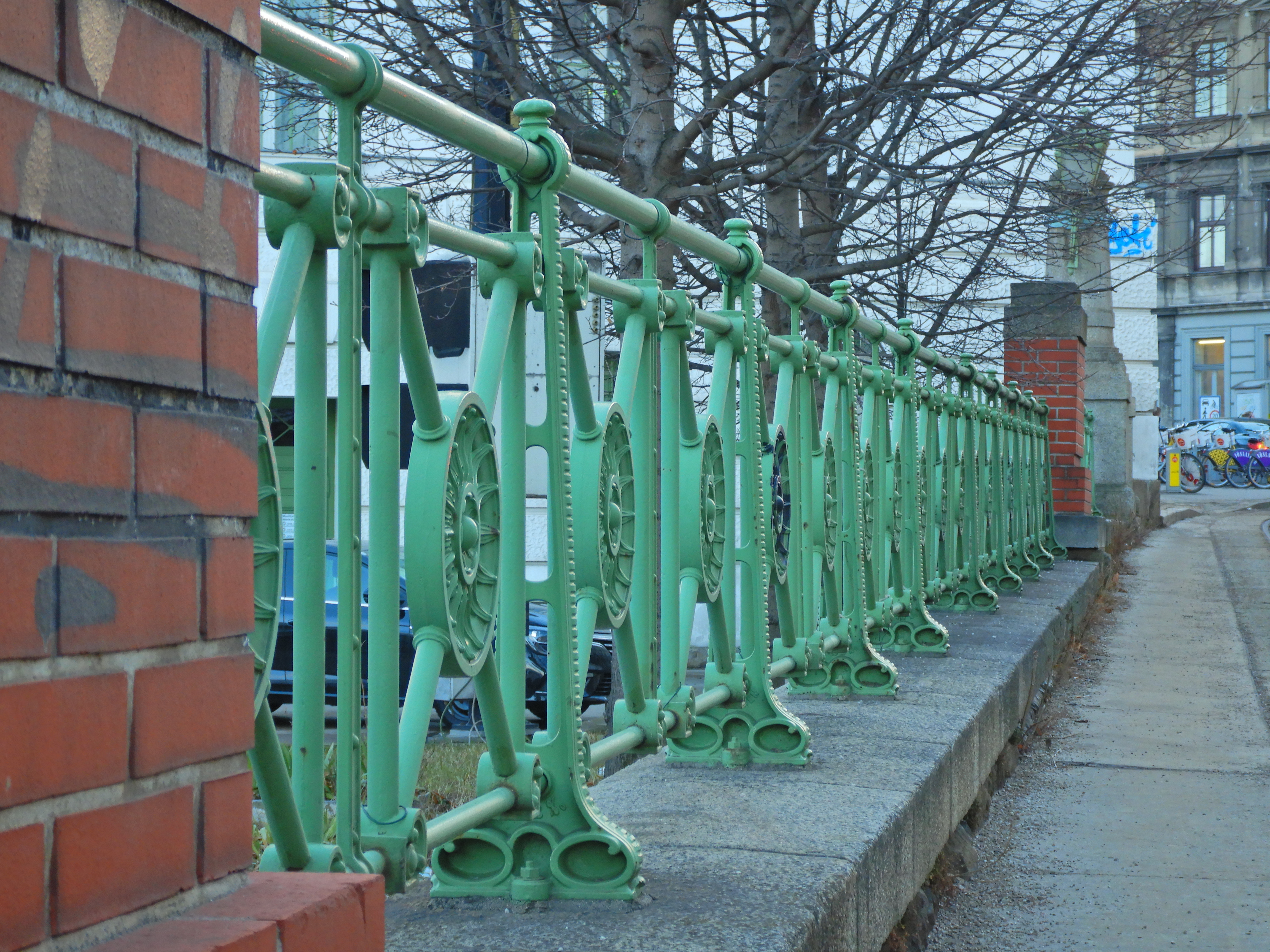
Stadtbahngeländer in Michelbeuern

Ein mit einem besonders hohen Wiedererkennungseffekt verbundenes und stadtbildprägendes Merkmal der Wiener Stadtbahnanlage sind die kilometerlangen gusseisernen Geländer entlang sämtlicher Trassen und mit diesen verbundener Bauwerke. Sie sichern vor allem die Hochbahnstrecken gegenüber der ebenerdigen Umgebung und das ebenerdige Gelände gegenüber den Tiefbahnstrecken. Ihre Gestaltung geht ebenfalls auf Otto Wagner zurück, der sie in Serienproduktion herstellen ließ. Neben dem überwiegend verwendeten Standardmodell, dem sogenannten Sonnenblumengeländer, existieren noch einige alternative Ausführungen. Die Stadtbahngeländer sind heute ebenfalls Resedagrün lackiert, auch sie waren ursprünglich hellbeige.

### Stationen

#### Übersicht

Gemeinschaftsbahnhof Penzing um 1900, in Bildmitte der für die Stadtbahn neu errichtete Mittelbahnsteig, rechts das Aufnahmsgebäude der Staatsbahn von 1858

Die Dampfstadtbahn bediente im engeren Netz insgesamt 32 Stationen im Personenverkehr, davon vier gemeinschaftlich mit den k.k. Staatsbahnen betriebene Anschlussbahnhöfe an das übrige österreichische Eisenbahnnetz. Dafür wurden 29 Stationen neu errichtet und drei bereits bestehende, dies waren Hauptzollamt, Hütteldorf-Hacking und Penzing, umfangreich umgebaut und erweitert. Neben dem Umbau der Bahnhöfe Hauptzollamt und Hütteldorf-Hacking war auch der Neubau des Bahnhofs Heiligenstadt vergleichsweise aufwändig, der die einzige neue Stadtbahnstation an einer bereits bestehenden Eisenbahnstrecke war. Im Gegensatz dazu behielt Penzing, als einziger der drei umgebauten Bahnhöfe, sein aus dem Jahr 1858 stammendes Aufnahmsgebäude. Für die Stadtbahn entstand dort lediglich ein neuer Mittelbahnsteig sowie eine Unterführung.
Die 35 im regulären Personenverkehr des engeren Netzes genutzten Aufnahmsgebäude wiesen dabei eine verbaute Grundfläche von zusammen 19.428 Quadratmetern auf. Hierbei ist zu berücksichtigen, dass die Stationen Hütteldorf-Hacking, Akademiestraße und Ferdinandsbrücke über jeweils zwei Aufnahmsgebäude verfügten.
Aufgrund ihrer Bedeutung wurden die drei wichtigsten Stationen Heiligenstadt, Hütteldorf-Hacking und Hauptzollamt in der Planungsphase und in den ersten Betriebsjahren auch als Hauptbahnhöfe oder Centralbahnhöfe respektive Centralstationen bezeichnet. Heiligenstadt und Hütteldorf-Hacking fungierten darüber hinaus auch als sogenannte Dispositionsstationen, so die damalige Bezeichnung für Zugbildungsbahnhöfe, das heißt dort wurden Lokomotiven gewechselt und Wagen umrangiert.

#### Aufnahmsgebäude

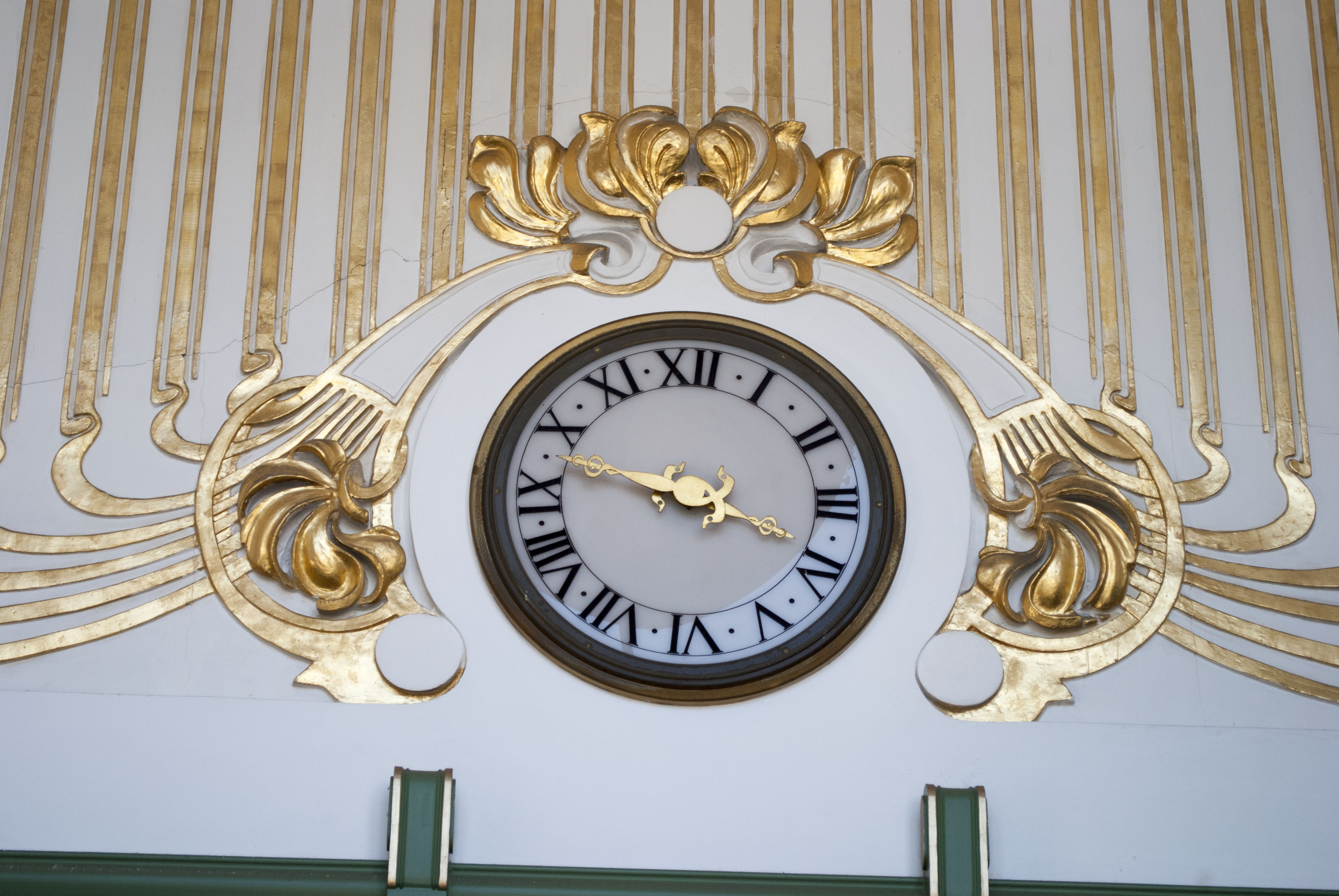
Bahnhofsuhr der Station Karlsplatz

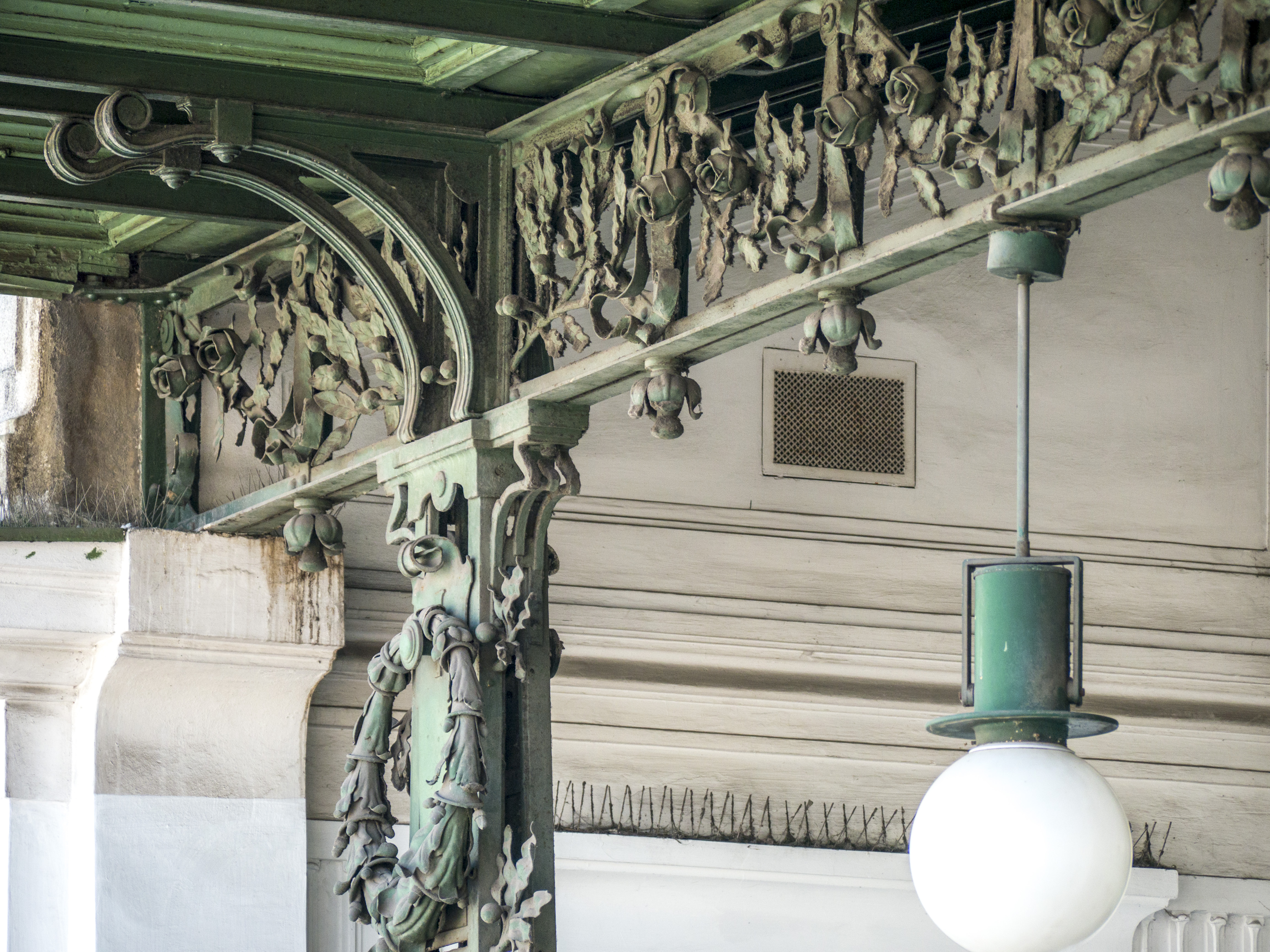
Architekturdetail der Station Pilgramgasse

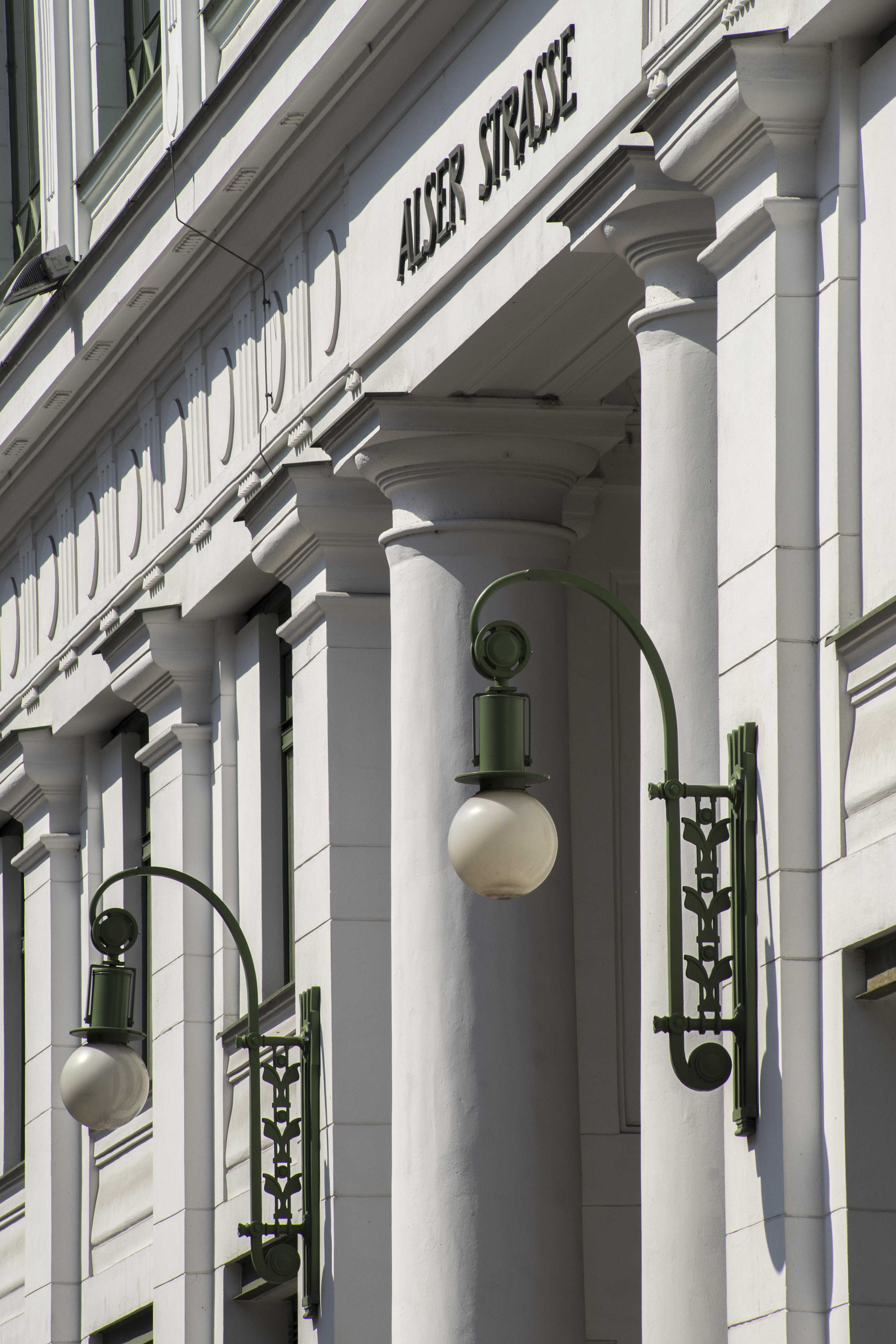
Eingangsbereich der Station Alser Straße

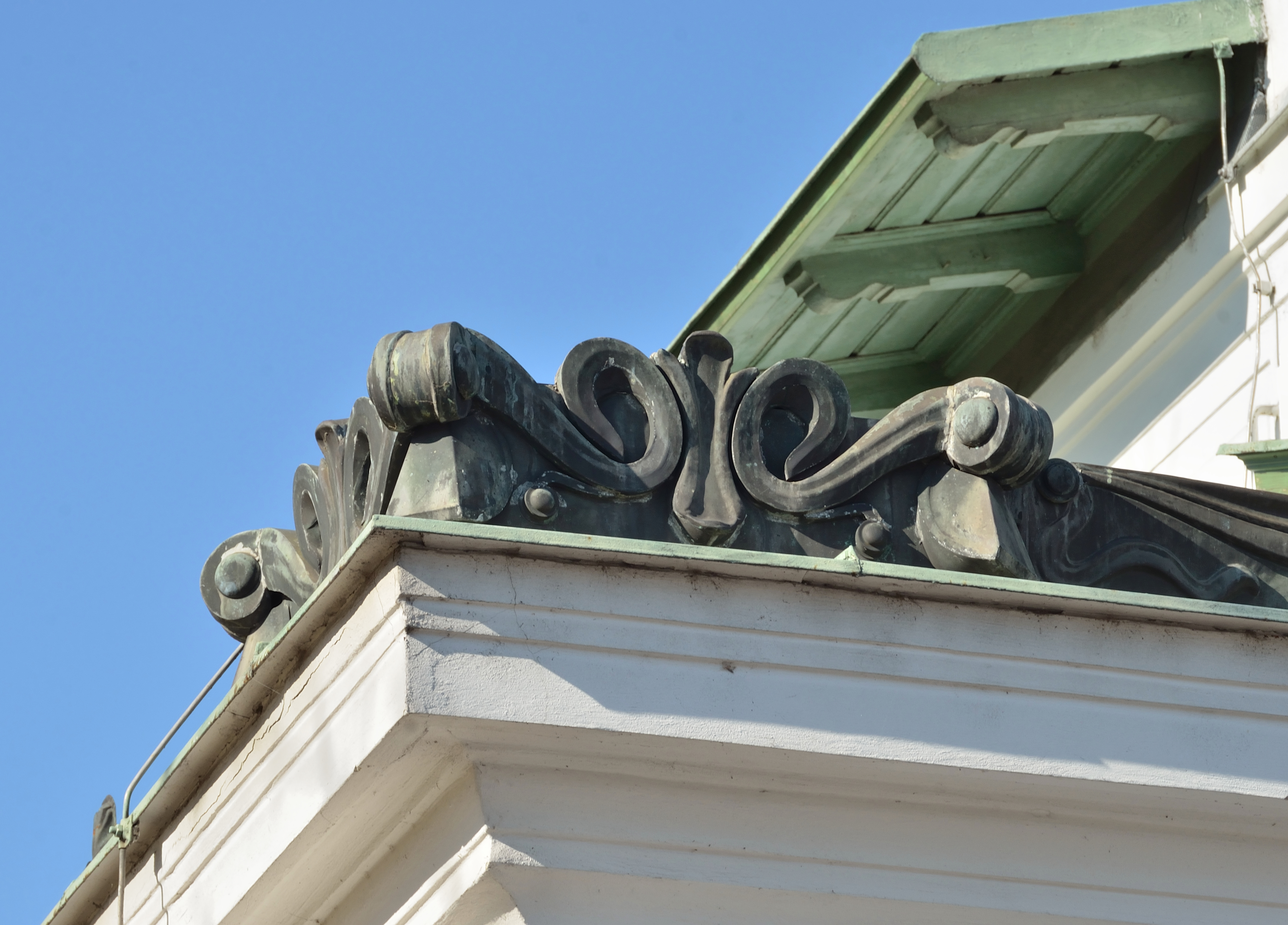
Architekturdetail der Station Schönbrunn

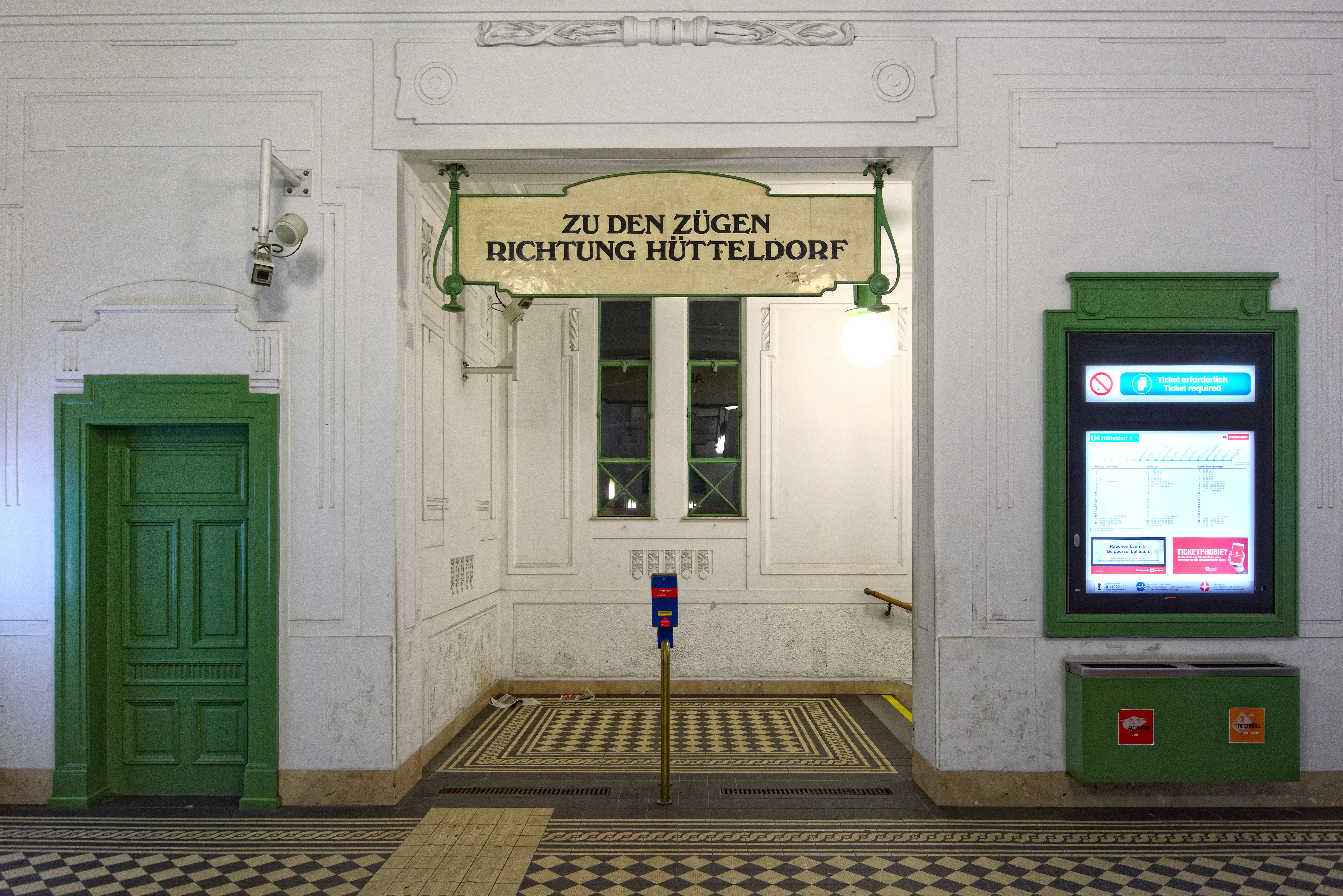
Links Dienstraum und rechts Fahrplanaushang in der Station Stadtpark

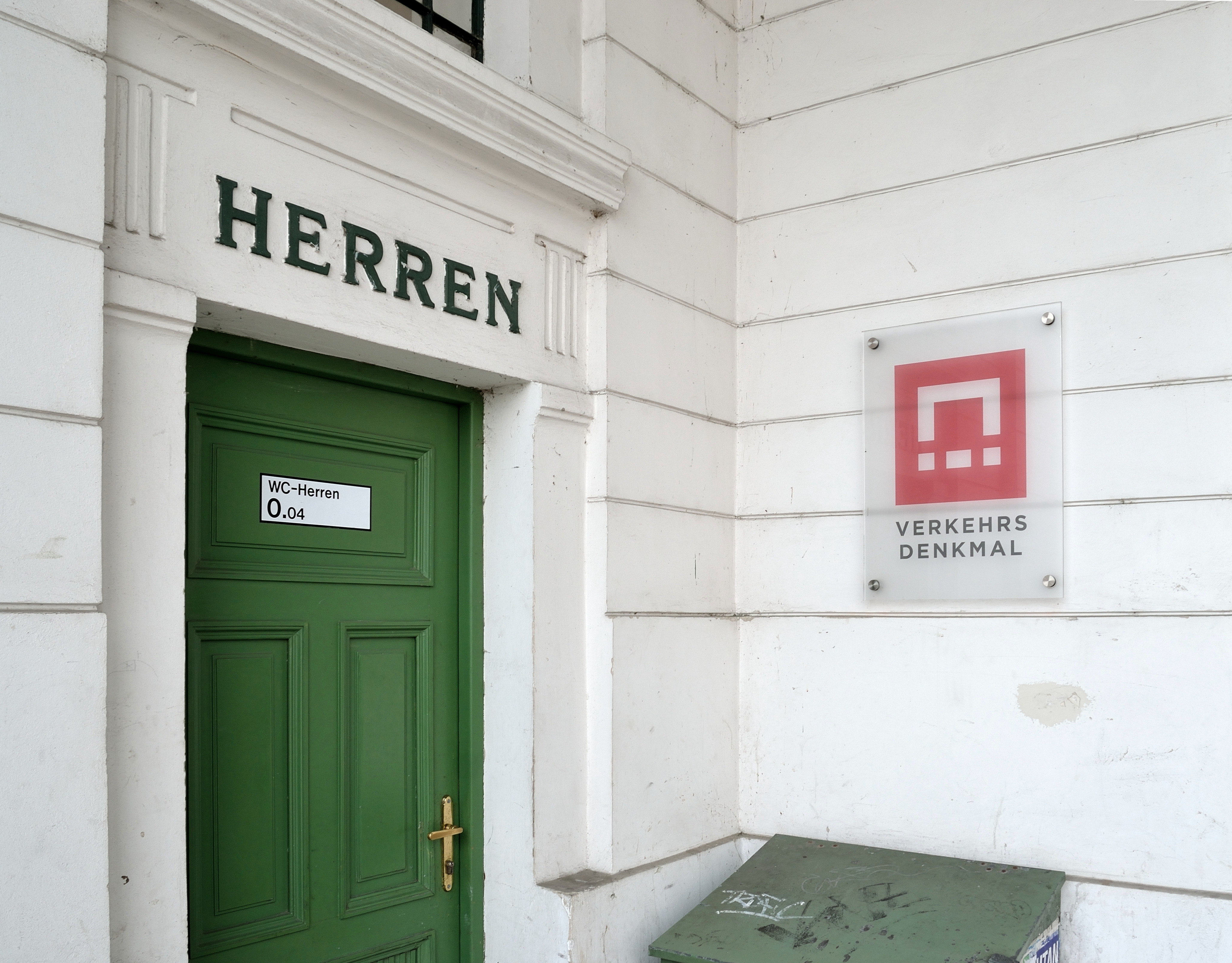
Herrentoilette in der Station Schönbrunn

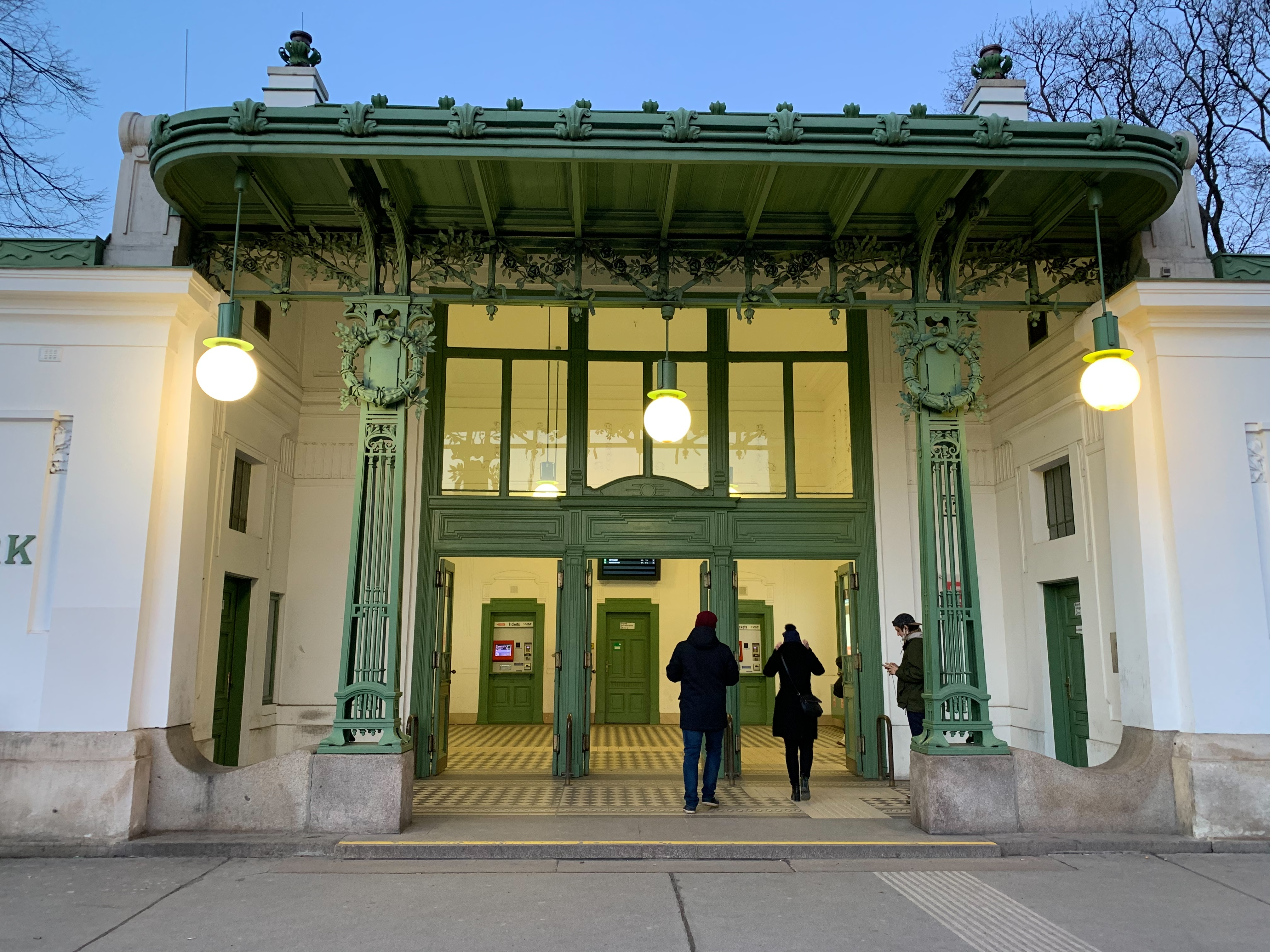
Eingang zur Station Stadtpark

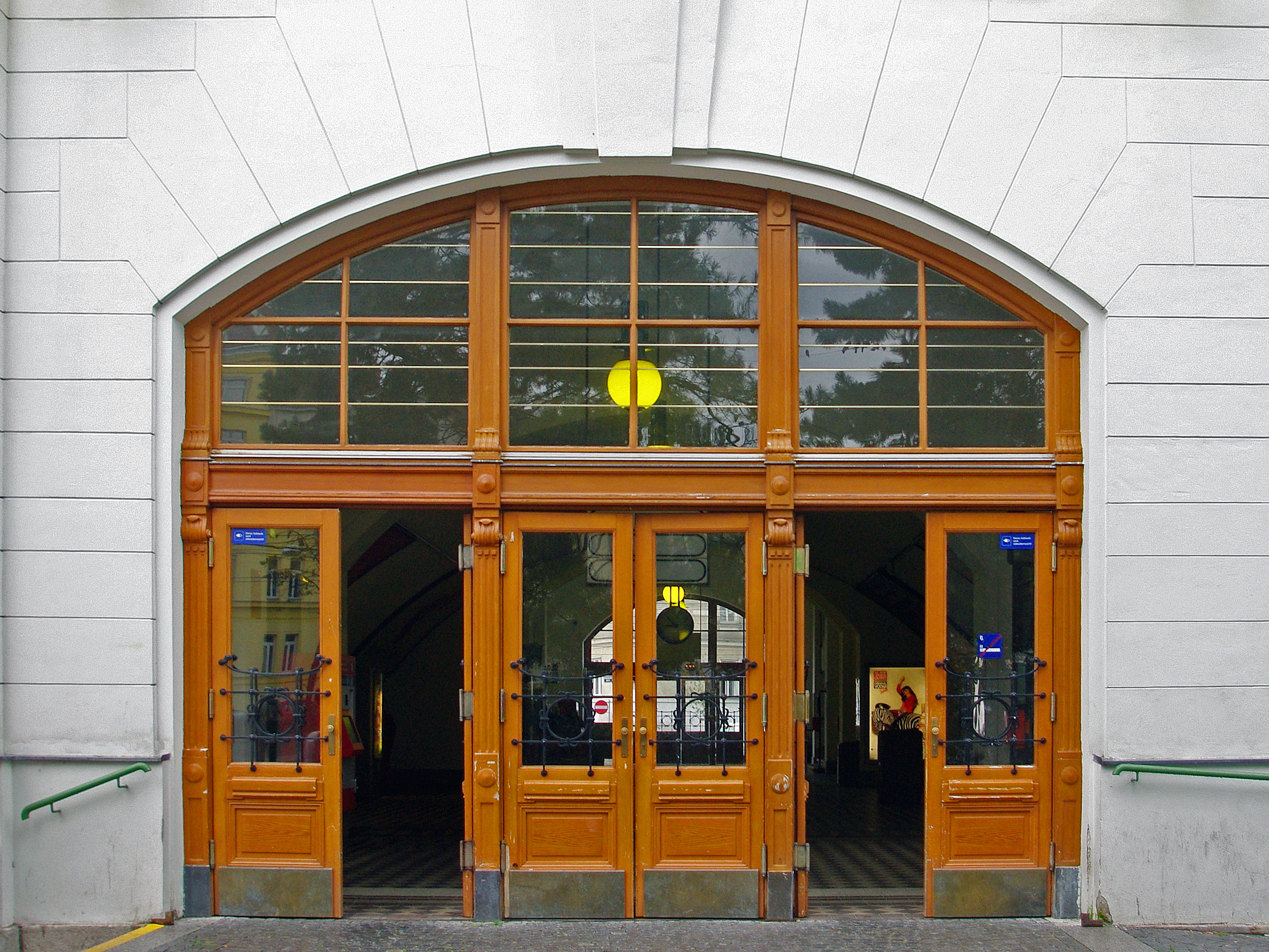
Eingang zur Station Hernals, abweichend von den sonstigen Gepflogenheiten braun statt grün gestrichen

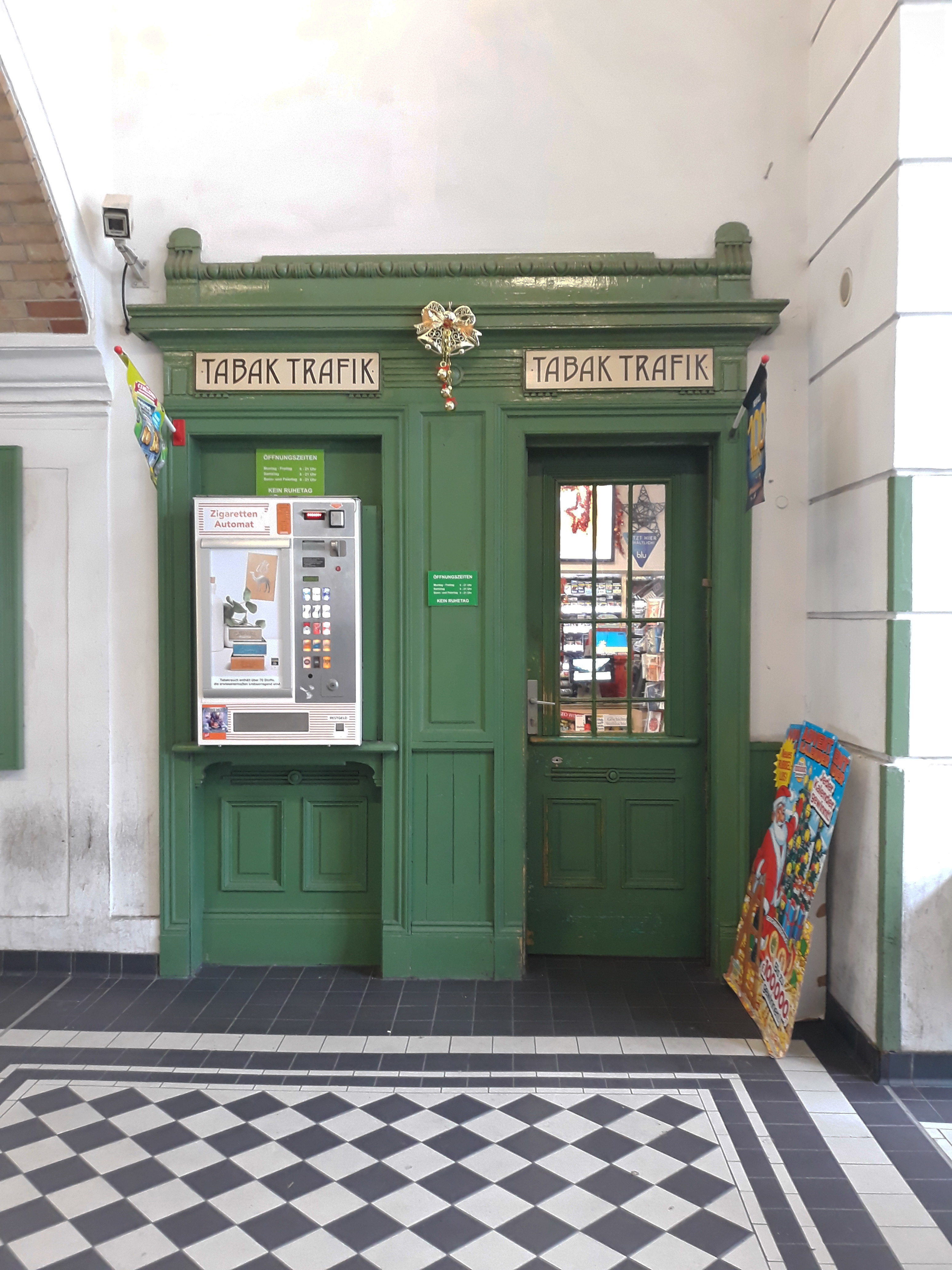
Tabaktrafik in der Station Josefstäder Straße

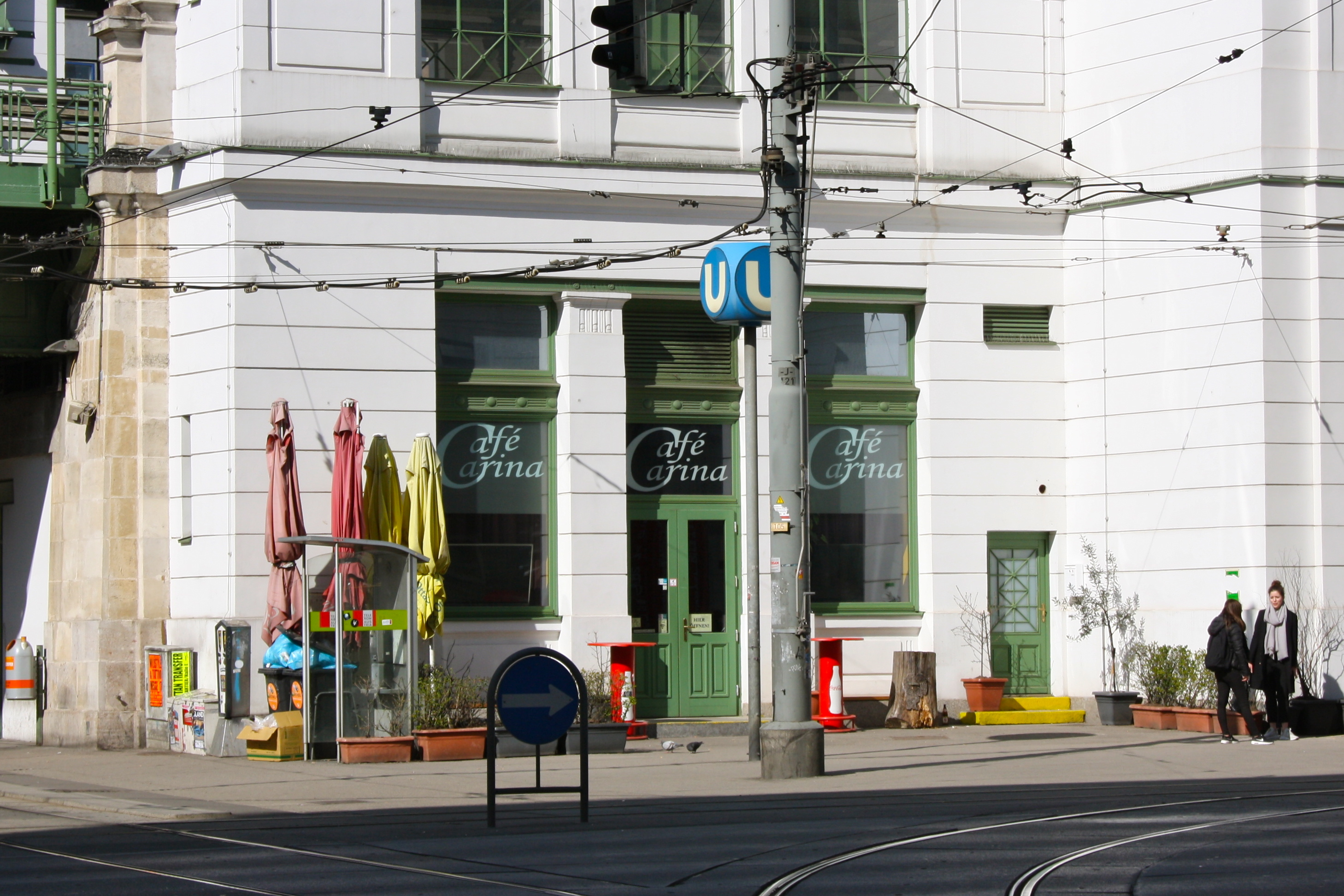
Das in die Station Josefstädter Straße integrierte Café Carina

Die von Otto Wagner gewählte Architektur seiner Hochbauten griff im Großen und Ganzen auf bereits zuvor bestehende Baustile zurück. Seine Formensprache folgt allgemein dem Geschmack der Pariser École des Beaux-Arts, manche Details erinnern jedoch an das Empire, andere lassen japanische oder pompejanische Einflüsse erkennen. Wagner war überzeugt, dass sich die Architektur seiner Zeit von den Vorbildern der Vergangenheit lösen und das „moderne Leben“ widerspiegeln müsse. Neue Formen sollten in Einklang mit den neuen technischen und konstruktiven Möglichkeiten entwickelt werden. An den Bauten der Stadtbahn, in denen Funktion und Form in perfektem Einklang stehen, lässt sich diese damals radikale Forderung bis heute nachvollziehen. Die Notwendigkeit zur Sparsamkeit zwang Wagner jedoch zu einer gewissen Zurückhaltung, er wählte daher einen relativ einfachen Stil mit wenig Verzierungen und ganz ohne Schmuckfiguren. Beim Äußeren seiner Gebäude entschied sich Wagner bewusst für verputzte Fassaden, also der Bauweise, die in Wien wegen des Kalkreichtums der Umgebung schon seit dem Mittelalter vorherrscht. Die für Bahnbauten eigentlich nicht zweckmäßige blendend weiße Farbe sollte dabei allmählich zu einem lichten Sandsteingrau nachdunkeln.
Während der Architekt bei der Vorortelinie noch für jede Station ein individuelles Aufnahmsgebäude entwarf, konzipierte er für die Zwischenstationen der anderen Strecken je einen Grundtyp für Hoch- und einen für Tiefbahnstationen, die sich untereinander nur noch in geringfügigen architektonischen Details voneinander unterscheiden:
| Hochbahnstationen | Die dreigeschoßigen Hochbahnstationen am Gürtel bestehen aus zwei symmetrisch aufgebauten Gebäudehälften, bei denen es sich um vorgelagerte seitliche Anbauten an eine Viaduktstrecke handelt. Zwischen den beiden Teilgebäuden befinden sich die Außenbahnsteige, sie liegen im obersten Geschoß hinter verglasten Pfeilerkolonnaden und sind mit den Gebäuden baulich direkt verbunden. Der massige, klassizierende Mittelbau der Stationsgebäude ist mit pylonenartig überhöhten, kräftig vortretenden Eckrisaliten nach Art eines Torbaus ausgeführt. Hierbei spielt Wagner auf die ehemaligen Linientore – also die Stadttore des Linienwalls – an, an deren Stelle die zusammen fünf Hochstationen der Gürtellinie traten. Jedoch hatte ihr Äußeres mit den einfachen Linientoren nichts mehr zu tun, ihre Gestaltung orientierte sich eher am 1821 bis 1824 erbauten Äußeren Burgtor. Ebenso kann die diesem benachbarte Neue Burg, ab 1869 entworfen und zwischen 1881 und 1913 erbaut, in großzügiger Auslegung als Zeitgenosse von Wagners Stadtbahnbauten gelten. In Details zeigt sie mit den Gürtelstationen ebenso Ähnlichkeit wie andere Jugendstilgebäude. Bei den Hochstationen schaffen mächtige, alle drei Geschoße übergreifende, Pfeiler eine vertikale Grobgliederung der Fassaden, viel schmälere Pfeiler fassen Straßengeschoß und Mezzanin zusammen, noch zartere gliedern das darüber liegende Bahngeschoß. Die im Untergeschoß liegenden Eingänge der Hochstationen sind von beiden Straßenseiten aus zugänglich und liegen in der Mitte des Baukörpers. Sie sind an den Stationen Alser Straße, Währinger Straße und Nußdorfer Straße mit dorischen Säulen markiert. Kreisformen, die sich mit vertikal gekerbten Feldern, sogenannten Triglyphen, abwechseln und den Fries des dorischen Tempels variieren, finden sich an den Stationen Alser Straße und Währinger Straße sowie in Michelbeuern. Platten und Leisten mit kleinen kreisförmigen Gebilden, Mutuli und Regulae – ebenfalls schon am dorischen Tempel anzutreffen – treten bei Wagner zahlreich in Stuck und in Holz auf. Weitere typische Merkmale sind Löwenköpfe als Gesimsträger, Akanthusblätter und Eierstabbänder. Das hohe Vestibül, die repräsentative Kassenhalle, beherbergt die Fahrkartenschalter, die Toiletten und die Treppenaufgänge zu den Bahnsteigen, die im rechten Winkel zu den Eingängen angeordnet sind. Die Stiegen waren dabei – bezogen auf den ursprünglichen Linksverkehr – jeweils so ausgerichtet, dass der Fahrgast immer in jene Richtung abfuhr, in welche der Stiegenaufgang von der Kassenhalle aus betrachtet zum Bahnsteig führte. Die Fahrkartenkontrolle fand bei den Hochbahnstationen im Bahngeschoß statt, kurz vor Betreten des Perrons. Während die kompakten Hochbahnstationen auf der Vorortelinie noch den Charakter einer Villa im Grünen aufweisen – hier nahm Wagner darauf Rücksicht, dass diese Strecke bei Eröffnung noch durch ländliches Gebiet mit vorwiegend landwirtschaftlicher und gewerblicher Nutzung führte –, sind die Hochbahnstationen am Gürtel extrem langgestreckt. Ferner ruhen die Bahnsteigfassaden auf der Vorortelinie noch auf rustikalen Natursteinsockeln, während dies am Gürtel nur noch bei der Station Gumpendorfer Straße der Fall ist. |
| Tiefbahnstationen | Bei Tiefbahnstationen ist das relativ niedrige und eingeschoßige Vestibül als quadratischer Pavillon mit einer Seitenlänge von 16 Metern ausgeführt und thront stets auf Straßenhöhe über den Gleisen. Die Überdeckung der Bahnstrecke unterhalb des Gebäudes besteht dabei – analog zu den Unterpflasterstrecken – aus horizontalen Stahlträgern. Der mittig angeordnete große Warteraum ist jeweils acht Meter lang und acht Meter breit und wird durch eine Vorhalle betreten. Von dieser aus zugänglich sind die beiden Toiletten für Damen und Herren, während sich rund um den großen Warteraum stirnseitig gegenüber dem einzigen Eingang der Fahrkartenschalter sowie das Büro für den Stationsvorsteher und seitlich ein Aufenthaltsraum für die Stationsdiener sowie ein Lagerraum befinden. Vom großen Warteraum aus führt je ein Abgang zu den beiden Richtungsbahnsteigen, wobei die Fahrkartenkontrolle noch vor dem Betreten der Stiegen erfolgte. Die Abstiege sind zur Bahntrasse hin durch Glaswände verschlossen. Die Bahnsteige selbst sind als Verlängerung der Stiegen angelegt und sind somit dem Aufnahmsgebäude vorgelagert, während sie bei der Berliner Schwesteranlage Teil der üblichen Mittelbahnsteige sind. Die Aufmachung der Tiefstationen ist etwas moderner als bei den Hochstationen, sie tendieren zur damals neuen Stilrichtung der Künstlervereinigung Wiener Secession. Wagner selbst war eigentlich kein Secessionist, da seine Bauten nicht die Monumentalität und nur selten die Symmetrie aufgaben. Allerdings trat er 1899 dann doch noch aus dem konservativen Künstlerhaus Wien aus, um sich vorübergehend den moderneren Secessionisten anzuschließen. Dies wiederum brachte der Stadtbahn den Titel „secessionistische“ Bahn ein, obwohl Wagner deren Bauten größtenteils schon zuvor entworfen hatte. Er selbst nannte seine Variante des Historismus eine „gewisse freie Renaissance“, womit er auf das klassische Fundament seiner Architektur hinwies. Gestalterischer Hauptakzent der Tiefbahnstationen ist das als Traggitterkonstruktion ausgeführte Pultdach über den Eingängen, das auf zwei durchbrochenen Metallpfeilern ruht und im japanischen Stil gehalten ist. Je stadtnäher gelegen, umso üppigere Jugendstilornamentik zeichnete die Bauwerke aus. So waren Pilgramgasse, Kettenbrückengasse und Stadtpark diesbezüglich am reichhaltigsten ausgestattet. Insgesamt entwarf Wagner drei Untervarianten seines Grundtyps für Stationsgebäude über Einschnitten: - Typ A: Ober St. Veit, Unter St. Veit-Baumgarten, Braunschweiggasse und Hietzing - Typ B: Schönbrunn und Margarethengürtel - Typ C: Pilgramgasse, Kettenbrückengasse und Stadtpark Lediglich die Tiefbahnstationen Meidling-Hauptstraße, Akademiestraße und Ferdinandsbrücke entsprachen nicht dem Grundtyp. Erstere benötigte als Abzweigbahnhof ein etwas größeres Gebäude, in letzteren beiden Fällen entschied sich Wagner für je zwei – nach Fahrtrichtung getrennte – Aufnahmsgebäude. Doch während an der zentral gelegenen Akademiestraße zwei besonders schmuckvoll gestaltete Pavillons Verwendung fanden, bestanden die beiden Gebäude an der Ferdinandsbrücke aus Holz und Sandsteintafeln. Denn es handelte sich um Provisorien mit Rücksicht auf den beim Bau der Stadtbahn schon geplanten Neubau der dortigen Brücke. Dieser erfolgte 1911, hatte jedoch dann keine Auswirkungen auf die Wagner’schen Bauten. |

Alle Stationsgebäude verfügen über Wellblechdächer, deren Form trotz dünnem Material eine hohe Stabilität gewährleistet. Ebenso gemeinsam ist die Vermeidung von niveaugleichen Bahnsteigzugängen, das heißt den Fahrgästen standen von Beginn an überall Unter- oder Überführungen zur Verfügung.

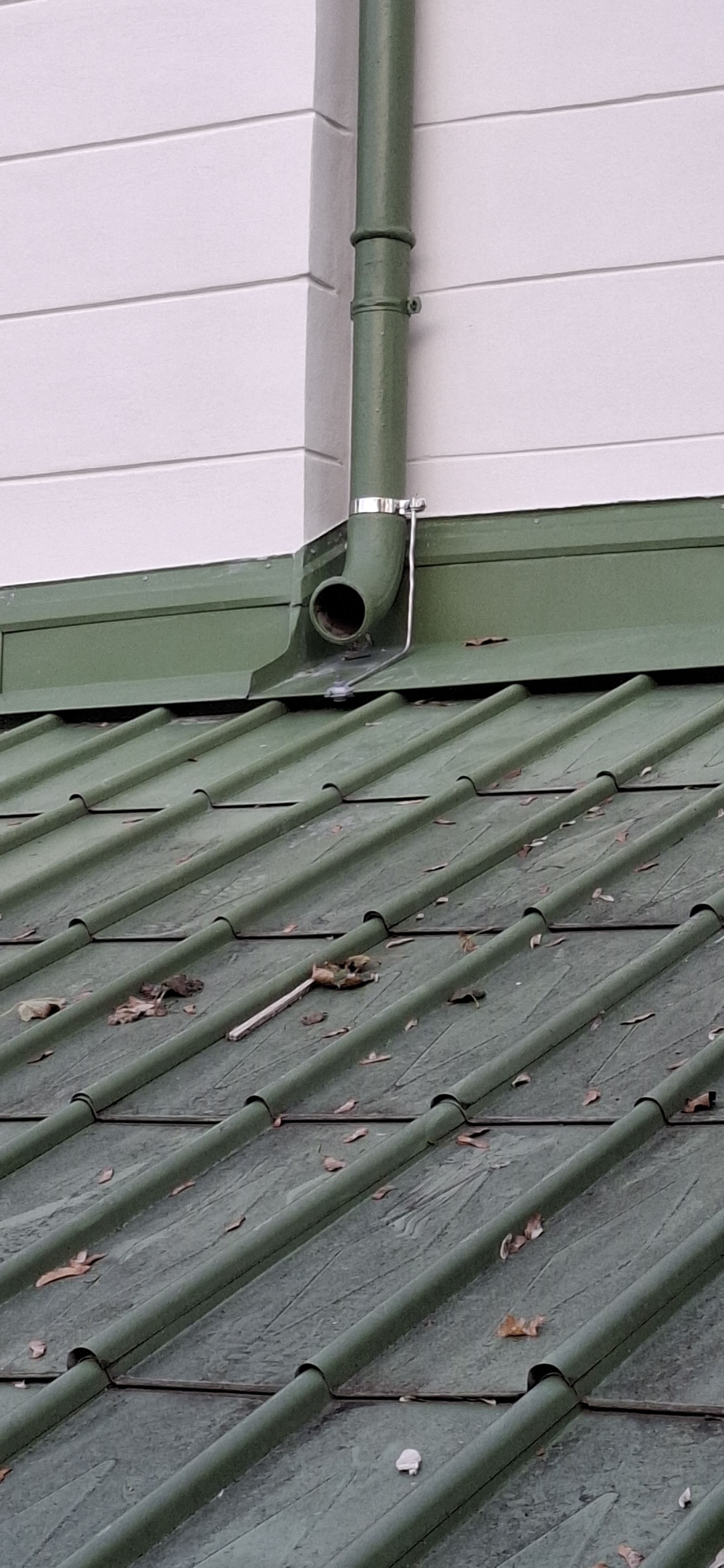
Detailansicht des Wellblechdachs in der Station Schönbrunn
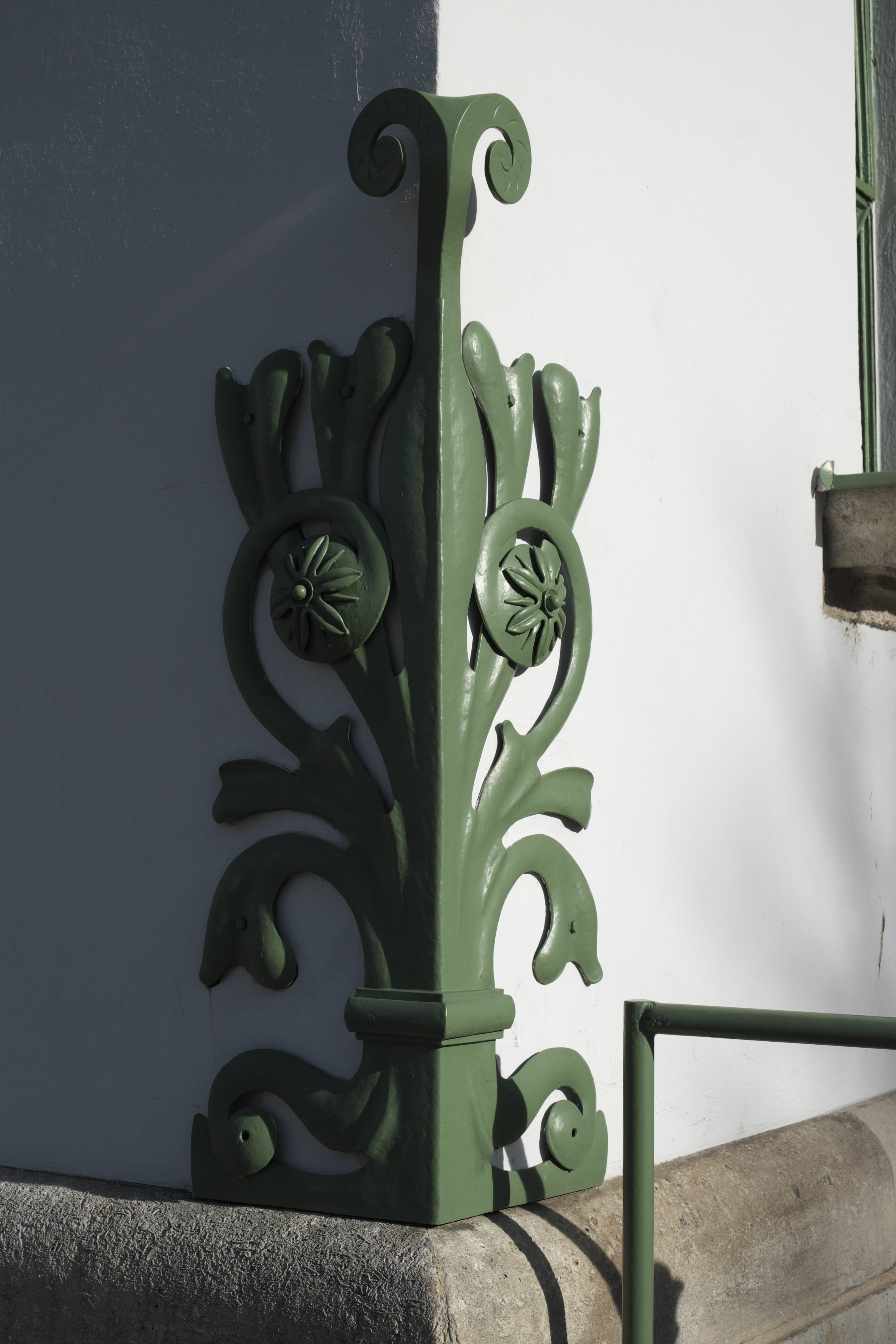
Verschnörkelter Kantenschutz in der Station Stadtpark
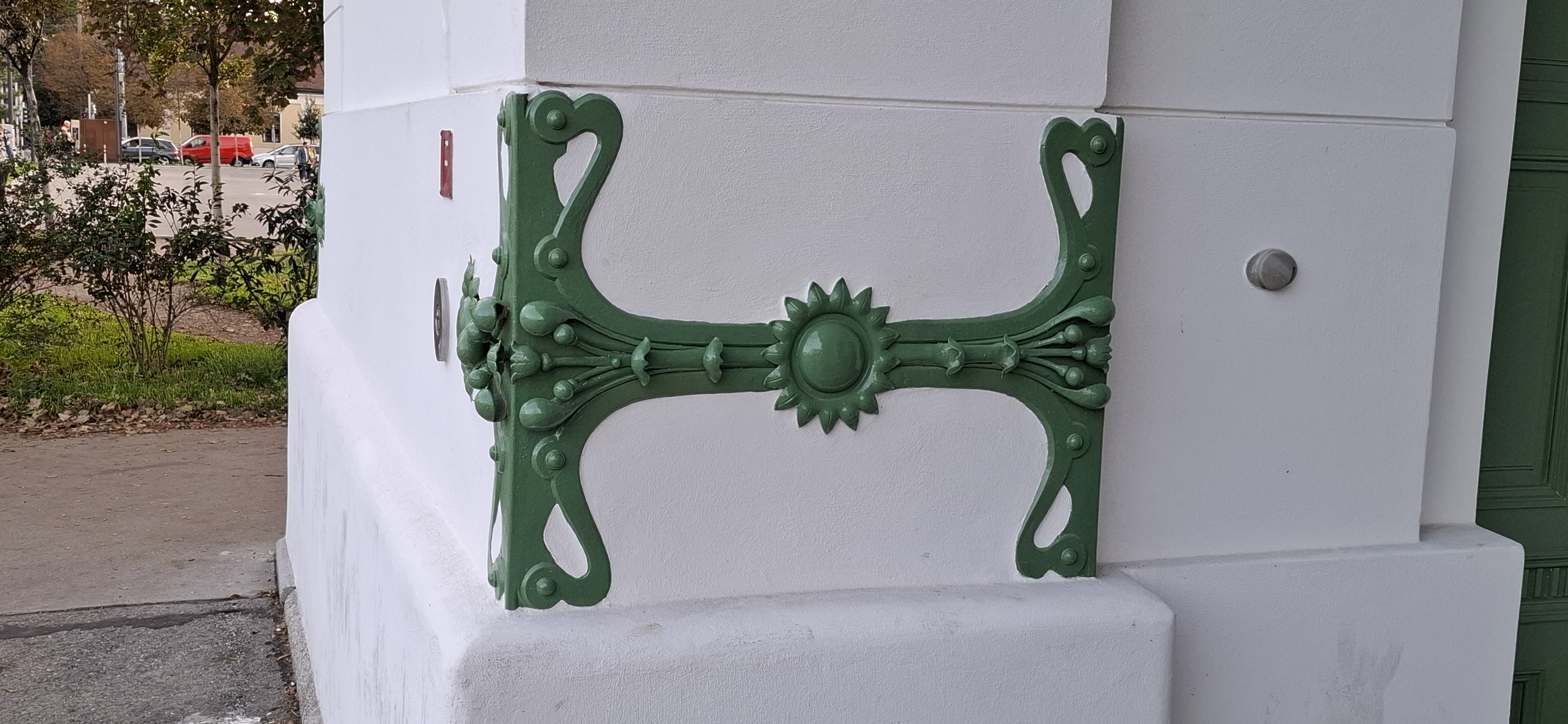
Kantenschutz mit Sonnenblumenmotiv in der Station Schönbrunn
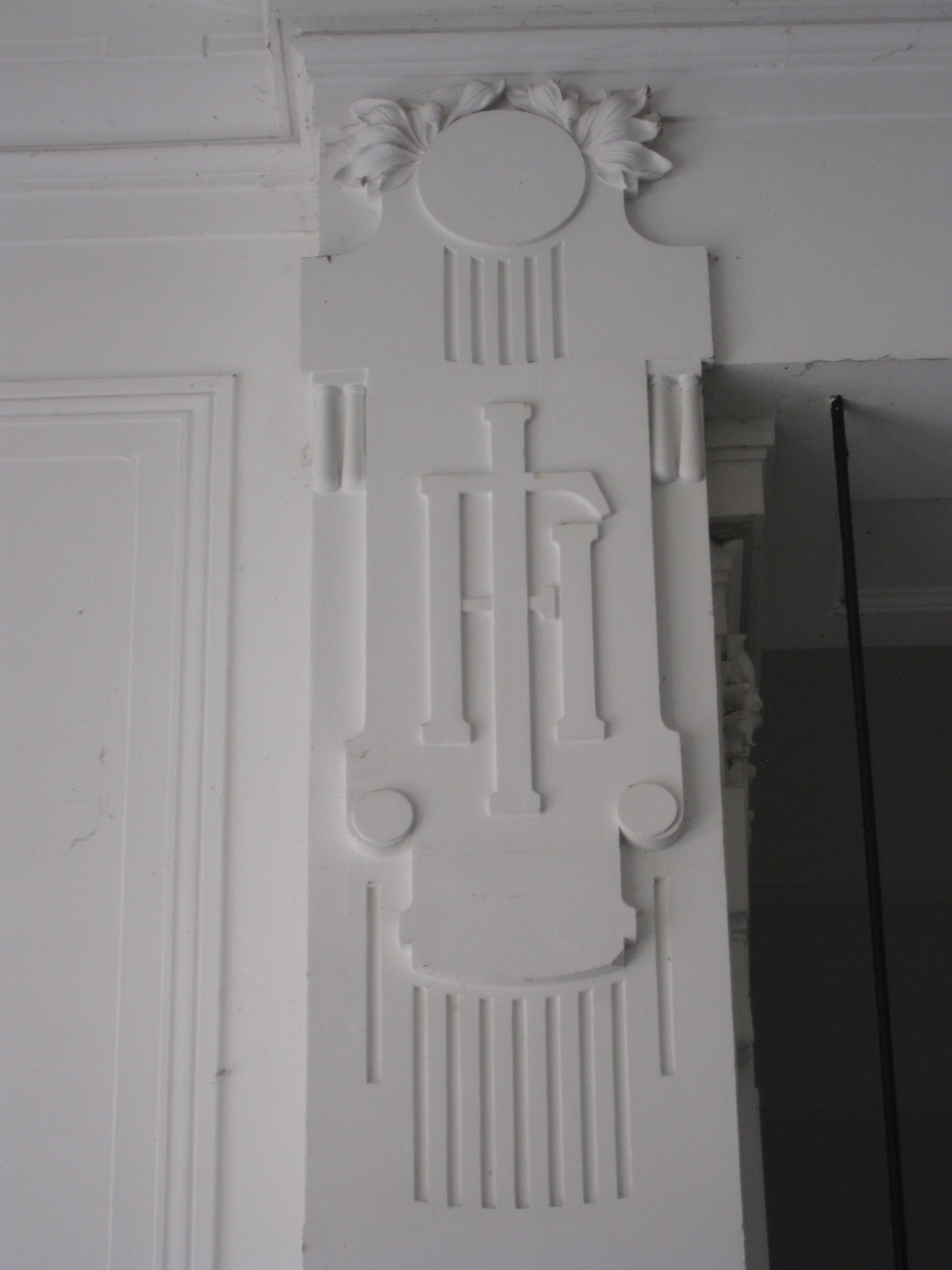
Initialen von Franz Joseph I. in der Station Hernals
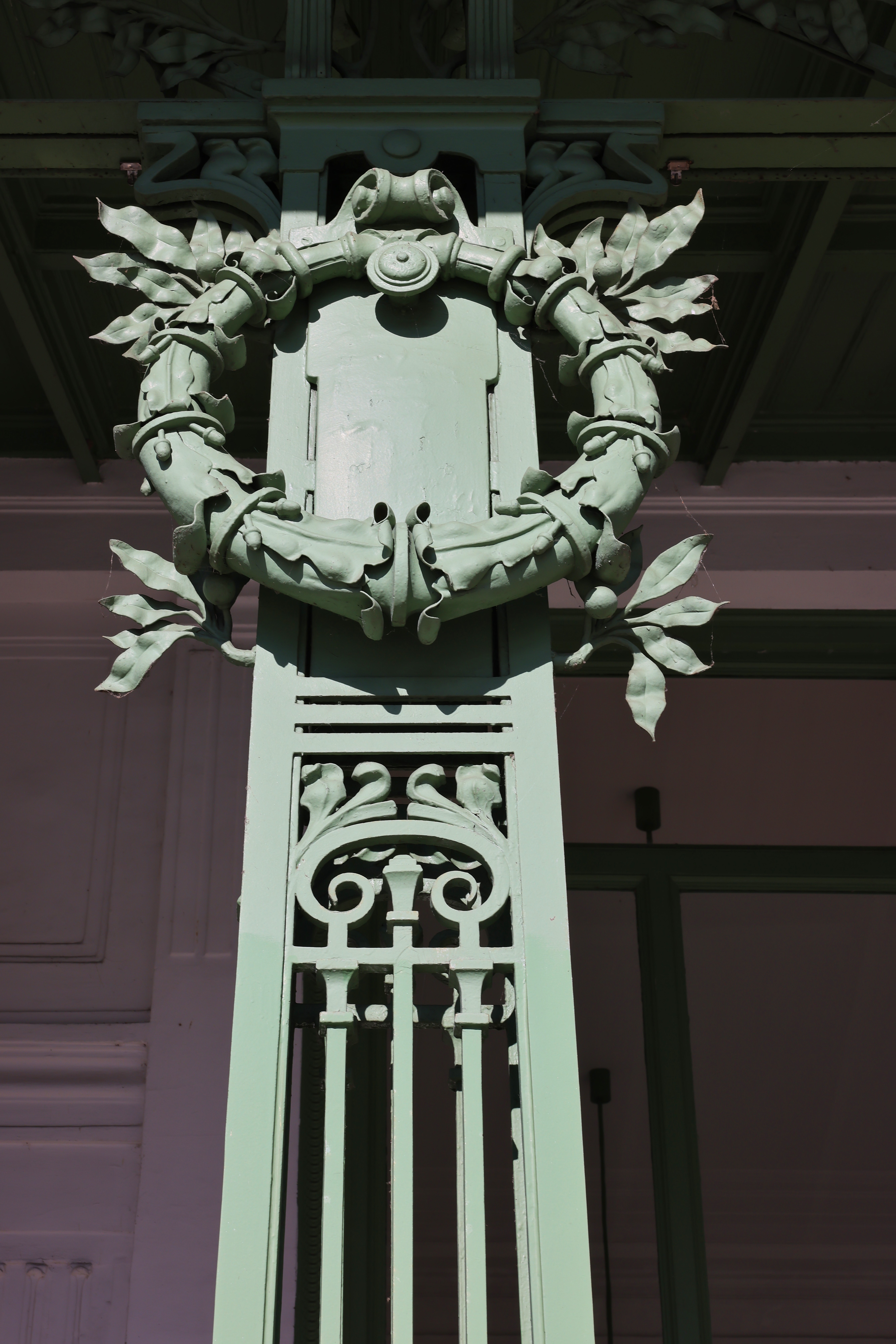
Lorbeerkranz an der Station Stadtpark, ein typisches Gestaltungsmerkmal Wagners
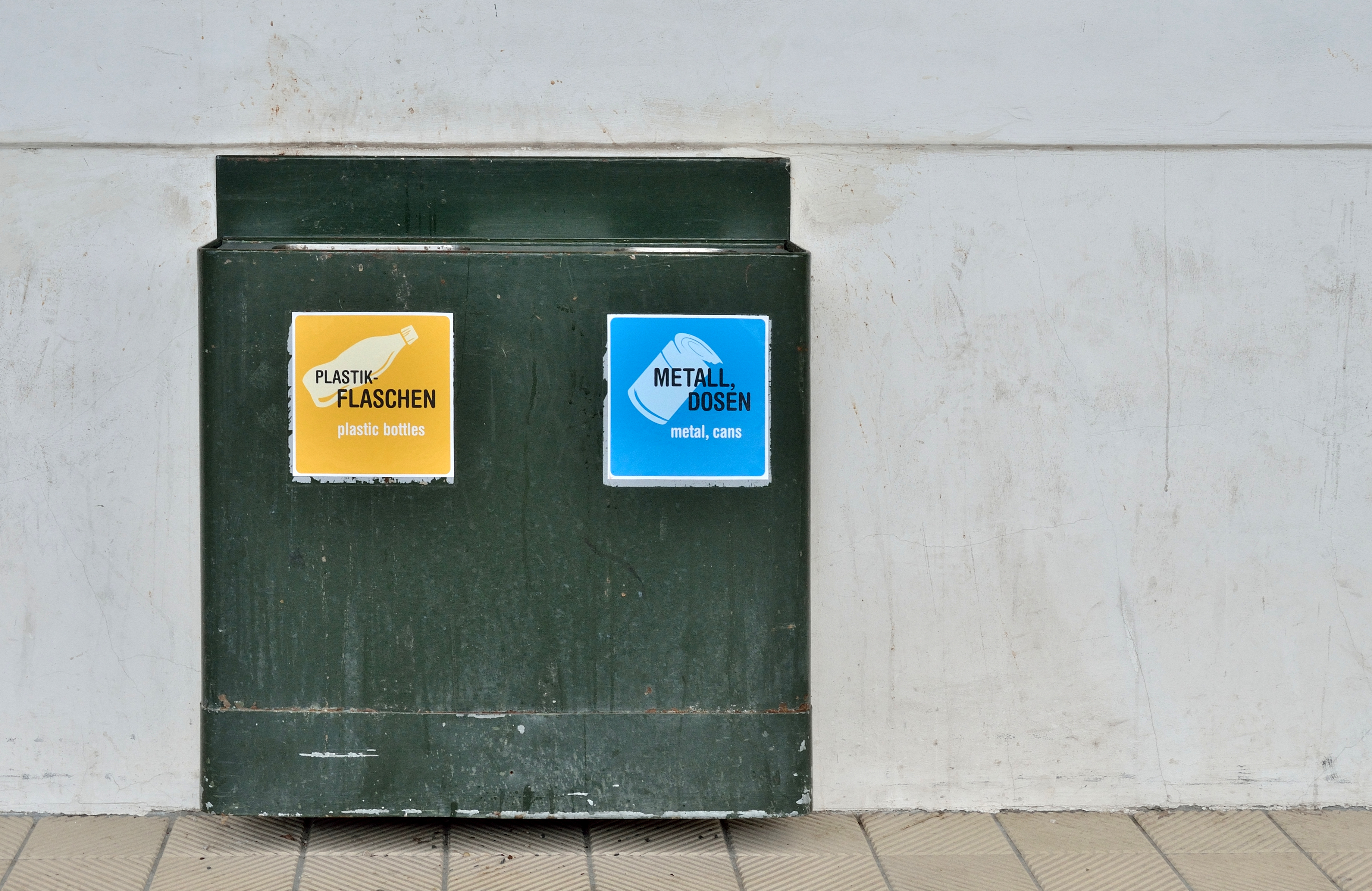
Mistkübel in der Station Schönbrunn

Typischerweise war in die Stationen auch eine Tabaktrafik integriert. Die Innenräume der Aufnahmsgebäude waren vergleichsweise schlicht gestaltet. Eine Tapezierung erhielten ursprünglich nur die kleinen Wartesäle, während die größeren Verkehrsräume ganz mit Gips verputzt waren. Um Fußabdrücke auf den unteren Wandbereichen zu vermeiden, wiesen diese hölzerne – beziehungsweise an den Ecken eiserne – Schutzleisten auf. Die Sockel waren in Ölfarbe gestrichen. Die Wände der Personentunnel und der Treppen erhielten eine weiße Kachelverkleidung mit Granitsockel.
In Summe bestimmte das Zusammenspiel der verschiedenen Materialien Putz, Metall, Holz und Stein Wagners Stadtbahn-Architektur. Das Ziegelmauerwerk war an den Fassaden mit einem hellen, gut
geglätteten Edelputz versehen, der aufgrund seiner hochwertig verarbeiteten Oberfläche umgangssprachlich als Marmorputz bezeichnet wird. Die tatsächlich aus unterschiedlichen Natursteinen gefertigten Elemente, vorwiegend im Sockel und als Zierelemente etwa an den Pylonen der Hochbahnstationen, blieben meist steinsichtig und zeigten so ihre helle, leicht variierende Materialfarbigkeit. Die Metallelemente, die als Überlager sichtbar und mit Verzierungen betont in die Fassade eingelassen sind sowie als Stützelemente etwa die Bahnsteigdächer tragen, waren ursprünglich in einem hellen, weiß-gelblichen Farbton gestrichen, ebenso die Metallfenster. Die hölzernen Ausstattungselemente wie Türen oder Fahrkartenschalter waren dazu kontrastierend mit einer braunen Holzimitationsmalerei versehen. Auch die ornamentale Attika-Verblechung war dunkel in schwarz patiniertem Kupferblech ausgeführt.

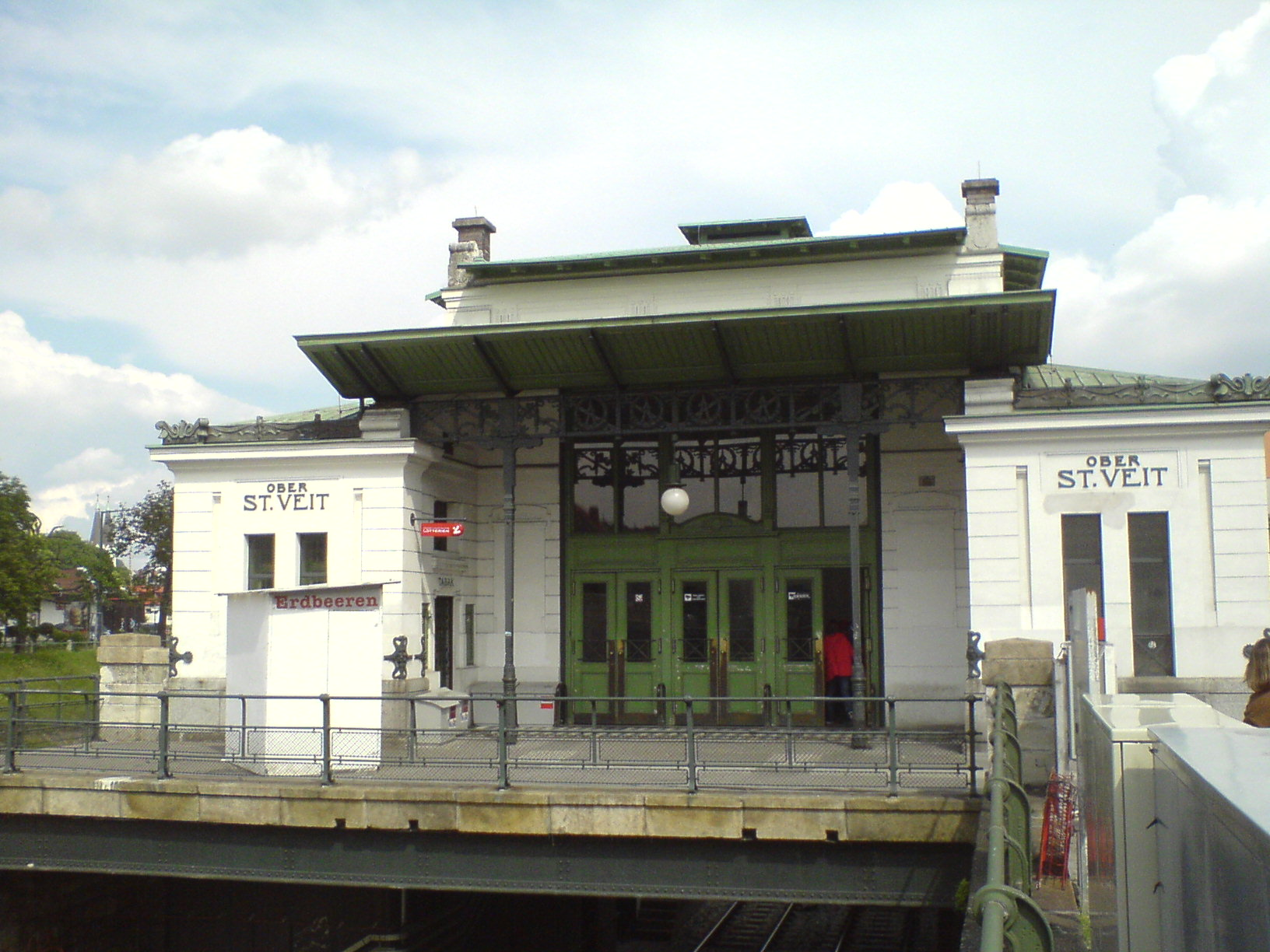
Geringer ornamentiertes Aufnahmsgebäude in Ober St. Veit infolge großer Entfernung zur Inneren Stadt
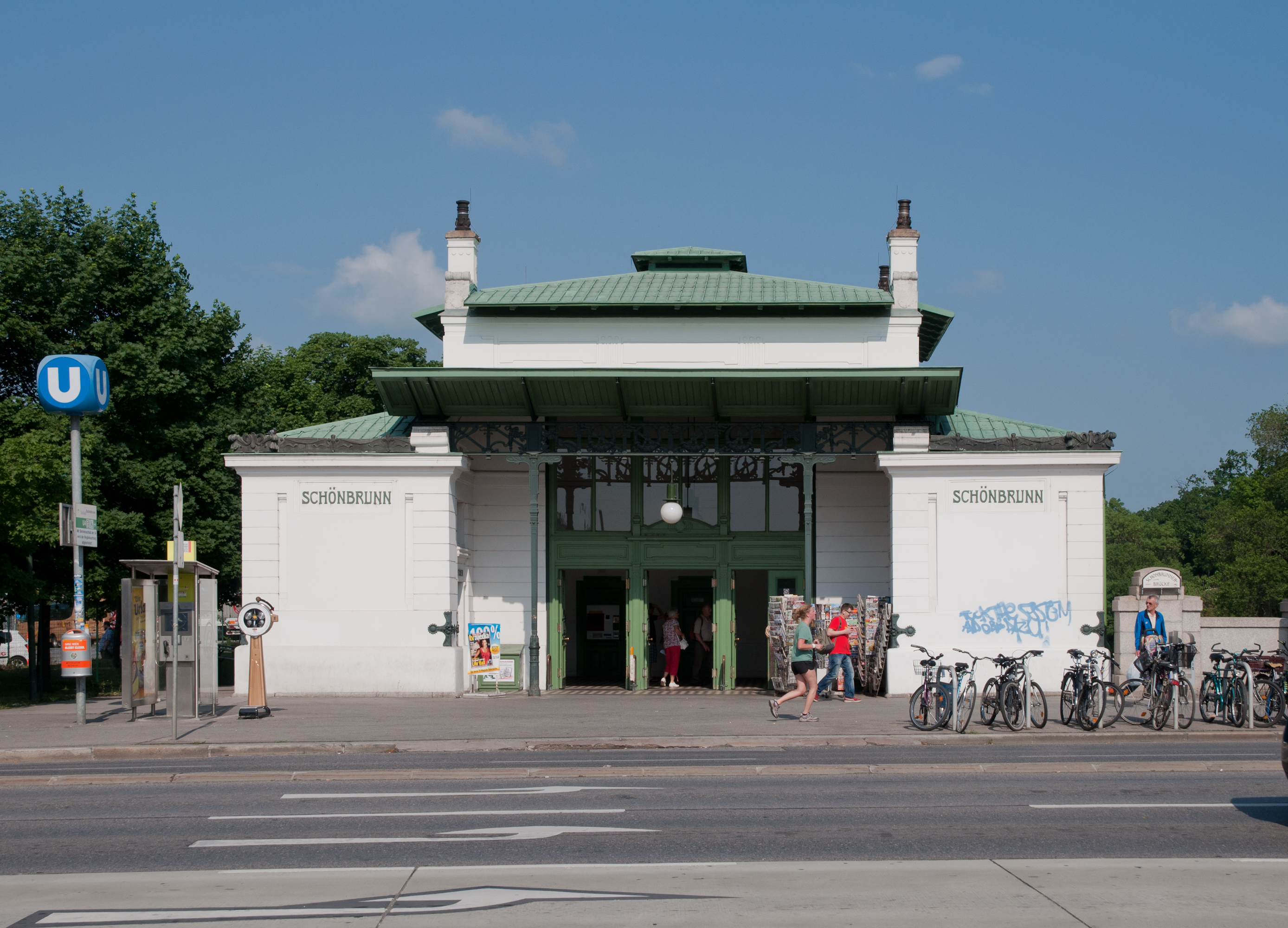
Durchschnittlich ornamentiertes Aufnahmsgebäude in Schönbrunn infolge mittlerer Entfernung zur Inneren Stadt
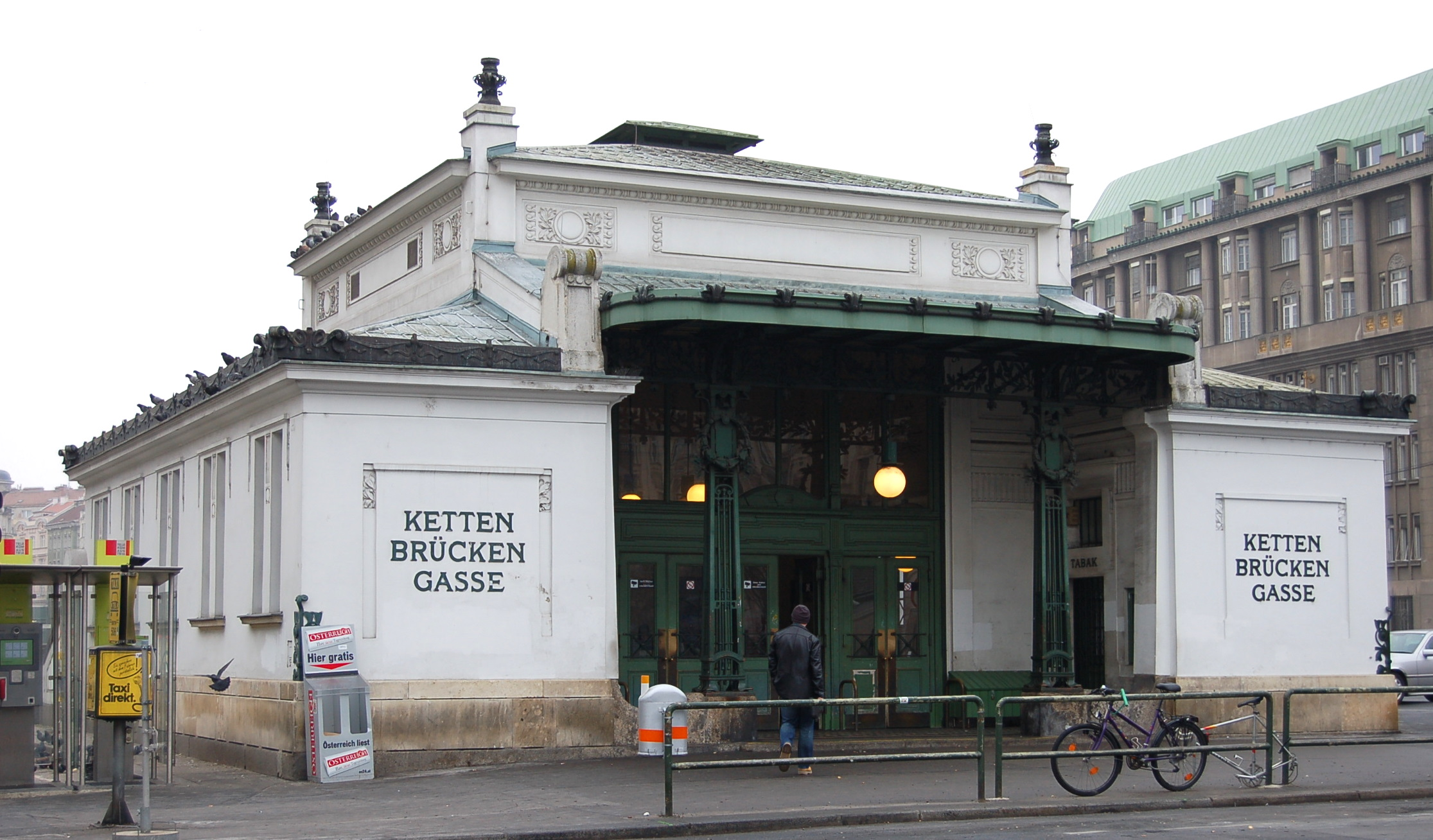
Stark ornamentiertes Aufnahmsgebäude an der Kettenbrückengasse infolge geringer Entfernung zur Inneren Stadt
Die Station Meidling-Hauptstraße erhielt aufgrund ihrer betrieblichen Bedeutung ein größeres Gebäude
Eines der zwei als Provisorium konzipierten und daher nur in Holzbauweise erstellten Aufnahmsgebäude an der Ferdinandsbrücke

- Geringer ornamentiertes Aufnahmsgebäude in Ober St. Veit infolge großer Entfernung zur Inneren Stadt
- Durchschnittlich ornamentiertes Aufnahmsgebäude in Schönbrunn infolge mittlerer Entfernung zur Inneren Stadt
- Stark ornamentiertes Aufnahmsgebäude an der Kettenbrückengasse infolge geringer Entfernung zur Inneren Stadt
- Die Station Meidling-Hauptstraße erhielt aufgrund ihrer betrieblichen Bedeutung ein größeres Gebäude
- Eines der zwei als Provisorium konzipierten und daher nur in Holzbauweise erstellten Aufnahmsgebäude an der Ferdinandsbrücke

#### Stiegen

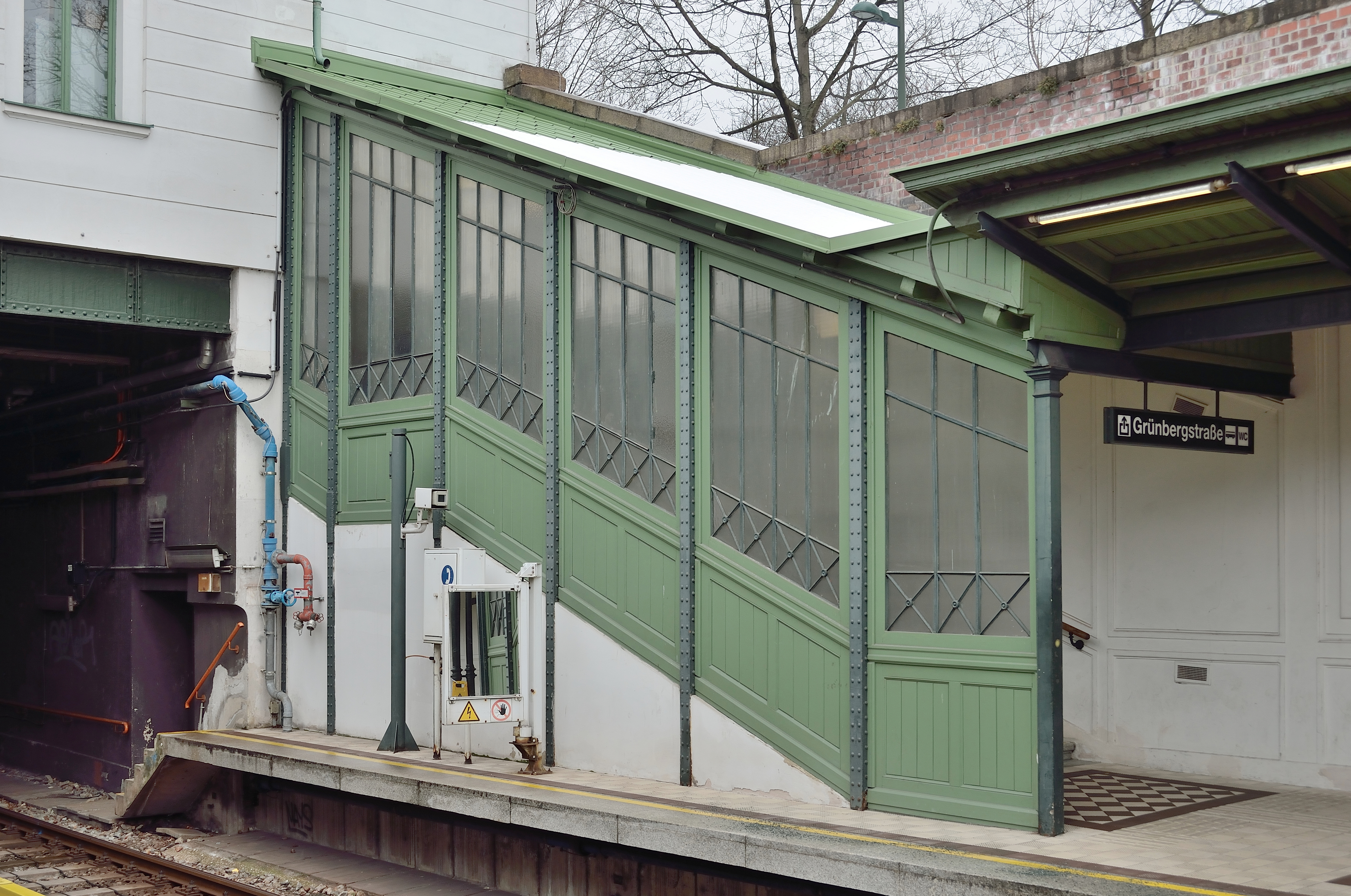
Verglaste Stiege in Schönbrunn

Weitere charakteristische Merkmale der Wagner’schen Stadtbahnstationen sind die niedrige Höhe und die großzügige Trittbreite der Treppenstufen der – teilweise seitlich verglasten – Stiegen von und zu den Bahnsteigen, die den Fahrgästen ein bequemes Ersteigen ermöglichen.
Über die ideal proportionierten Stufen mit flachem Profil, kann man ebenso bequem langsam steigen wie schnell laufen. Auf der Wiental- und der Donaukanallinie sind die Stufen dabei zwölf Zentimeter hoch und 36 Zentimeter tief, das heißt das Verhältnis betrug exakt eins zu drei. Aber auch bei den Hochbahnstationen der Gürtel- und der Vorortelinie erhöhte Otto Wagner die Stufen nicht über 14 Zentimeter bei der gleichen Tiefe von 36 Zentimeter, das heißt dort beträgt das Verhältnis eins zu 2,6. Eine weitere Quelle nennt sogar eine Breite von 40 Zentimetern.
Die Stufen der größeren Stationen bestehen dabei aus hartem Repentaborer Karststein, die der kleineren hingegen aus böhmischem oder schlesischem Granit. Die mit Filzstreifen auf Walzeisen ruhenden Steinstufen sind unten rau gelassen und anschließend glatt geputzt worden. Die Fahrgäste waren dabei angehalten, sich auf den Stiegen jeweils links zu halten, damit Ankommende und Abreisende sich nicht gegenseitig behinderten. Die Haltestellen Akademiestraße und Breitensee hatte Wagner darüber hinaus sogar mit getrennten Stiegenläufen für Ankommende und Abfahrende ausgestattet.
Zum Bahnsteig hin waren die Stiegen ursprünglich mittels Schwingtüren abgetrennt, um Zugluft zu vermeiden.

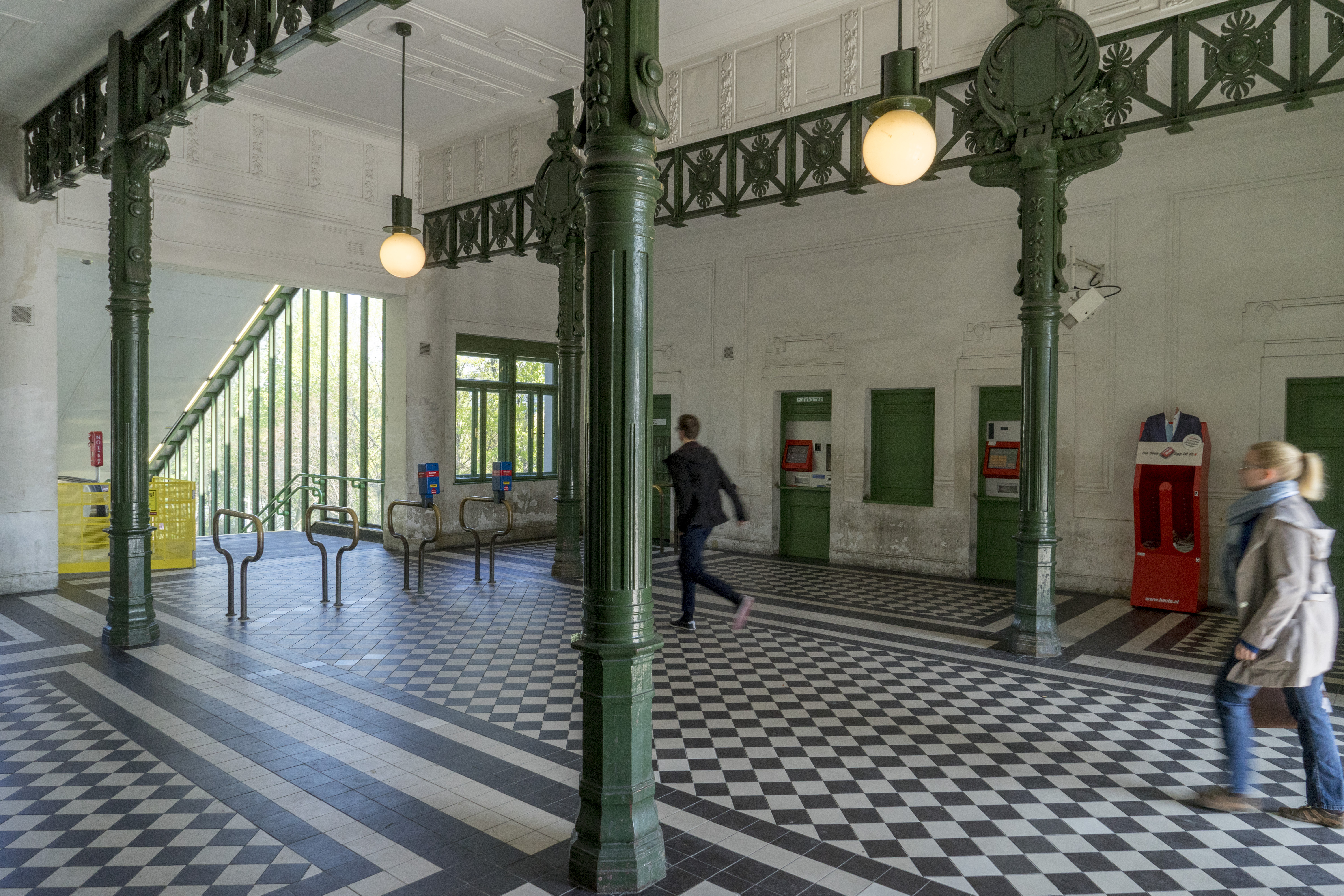
Abgang zur Tiefbahnstation Friedensbrücke
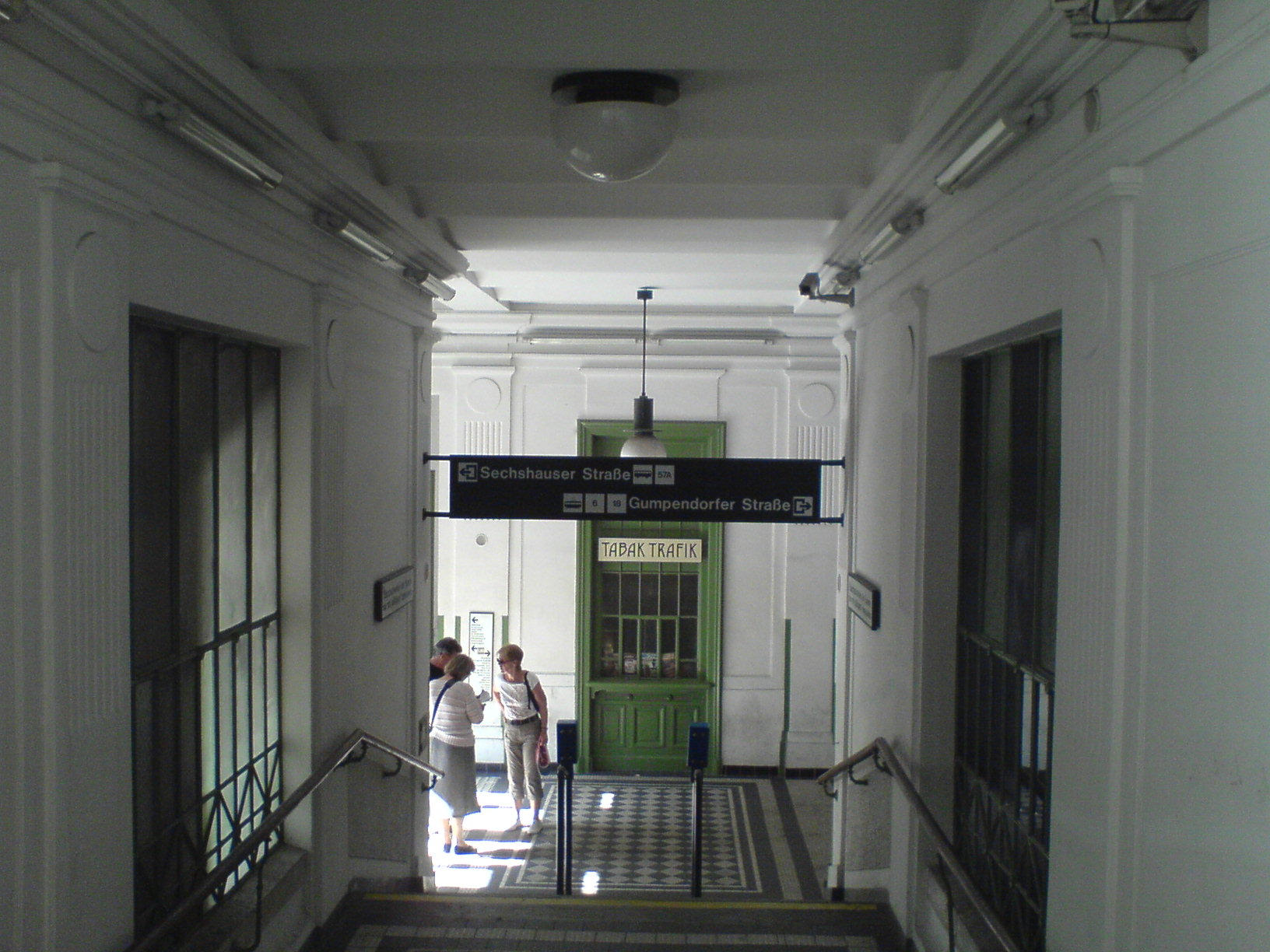
Aufgang zur Hochbahnstation Gumpendorfer Straße
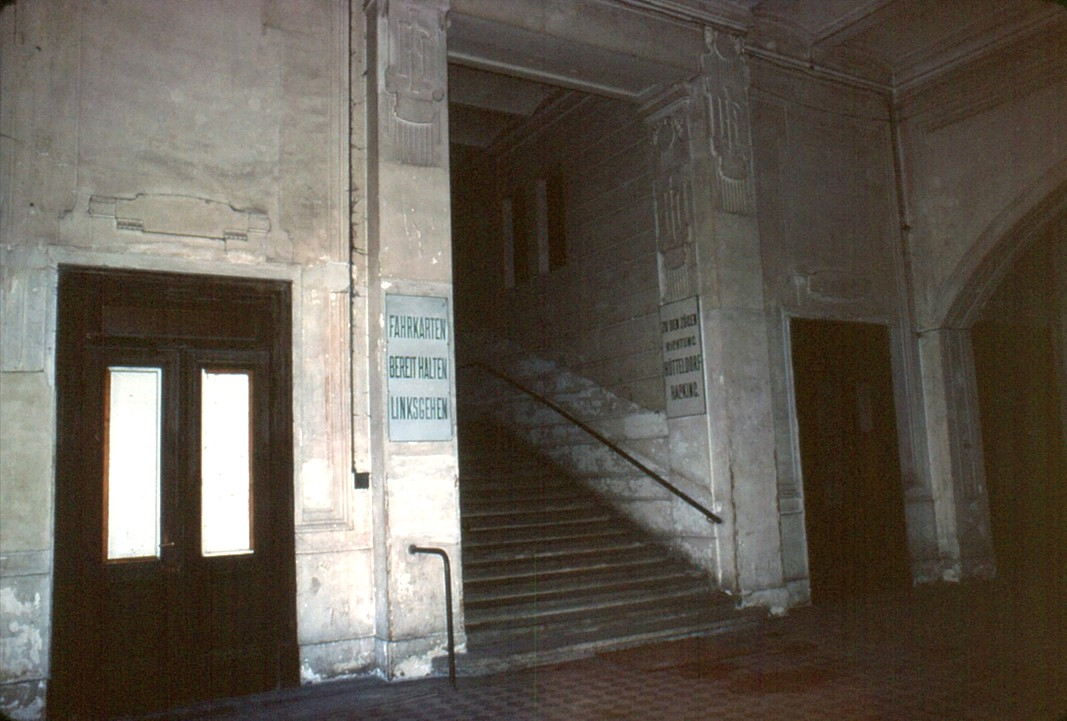
Stiegenaufgang in Hernals mit dem expliziten Hinweis die Fahrkarten bereitzuhalten und links zu gehen
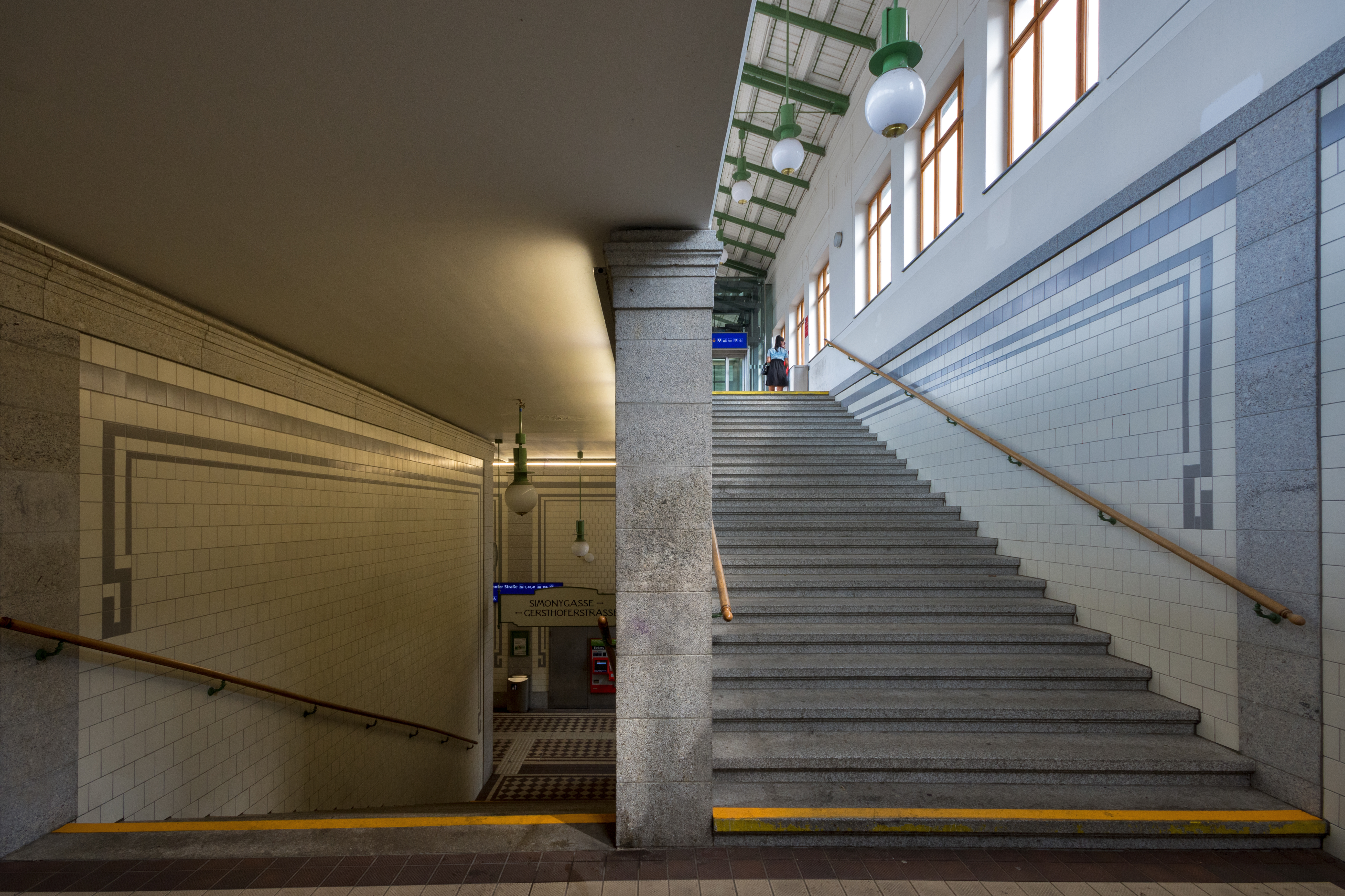
Niedrige und breite Stufen waren ein Merkmal Otto Wagners, hier an der Station Gersthof
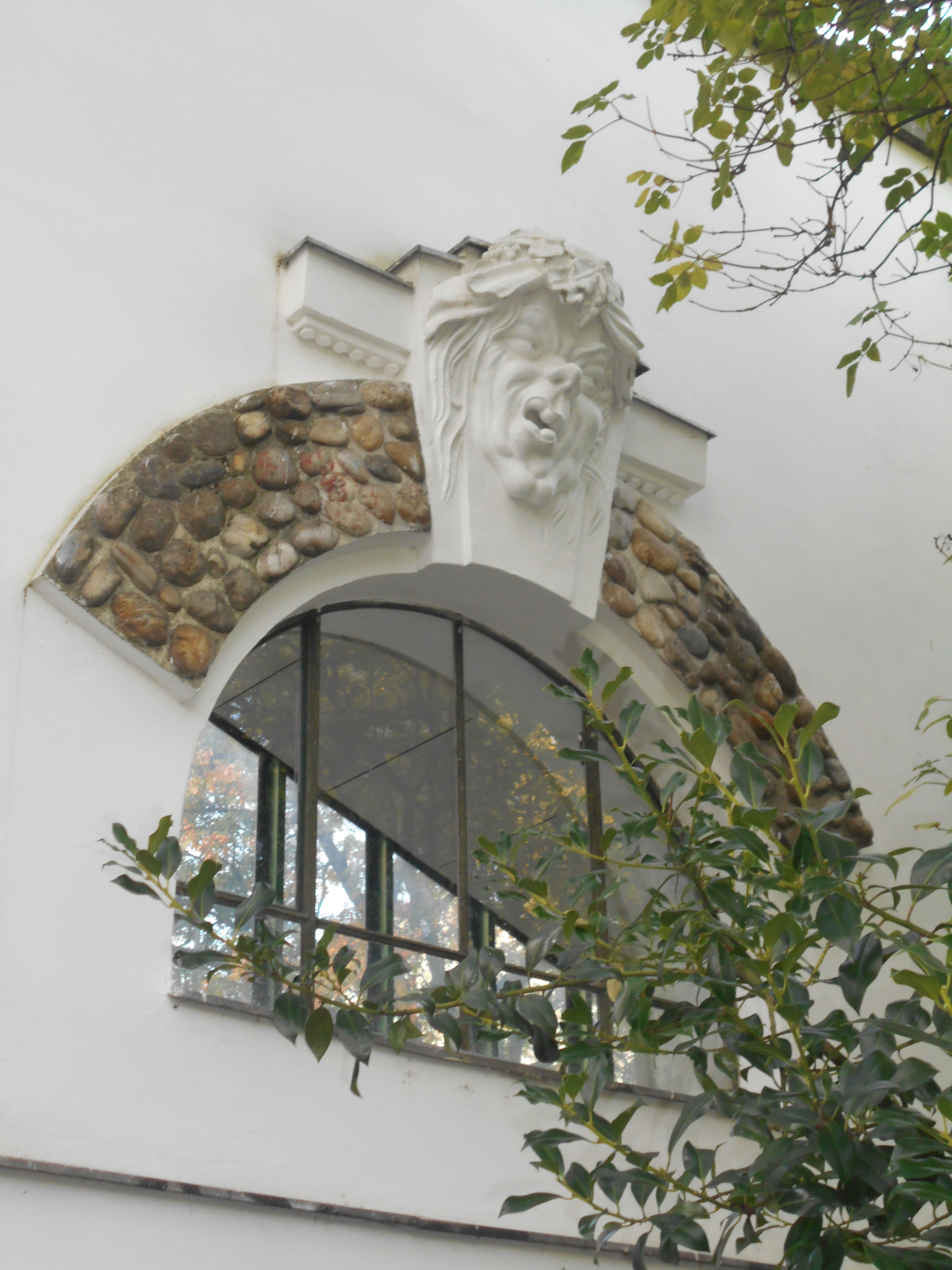
Mit einer Bacchusmaske verzierte Stiege an der Station Rossauer Lände

#### Hofpavillon Hietzing

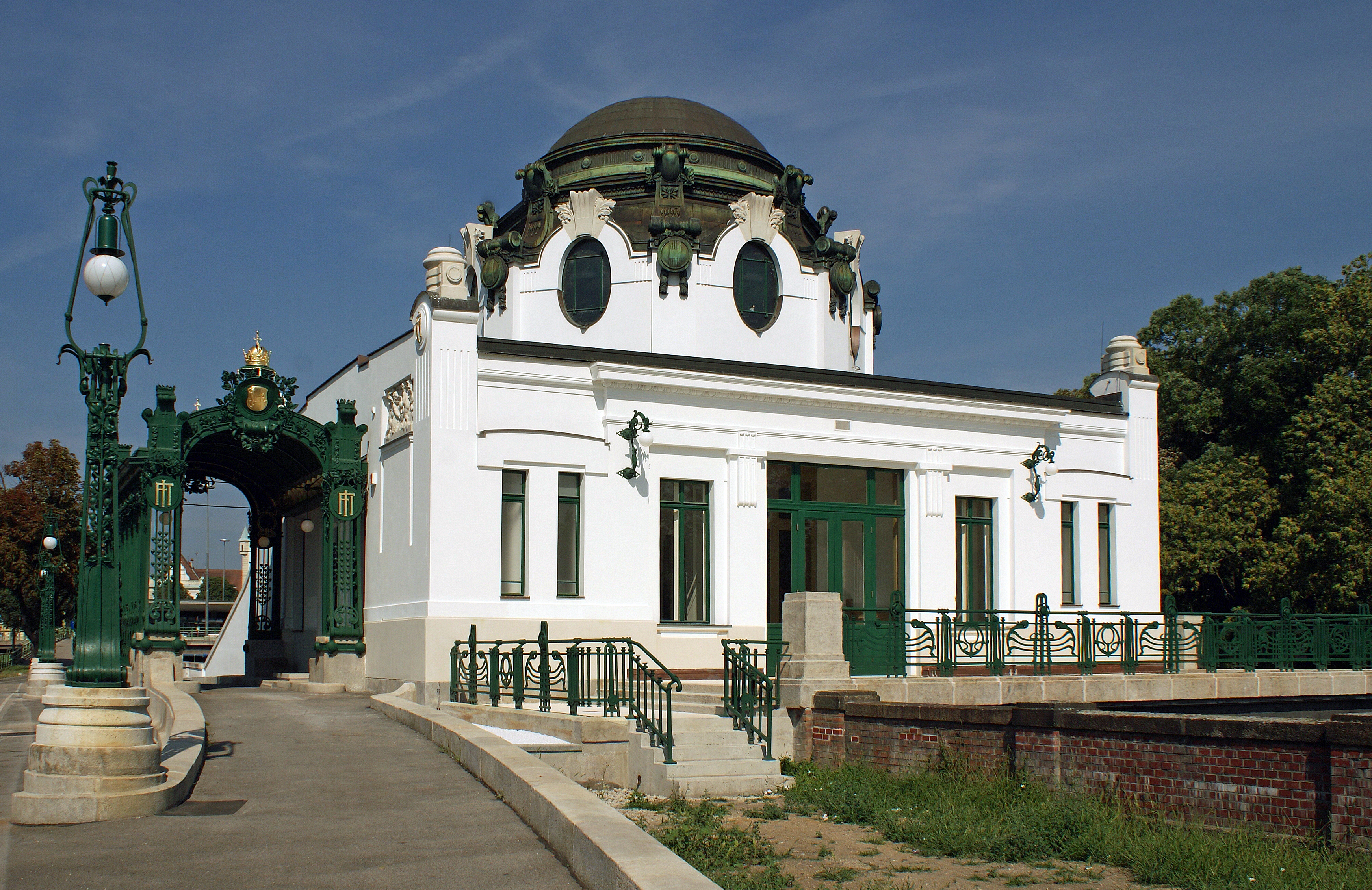
Der kaiserliche Hofpavillon in Hietzing, darunter verläuft die Obere Wientallinie

Besonders aufwändig erfolgte die Gestaltung der Station Hietzing. Dort errichtete Wagner aufgrund der Nähe zum Schloss Schönbrunn – zusätzlich zum regulären Aufnahmsgebäude – einen sogenannten Pavillon des k.u.k. Allerhöchsten Hofes im klassischen Barockstil. Er diente als spezieller Wartesalon für den Kaiser und sein Gefolge und verfügte über eigene Bahnsteigzugänge. Der Hofpavillon war in den ursprünglichen Stadtbahnplanungen nicht vorgesehen und basiert auf der persönlichen Initiative Wagners.

#### Bahnsteige

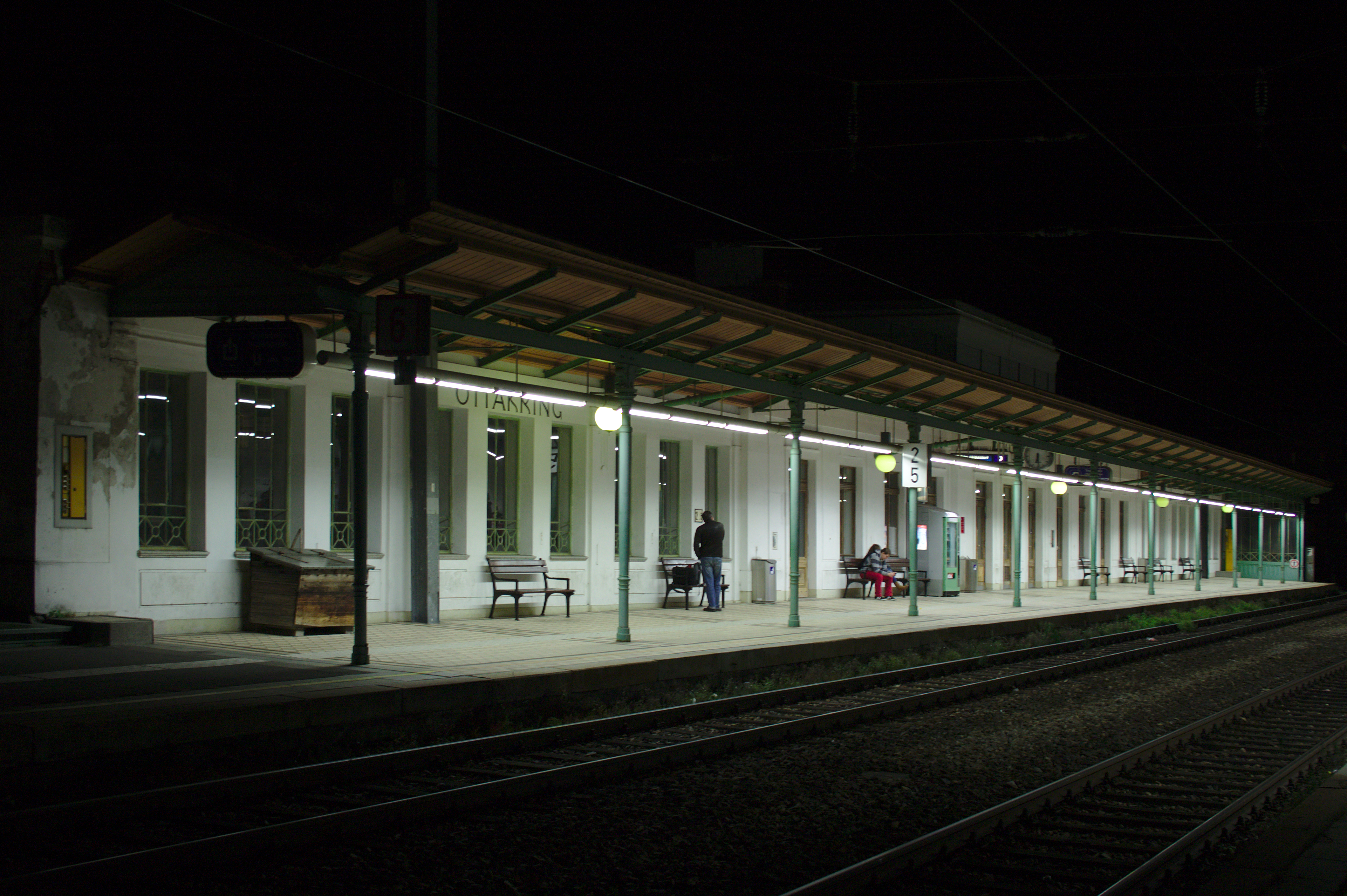
Station Ottakring mit historischer Bahnsteigüberdachung

Akademiestraße war eine von zwei Haltestellen mit nach Fahrtrichtung versetzten Bahnsteigen

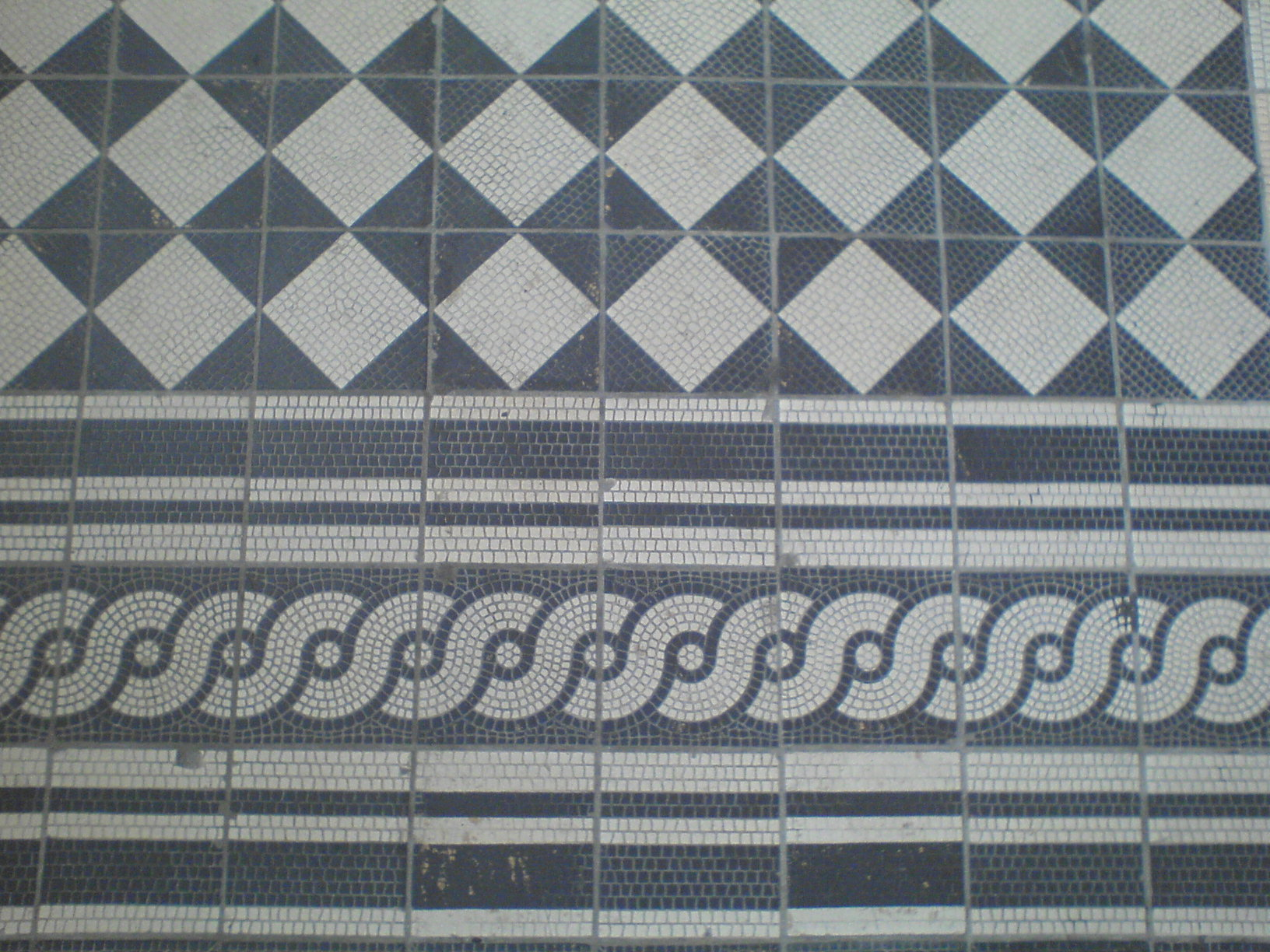
Bahnsteigfliesen in der Station Hietzing

Die meisten Bahnsteige der Dampfstadtbahn waren nur 120 Meter lang, womit sie den – inklusive Lokomotive – maximal 111,3 Meter langen Zügen genügten. Jedoch war es somit nicht möglich, wie ursprünglich beabsichtigt, gegebenenfalls Fernzüge, welche damals bis zu 180 Meter lang waren, auf die Stadtbahn übergehen zu lassen. Unabhängig davon hätten aber auch die intensive Auslastung der Stadtbahnstrecken sowie Probleme bei der Besteuerung und beim Gepäckverkehr solche Verkehre erschwert. An vier Haltestellen der Gürtellinie fielen die Bahnsteige aus baulichen Gründen sogar noch kürzer aus, darunter Gumpendorfer Straße mit 108 Metern, Nußdorfer Straße mit 106,15 Metern, Währinger Straße mit 104 Metern und Alser Straße mit 101,17 Metern. Die Knotenbahnhöfe hatten hingegen Bahnsteiglängen zwischen 120 und 180 Metern, wobei letzteres Maß die damalige Standardlänge auf österreichischen Hauptbahnen war.
In den Hochstationen erfolgte der Zu- und Abgang ausschließlich in der Bahnsteigmitte, während dies bei den Tiefstationen ausschließlich am – dem Aufnahmsgebäude zugewandten – Bahnsteigende der Fall war. Entsprechend hielten die kürzeren Züge in den Hochstationen zentriert, während sie in den Tiefstationen so zum Stehen kamen, dass zwischen der Treppe und der Lokomotive beziehungsweise dem letzten Wagen keine Lücke entstand. Jeweils mindestens 70 Meter eines jeden Bahnsteigs waren von einem schrägen Flugdach mit Trapezprofil geschützt, während der Rest unter freiem Himmel lag. Der überdachte Bereich entsprach damit der ursprünglich geplanten Länge eines normalen Wochentag-Zuges, bestehend aus sieben Wagen. Die Bahnsteigüberdachung stützt sich straßenseitig bei den Hochstationen am Aufnahmsgebäude und bei den Tiefstationen an den Stützmauern des Trasseneinschnitts ab. Gleisseitig ruht sie auf gusseisernen Säulen, die oben mit Kapitellen abschließen. Bei den Tiefbahnstationen war dabei nur der überdachte Teil der Station weiß verputzt, während der Rest ein Natursteinmauerwerk aufwies.
Die Oberfläche der Bahnsteige besteht aus stark gerillten Tonplatten auf Betonbettung in lichtgrauer oder schwarzer und weißer Farbe, die im Schachbrettmuster verlegt sind. Die dunklen Fugen kreuzen sich dabei stets im schwarzen Feld. Die Bahnsteige, wie auch die sonstigen öffentlichen Räume der Stadtbahnstationen, waren dabei in der Regel von Beginn an elektrisch beleuchtet, die entsprechenden Leuchtmittel stammten von der Elektrischen Glühlampenfabrik „Watt“. Hierzu existierte neben dem Bahnhof Heiligenstadt ein eigens zu diesem Zweck errichtetes Elektrizitätswerk. Es speiste zusätzlich auch die Aufzüge für Güterwagen am Bahnhof Hauptzollamt und hatte ein jährliches Regelarbeitsvermögen von rund 1.800.000 Kilowattstunden, wovon 1.300.000 der Beleuchtung und 500.000 der Kraftübertragung dienten. Bei Spannungsausfällen konnten ferner fünf Akkumulatorenstationen eingeschaltet werden. Lediglich die Wartesäle waren ursprünglich nur durch Gasglühlicht erhellt.
Die Bahnsteighöhe betrug einheitlich 50 Zentimeter. Dies war ein Kompromiss zwischen Berlin mit nur 23 Zentimeter hohen Bahnsteigen einerseits sowie London und Liverpool mit 70 Zentimeter beziehungsweise New York und Chicago mit einem Meter hohen Bahnsteigen andererseits. Zwar betrachteten die Ingenieure auch in Wien solche Hochbahnsteige als vorteilhaft, entschieden sich jedoch aufgrund des Mischbetriebs mit gewöhnlichen Reisezügen auf der Franz-Josefs-Bahn und der Westbahn sowie der hohen Baukosten gegen diese. Hierbei war sicherzustellen, dass die unterste Trittstufe der Wagen sich auf gleicher Höhe mit dem Bahnsteig befindet.
In der Regel fanden zwei Außenbahnsteige Verwendung, die sich meist direkt gegenüberlagen. Lediglich an der Akademiestraße und an der Ferdinandsbrücke waren sie um 50 beziehungsweise 60 Meter versetzt zueinander angeordnet. Bei dieser versetzten Anordnung erreichten die Fahrgäste den Bahnsteig – analog zu den Hochbahnstationen – ebenfalls in der Richtung, in der sie anschließend abfuhren. An den Knotenbahnhöfen Brigittabrücke, Heiligenstadt, Hütteldorf-Hacking und Penzing sowie beim Endbahnhof Praterstern entschieden sich die Planer dagegen für Mittelbahnsteige, während im Trennungsbahnhof Meidling-Hauptstraße drei Gleise mit je einem Außenbahnsteig zur Verfügung standen. Praterstern stellte dabei als einzige Hochbahnstation mit Mittelbahnsteig ein Unikum für die Stadtbahnlinien dar.
Ursprünglich waren alle Stationen nach oben oder seitlich geöffnet. Anders als bei der Berliner Stadtbahn verzichtete die Baudirektion in Wien bewusst auf vollständig geschlossene Bahnhofshallen, weil Ruß und Dampf diese zu sehr beeinträchtigten. Erleichtert wurde der Verzicht auf die Hallen durch die Tatsache, dass in Wien keine Mittelbahnsteige zu überdachen waren. Dies war jedoch nicht von Beginn an klar, so liegt etwa für die Station Währinger Straße ein früher Entwurf Otto Wagners mit überdeckter Zentralhalle vor. Vorgesehen war gemäß damaligen Gepflogenheiten für Hochbahnstationen eine überspannende Eisenkonstruktion mit flachem Satteldach auf Gitterträgern, die mit den als Pylonen ausgeführten Eckprofilen enden sollte. Bezüglich der Ein- und Ausstiegsseite galt bei der Stadtbahn folgende Regelung:
- In Fahrtrichtung rechts ein- und auszusteigen war: in den Stationen Praterstern und Brigittabrücke, ferner in der Station Meidling-Hauptstraße bei den in Richtung Hütteldorf-Hacking verkehrenden Wientalzügen und in Hütteldorf-Hacking bei den Zügen der Vorortelinie.
- In Fahrtrichtung links ein- und auszusteigen war: in allen übrigen Stationen und Haltestellen

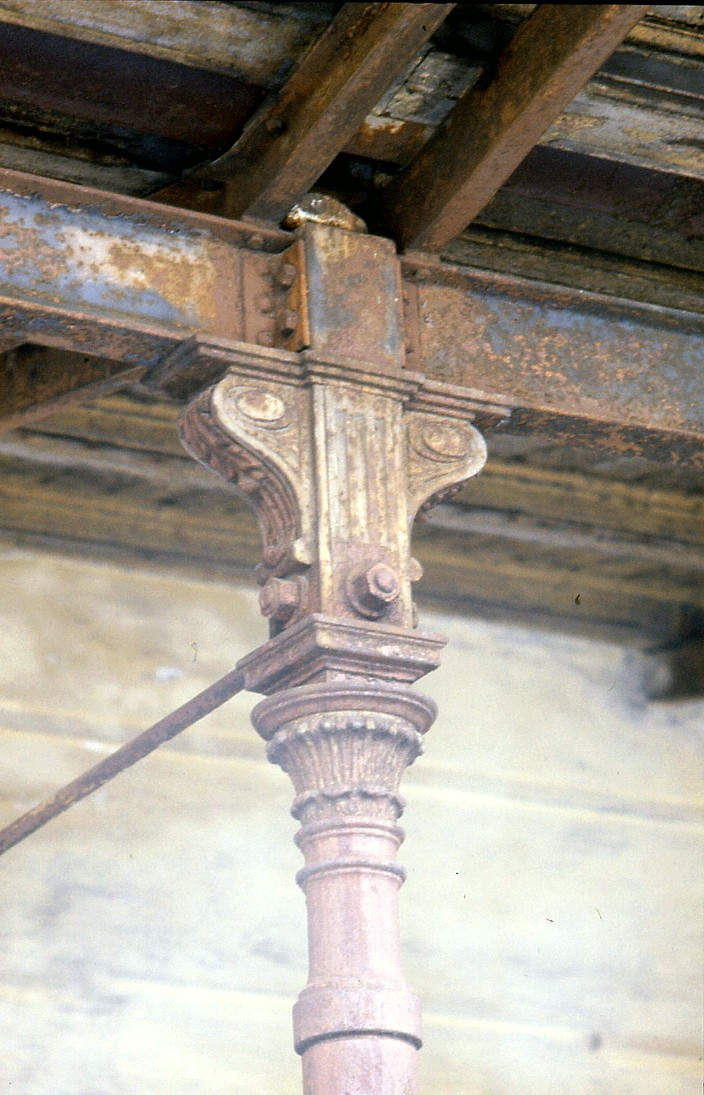
Kapitell in Hernals, 1981
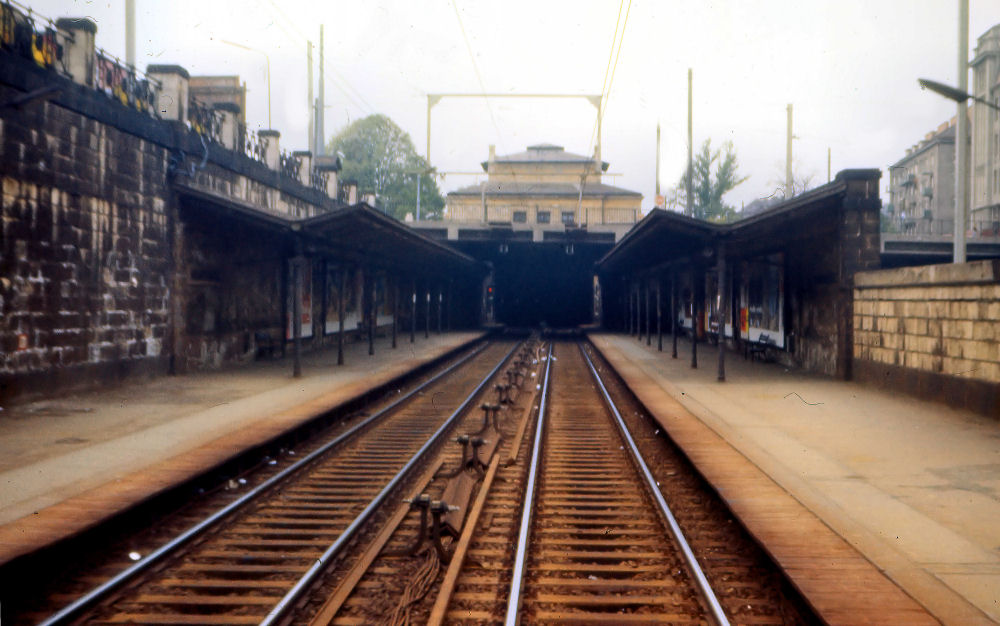
Ursprünglich waren die Bahnsteige nicht vollständig überdacht, so wie hier bei der Station Margartengürtel
Die Station Meidling-Hauptstraße war eine der wenigen, wo der Fahrgastwechsel teilweise auf der in Fahrtrichtung rechten Seite erfolgte

#### Güterverkehrsanlagen
Zusätzlich zu den 32 Stationen für den Personenverkehr bediente die Stadtbahn noch den reinen Frachtenbahnhof in Michelbeuern, in dessen Stationsgebäude ein Frachtenmagazin und eine Markthalle integriert war. Außerdem erhielten die Knotenbahnhöfe Hauptzollamt, Heiligenstadt und Hütteldorf-Hacking sowie die Zwischenstationen Gersthof, Hernals und Ottakring entsprechende Güterverkehrsanlagen. Außer am Hauptzollamt waren in den genannten Stationen zudem die sogenannten k.k. Verzehrungssteuer-Linienämter untergebracht, während an den kleineren Stationen ohne Güterverkehrsanlagen nur die Inspektion und Versteuerung von Reisegepäck vorgesehen war.

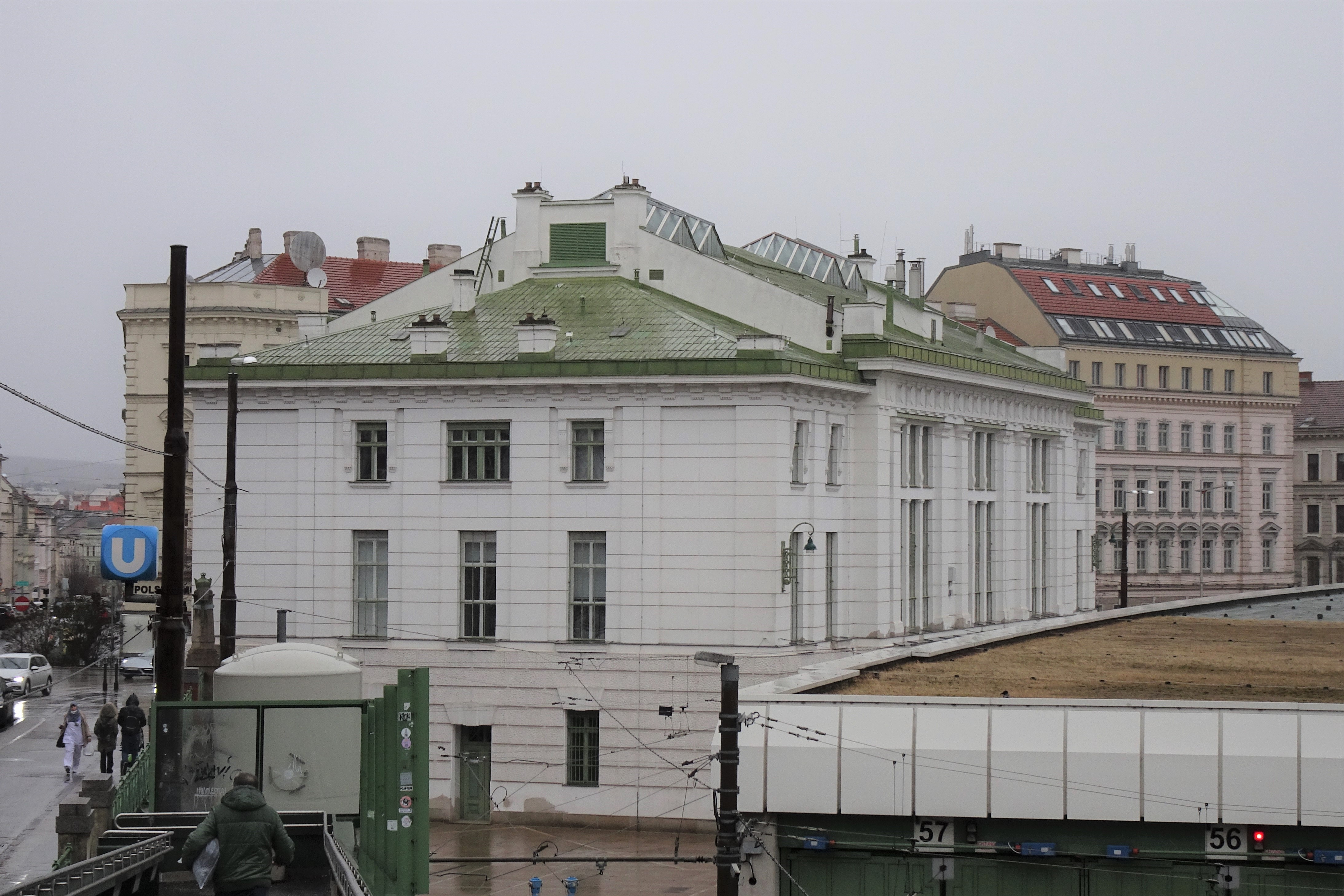
Stationsgebäude des ehemaligen Frachtenbahnhofs Michelbeuern
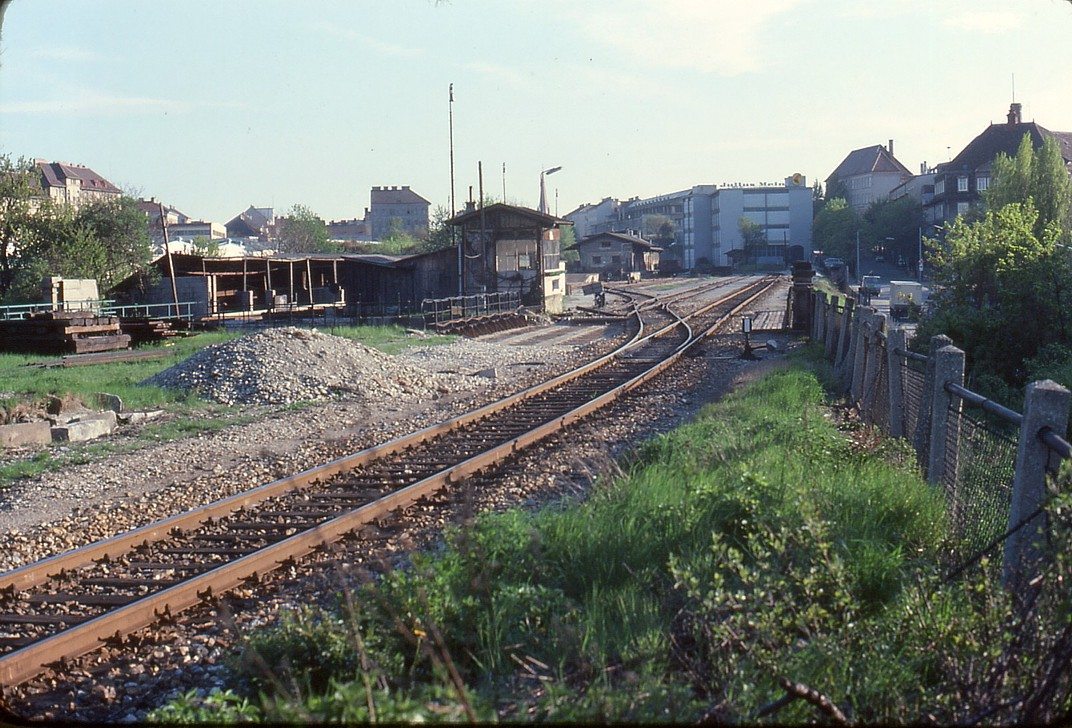
Frachtverkehrsanlagen im Bahnhof Hernals
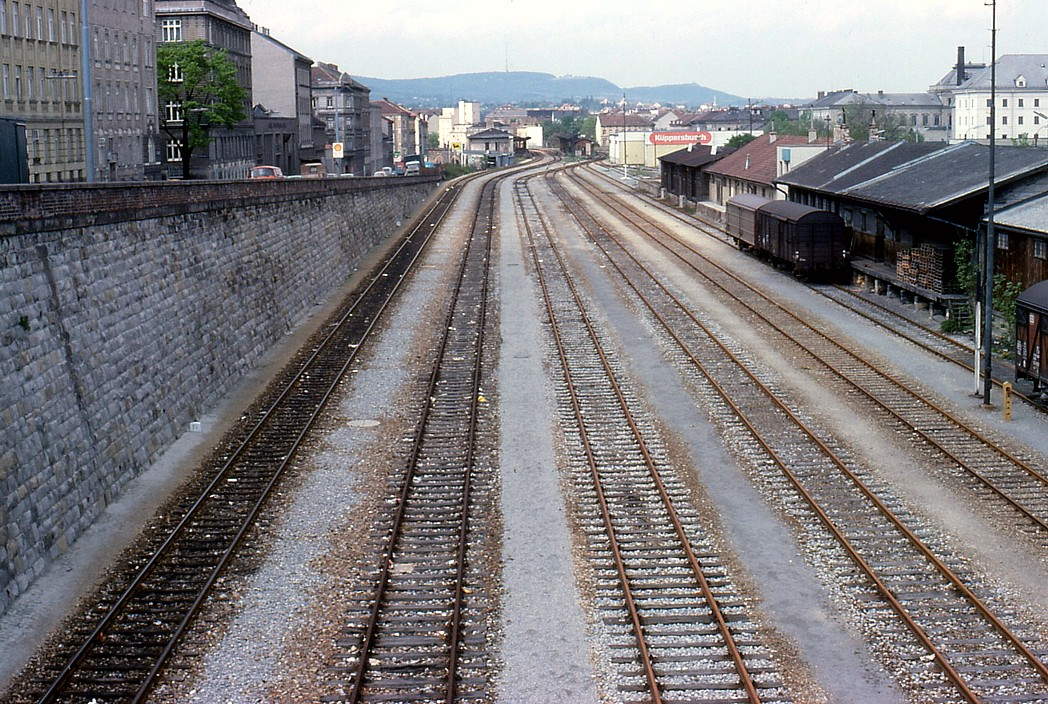
Frachtverkehrsanlagen im Bahnhof Ottakring

- Stationsgebäude des ehemaligen Frachtenbahnhofs Michelbeuern
- Frachtverkehrsanlagen im Bahnhof Hernals
- Frachtverkehrsanlagen im Bahnhof Ottakring

#### Stationsliste

Der Westbahnhof um 1900, im Vordergrund die betrieblich eigenständige „STADTBAHN HALTESTELLE WESTBAHNHOF“

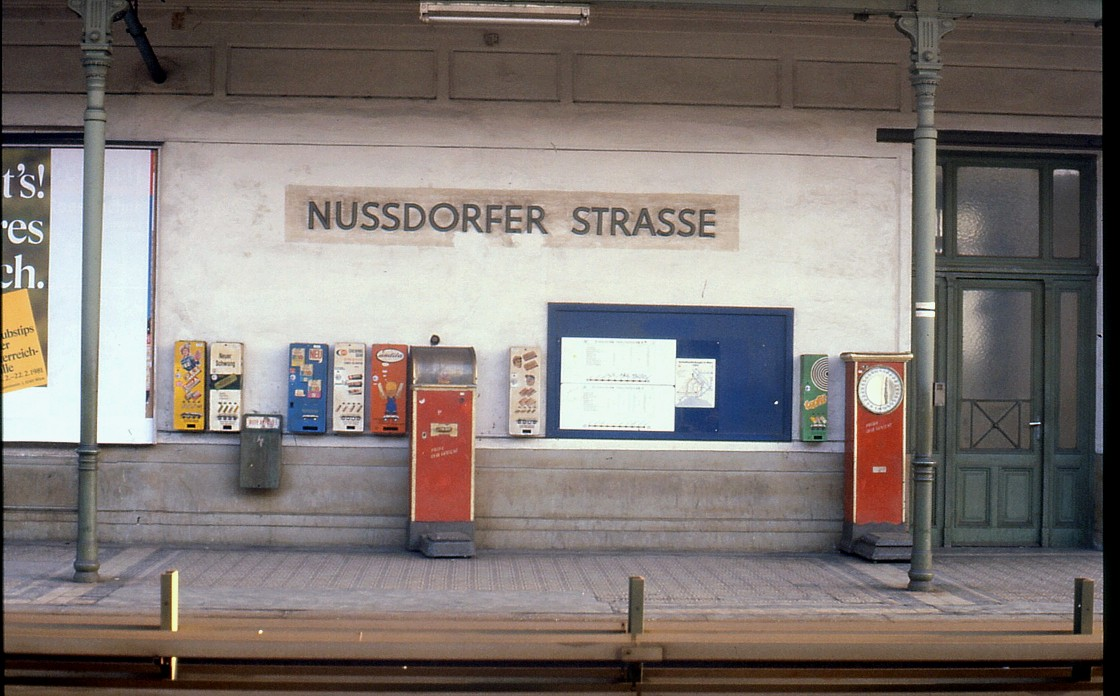
Weil der Buchstabe ß erst in Folge der Orthographischen Konferenz von 1901 zur amtlichen Norm erhoben wurde, ist an den historischen Stationen noch jeweils die alte Schreibweise angeführt, so wie hier an der Nußdorfer Straße

Eine Übersicht über die insgesamt 33 Stationen, darunter elf Bahnhöfe, im engeren Netz der Stadtbahn gibt folgende Tabelle, aufgeführt ist jeweils der bei Eröffnung gültige Name:
| Eröffnung     | Strecke                                              | Station                   | Kürzel | Bezirk | Funktion                       | Bauart        | Genese | spätere Namen                     |
| ------------- | ---------------------------------------------------- | ------------------------- | ------ | ------ | ------------------------------ | ------------- | ------ | --------------------------------- |
| 11. Mai 1898  | Vorortelinie                                         | Penzing                   | PZ     | XIII.  | Personen- und Frachtenbahnhof  | Geländeniveau | Umbau  |                                   |
| 11. Mai 1898  | Vorortelinie                                         | Breitensee                | BE     | XIII.  | Haltestelle                    | Tieflage      | Neubau | Breitenseer Straße                |
| 11. Mai 1898  | Vorortelinie                                         | Ottakring                 | OT     | XVI.   | Personen- und Frachtenbahnhof  | Hochlage      | Neubau |                                   |
| 11. Mai 1898  | Vorortelinie                                         | Hernals                   | HN     | XVII.  | Personen- und Frachtenbahnhof  | Hochlage      | Neubau |                                   |
| 11. Mai 1898  | Vorortelinie                                         | Gersthof                  | GH     | XVIII. | Personen- und Frachtenbahnhof  | Hochlage      | Neubau |                                   |
| 11. Mai 1898  | Vorortelinie                                         | Ober-Döbling              | OD     | XIX.   | Haltestelle                    | Tieflage      | Neubau |                                   |
| 11. Mai 1898  | Vorortelinie                                         | Unter-Döbling             | UD     | XIX.   | Haltestelle                    | Tieflage      | Neubau |                                   |
| 11. Mai 1898  | Vorortelinie, Gürtellinie, Donaukanallinie           | Heiligenstadt             | HS     | XIX.   | Personen- und Frachtenbahnhof  | Hochlage      | Neubau |                                   |
| 1. Juni 1898  | Obere Wientallinie                                   | Hütteldorf-Hacking        | HH     | XIII.  | Personen- und Frachtenbahnhof  | Hochlage      | Umbau  |                                   |
| 1. Juni 1898  | Obere Wientallinie                                   | Ober St. Veit             | OV     | XIII.  | Haltestelle                    | Tieflage      | Neubau |                                   |
| 1. Juni 1898  | Obere Wientallinie                                   | Unter St. Veit-Baumgarten | UV     | XIII.  | Haltestelle                    | Tieflage      | Neubau |                                   |
| 1. Juni 1898  | Obere Wientallinie                                   | Braunschweiggasse         | BR     | XIII.  | Haltestelle                    | Tieflage      | Neubau |                                   |
| 1. Juni 1898  | Obere Wientallinie                                   | Hietzing                  | HI     | XIII.  | Haltestelle                    | Tieflage      | Neubau |                                   |
| 1. Juni 1898  | Obere Wientallinie                                   | Schönbrunn                | SB     | XIII.  | Haltestelle                    | Tieflage      | Neubau |                                   |
| 1. Juni 1898  | Obere Wientallinie, Gürtellinie, Untere Wientallinie | Meidling-Hauptstrasse     | MH     | XII.   | Personenbahnhof                | Tieflage      | Neubau | Meidling-Hauptstraße              |
| 1. Juni 1898  | Gürtellinie                                          | Gumpendorfer Strasse      | GS     | XV.    | Haltestelle                    | Hochlage      | Neubau | Gumpendorfer Straße               |
| 1. Juni 1898  | Gürtellinie                                          | Haltestelle Westbahnhof   | WB     | XV.    | Haltestelle                    | Tieflage      | Neubau |                                   |
| 1. Juni 1898  | Gürtellinie                                          | Burggasse                 | BU     | XIV.   | Haltestelle                    | Tieflage      | Neubau |                                   |
| 1. Juni 1898  | Gürtellinie                                          | Josefstädter Strasse      | JS     | VIII.  | Haltestelle                    | Hochlage      | Neubau | Josefstädter Straße               |
| 1. Juni 1898  | Gürtellinie                                          | Alser Strasse             | AS     | IX.    | Haltestelle                    | Hochlage      | Neubau | Alser Straße                      |
| 1. Juni 1898  | Gürtellinie                                          | Michelbeuern              | MB     | IX.    | Frachtenbahnhof mit Markthalle | Tieflage      | Neubau |                                   |
| 1. Juni 1898  | Gürtellinie                                          | Währinger Strasse         | WS     | XVIII. | Haltestelle                    | Hochlage      | Neubau | Währinger Straße                  |
| 1. Juni 1898  | Gürtellinie                                          | Nussdorfer Strasse        | NS     | XVIII. | Haltestelle                    | Hochlage      | Neubau | Nußdorfer Straße                  |
| 30. Juni 1899 | Untere Wientallinie                                  | Margarethengürtel         | MG     | V.     | Haltestelle                    | Tieflage      | Neubau | Margaretengürtel                  |
| 30. Juni 1899 | Untere Wientallinie                                  | Pilgramgasse              | PG     | V.     | Haltestelle                    | Tieflage      | Neubau |                                   |
| 30. Juni 1899 | Untere Wientallinie                                  | Kettenbrückengasse        | KG     | V.     | Haltestelle                    | Tieflage      | Neubau |                                   |
| 30. Juni 1899 | Untere Wientallinie                                  | Akademiestrasse           | AK     | IV.    | Haltestelle                    | Tieflage      | Neubau | Karlsplatz                        |
| 30. Juni 1899 | Untere Wientallinie                                  | Stadtpark                 | ST     | III.   | Haltestelle                    | Tieflage      | Neubau |                                   |
| 30. Juni 1899 | Untere Wientallinie, Donaukanallinie                 | Hauptzollamt              | HZ     | III.   | Personen- und Frachtenbahnhof  | Tieflage      | Umbau  |                                   |
| 6. Aug. 1901  | Donaukanallinie                                      | Ferdinandsbrücke          | FB     | I.     | Haltestelle                    | Tieflage      | Neubau |                                   |
| 6. Aug. 1901  | Donaukanallinie                                      | Schottenring              | SR     | I.     | Haltestelle                    | Tieflage      | Neubau |                                   |
| 6. Aug. 1901  | Donaukanallinie                                      | Rossauer Lände            | RL     | IX.    | Haltestelle                    | Tieflage      | Neubau | Roßauer Lände, Elisabethpromenade |
| 6. Aug. 1901  | Donaukanallinie, Verbindungsbogen                    | Brigittabrücke            | BB     | IX.    | Personenbahnhof                | Tieflage      | Neubau |                                   |

- Anmerkung: die Stationen Breitensee, Penzing und Hütteldorf-Hacking gehören heute zum 14. Bezirk.

#### Überleitstellen

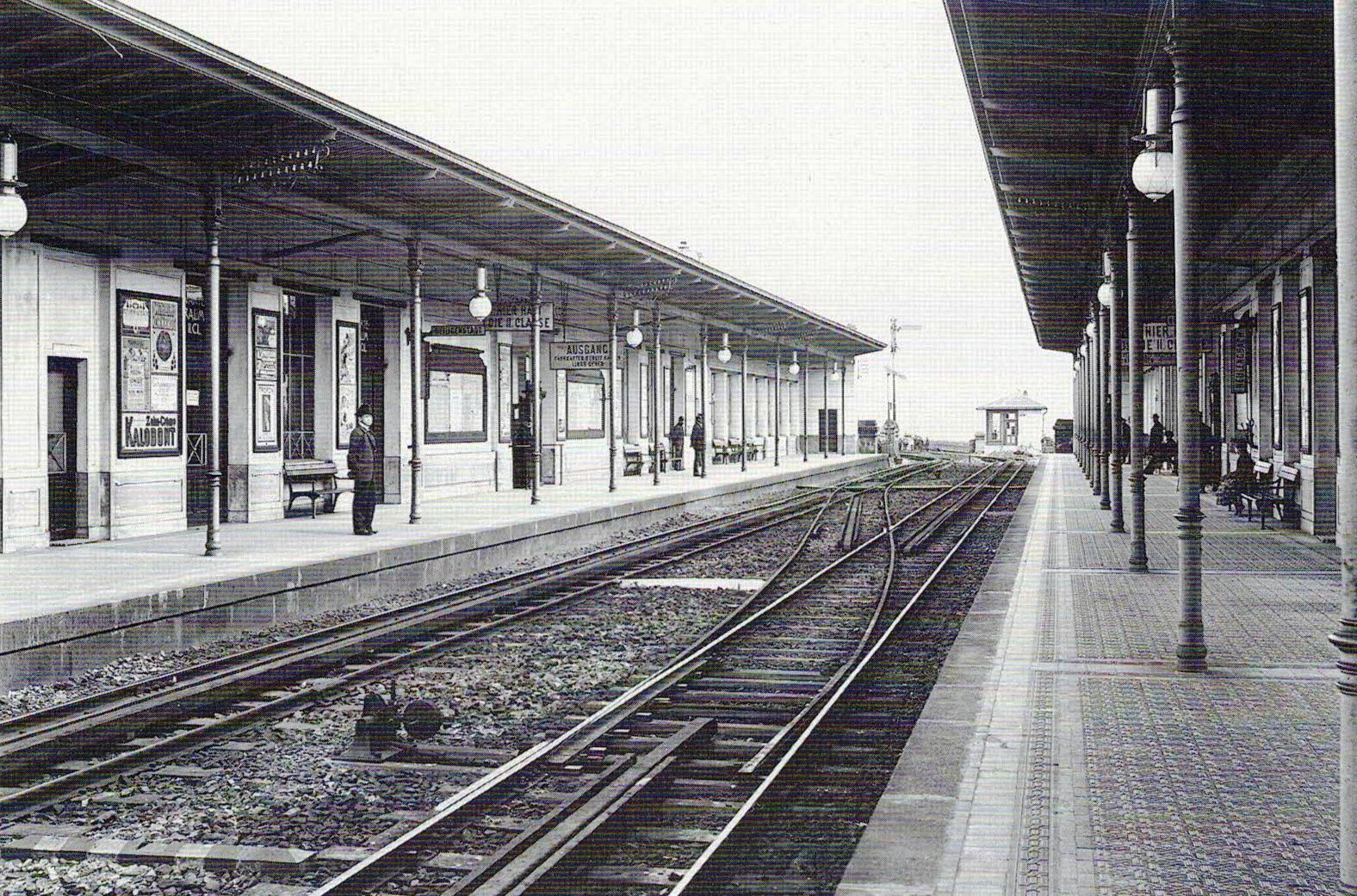
Überleitstelle in der Station Nußdorfer Straße zu Zeiten des ersten Elektrifizierungsversuchs, 1901

Einige Stationen der Dampfstadtbahn waren zwar als Haltestellen klassifiziert, wiesen jedoch Überleitstellen zwischen den beiden Richtungsgleisen auf:
- Hietzing, zwei Überleitstellen vor und nach der Station
- Unter St. Veit-Baumgarten
- Kettenbrückengasse
- Haltestelle Westbahnhof
- Josefstädter Straße
- Nußdorfer Straße

Über diese Gleiswechsel konnten beispielsweise Bauzüge das Gegengleis erreichen. Ihre, von den Regelzügen stumpf befahrenen, Weichen waren nur handbedient. Für sie existierten, so wie damals üblich, keine Sicherungseinrichtungen. Weiteren Quellen zufolge waren auch die Stationen Schottenring und Schönbrunn entsprechend ausgestattet.

## Otto Wagners Werk für Wien

### Berufung und Leistungen Wagners

Otto Wagner, circa 1915

Skizze des Hietzinger Hofpavillons von 1898, gezeichnet mit Architekt Otto Wagner k.k. Ober-Baurath

Handlauf in der Station Hernals

Der damals auch für das Eisenbahnwesen zuständige Handelsminister, Graf Ladislaus Gundacker von Wurmbrand-Stuppach, der als Kunstfreund galt, beauftragte in seiner Funktion als Vorsitzender der Commission für Verkehrsanlagen in Wien im Frühjahr 1894 die Genossenschaft der bildenden Künstler Wiens, eines ihrer Mitglieder als „künstlerischen Beirat“ für den Stadtbahnbau zu nominieren. Dadurch sollten alle Bauten in einem einheitlichen Stil gestaltet und auch künstlerischen Maßstäben gerecht werden. Dies war vor allem deshalb erforderlich, weil die Wiener Stadtbahn einen vergleichsweise hohen Anteil an oberirdischen Streckenabschnitten aufwies, sodass sie von Beginn an ein wichtiger ästhetischer Faktor im Stadtbild war.
Letztlich entschied sich die Künstlergenossenschaft für Otto Wagner, der sich zudem schon 1873 an den frühen Stadtbahnplanungen beteiligt hatte. Wagner war damals 52 Jahre alt und bereits ein renommierter Wiener Architekt, den die Akademie der bildenden Künste Wien zudem – ebenfalls 1894 – zum Professor berief. Er wurde am 25. April 1894 – das heißt erst über ein Jahr nach Baubeginn – der Vollversammlung der Commission für Verkehrsanlagen in Wien vorgestellt und von dieser auch einstimmig angenommen. Dass ein Architekt mit der künstlerischen Planung eines innerstädtischen Eisenbahnnetzes beauftragt war, gilt dabei als Wiener Besonderheit. Im Gegensatz dazu waren die seinerzeit in anderen Städten wie Berlin, London, New York oder Paris erbauten U-Bahnen, von Details abgesehen, reine Ingenieurbauten.
Bereits am 30. April 1894, also nur wenige Tage nach der Bestellung Wagners, genehmigte die Commission für Verkehrsanlagen die Entwürfe für die architektonische Ausgestaltung der Gürtellinie, die Wagner gemeinsam mit der bauführenden Baudirektion der Staatsbahnen vorlegte. Der Architekt begnügte sich jedoch nicht mit der ihm ursprünglich zugedachten Rolle als künstlerischer Beirat, sondern handelte per Übereinkommen vom 22. Mai 1894 mit der k.k. Generaldirection der österr. Staatsbahnen nomine der Commission für Verkehrsanlagen in Wien eine höhere Position als k.k. Ober-Baurath heraus. Dieses Abkommen galt zunächst nur für die Gürtellinie, die Vorortelinie und die beiden Wientallinien. Erst am 22. Dezember 1899 folgte eine zweite Vereinbarung, jetzt mit der k.k. Baudirection für die Wiener Stadtbahn als Bevollmächtigte der Commission für Verkehrsanlagen in Wien, über die Donaukanallinie und den Verbindungsbogen.
Für sein Engagement erhielt Wagner eine Pauschalvergütung von 120.000 Österreichischen Gulden. Daraufhin änderte er unter anderem die amtlichen Konstruktionspläne, da er mit dem ursprünglich vorgesehenen neogotischen Stil samt Zinnenkränzen nicht einverstanden war. Zugleich kämpfte er gegen den damals bereits veralteten historistischen Ringstraßenstil des späten 19. Jahrhunderts an. Typisch für Wagners ausgeprägten Stil sind dabei das elegante Mauerwerk, Jugendstilmotive wie etwa Sonnenblumenrosetten und Kränze, stilisierte Buchstaben und lackiertes Schmiedeeisen – von Balustraden und Laternen bis zu Fenster- und Türgittern. Weitere Merkmale sind die charakteristischen Bahnsteigüberdachungen, die schwarz-weiß gefliesten Bodenbeläge sowie die hölzernen, runden Handläufe an den Bahnsteigzugängen.
Jedoch waren die Arbeiten im Mai 1894 bereits in vollem Gang, das heißt, Wagner musste die bereits vorhandenen Grundrissskizzen der Hochbauten sowie die Typenblätter für die Unterbauten berücksichtigen. Auch seine visionären Pläne für eine ausschließlich unterirdisch angelegte Bahn fanden damals keine Beachtung mehr. Allerdings hatte er bei den Unterbauarbeiten noch Einfluss auf die Wahl von diversen Konstruktionen. Bei den Hochbauten genoss er sogar völlige Gestaltungsfreiheit, sie unterlagen alleine Wagners Planung.
Die Umplanung des bereits begonnenen Projekts setzte den Architekten jedoch unter großen Zeitdruck, da an die 2000 Pläne auszuarbeiten und zu zeichnen waren und die Stadtbahn nach damaligem Stand bereits 1897 eröffnet werden sollte. Hierzu stockte Wagner sein Atelier auf rund 70 Mitarbeiter auf, darunter Jože Plečnik, Karl Fischl, Leopold Bauer, Max Fabiani und Joseph Maria Olbrich, der als Chefzeichner fungierte. Wagners Engagement für die Stadtbahn endete schließlich nach über sechs Jahren im Herbst 1900.

### Stadtbahnfarbe Resedagrün und alternativ verwendete Farben

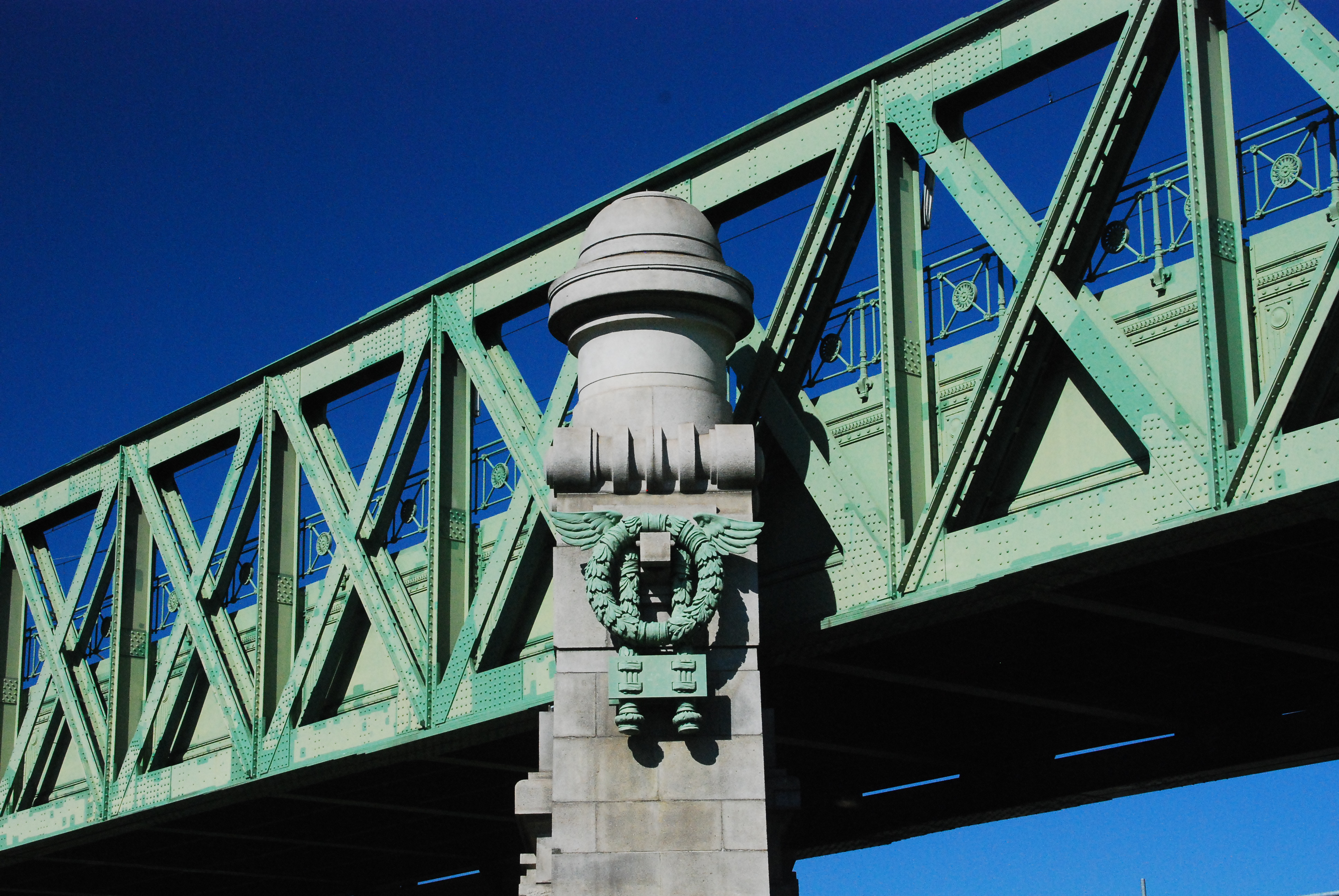
In Resedagrün lackierte Stahlbrücke mit gleichfarbigem Lorbeerkranz

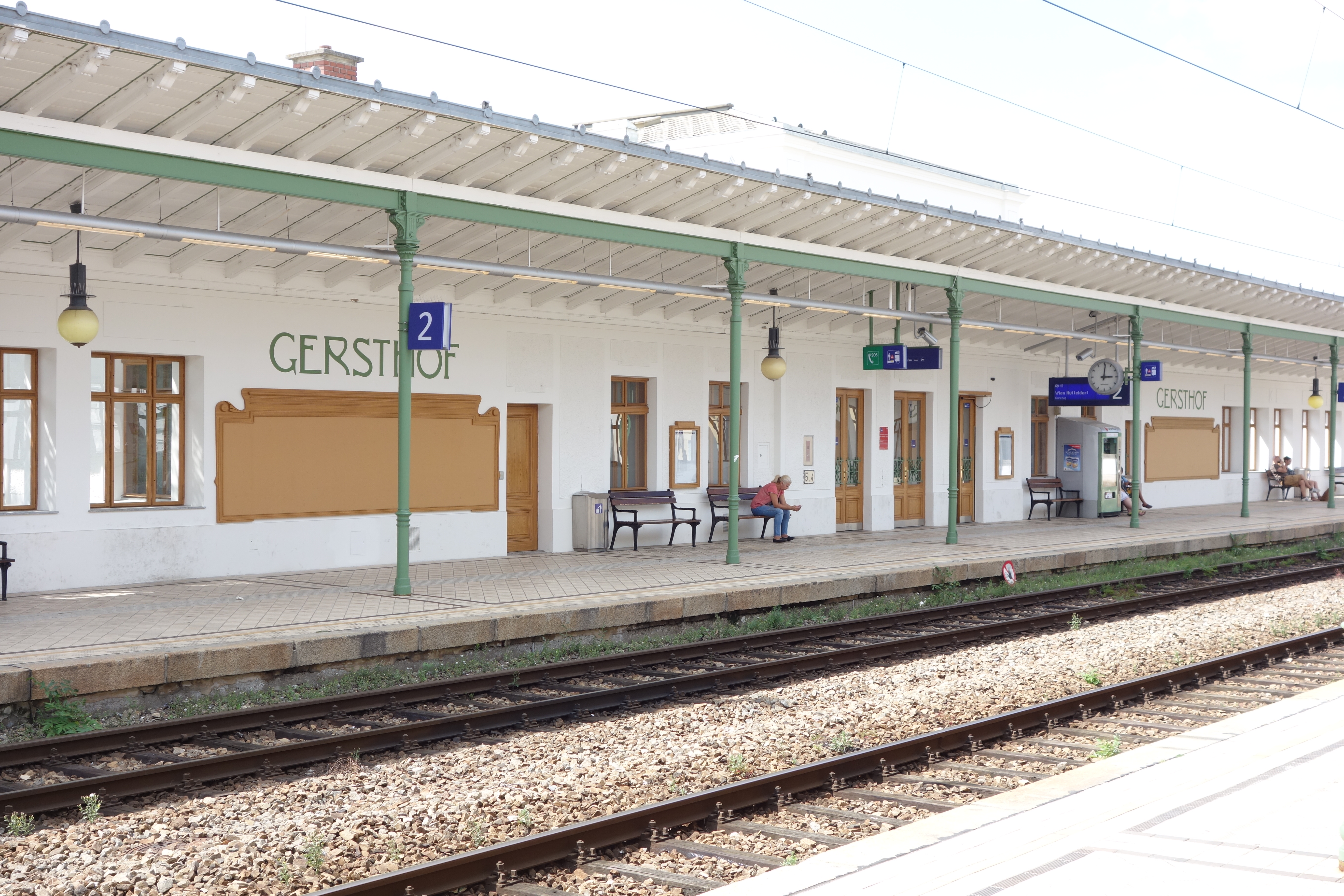
Gersthof: klassisch braune Holzteile im Kontrast zu Stützen und Beschriftung im moderneren Resedagrün

Ein charakteristisches Markenzeichen der Wiener Stadtbahnanlagen ist die weitgehend einheitliche Lackierung sämtlicher Beschriftungen, Metallteile und Holzoberflächen wie Türen und Fenster in Resedagrün. Dieses Gestaltungselement wird ebenfalls Otto Wagner zugesprochen, weshalb sich in Wien – neben Stadtbahngrün – auch die Bezeichnung Otto-Wagner-Grün einbürgerte. Jedoch ergaben neuere stratigraphische Untersuchungen, dass ursprünglich die Metallteile hellbeige und die Holzteile braun waren. Sie erhielten ihre heutige Lackierung erst nach dem Zweiten Weltkrieg, als sich der Farbton als Standardlackierung für Maschinen und sonstige technische Anlagen etablieren konnte. Zudem fand sich in den frühesten grünen Anstrichen mit Titanweiß ein Pigment, das erst in den späten 1930er Jahren synthetisiert wurde und daher zu Zeiten Otto Wagners noch nicht verfügbar war.
Gemäß einer zeitgenössischen Quelle erfolgte der Anstrich sämtlicher Holz- und Eisenteile außerhalb der Bahngebäude, darunter die Bedachungen und Säulen der Bahnsteige, die eisernen Geländer an den Treppen und beiderseits des freien Bahnkörpers sowie sämtliche Eisenbrücken in lichter gelb-grauer Ölfarbe. Einzelne Teile waren darüber hinaus mit Linien in geringem Farbenwechsel abgesetzt.
Auf der Vorortelinie wiederum dominiert bei Holzfenstern und Türen, aber auch bei den dortigen Reklametafeln, noch das traditionelle braun der k.k. Staatsbahnen, während bei den Bahnsteigstützen und an den großen Eisenfenstern der Bahnsteigfassaden bereits das Stadtbahngrün auftritt.
Die Stationsgebäude der Donaukanallinie hingegen waren ursprünglich in verschiedenen Farben markiert, was eine praktische Neuerung gegenüber den zuvor eröffneten Linien am Gürtel, in den Vororten und im Wiental darstellte. Am Schottenring waren Eingangstor und Bahnsteigdach dabei aus rotbraunem Holz, wobei letzteres zusätzlich mit gelben Täfelchen überwölbt war. An der provisorischen Station Ferdinandsbrücke waren Holzbalken und Dächer der beiden Aufnahmsgebäude tiefbraun mit lichtgelben Streifen, ergänzt von gelben Holzringen à la Secession und Stationsschildern mit gelber Schrift auf braunem Grund. Abgrenzend davon waren die Kennfarben an der Roßauer Lände dunkelgrün und an der Brigittabrücke lichtgrün.

### Umgang mit Wagners Werk bis heute

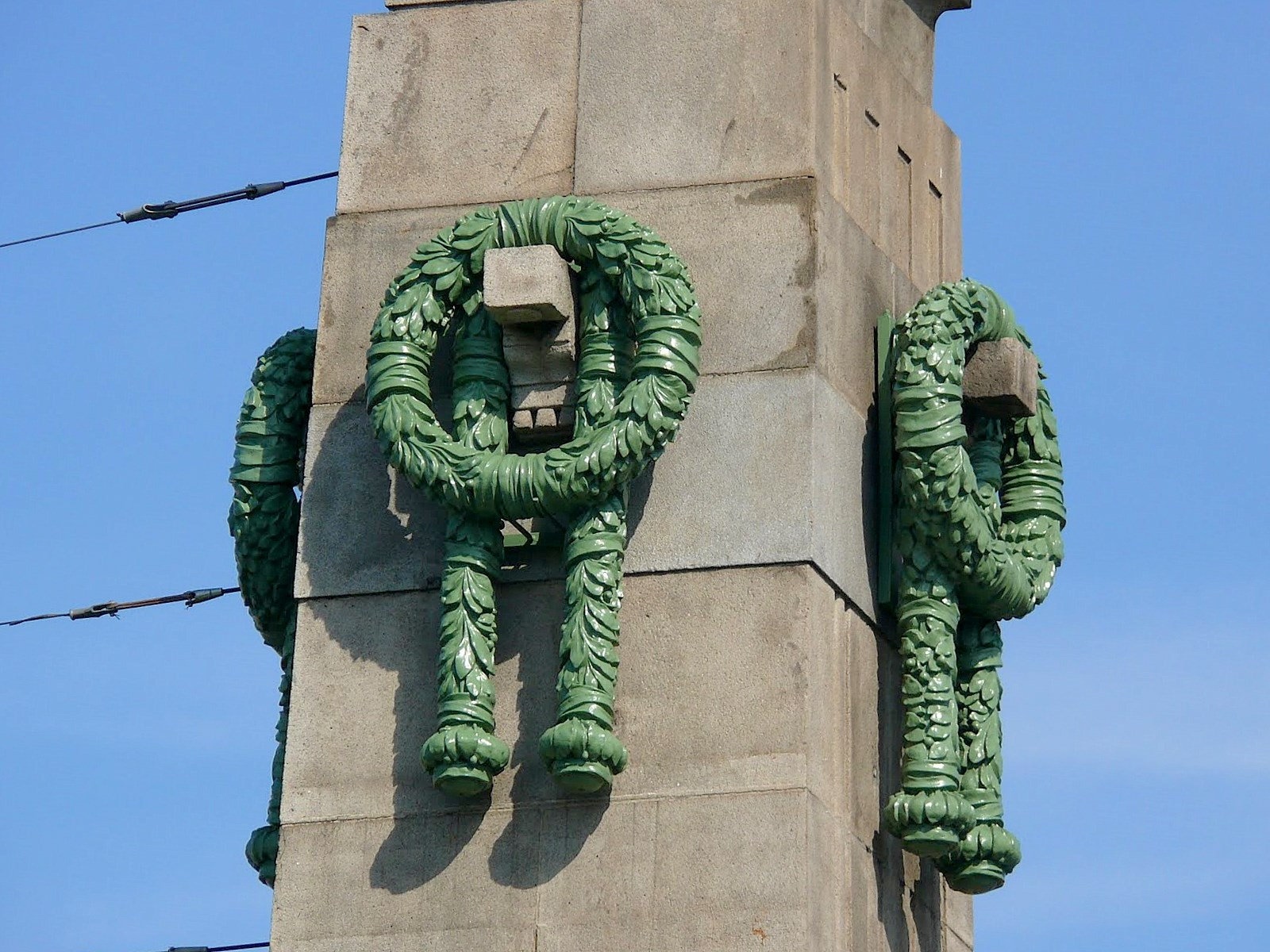
Detailansicht der Lorbeerkränze an der Wientalbrücke

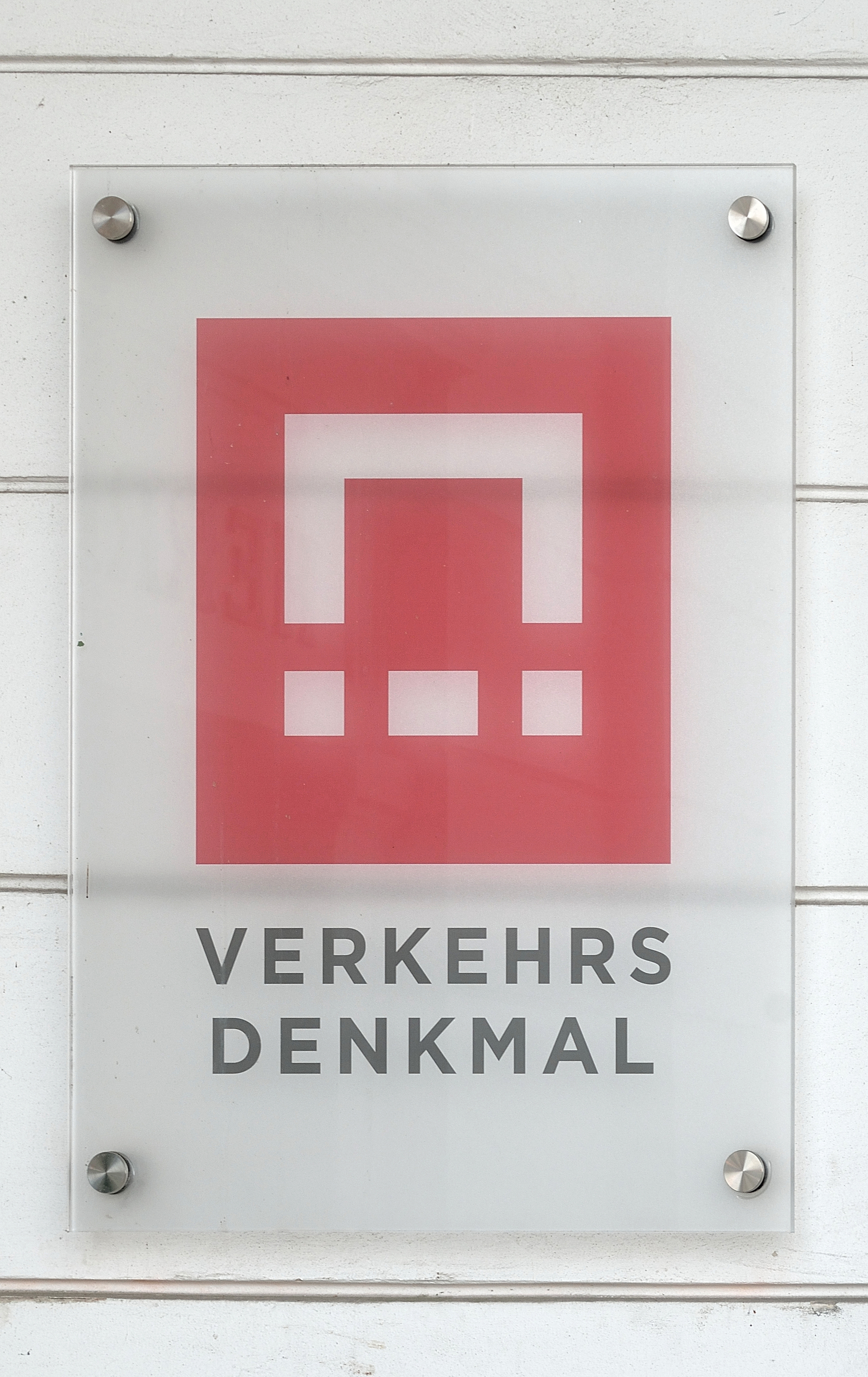
Hinweis auf den Status als Verkehrsdenkmal in der Station Schönbrunn

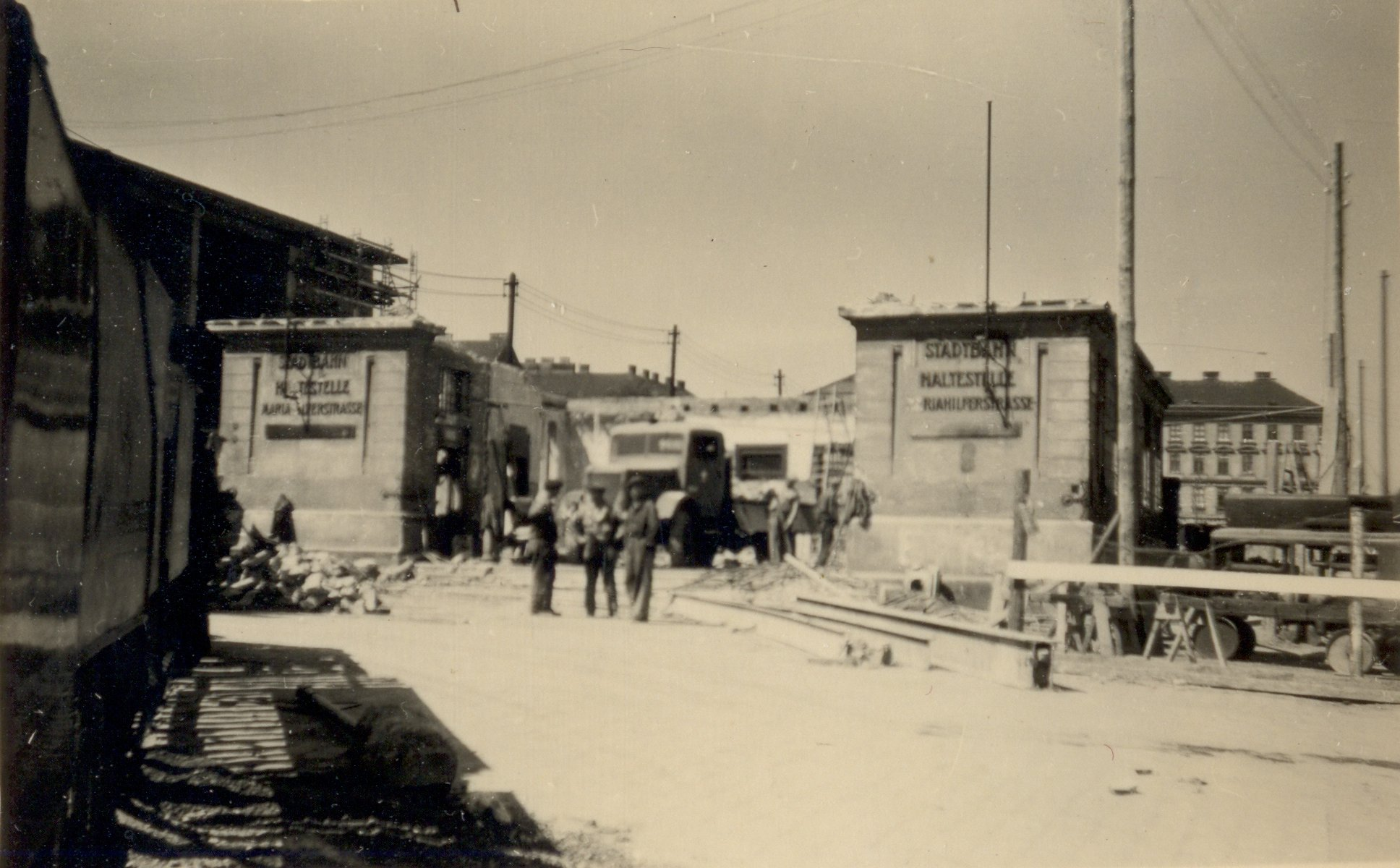
Abbruch der Zugänge zur Station Mariahilfer Straße-Westbahnhof, 1951

Ungeachtet der Tatsache, dass die Stadtbahn in ihrer Gesamtheit umstritten war, galt Otto Wagners architektonisches Gesamtensemble zumindest ästhetisch schon Ende des 19. Jahrhunderts als städtebauliches Leuchtturmprojekt. Dennoch wurden seine bemerkenswerten Bauten nach seinem Tod im Jahr 1918 lange Zeit missachtet. Zwar stand die gesamte Stadtbahnanlage automatisch von Beginn an unter Denkmalschutz, weil es Bauten einer öffentlichen Körperschaft waren. Hierfür relevant wurde aber erst das Denkmalschutzgesetz von 1923, veröffentlicht im Bundesgesetzblatt unter der Nummer 533/1923. Bis zu diesem Zeitpunkt hatte es an den Stadtbahnbauten keinerlei Veränderungen gegeben. Doch schon im Oktober 1934 hob das Bundesdenkmalamt den Schutzstatus für einen Großteil der Stadtbahnbauten wieder auf. Davon ausgenommen waren lediglich die gesamte Vorortelinie sowie die Haltestellen Alser Straße, Karlsplatz, Schönbrunn und Stadtpark. Für letztere galt dabei schon seit 1932 ein gesonderter Denkmalschutz als Teil des Ensembles aus Stadt- und Kinderpark samt allen darin integrierten Baulichkeiten.
Später wurden die Aufnahmsgebäude Braunschweiggasse, Heiligenstadt, Unter St. Veit-Baumgarten, Radetzkyplatz und Praterstern im Zweiten Weltkrieg zerstört oder schwer beschädigt und später aus Kostengründen sowie mangelndem Verständnis für ihren architektonischen Wert abgerissen oder nur in stark vereinfachter Form wieder aufgebaut.
Weitere Otto-Wagner-Bauten mussten in der Nachkriegszeit neuen Verkehrsbauwerken weichen. So entfiel beispielsweise am Westbahnhof 1951 der oberirdische Zugang zur Tiefstation der Stadtbahn, weil diese überdeckelt wurde und fortan vom neuen Kopfbahnhof aus direkt durch unterirdische Gänge zugänglich war. 1955 folgte aufgrund von Baufälligkeit der Umbau der beiden hölzernen Stationsgebäude am Schwedenplatz. Das ursprüngliche Stationsgebäude Hauptzollamt machte 1959 dem Ausstellungs- und Einkaufszentrum (AEZ) sowie der besseren Verknüpfung mit der neuen Schnellbahn Platz. Das Aufnahmsgebäude Hietzing wich 1961 der neuen Kennedybrücke. Das architektonisch besonders wertvolle Stationsgebäude Meidling-Hauptstraße wurde trotz Protesten von Bürgern und namhaften Architekten, darunter Roland Rainer und Gustav Peichl, im August 1968 abgerissen, um die damals dort geplante Stadtautobahn zu ermöglichen.
Nach massiven Protesten im Jahr 1969 erhalten blieben hingegen die beiden Pavillons auf dem Karlsplatz. Sie wurden damals unter Denkmalschutz gestellt, mussten allerdings in den 1970er Jahren für den U-Bahn-Bau etwas versetzt werden.
Am Schottenring wiederum entstand ab 1975 die neue Umsteigestation zur U2, wobei letztmals ein originales Aufnahmsgebäude von Otto Wagner verschwand. Bei der ab 1976 erfolgten Integration der Wiental- und der Donaukanallinie in das U-Bahn-Netz wurden die meisten Stationen zwar noch relativ stark modernisiert und die meisten dabei komplett umgebaut. Nur Schönbrunn und Stadtpark sind aufgrund des Denkmalschutzes so weit wie möglich im Originalzustand verblieben. Jedoch blieben damals zumindest alle noch vorhandenen Aufnahmsgebäude erhalten, auch wenn sie teilweise nicht mehr als solche verwendet werden.
Mit dem Inkrafttreten der sogenannten Altstadterhaltungsnovelle im Jahr 1972 sowie der Änderung des Denkmalschutzgesetzes im Jahr 1978 änderte sich auch die Rechtslage wieder zugunsten der historischen Stadtbahnbauten. So setzte in den 1980er Jahren bei der Modernisierung der Gürtellinie und der Reaktivierung der Vorortelinie ein vollständiges Umdenken ein. In beiden Fällen erhielten die Stationen nur noch eine sehr behutsame Veränderung, mit der Station Krottenbachstraße entstand sogar eine völlig neue Haltestelle im Stil Otto Wagners. Lediglich die ehemaligen Stationsgebäude Breitensee und Ober-Döbling waren nach Jahrzehnten ohne Nutzung so weit verfallen, dass sie durch Nachbauten im historisierenden Stil ersetzt werden mussten.
Ursprünglich gestaltete Wagner 36 Stationen für die Stadtbahn. Letztlich blieben an 20 von ihnen die Aufnahmsgebäude erhalten, zuzüglich der hölzernen Bahnsteigüberdachung in Penzing.

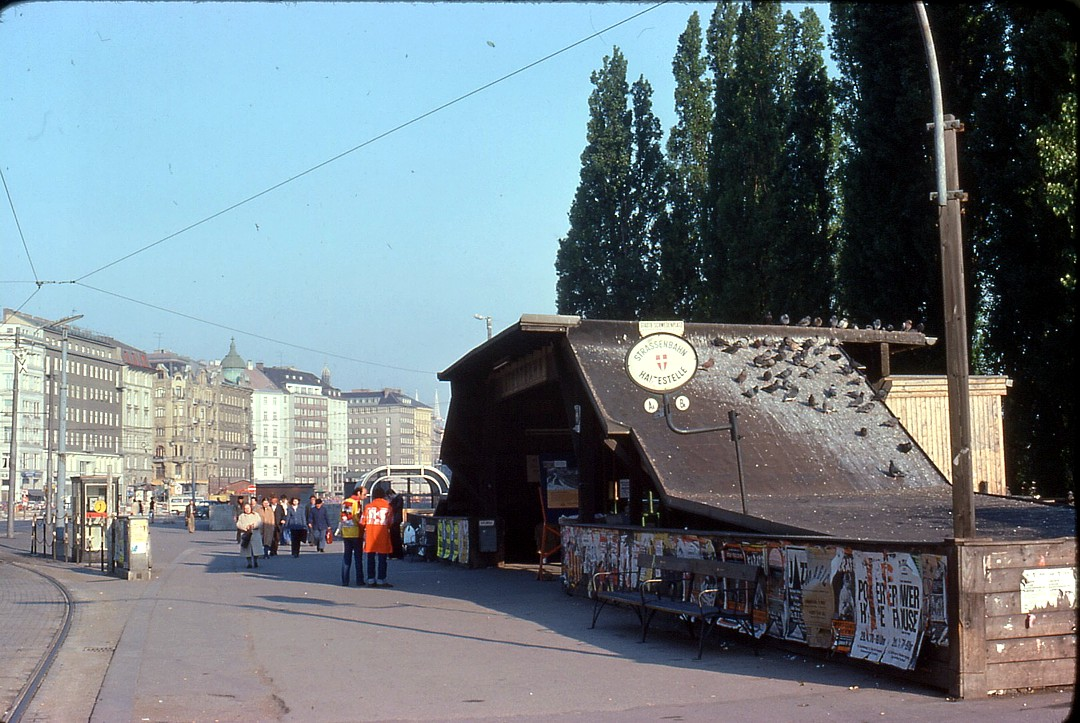
Schwedenplatz: Vereinfachter Nachkriegsbau von 1955, aufgenommen 1978
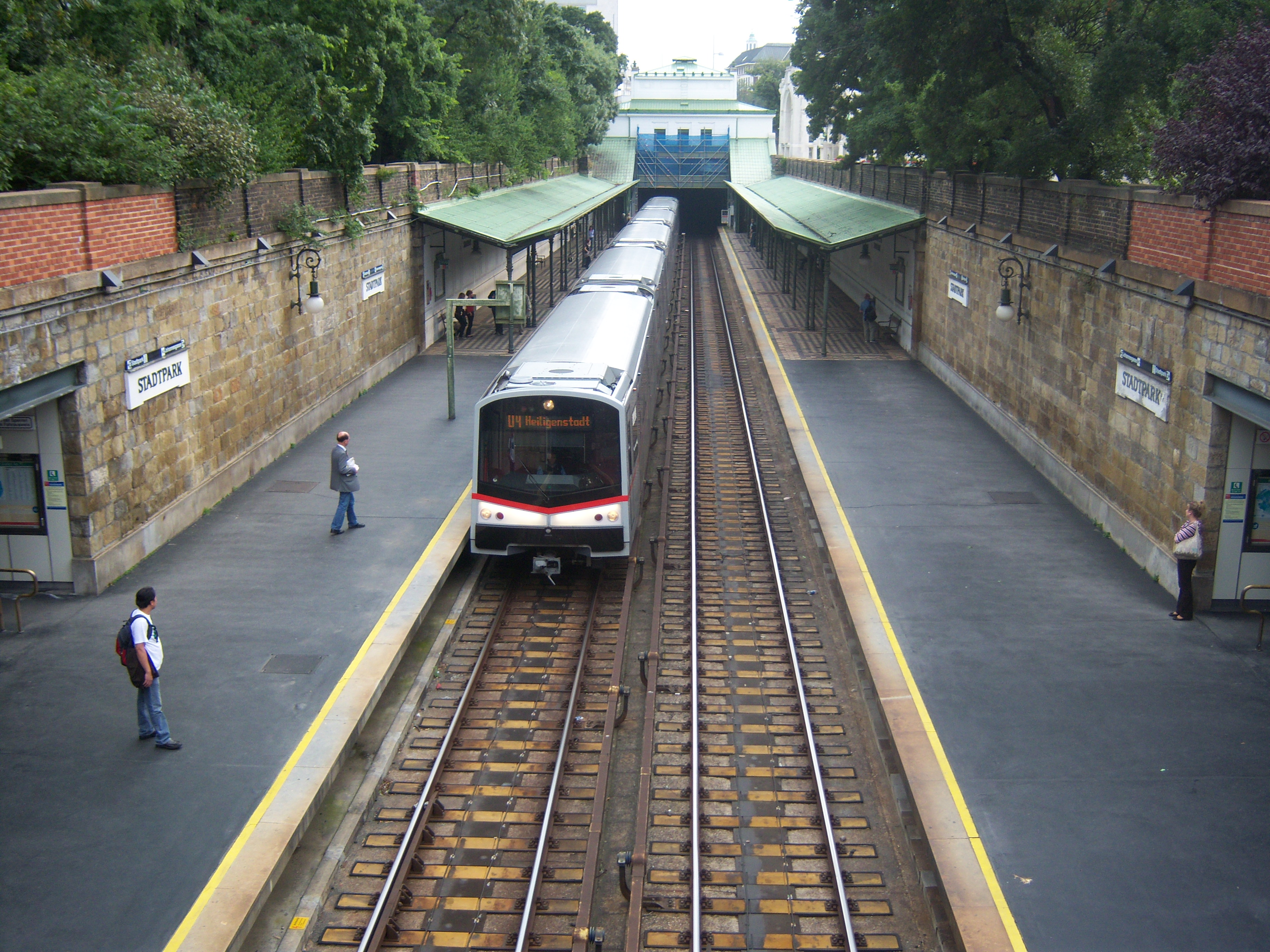
Stadtpark: Triebzug der Type V in historischer Station von 1899
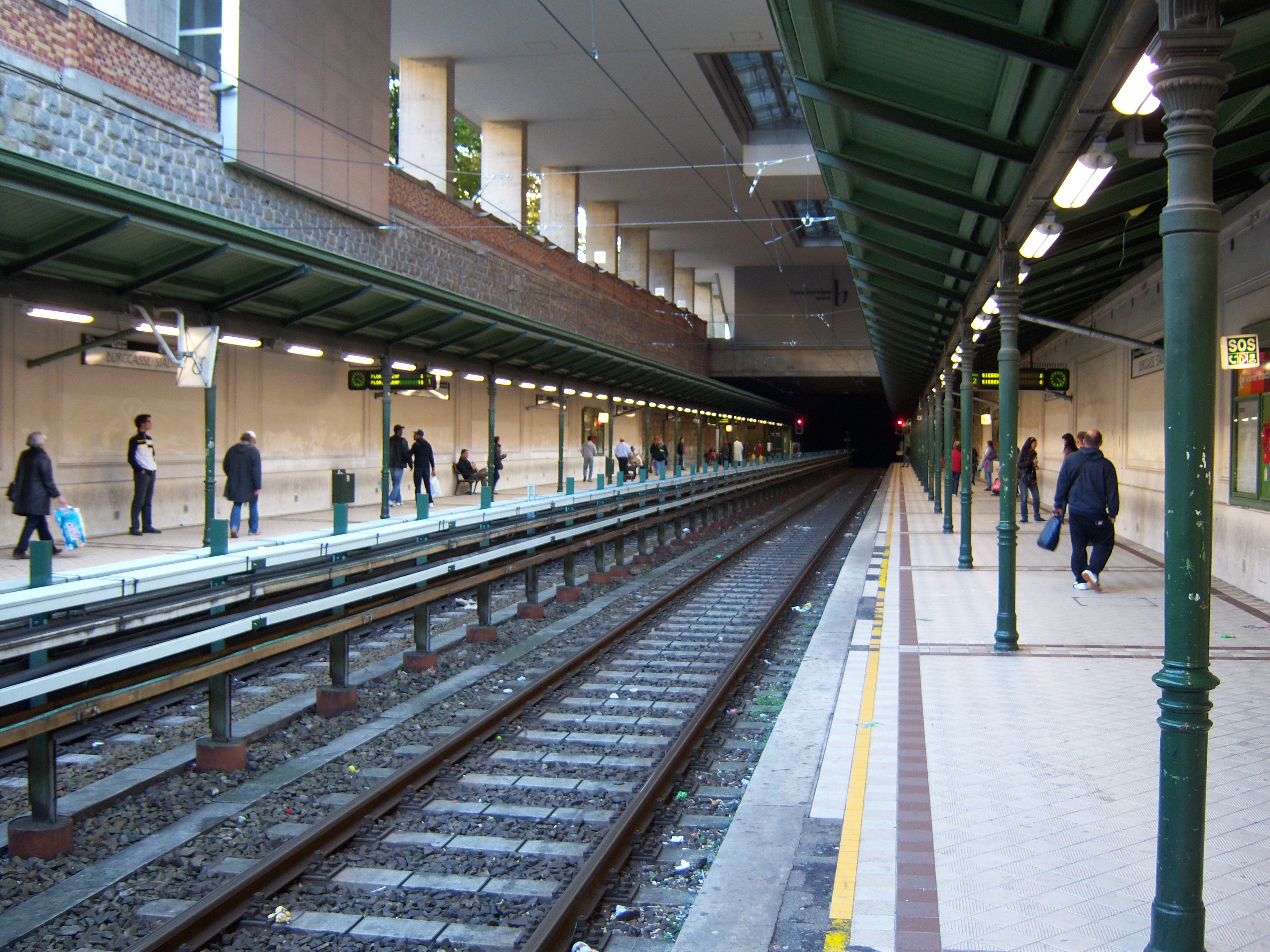
Burggasse-Stadthalle, die Dächer blieben erhalten, obwohl die Station heute durch die Hauptbücherei überspannt wird
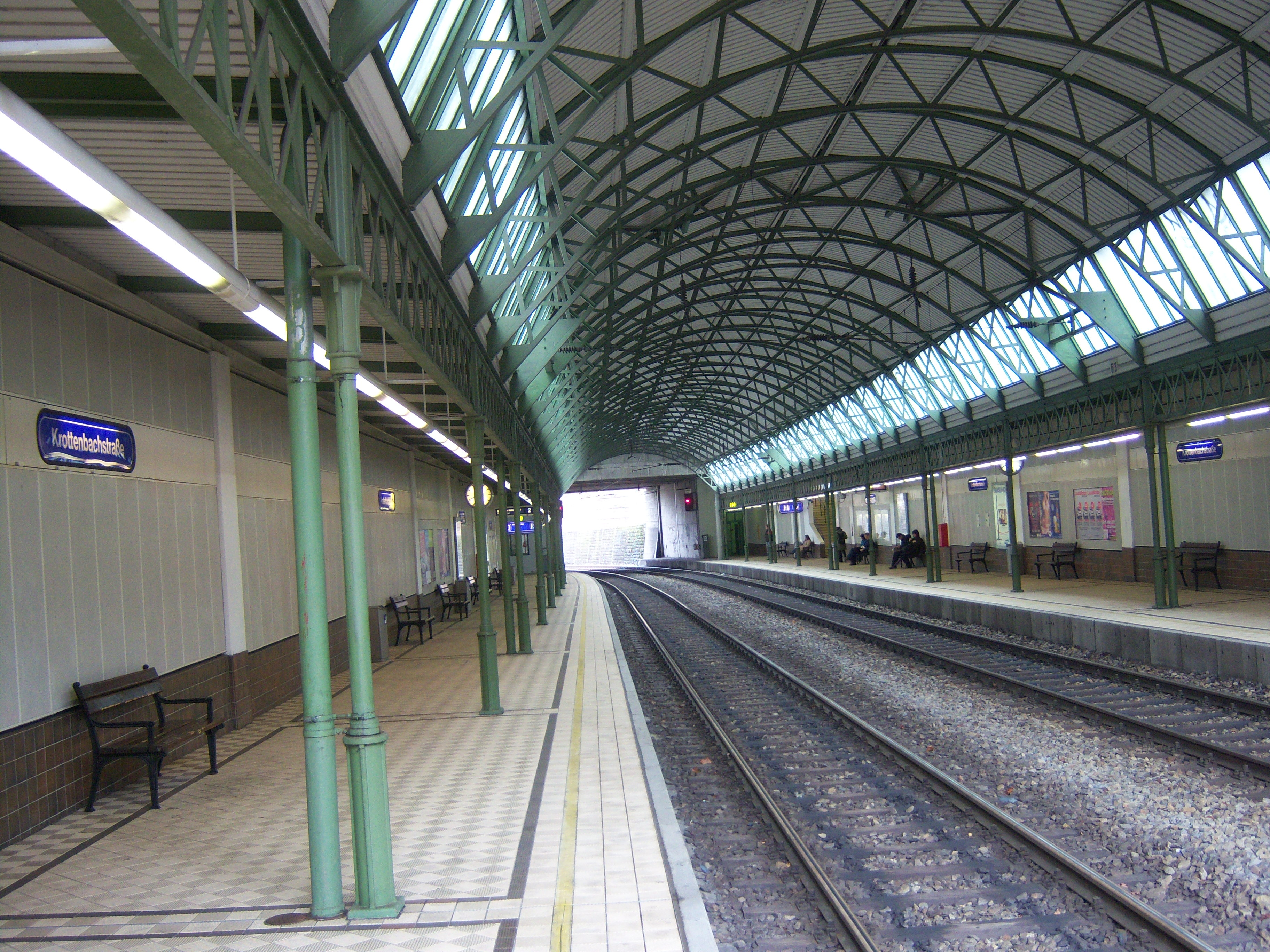
Die 1987 neu eröffnete Station Krottenbachstraße im historischen Stil der Jahrhundertwende
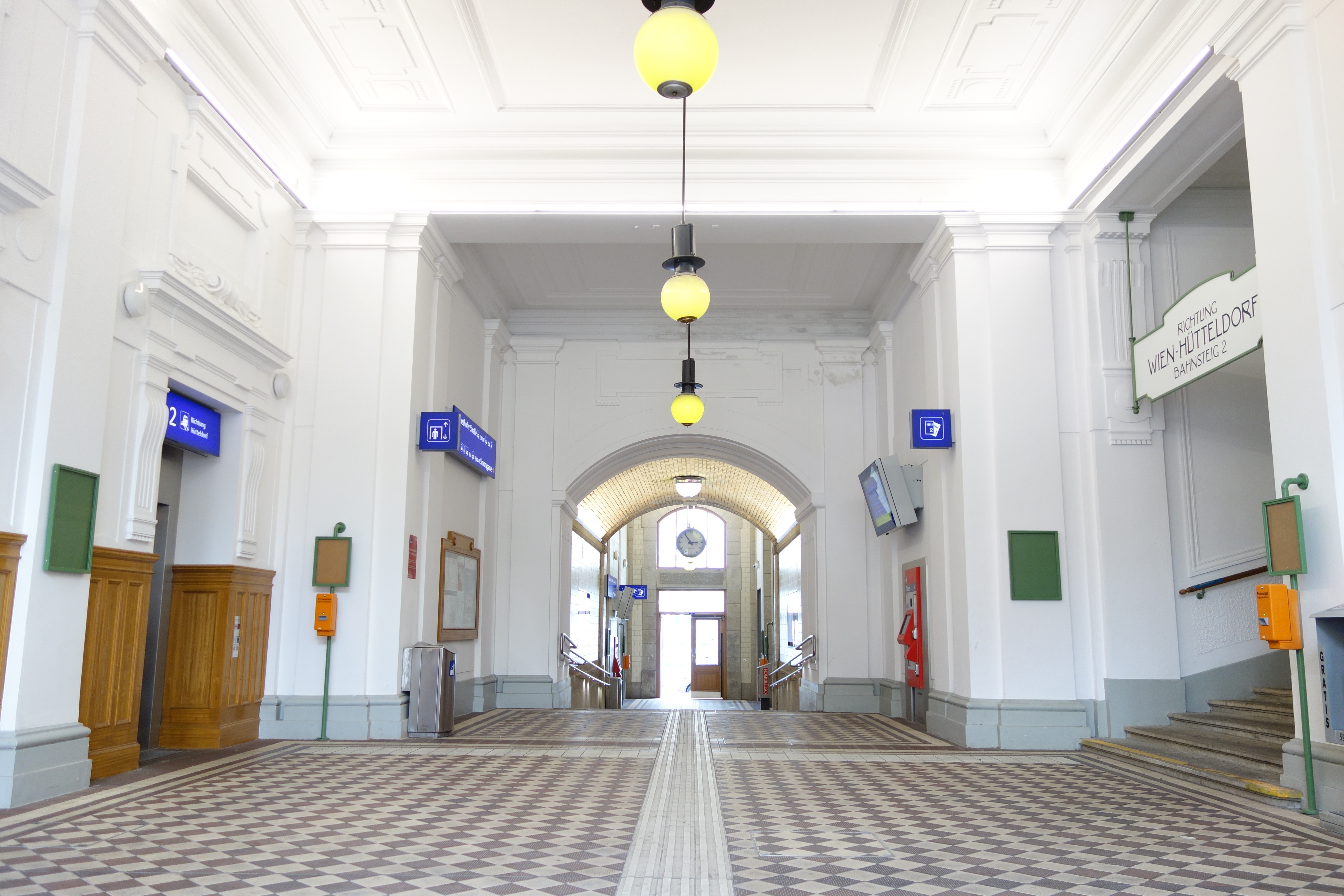
Aufnahmsgebäude der Station Gersthof mit dem typischen schwarz-weiß gefliesten Bodenbelag aller Otto-Wagner-Stationen
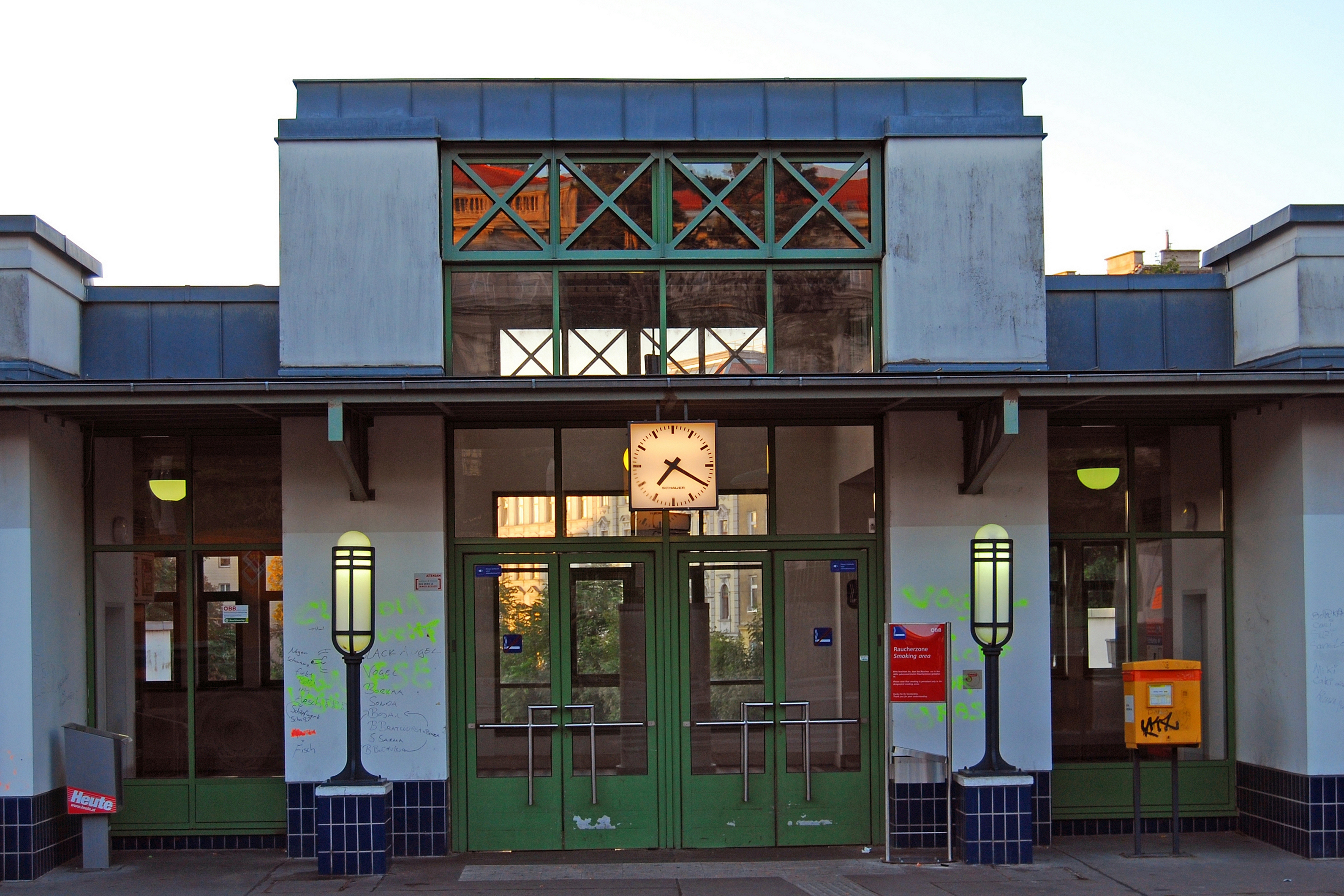
Das heutige Stationsgebäude Breitensee ist ein Nachbau aus den 1980er Jahren
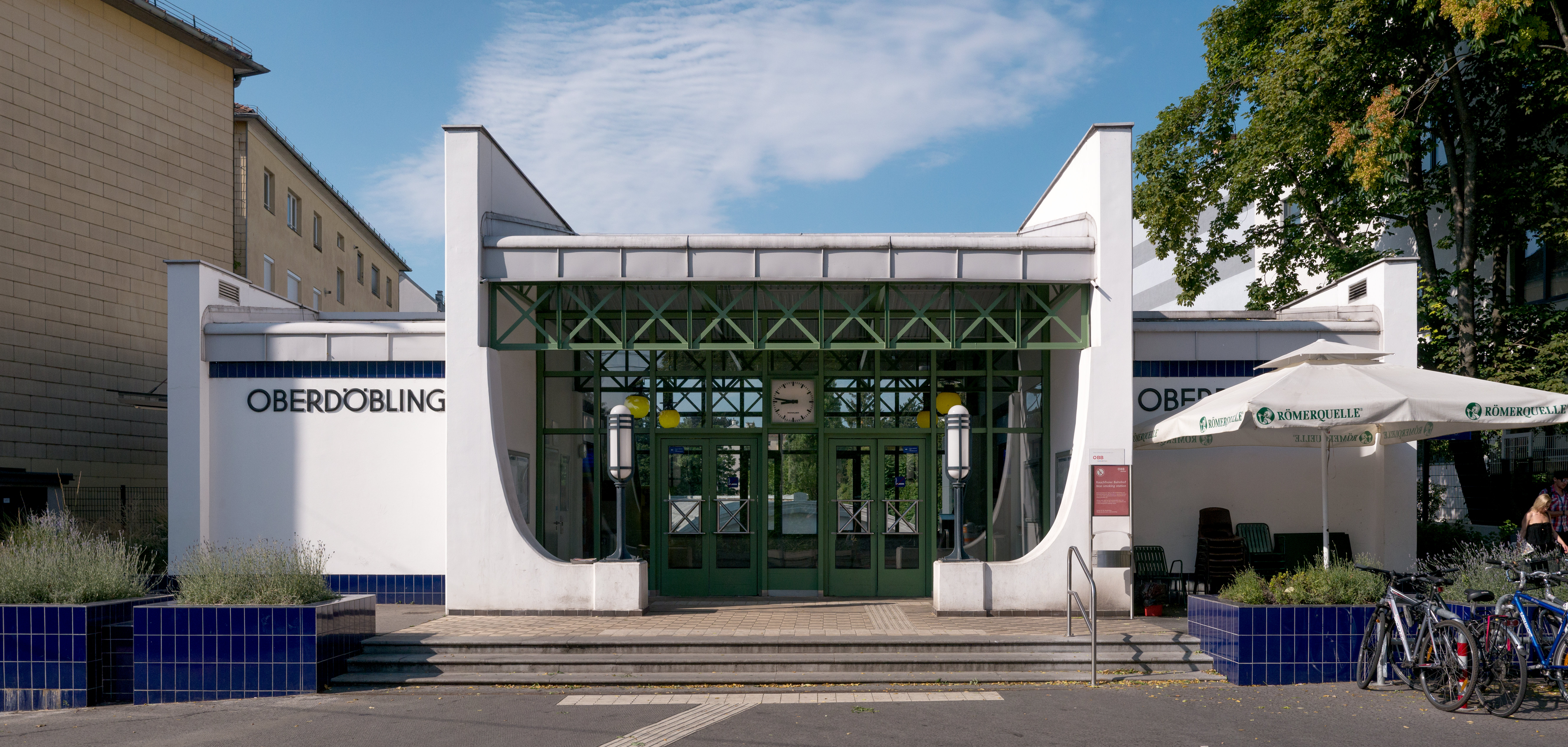
Die Station Ober-Döbling wurde von Alois Machatschek in Anlehnung an Otto Wagner entworfen
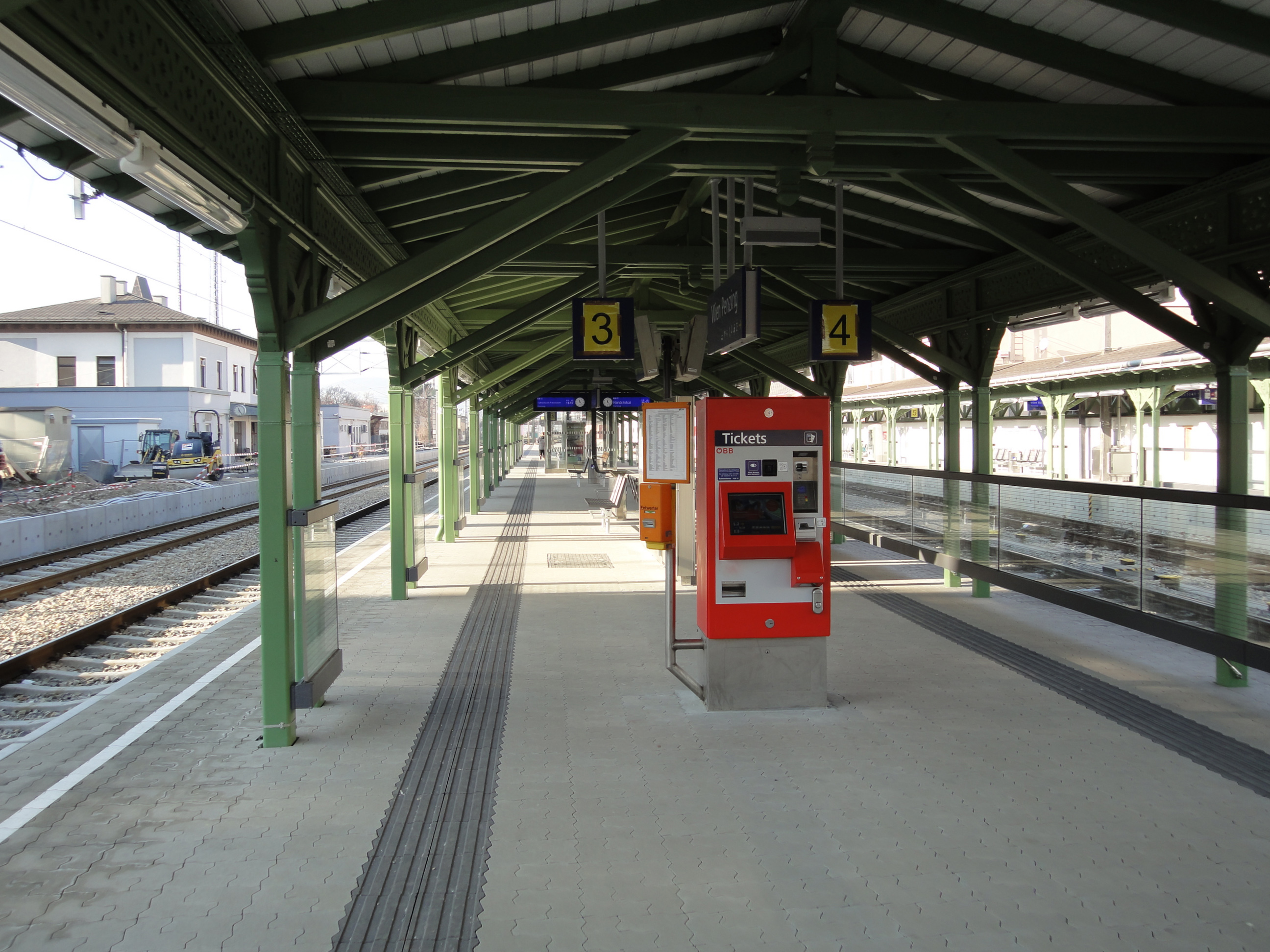
Restaurierte hölzerne Bahnsteigüberdachung in Penzing

## Fahrbetriebsmittel

### Lokomotiven

#### Reihe 30

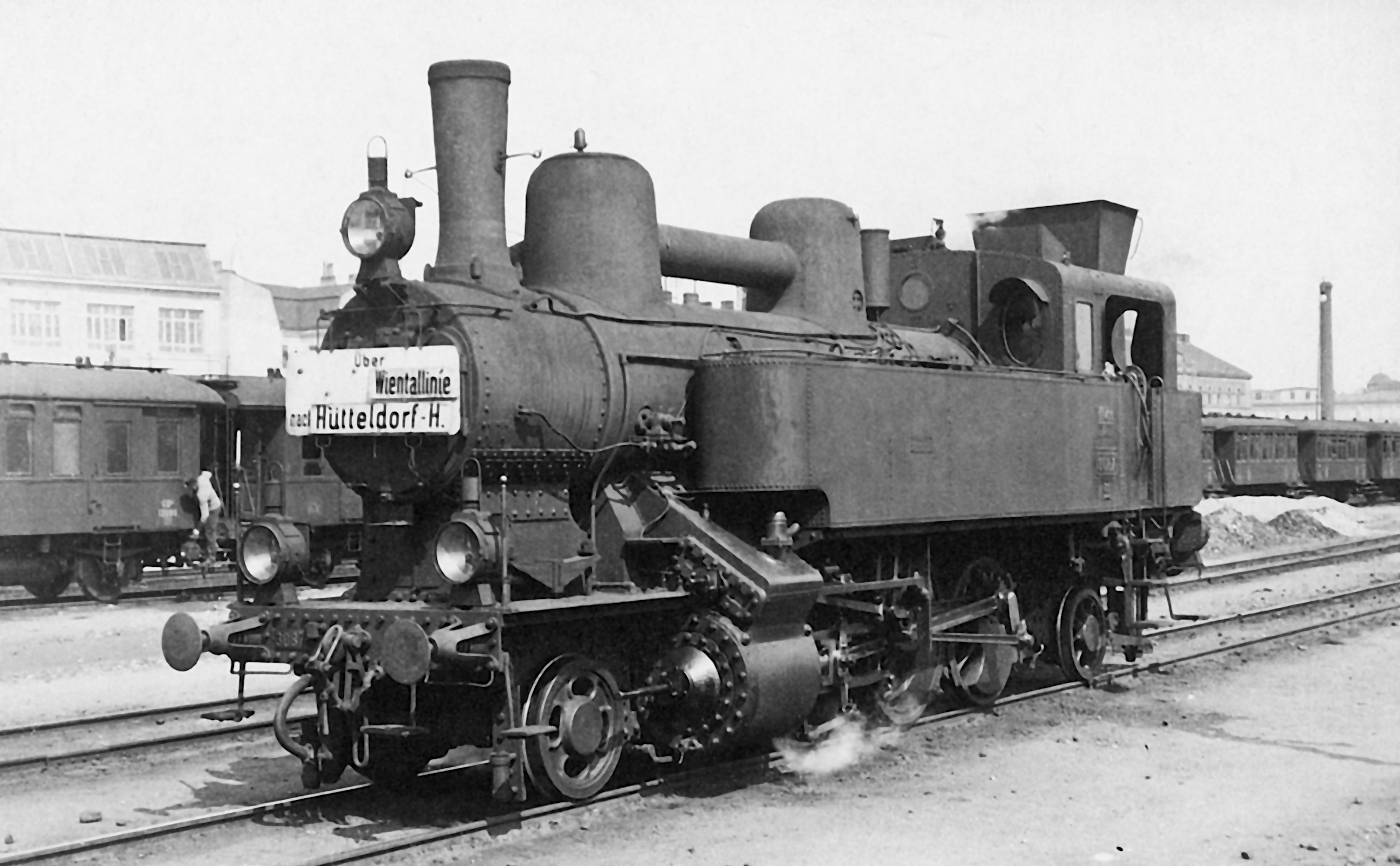
Eine Lokomotive der Reihe 30 im Jahr 1913, typisch für die Dampfstadtbahn waren Dreilicht-Spitzensignal und Zielschild an der Rauchkammertür

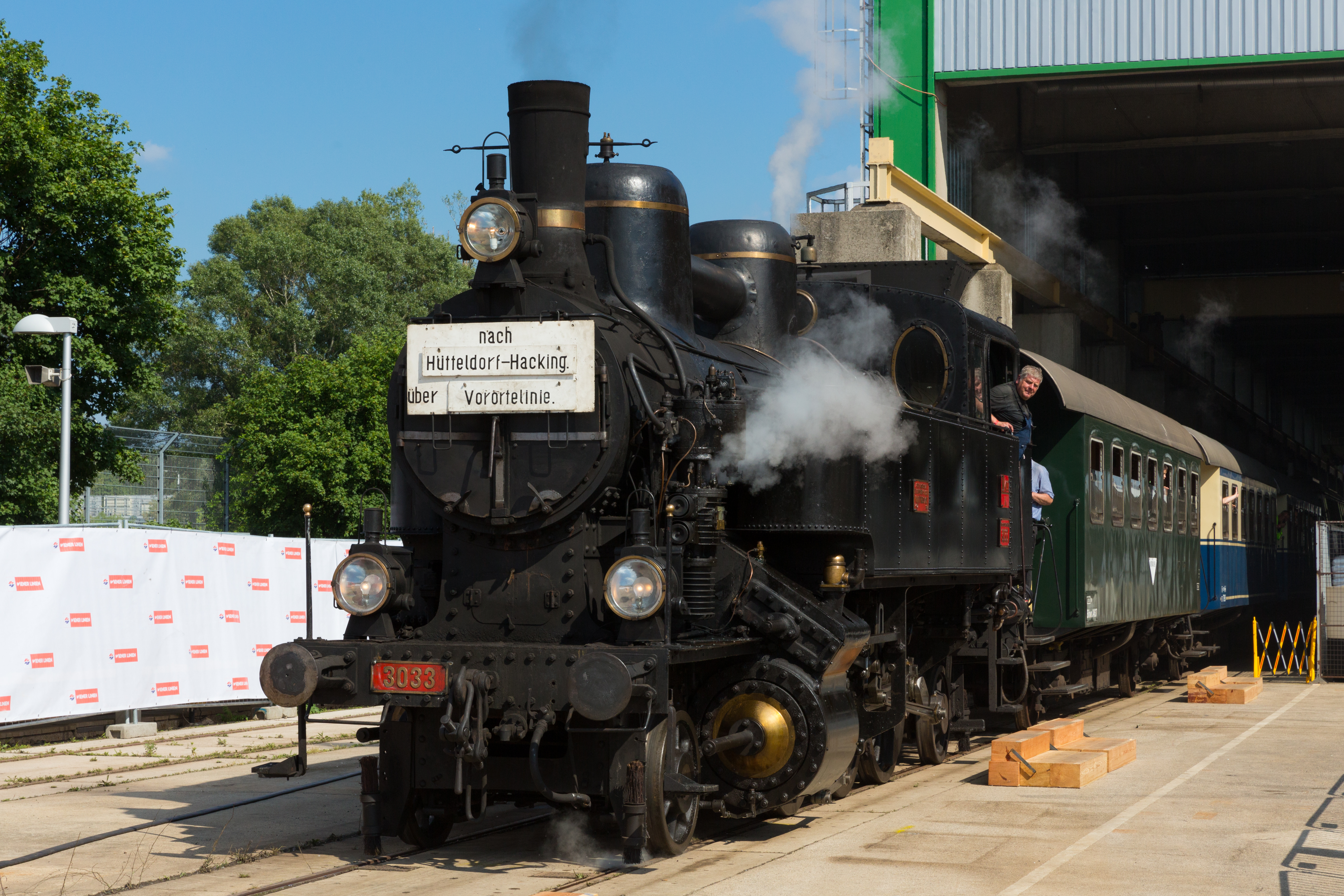
Museal erhaltene Stadtbahnlokomotive, 2018

Die Dampfstadtbahn wurde überwiegend mit den 113, eigens hierfür zwischen 1895 und 1901 gebauten, Stadtbahnlokomotiven der Reihe 30 betrieben, wovon 62 der Commission für Verkehrsanlagen in Wien gehörten. Diese konnten, selbst noch auf einer Steigung von 20 Promille, Züge mit dem größten in Aussicht genommenen Gewicht von 135 Tonnen in rund einer Minute auf eine Geschwindigkeit von 35 km/h beschleunigen. Anderen Quellen zufolge betrug das Gesamtgewicht eines Zuges aus zehn vollbesetzten Stadtbahnwagen sogar 150 Tonnen. Der starke Antrieb war insbesondere angesichts der zahlreichen Rampen beim Wechsel zwischen Hoch- und Tieflage von Bedeutung. Bezüglich ihrer Leistung entsprach die Reihe 30 damit Lokomotiven auf Gebirgsbahnen und wurde vor ihrem Einsatz in Wien auch auf der Arlbergbahn erprobt. Weitere große Anforderungen an die Maschinen stellten der – für Eisenbahnen vergleichsweise dichte – Stationsabstand sowie die teilweise engen Gleisbögen bei der Stadtbahn dar. Für den innerstädtischen Betrieb waren sie ferner so konstruiert, dass sie Funkenwurf vermieden und über eine besonders dampf- beziehungsweise rauchfreie Verbrennung verfügten. Ebenso waren die Maschinen schallgedämpft.
Die Reihe 30 entsprach den Erwartungen voll. Lediglich auf der Vorortelinie bewährten sich die Maschinen nicht. In Folge der unzureichenden Besetzung der – teilweise nur drei Wagen umfassenden – Personenzüge erwiesen sie sich dort als überdimensioniert und damit unwirtschaftlich.

#### Andere Reihen

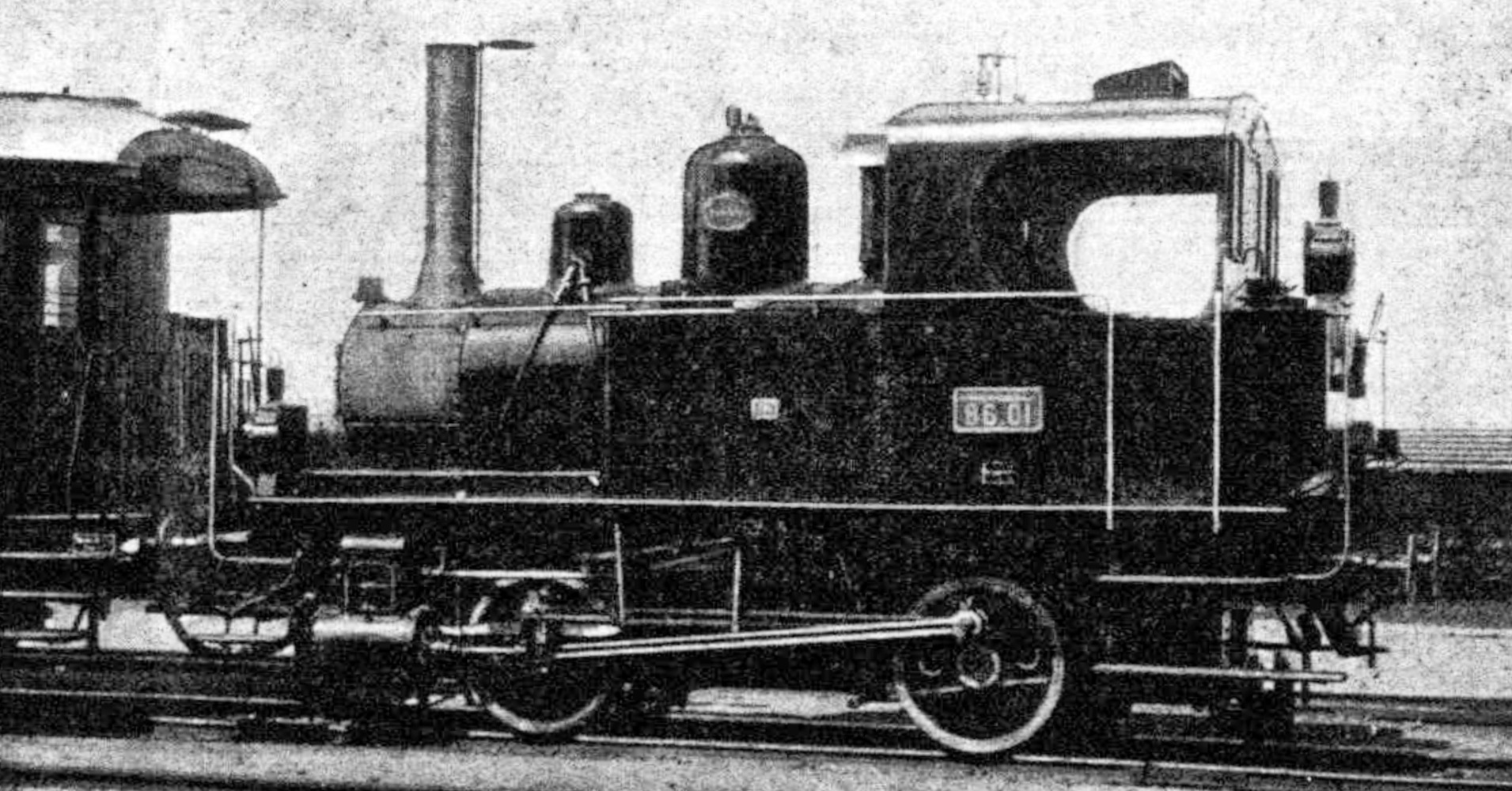
Lokomotive 86.01 mit Stadtbahnwagen auf einer Probefahrt, 1905

Eine Maschine der Reihe 99 im Einsatz auf der Gürtellinie

Als Ersatz für die zu großen Stadtbahnlokomotiven wurden ab 1903, zunächst für leichtere Züge auf der Vorortelinie, Maschinen der Reihe 99 in Hütteldorf-Hacking stationiert. 1905 waren insgesamt 17 dieser Lokomotiven auf der Stadtbahn in Betrieb, im gleichen Jahr kamen noch acht Maschinen der Reihe 88 hinzu. Dafür wurden 13 Lokomotiven der Reihe 30 abgezogen und anderweitig im Netz der Staatsbahn verwendet. 1906 folgten schließlich noch sechs Maschinen der Reihe 178. 1909 befanden sich neben der Reihe 30 noch 15 Stück der Reihe 178, sieben Stück der Reihe 88 und zwei Stück der Reihe 99 auf der Stadtbahn im Einsatz. Jedoch konnten sich im Hinblick auf die Bewährung alle nicht mit der Reihe 30 vergleichen. Besonders die leichte Reihe 88 litt durch das oftmalige Anfahren an Brüchen der Kurbelzapfen und musste 1910 abgestellt werden. Zudem konnte die Reihe 88 nur vier Wagen ziehen, weshalb längere Züge eine zweite Maschine erforderten, wodurch wiederum die Ersparnis mehr als aufgewogen war.
In den Jahren 1913 und 1914 erreichte der Lokomotivbestand der Stadtbahn mit 135 Stück einen absoluten Höhepunkt, in diesem Jahr halfen auch zwei Maschinen der Reihe 229 aus. Bei Kriegsausbruch musste die Stadtbahn zehn Maschinen der Reihe 30, fünf der Reihe 178 und zwei der Reihe 99 abgeben, 1915/1916 neuerlich 22 Maschinen der Reihe 30, drei der Reihe 178 und eine der Reihe 99. Als Ersatz bekam sie ältere Lokomotiven zugeteilt, darunter zwölf der Reihe 102, sechs der Reihe 229, zwei der Reihe 1, eine der Reihe 21 und eine der Reihe 26. Die Reihe 102 wurde auf der Wiental-, Donaukanal- und Gürtellinie eingesetzt, konnte aber nur maximal acht Wagen ziehen, insbesondere die rund 500 Meter lange Rampe zwischen Meidling-Hauptstraße
und Gumpendorfer Straße fiel ihr sehr schwer.
Die Heizhausleitung Wien-West versuchte außerdem, entbehrliche Schnellzuglokomotiven der Reihe 206 auf der Wientallinie einzusetzen. Doch schon bei der ersten Fahrt entgleiste eine Maschine dieses Typs im engen Bogen zwischen Kettenbrückengasse und Karlsplatz. Schuld daran war, dass das lange Drehgestell kein Seitenspiel des Drehzapfens hatte. In den Jahren 1915 und 1916 hatte die Stadtbahn dann nur noch 113 Lokomotiven im Bestand. Betriebsbedingt musste man für die ganz alten Maschinen wieder einige der Reihe 30 als Ersatz zurückbeordern. 1918 kamen außerdem fünf k.u.k. Heeresbahn-Lokomotiven der Reihe 578 für Güterzugdienste auf die Vorortelinie.
Ansonsten fanden im Güterverkehr der Stadtbahn meist die Reihen 170, 270 und 82 Verwendung, wobei letztere erst ab 1922 zur Verfügung stand. Auf der Vorortelinie wiederum fanden Versuche mit den Reihen 85 und 86 sowie Dampftriebwagen statt.

### Personenwagen

#### Stadtbahnwagen

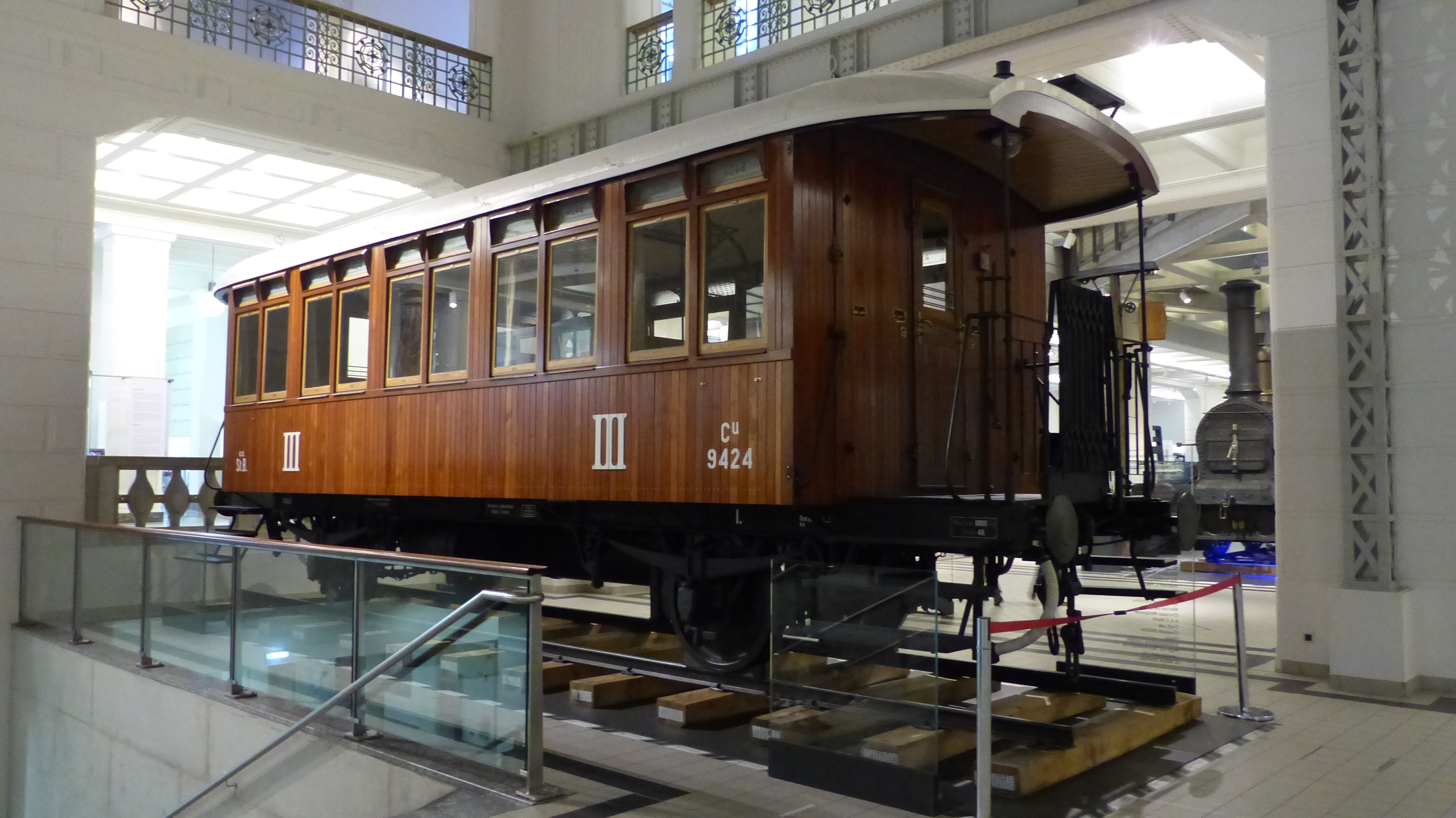
Der C^{u} 9424 blieb museal erhalten, hier 2017 noch an seinem früheren Standort im Technischen Museum Wien

Direkter Vergleich der Einstiegsverhältnisse in Berlin und Wien

Innenansicht eines B^{u}, Originaldokument des Herstellers Ringhoffer, gehalten in der für Otto Wagner charakteristischen Schriftart

An Personenwagen standen der Dampfstadtbahn vor allem die 864 zwischen 1895 und 1902 speziell für diese konzipierten und von fünf verschiedenen Herstellern gebauten Großraumwagen mit Mittelgang und offenen Einstiegsplattformen zur Verfügung, von denen 372 der Stadtbahn und der Rest der Staatsbahn gehörten. Alle waren im gesamten österreichischen Eisenbahnnetz freizügig einsetzbar, wiesen aber für den Stadtschnellbahnbetrieb eine Reihe damals noch weitgehend unüblicher Ausstattungs- und Komfortmerkmale auf. Es existierten die drei Unterbauarten Bu, Cu und CDu, wobei das hochgestellte Gattungszeichen u für Untergrundverkehr stand.
Insbesondere hatten die Stadtbahnwagen für den steigungsreichen Betrieb bei kurzen Stationsabständen ein geringes Eigengewicht und dennoch ein hohes Fassungsvermögen. Um dies zu ermöglichen, ragten beispielsweise die Plattformen über die Pufferbohlen hinaus, dies erbrachte bei einem Zehn-Wagen-Zug eine Längeneinsparung von über acht Metern.
Die Türen zwischen dem Abteil und den Plattformen waren anfänglich als sogenannte Umstelltüren ausgeführt und konnten nach beiden Seiten geöffnet werden. Dadurch fielen die Einstiegsbühnen schmäler aus und es konnten je Wagen vier zusätzliche Sitzplätze angeboten werden. Dank ihrer Vereinslenkachsen bei kurzem Radstand konnten die Wagen auch den kleinsten im Stadtbahnnetz anzutreffenden Radius von 120 Metern problemlos befahren, Scheibenräder sorgten für eine geringere Staubentwicklung.
Im Gegensatz zu Berlin und London entschied man sich in Wien ganz bewusst für Wagen mit Durchgangs- und Übergangsmöglichkeit nach New Yorker Vorbild, um eine bessere Verteilung der Fahrgäste im Zug sowie kurze Fahrgastwechselzeiten zu erreichen. Die Wagenübergänge waren deshalb besonders breit ausgeführt und seitlich verschlossen, ihre Nutzung durch Reisende war ausdrücklich erwünscht. Auch der Aufenthalt auf den Plattformen war im Stadtbahnverkehr aus Kapazitätsgründen erlaubt, allerdings nur sofern im Zug keine Sitzplätze mehr frei waren. Ausgenommen davon waren Reisende, die den Zug bereits an der nächsten Station verlassen wollten. Die auf den Plattformen stehenden Reisenden hatten dabei die an den Stiegen der Wagen angebrachten Abschluss-Vorrichtungen zu schließen und während der Fahrt beidseitig geschlossen zu halten. Für kurze Stationsaufenthalte sorgten nicht zuletzt die insgesamt drei Trittstufen, die mit nur je 23 Zentimetern Höhenunterschied vergleichsweise flach ausfielen.
Zudem waren Großraumwagen billiger in der Erhaltung und Wartung sowie leichter beleuchtbar, letzteres erfolgte in Wien per Gasbeleuchtung. Aufgrund der zahlreichen Tunnelabschnitte war die Beleuchtung auch tagsüber permanent in Betrieb.
Ein weiterer Vorteil der Großraumwagen war, dass sie im Winter einfacher beheizt werden konnten, hierbei fand eine Dampfheizung Verwendung. Ferner benötigten Züge mit Durchgangsmöglichkeit weniger Zugtoiletten, weil nicht alle Wagen im Zug damit ausgestattet sein mussten. Letztlich hatten die Wiener Stadtbahnzüge nur im ersten und letzten Wagen Aborte, sie waren vor allem aufgrund des Übergangs der Stadtbahnzüge auf die Westbahn und die Franz-Josefs-Bahn nötig.
Der hölzerne Wagenkasten der Stadtbahnwagen war mit Teakholz verkleidet, optisch folgte Wien dabei dem Londoner Vorbild. Ansonsten war diese Gestaltung damals eher ein Markenzeichen der CIWL-Teakholzwagen. Das edle Holz sollte die im Stadtgebiet offen sichtbaren Stadtbahnzüge möglichst attraktiv erscheinen lassen. Mit ihren Doppelfenstern samt Oberlichtern galten die Stadtbahnwagen zudem als ausgesprochene Aussichtswagen. Typisch für sie waren zudem die mit hellem Segeltuch bespannten Tonnendächer.
Der Wagenbedarf für das engere Stadtbahnnetz betrug an Wochentagen im Winter 250 und im Sommer 360 Stück, während an Sonn- und Feiertagen 600 Wagen benötigt wurden.

#### Andere Bauarten
Da die Stadtbahn auch den überwiegenden Teil des Nahverkehrs auf der Westbahn und der Franz-Josefs-Bahn bewältigen musste, stellten diese Bahnen der Stadtbahn 288 ihrer eigenen Wagen als Ausgleich zur Verfügung. Sie fanden vor allem im Stoßverkehr an Sonn- und Feiertagen Verwendung. Auch auf der Vorortelinie fuhren in den ersten Jahren in der Morgenspitze noch ältere Abteilwagen mit Laufbrettern, ebenso liefen in den Zügen vom Westbahnhof über Penzing, Oberlaa und Klein Schwechat nach Kaiserebersdorf und weiter über Zwischenbrücken und Brigittenau nach Heiligenstadt ältere Bauarten, darunter gleichfalls Abteilwagen. Eine weitere diesbezügliche Ausnahme bildete um 1930 herum der Einsatz von Südbahn-Zweiachsern auf der Vorortelinie.
Für Stadtbahnunglücke nahm die Wiener Freiwillige Rettungsgesellschaft ferner im Jahr 1900 eigens einen speziellen Eisenbahnambulanzwagen in Betrieb, der im Bahnhof Hauptzollamt stationiert war.

## Betriebsdienst

### Heizhäuser und Bekohlung
Stationiert waren die Dampflokomotiven der Wiener Stadtbahn hauptsächlich in den beiden für sie angelegten Heizhäusern in Heiligenstadt und Hütteldorf-Hacking, wobei die Heizhausleitung am 25. Mai 1899 von Heiligenstadt nach Hütteldorf-Hacking verlegt wurde. Während in Heiligenstadt eine für die damalige Zeit sehr moderne mechanische Kohlenausrüstanlage zur Verfügung stand, wurden die Maschinen in Hütteldorf-Hacking noch händisch mittels Körben bekohlt. Auf der Stadtbahn fanden folgende Sorten Lokomotivkohle Verwendung:
- Petrzkowitzer ungewaschene Förderkohle der Firma Guttmann aus Wien
- Libuschiner gewaschene Förderkohle der Prager Eisenindustrie-Gesellschaft und Böhmische Montangesellschaft aus Prag
- Buschtěhrader gewaschene Nusskohle I der Bahngesellschaften des Buschtěhrad-Kladnoer Kohlenreviers aus Prag
- Stückkoks der Wiener städtischen Gaswerke
- Staaber Austria und Austria I Mittel- und gewaschene Würfelkohle des Westböhmischen Bergbau-Aktienvereines aus Aussig a. d. Elbe in kleineren Quantitäten für die Dampftriebwagen
- Böhmische Braunkohle Mittel I und II der Brüxer Bergbaugesellschaft aus Aussig a. d. Elbe

Die Libuschiner und Buschtěhrader Kohlensorten wurden dabei als Mischkohle zur Petrzkowitzer Kohle verfeuert, die Brüxer Braunkohle als Zusatz zur Steinkohle bei Personen- und Güterzügen auf der Vorortelinie. Um die gefürchtete Rauchplage zu mildern, feuerte man ein Gemisch von 1/6 Koks, 1/3 Ostrauer- und 2/3 Förderkohle. Zeitweise mussten auch größere Mengen englischer Kohle importiert werden, die aber – ebenso wie die Kohle aus den entlegenen Landesteilen – wesentlich zur Steigerung der Regiefrachtgebühren für Lokomotivbrennstoff beitrug.

### Wasserversorgung
Ein Problem stellte anfangs die Bewässerung der Dampflokomotiven dar. Unter dem Einfluss des sehr harten Wiener Hochquellenwassers litten die Lokomotivkessel beträchtlich, es traten Kesselschäden auf. Dies führte zur weitgehenden Umstellung der Wasserversorgung auf Wientalwasser. Hierzu entstand in Breitensee ein Reservoir, das die Wasserversorgungsanlagen in den Stationen Hütteldorf-Hacking, Meidling-Hauptstraße und Hauptzollamt speiste. In Heiligenstadt wiederum erfolgte die Versorgung mit Donaukanalwasser.

### Sicherung der Zugfahrten

#### Streckensicherungsanlagen

1899 nachträglich eingerichteter Blockposten auf freier Strecke mit Bedienungsraum auf einer Brücke über den Gleisen, gelegen auf der Oberen Wientallinie, nahe der Firmiangasse

Sicherungstechnisch waren die Stadtbahnstrecken für 20 bis 24 Züge je Richtung ausgerüstet, das heißt alle drei bis zweieinhalb Minuten ein Zug. Die Wiener Anlage war somit anfangs fortschrittlicher als ihr Vorbild in Berlin, wo nur maximal 16 Züge stündlich fahren konnten. Erst ab 1905 wurde auch in der deutschen Hauptstadt eine Zugfolgezeit von zweieinhalb Minuten realisiert.
Jede Linie der Stadtbahn war durchgehend mit dem Streckenblocksystem von Siemens & Halske ausgerüstet. Die Blockposten für das Fahren in Raumdistanz mit Vormeldung befanden sich meist in den Stationen, dabei stand das Blocksignal in der Regel am Bahnsteigende. Einfahr- und Ausfahrsignale fanden hingegen nur bei Bahnhöfen mit mehreren Gleisen Verwendung. Vorsignale wurden nur in Ausnahmefällen bei nicht ausreichender Signalsicht aufgestellt. Nach damaligen Richtlinien waren dies Hauptsignale, die nicht auf Bremsweglänge sichtbar waren, dies betraf nur einzelne Blocksignale im Tunnelbereich.
Nur wo der Stationsabstand größer als 800 Meter war, mussten zusätzliche Blockstellen auf freier Strecke eingerichtet werden, teilweise nur für eine Fahrtrichtung. Bei diesen sogenannten Zwischenblöcken stand jedoch nur das Signal selbst auf freier Strecke, das vom Blockwärter der nächstgelegenen Station aus – zusammen mit dem Blocksignal in der Station – mitbedient wurde. Ursächlich hierfür waren vor allem Kostengründe. Abgesehen vom zusätzlich benötigten Personal hätten Zwischensignale, um auch im Bereich von Krümmungen oder Gefällbrüchen sichtbar zu sein, stellenweise in Tunneln oder auf Viadukten stehen müssen, wo ein Wärterposten nicht gut untergebracht werden konnte. Alle Blockbuden waren untereinander durch Fernsprecher verbunden, Morseschreiber waren nicht vorhanden.
Grundsätzlich bewährten sich die Sicherungsanlagen im Stadtbahnbereich sehr gut. Doch bereits nach kurzem Betrieb zeigte sich, dass an mehreren Stellen Erweiterungen notwendig waren. Somit ergab sich folgende Situation:
|                      | Zustand bei Eröffnung:                                                                                             | Nachträgliche Ergänzungen: |
| -------------------- | --- | --- |
| Obere Wientallinie:  | Streckenblock mit Blockposten in allen Haltestellen                                                                | * ab 1899 zusätzlicher Blockposten zwischen Hütteldorf-Hacking und Ober St. Veit (km 0,912) * ab 1900 zusätzlicher Blockposten für eine Fahrtrichtung zwischen Hietzing und Schönbrunn (km 3,850) * ab 1900 zusätzlicher Blockposten für eine Fahrtrichtung zwischen Hietzing und Schönbrunn (km 4,547) |
| Untere Wientallinie: | Streckenblock mit Blockposten in allen Haltestellen                                                                | * ab 1899 zusätzlicher Blockposten für eine Fahrtrichtung zwischen Meidling-Hauptstraße und Margarethengürtel (km 5,986) * ab 1900 zusätzlicher Blockposten zwischen Margarethengürtel und Pilgramgasse (km 7,138) * ab 1901 zusätzlicher Blockposten für eine Fahrtrichtung zwischen Meidling-Hauptstraße und Margarethengürtel (km 5,726) * ab 1901 zusätzlicher Blockposten zwischen Kettenbrückengasse und Karlsplatz (km 8,671) |
| Donaukanallinie:     | Streckenblock mit Blockposten in allen Haltestellen, zusätzlicher Posten zwischen Brigittabrücke und Heiligenstadt | keine |
| Gürtellinie:         | Streckenblock mit Blockposten in allen Haltestellen, ausgenommen Alser Straße und Währinger Straße                 | * ab 1899 zusätzlicher Blockposten für eine Fahrtrichtung zwischen Meidling-Hauptstraße und Gumpendorfer Straße (km 0,641) * ab 1900 in den Haltestellen Alser Straße und Währinger Straße je ein zusätzlicher Blockposten für eine Fahrtrichtung * ab 1901 zusätzlicher Blockposten an der Abzweigstelle Nußdorfer Straße (km 7,279)                                                                                                |
| Verbindungsbogen:    | Streckenblock mit je einem Blockposten pro Fahrtrichtung                                                           | keine |
| Vorortelinie:        | kein Streckenblock und keine Blockstellen                                                                          | * ab 1899 Streckenblock mit Blockposten in allen Stationen von Penzing bis Ottakring sowie von Gersthof bis Heiligenstadt * ab 1907 Streckenblock mit Blockposten in allen Stationen von Ottakring bis Gersthof |

Bei der Wiener Stadtbahn enthielten die Blockapparate drei Blockfelder je Fahrtrichtung, davon zwei Wechselstromblockfelder und eine mit einem Relais versehene Auslösevorrichtung. Ein Wechselstromblockfeld diente der Freigabe des in der Fahrtrichtung rückwärts gelegenen Blocksignals, das zweite zum Verschließen des eigenen und zur Vormeldung zum in Fahrtrichtung nächsten Blockposten. Die Auslösevorrichtung verhinderte das Niederdrücken der Blocktasten des auf Halt stehenden eigenen Blocksignals, so lange der Zug nicht die – hinter dem Blocksignal gelegene – isolierte Schiene befuhr. Dadurch erreichte man, dass Blockvorgänge nur in Abhängigkeit von einer Zugfahrt durchgeführt werden konnten. Dieses Streckenblocksystem wurde erstmals bei der Wiener Stadtbahn eingeführt und stand auch 1988 noch auf einigen ÖBB-Strecken in Verwendung.

#### Bahnhofssicherungsanlagen

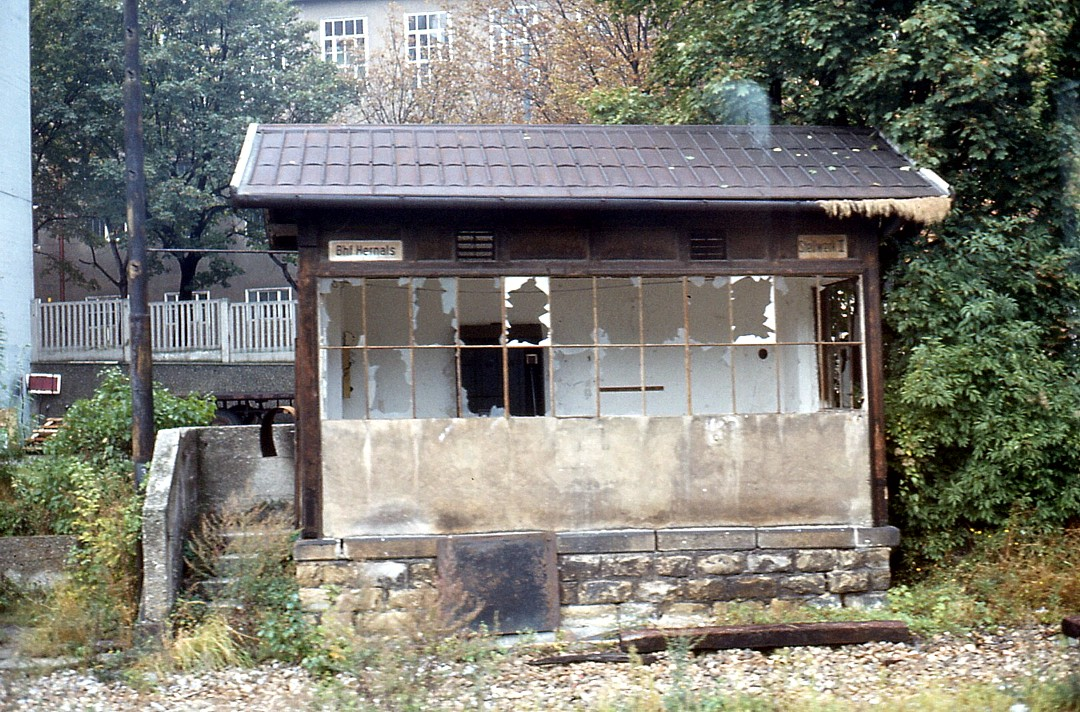
Stellwerk I des Bahnhofs Hernals, 1982

In den Bahnhöfen Brigittabrücke, Ottakring, Hernals und Gersthof fanden noch klassische mechanische Stellwerke Verwendung, die zuvor auch auf allen anderen Bahnhöfen der Staatsbahn zum Einsatz kamen. Bei der Wiener Stadtbahn gelangte dabei einheitlich die Bauform 4079c der Wiener Maschinenfabrik Stephan von Götz & Söhne mit Blockwerken von Siemens & Halske zum Einsatz. Außer Brigittabrücke erhielt jeder Bahnhof Stellwerke, die im jeweiligen Weichenbereich angeordnet waren, sie wurden mit einer Bahnhofsblockung nach den Rank`schen Schaltungen ausgerüstet. Diese hatten die Aufgabe, die Fahrstraßenauflösung nur durch den diensthabenden Verkehrsbeamten zu ermöglichen. Die Weichen und Signale wurden bei diesen mechanischen Stellwerken mittels Doppeldrahtzugleitungen betätigt. Die Ein- und Ausfahrsignale der Bahnhöfe arbeiteten mit der Streckenblockeinrichtung zusammen.
Zwei weitere mechanische Stellwerke befanden sich an den Abzweigstellen Nußdorfer Straße, im Winkel zwischen der Gürtellinie und dem dort abzweigenden Verbindungsbogen, und Praterstern.
Im Gegensatz dazu verfügten die stärker frequentierten Bahnhöfe Hauptzollamt, Heiligenstadt, Hütteldorf-Hacking, Meidling-Hauptstraße, Michelbeuern und Penzing bereits von Beginn an über – damals hochmoderne – elektromechanische Stellwerke der Bauart Siemens & Halske. Die Bauform der elektromechanischen Stellwerke wurde deshalb gewählt, weil sie einfach zu bedienen war und die Betätigung der kleinen Schalter auch bei häufigem Weichenstellen zu keiner Ermüdung der Stellwerksbediener führte. Sie wurde zuvor erst in insgesamt sechs Bahnhöfen überhaupt angewandt. Insbesondere mit der allerersten solchen Anlage, die 1895 in Prerau in Betrieb ging, machte man gute Erfahrungen. Da die Bauart noch neu war, wurden die meisten Anlagen erst nach Aufnahme des Stadtbahnbetriebs fertiggestellt, in Heiligenstadt beispielsweise erst am 14. April 1901. Bis zur jeweiligen Inbetriebnahme bestanden provisorische Sicherungsanlagen. Laut dem Centralblatt der Bauverwaltung sollte gemäß Planungsstand von 1899 auch der Bahnhof Brigittabrücke mit einem modernen Kraftstellwerk ausgestattet werden, erhielt bei seiner Eröffnung 1901 letztlich aber doch nur eine herkömmliche mechanische Anlage.

#### Signale
Die Wiener Stadtbahn verwendete grundsätzlich die gleichen Formsignale, wie sie damals bei der österreichischen Eisenbahn üblich waren, das heißt Masten mit runden Klappscheiben als Distanzsignale, Masten mit viereckigen Klappscheiben als Rangier- und Vorsignale sowie Masten mit einem oder zwei Signalarmen als Fahrsignale. Jedoch erforderten die vielen Brücken und Einschnitte einige Sonderkonstruktionen. So wurde beispielsweise auf den Tiefbahnstrecken auf Signalmaste verzichtet, stattdessen war an der Stützmauer eine gusseiserne Konsole befestigt, die das Oberteil des Signals trug. Auf den Brücken wurden die Signale mit speziellen Füßen direkt auf die Brückentragwerke geschraubt. Eine vollständige Neuentwicklung stellten hingegen die Signale auf den Tunnelabschnitten dar. Während im übrigen Streckennetz Petroleum-betriebene Signallampen Verwendung fanden, vor der die mechanisch betätigten Blenden mit den Farbscheiben vorbeibewegt wurden, besaß die Stadtbahn von Beginn an moderne Lichtsignale. Bei diesen waren vor elektrischen Glühlampen fest eingebaute Farbscheiben vorhanden. Die verschiedenen Signalbegriffe wurden durch Einschalten der jeweiligen Lampe erreicht. Diese einfachsten Lichtsignale stellen die älteste bekannte Anwendung von Einzellichtpunktsignalen dar und gelten als Vorläufer aller modernen Lichtsignale. Die Signalfarben entsprachen ebenfalls den damaligen österreichischen Gepflogenheiten, das heißt Rot: Halt, Weiß: Frei, Grün: Vorsicht und Blau: Verschubhalt.
Eine sicherungstechnische Besonderheit der Dampfstadtbahn war – wiederum nach Berliner Vorbild – das Dreilicht-Spitzensignal, welches in den beiden Hauptstädten bereits Jahrzehnte vor der landesweiten Einführung per Gesetz Verwendung fand. Analog dazu bestand auch das Zugschlusssignal aus drei rot leuchtenden Laternen.

### Fahrtenangebot

Zeitgenössische Reklame für die Wiener Stadtbahn aus dem Jahr 1902

Eine Übersicht über das Fahrtenangebot der Stadtbahn in den ersten zwölf Betriebsjahren gibt folgende Tabelle, wobei die Vorortelinie deutlich hinter den anderen Streckenabschnitten zurückfiel:
| Personenzüge pro Tag | 1898 | 1899 | 1900 | 1901 | 1902 | 1903 | 1904 | 1905 | 1906 | 1907 | 1908 | 1909 |
| -------------------- | ---- | ---- | ---- | ---- | ---- | ---- | ---- | ---- | ---- | ---- | ---- | ---- |
| Obere Wientallinie:  | 123  | 222  | 351  | 356  | 390  | 387  | 380  | 379  | 403  | 426  | 433  | 431  |
| Untere Wientallinie: | –    | 254  | 237  | 243  | 273  | 282  | 283  | 283  | 299  | 311  | 313  | 313  |
| Donaukanallinie:     | –    | –    | –    | 262  | 273  | 282  | 283  | 283  | 299  | 326  | 377  | 378  |
| Gürtellinie:         | 123  | 147  | 192  | 215  | 243  | 244  | 243  | 243  | 248  | 258  | 270  | 273  |
| Vorortelinie:        | 038  | 048  | 058  | 058  | 060  | 062  | 062  | 062  | 076  | 065  | 066  | 067  |

Die Dampfstadtbahn verkehrte dabei täglich von 5:00 bis 23:00 beziehungsweise 24:00 Uhr. Der Hauptverkehr fand zwischen 7:00 und 9:00 Uhr statt. Zwischen 9:00 und 16:00 Uhr, am Gürtel bis 17:00 Uhr, und ab 21:00 Uhr war der Betrieb eingeschränkt. Die zwei verschiedenen Angaben für den Betriebsschluss ergeben sich aus der Tatsache, dass in der letzten Stunde des Tages die betrieblich nötigen Überführungsfahrten von Lokomotiven und Wagen stattfanden, die jedoch ausdrücklich für Fahrgäste freigegeben waren. Ein Zuwarten der Stadtbahnzüge auf verspätete Anschlusszüge fand nicht statt. Die im Bahnhof Meidling-Hauptstraße endenden und beginnenden Züge hatten durch die, im Fahrplan kursiv gedruckten, direkten Züge auf der Wientallinie jeweils Anschluss nach und von Hütteldorf-Hacking.

### Intervalle
Die Zugfolge der Dampfstadtbahn betrug auf den wichtigsten Strecken drei bis elf Minuten, auf der Vorortelinie elf bis 53 Minuten und auf der Verbindungsbahn 14 bis 18 Minuten. Die mittlere Zugfolge betrug auf der Unteren Wientallinie sieben Minuten und auf der Gürtellinie acht Minuten, während in den Stoßzeiten alle zwei bis drei Minuten ein Zug fuhr. Im Lastenheft für die Stadtbahnlokomotiven waren 20 bis 22 Züge stündlich gefordert. Gemäß einer weiteren Quelle betrug die jeweils kürzeste Zugfolge mit Aufnahme des Vollbetriebs am 6. August 1901 auf der Oberen Wientallinie drei Minuten, auf der Unteren Wientallinie sowie der Donaukanallinie sechs Minuten und auf der Gürtellinie sowie der Verbindungsbahn zwölf Minuten.

### Fahrzeiten

Fahrplan der Vorortelinie in Hendschels Telegraph, Mai 1914

Eine Übersicht über die Fahrzeiten der Dampfstadtbahn, deren durchschnittliche Reisegeschwindigkeit je nach Quelle 20 oder 20 bis 21 km/h betrug, sowie im Vergleich dazu die Fahrzeiten der heute auf den entsprechenden Strecken verkehrenden Verkehrsmittel gibt folgende Tabelle:
| Relation                                              | 1. Mai 1914              | 10. Dezember 2017                                |
| ----------------------------------------------------- | ------------------------ | ------------------------------------------------ |
| Heiligenstadt <> Hütteldorf-Hacking via Hauptzollamt: | 44–48 Minuten 45 Minuten | 29 Minuten                                       |
| Heiligenstadt <> Hütteldorf-Hacking via Gürtellinie:  | 37–43 Minuten 40 Minuten | kein Vergleich möglich, da teilweise stillgelegt |
| Heiligenstadt <> Hütteldorf-Hacking via Vorortelinie: | 26–28 Minuten            | 20–23 Minuten                                    |
| Verbindungsbahn:                                      | 5 Minuten                | 3 Minuten                                        |
| Verbindungsbogen:                                     | 4–5 Minuten              | stillgelegt                                      |

### Bedienung weiterer Eisenbahnstrecken durch Stadtbahnzüge

#### Lokalstrecken

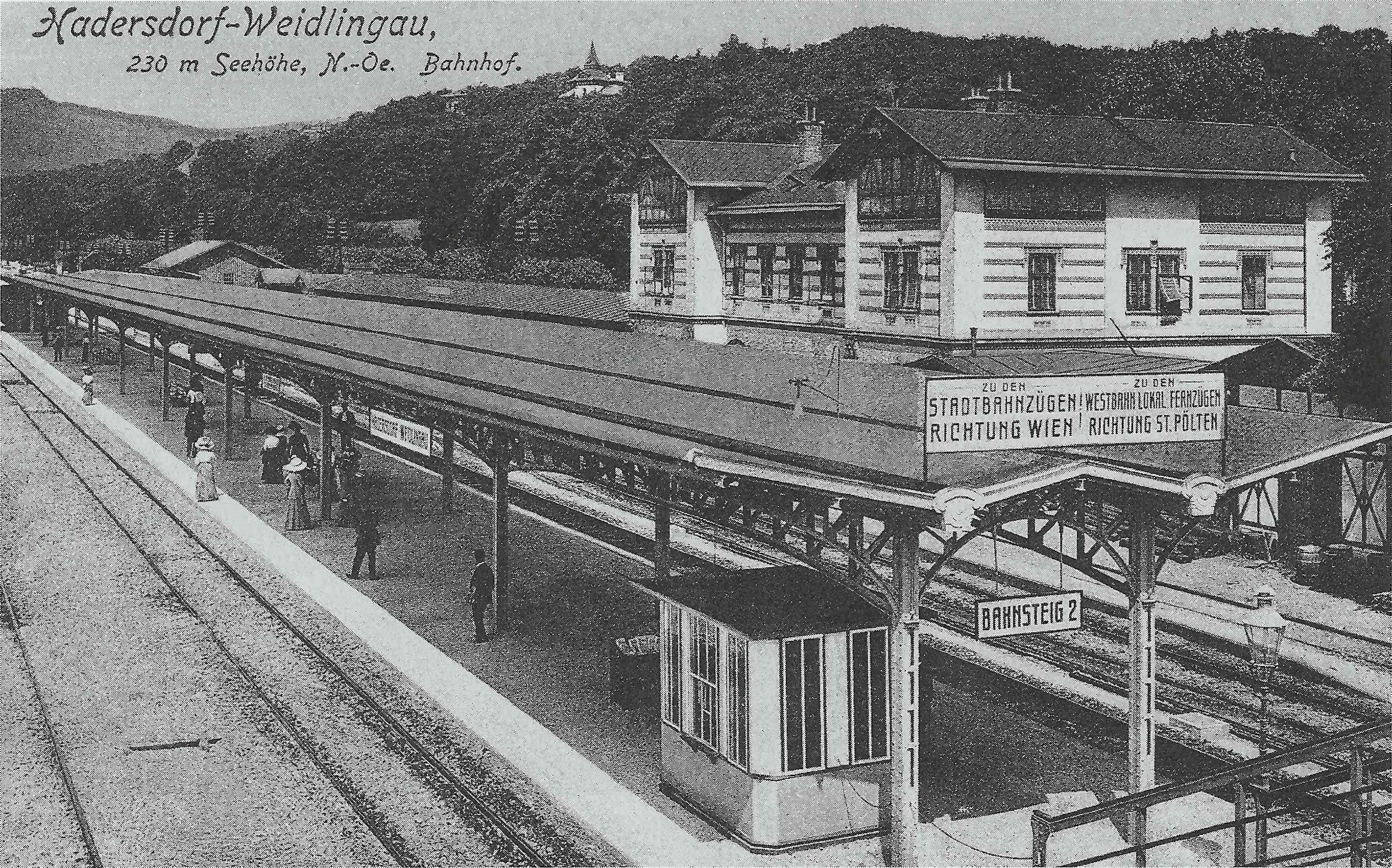
Der Bahnhof Hadersdorf-Weidlingau mit Hinweis auf die Stadtbahnzüge Richtung Wien

Ein Stadtbahnzug in Richtung Wien im Bahnhof Tullnerbach-Preßbaum, um 1910

Obwohl außerhalb des engeren Netzes gelegen, ist diese Postkarte mit Stadtbahnstation Kahlenbergerdorf beschriftet, am rechten Bildrand das für die Stadtbahn erbaute zusätzliche Aufnahmsgebäude

| Hütteldorf-Hacking Hütteldorf‑Bad Hadersdorf-Weidlingau Weidlingau‑Wurzbachtal Purkersdorf Sanatorium Purkersdorf Purkersdorf‑Gablitz Unter Tullnerbach Tullnerbach‑Preßbaum Dürrwien Rekawinkel Eichgraben‑Altlengbach Unter Oberndorf Maria Anzbach Hofstatt Neulengbach Markt Neulengbach | 32,160 Kilometer | Die Züge der Oberen Wientallinie wechselten, aus Richtung Meidling-Hauptstraße kommend, ab 1899 in Hütteldorf-Hacking vereinzelt auf die Westbahn, auf der sie teils weit über die Stadtgrenze Wiens hinaus fuhren. Im Fahrplan vom 1. Mai 1903 beispielsweise betraf dies 15 Zugpaare, davon zehn bis und ab Purkersdorf – heute Unter Purkersdorf, zwei bis und ab Rekawinkel und drei bis und ab Neulengbach. Auf diese Weise bediente die Stadtbahn über Hütteldorf-Hacking hinaus 17 weitere Stationen. Die Verknüpfung mit der Westbahn war insbesondere für den starken Ausflugsverkehr in den Wienerwald relevant und führte in den Jahren 1908 bis 1910 zum viergleisigen Ausbau des 5,993 Kilometer langen Abschnitts Hütteldorf-Hacking – Purkersdorf, der bis dahin nur zwei Gleise aufwies. Nach mehreren Bauunterbrechungen gingen die beiden sogenannten Nahstreckengleise für die Stadtbahn letztlich am 27. April 1911 in Betrieb. Zuvor kam es auf der Westbahn ständig zu wechselseitigen Behinderungen durch Nah- und Fernzüge, die den Ausbau unerlässlich machten. Es fand linienreiner Betrieb statt, das heißt, das neue südliche Gleispaar blieb ausschließlich der Stadtbahn vorbehalten. In diesem Zusammenhang wurde auch der Bahnhof Hadersdorf-Weidlingau umfangreich erweitert, wobei fortan zwei Bahnsteiggleise für die Stadtbahn und zwei weitere Bahnsteiggleise sowie ein Durchfahrtsgleis für die übrigen Züge der Westbahn reserviert waren. |
| Wien Heiligenstadt Wien Nußdorf Kahlenbergerdorf Klosterneuburg‑Weidling Klosterneuburg‑Kierling Unter Kritzendorf Kritzendorf Höflein (Donau) Greifenstein‑Altenberg St. Andrä‑Wördern Zeiselmauer‑Königstetten Langenlebarn Tulln                                                          | 30,372 Kilometer | Schon im Eröffnungsjahr 1898 fuhr ein Teil der Stadtbahnzüge – von der Gürtellinie oder der Donaukanallinie kommend – auf der Franz-Josefs-Bahn donauaufwärts bis in den Wiener Stadtteil Kahlenbergerdorf, der aus diesem Grund damals ein neues flussseitiges Aufnahmsgebäude erhielt. Ab 1899 verkehrte die Stadtbahn auch über die Stadtgrenze hinweg nach Tulln, wobei jeder zweite Zug nur bis Klosterneuburg fuhr. Laut Fahrplan vom 1. Mai 1903 verkehrten zusammen 23 Zugpaare der Donaukanallinie über Heiligenstadt hinaus, davon neun bis Kritzendorf, acht bis St. Andrä-Wördern und sechs bis Tulln an der Donau. An Sonn- und Feiertagen verkehrten drei zusätzliche Zugpaare bis Kritzendorf. Auch die Verknüpfung mit der Franz-Josefs-Bahn diente dem Ausflugsverkehr in den Wienerwald, war darüber hinaus aber auch für die Erschließung der Strandbäder an der Donau bedeutsam, darunter vor allem das Strombad Kritzendorf. Auf diese Weise bediente die Stadtbahn über Heiligenstadt hinaus zwölf weitere Stationen. Gemäß der Zeitschrift des österreichischen Ingenieur- und Architekten-Vereines vom 8. Jänner 1897 war damals sogar der noch weiter entfernte Bahnhof Absdorf-Hippersdorf als Endpunkt einzelner Stadtbahnzüge geplant, dazu kam es aber letztlich nie. |

#### Äußeres Netz im Wiener Stadtgebiet

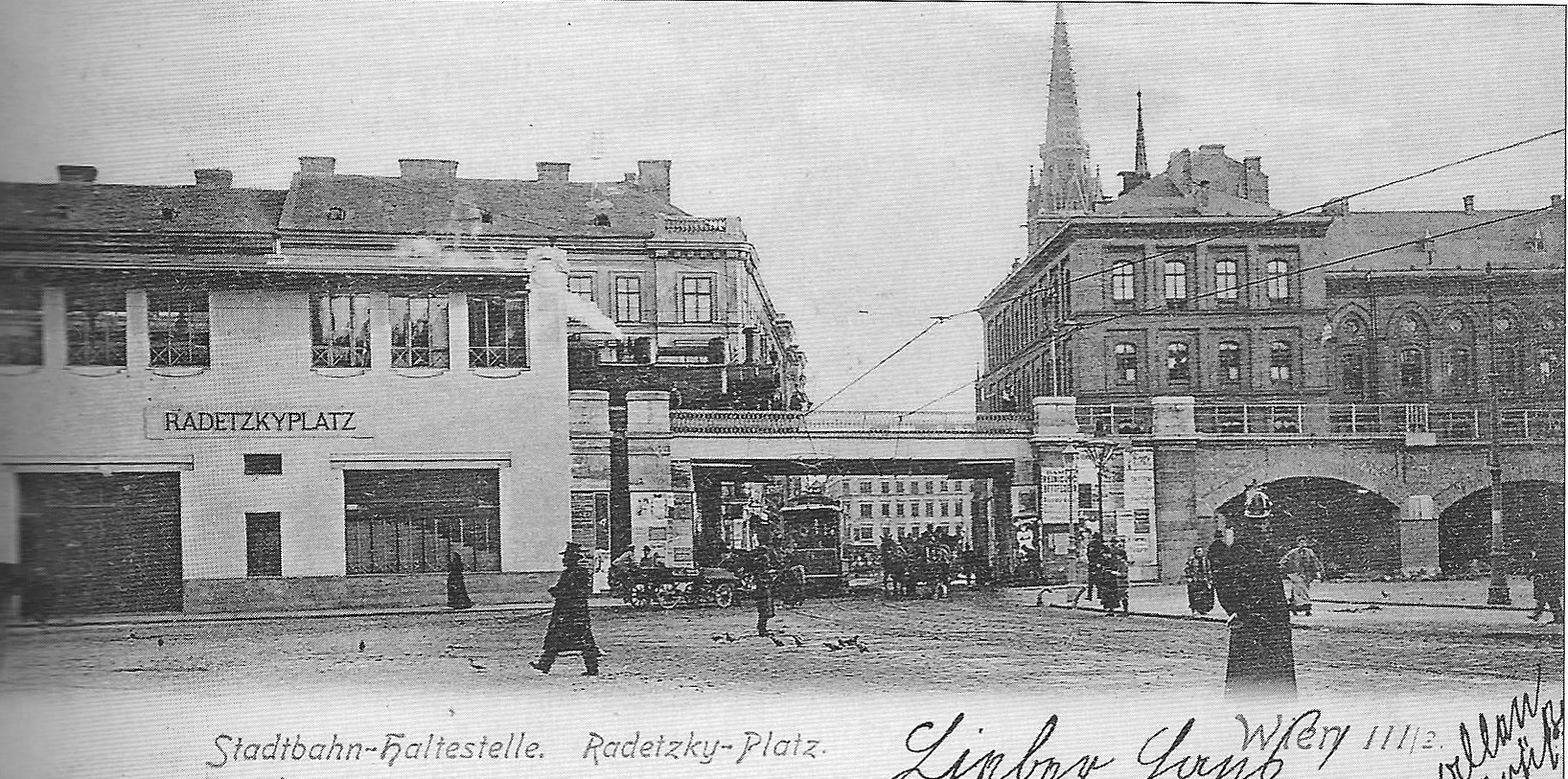
Die Haltestelle Radetzkyplatz

Die Station Praterstern mit dem Riesenrad im Hintergrund

Netzplan mit exakter Unterscheidung zwischen Engerem Netz, Weiterem Netz und Anschlussbahnen

Netzplan von 1905 mit dem Planungsstand der 1890er Jahre, danach gehörte Hauptzollamt–Praterstern noch zum blauen engeren Netz, während Heiligenstadt–Brigittenau-Floridsdorf dem roten äußeren Netz zugeordnet war

Gesamtnetz um 1900 unter Einbeziehung des Franz-Josefs-Bahnhofs und des Aspangbahnhofs

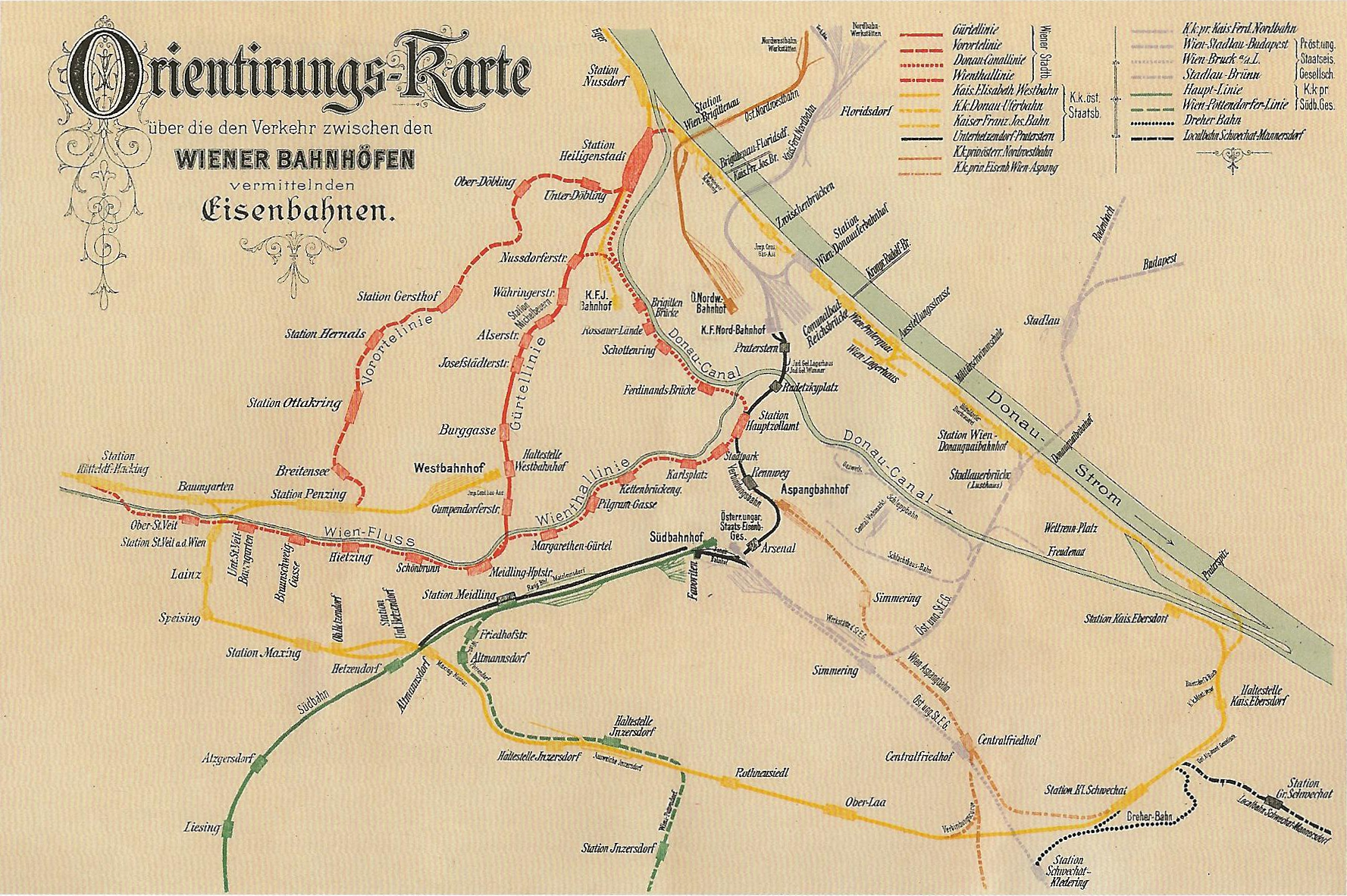
Orientirungs-Karte über die den Verkehr zwischen den Wiener Bahnhöfen vermittelnden Eisenbahnen aus dem Jahr 1902

Stadtbahnnetz inklusive des jetzt viergleisigen Abschnitts bis Purkersdorf, veröffentlicht 1923 in der Enzyklopädie des Eisenbahnwesens von Victor von Röll

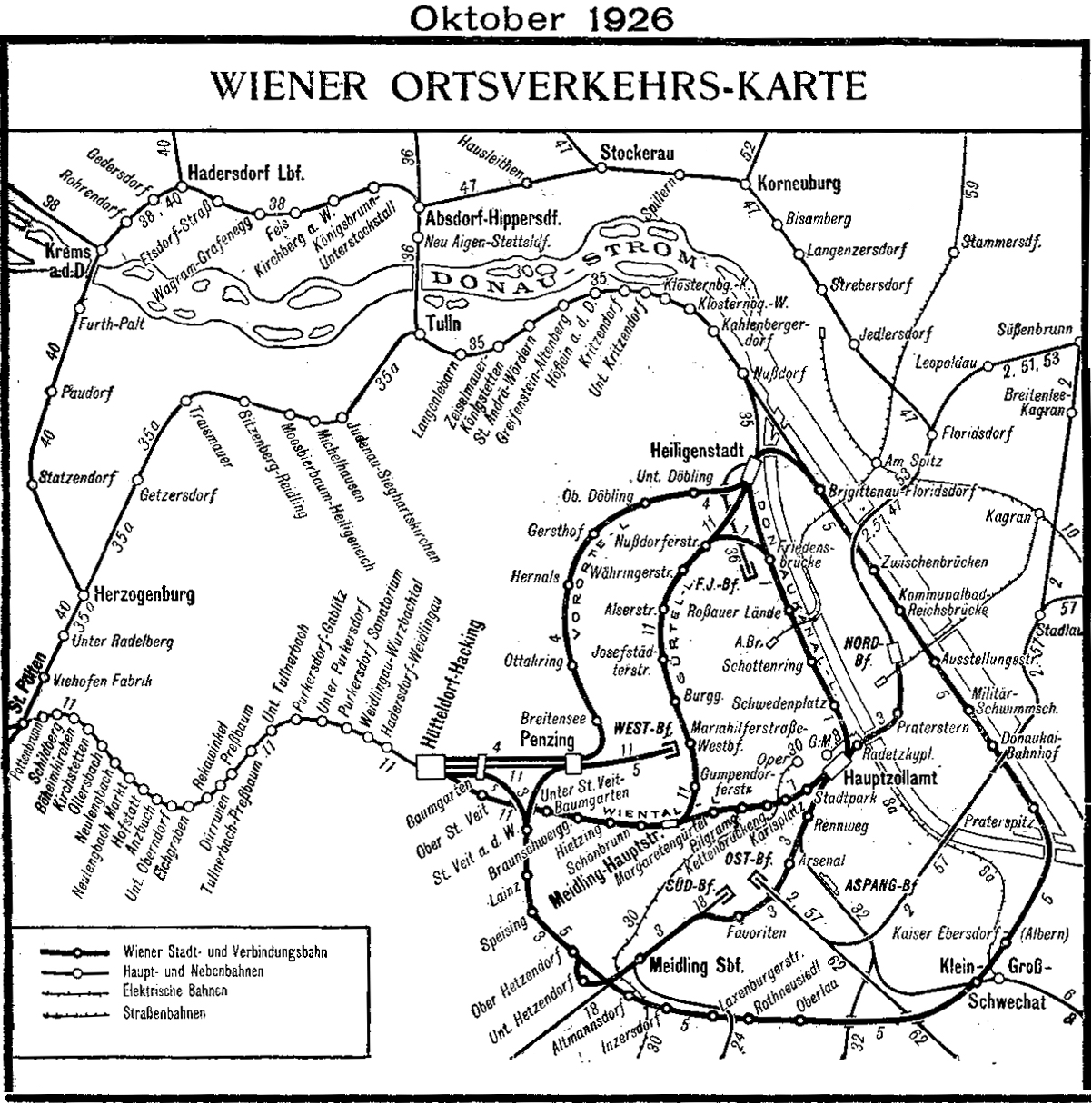
Gesamtnetz der Wiener Stadt- und Verbindungsbahn im Oktober 1926

Innerhalb Wiens bedienten die Stadtbahnzüge über das engere Netz hinaus weitere Eisenbahnstrecken, die alle schon vor 1898 existierten. Hierbei sprach man vom Äußeren Netz oder Weiteren Netz. Es war mit zusammen 51,081 Kilometern länger als das engere Stadtbahnnetz selbst. Die Ergänzungsstrecken waren zwar nicht als Stadtbahnlinien deklariert, verkehrsmäßig jedoch in das Stadtbahnsystem eingebunden.
| Hauptzollamt Radetzkyplatz Praterstern | 1,250 Kilometer  | Der schon 1859 eröffnete Teil der Verbindungsbahn wurde im Kontext mit der Stadtbahn auch Praterlinie oder Linie in den II. Bezirk genannt. Hierbei handelte es sich ursprünglich um eine provisorische Bezeichnung, die mit dem Bau der Donaustadtlinie entfallen wäre. Der Abschnitt Hauptzollamt–Praterstern wurde ab dem 30. Juni 1899 – dem Eröffnungstag der Unteren Wientallinie – von Stadtbahnzügen bedient, war in den Stadtbahntarif integriert und stellte den am dichtesten befahrenen Abschnitt des äußeren Netzes dar. Ausnahmsweise wurden deshalb die beiden bestehenden Stationen Radetzkyplatz (RP) und Praterstern (PS), als einzige im äußeren Netz, von Otto Wagner gemäß Stadtbahnstandards umgebaut. In der Planungsphase in den 1890er Jahren gehörte der Abschnitt Hauptzollamt–Praterstern ebenfalls noch zum engeren Stadtbahnnetz, er sollte hierfür dreigleisig ausgebaut werden. Da dadurch aber die Helenengasse stark verengt worden wäre, regte sich dagegen Widerstand. Letztlich ergab eine neuerliche Prüfung des Fahrplans, dass nur ein Ausziehgleis zwischen Hauptzollamt und Radetzkyplatz notwendig war, um den Güterzügen die Durchfahrt des Bahnhofs Hauptzollamt ohne Störung der Reisezüge zu gestatten. Unabhängig davon mussten für den dichten Stadtbahnbetrieb die Viadukte saniert und verstärkt sowie die Sicherungsanlagen erneuert werden. Auf der Verbindungsbahn verkehrten zunächst von der Unteren Wientallinie her durchgebundene Züge. Ab Inbetriebnahme der Donaukanallinie im August 1901 wechselten die aus Richtung Meidling-Hauptstraße kommenden Züge dann aber nur noch zu einem sehr kleinen Teil auf die Verbindungsbahn, wobei überwiegend Pendelzüge zwischen Hauptzollamt und Praterstern die entfallenen Verbindungen ersetzten, die mit je einer Lokomotive an beiden Zugenden bespannt waren. Im Fahrplan vom 1. Mai 1901 verkehrten zwischen Hauptzollamt und Praterstern noch 280 Züge, Stand 1. Mai 1903 waren es dann nur noch 264. |
| Penzing Baumgarten Hütteldorf-Hacking | 3,293 Kilometer  | Die aus Richtung Norden kommenden Züge der Vorortelinie fuhren über den Bahnhof Penzing hinaus auf der Westbahn bis Hütteldorf-Hacking, um dort einen direkten Anschluss zur Oberen Wientallinie herzustellen. Allerdings erhielten sie hierzu nördlich der beiden Westbahngleise eine eigenständige Trasse. Hierbei stand anfangs nur ein Gleis zur Verfügung, bevor zum 30. Juni 1899 auch das zweite Gleis in Betrieb ging, womit der betreffende Abschnitt fortan viergleisig war. In Hütteldorf-Hacking stand den Zügen der Vorortelinie exklusiv das für sie errichtete rechtsseitige Aufnahmsgebäude zur Verfügung, während das sogenannte flussseitige Aufnahmsgebäude der Westbahn und der Oberen Wientallinie diente. Zwischen Penzing und Hütteldorf-Hacking wurde außerdem noch die Haltestelle Baumgarten eingehalten, nicht zu verwechseln mit der Station Unter St. Veit an der Oberen Wientallinie, die ursprünglich Unter St. Veit-Baumgarten hieß. Die Station an der Westbahn ging bereits 1881 in Betrieb, sie hieß ab 1. Mai 1939 Baumgartenstraße und entfiel schließlich 1950 mangels Inanspruchnahme. Das sogenannte Vorortegleis zwischen Penzing und Hütteldorf-Hacking gehörte in der Planungsphase ebenfalls noch zum engeren Netz, gelangte letztlich aber nicht in den Besitz der Commission für Verkehrsanlagen in Wien. Dies hatte zur Folge, dass diese für diesen Abschnitt Streckennutzungsgebühren an die Staatsbahn entrichten musste. |
| Brigittenau-Floridsdorf Zwischenbrücken Communalbad‑Reichsbrücke Ausstellungsstraße Militär-Schwimmschule Donauquai-Bahnhof Praterspitz Kaiser Ebersdorf (Albern) Klein-Schwechat Ober-Laa Rothneusiedl Laxenburgerstraße Inzersdorf Altmannsdorf Ober Hetzendorf Maxing Speising Lainz Sankt Veit an der Wien Penzing Westbahnhof | 35,776 Kilometer | In Brigittenau-Floridsdorf gingen bestimmte Stadtbahnzüge der Vorortelinie auf die Donauuferbahn über, die vor 1898 noch keinen Personenverkehr aufwies. Sie fuhren zunächst bis zur ehemaligen Haltestelle Lagerhaus auf dem heutigen Messegelände. Außerdem verkehrten zwischen Juni und September sogenannte Bäderzüge bis zur ehemaligen Haltestelle Praterspitz an der Einmündung des Donaukanals in die Donau. In späteren Jahren wurden diese Zugläufe noch weiter verlängert, wobei sie über die Donauländebahn und die Verbindungsbahn teilweise sogar den Westbahnhof erreichten. Alternativbezeichnungen für diesen Ringverkehr lauteten Äußere Gürtelbahn, Nordring oder Nordringlinie. |
| Hauptzollamt Rennweg Arsenal Favoriten Meidling Unter-Hetzendorf Ober Hetzendorf Maxing Speising Lainz Sankt Veit an der Wien Baumgarten Hütteldorf Hacking | 15,014 Kilometer | Im Bahnhof Hauptzollamt fuhren die aus nördlicher Richtung kommenden Stadtbahnzüge teilweise auf der heutigen Stammstrecke der S-Bahn sowie der anschließenden Bahnstrecke Wien Meidling–Wien Penzing weiter bis Hütteldorf-Hacking. Die Verbindung Hauptzollamt–Hütteldorf-Hacking wurde im Kontext mit der Stadtbahn auch als Südring oder Südringlinie bezeichnet. Vereinzelt verkehrten außerdem Pendelzüge zwischen Westbahnhof und Unter Hetzendorf, die somit eine Kombination aus Nord- und Südringlinie darstellten. |

Hinweis: bei den Kilometerangaben in der obigen Tabelle wird der 4,252 Kilometer lange Abschnitt Ober Hetzendorf–Sankt Veit an der Wien doppelt aufgeführt.

## Verkehrsdienst

### Wagenklassen

Hinweisschild „HIER HÄLT DIE II. CLASSE“ in der Station Nußdorfer Strasse

Analog zu Berlin bot auch die Wiener Stadtbahn ihren Fahrgästen zwei verschiedene Wagenklassen an. Die um die Hälfte teurere II. Klasse wies dabei gepolsterte Sitzbänke in 2+2-Anordnung mit Armlehnen auf, im Gegensatz dazu reisten die Fahrgäste der III. Klasse auf Holzsitzbänken in 3+2-Anordnung und ohne Armlehnen. Auch das Interieur der Polsterklasse war etwas edler gestaltet, zudem war sie besser beleuchtet. In den Stationen standen den Fahrgästen der besseren Klasse zudem separate Wartesäle zur Verfügung. Jedoch spielte die II. Klasse im Stadtverkehr nur eine untergeordnete Rolle, da sie auf kurzen Strecken kaum nachgefragt war. In den ersten elf Betriebsjahren ergab sich folgendes Verhältnis:
|                                                       | 1898  | 1899  | 1900  | 1901  | 1902  | 1903  | 1904  | 1905  | 1906  | 1907  | 1908  |
| ----------------------------------------------------- | ----- | ----- | ----- | ----- | ----- | ----- | ----- | ----- | ----- | ----- | ----- |
| Prozentualer Anteil der Reisenden in der II. Klasse:  | 04,01 | 04,79 | 05,67 | 06,65 | 06,68 | 06,98 | 08,05 | 08,20 | 07,90 | 07,70 | 07,80 |
| Prozentualer Anteil der Reisenden in der III. Klasse: | 95,99 | 95,21 | 94,33 | 93,35 | 93,32 | 93,02 | 91,95 | 91,80 | 92,10 | 92,30 | 92,20 |

1913 fuhren 3,3 Millionen Stadtbahnfahrgäste in der II. Klasse, während sich 44,1 Millionen Reisende für die III. Klasse entschieden. Und trotz des höheren Fahrpreises war auch die II. Klasse defizitär, sie erbrachte jährlich nur 720.000 Kronen Einnahmen bei 890.000 Kronen Auslagen. In der III. Klasse waren es 3,8 Millionen Kronen Einnahmen bei 4,83 Millionen Kronen Auslagen. Auf der ohnehin gering nachgefragten Vorortelinie wurde die Polsterklasse daher schon am 1. September 1904 abgeschafft. Seitens des Betreibers hieß es dabei 1914 ausdrücklich: „Auf der Vorortelinie berechtigen alle Fahrtausweise 2. Klasse nur zur Fahrt in der 3. Klasse.“
Die noch weniger nachgefragte I. Klasse war hingegen bei der Stadtbahn bewusst nicht vorgesehen, auch diesbezüglich folgte Wien einmal mehr dem Berliner Vorbild. Ursächlich hierfür war die begrenzte Bahnsteiglänge im großstädtischen Umfeld. Sie ließ ohnehin nur vergleichsweise kurze Züge zu, deren Fassungsvermögen nicht noch weiter eingeschränkt werden sollte. Zudem ergab sich dadurch der Vorteil einer weiteren Verringerung der mitgeführten Totlast. Im Zusammenhang mit der Eröffnung der Stadtbahn entfiel die I. Klasse ferner auch im Vorortverkehr auf der Westbahn und der Franz-Josefs-Bahn. Darüber hinaus waren auch spezielle Frauenabteile bei der Wiener Stadtbahn ausdrücklich nicht vorgesehen.

### Zugnummern
Die Personenzüge der Wiener Dampfstadtbahn hatten vierstellige Zugnummern, die wie folgt codiert waren:
| Strecke                      | Nummernblock  | ungerade Nummern                                     | gerade Nummern                                       |
| ---------------------------- | ------------- | ---------------------------------------------------- | ---------------------------------------------------- |
| Obere Wientallinie           | 1xxx und 3xxx | Richtung Hütteldorf-Hacking                          | Richtung Meidling-Hauptstraße                        |
| Untere Wientallinie          | 1xxx und 3xxx | Richtung Meidling-Hauptstraße                        | Richtung Hauptzollamt                                |
| Donaukanallinie              | 1xxx und 3xxx | Richtung Hauptzollamt                                | Richtung Heiligenstadt                               |
| Gürtellinie                  | 1xxx und 3xxx | Meidling-Hauptstraße                                 | Richtung Heiligenstadt                               |
| Praterlinie                  | 2xxx          | Richtung Hauptzollamt                                | Richtung Praterstern                                 |
| Verbindungsbogen             | 3xxx          | Richtung Abzweigstelle Nußdorfer Straße              | Richtung Brigittabrücke                              |
| Vorortelinie                 | 4xxx          | Richtung Hütteldorf-Hacking                          | Richtung Heiligenstadt                               |
| Südringlinie                 | 5xxx          | Hütteldorf-Hacking > Meidling Praterstern > Meidling | Meidling > Hütteldorf-Hacking Meidling > Praterstern |
| Nordringlinie                | 6xxx          | Richtung Heiligenstadt                               | Richtung Westbahnhof                                 |
| Südringlinie / Nordringlinie | 7xxx          | Richtung Unter Hetzendorf                            | Richtung Westbahnhof                                 |

Die Züge im Ringverkehr via Verbindungsbogen mussten dabei im Bahnhof Brigittabrücke aus systematischen Gründen ihre Zugnummer wechseln, gleiches galt für die Züge der Nordringlinie im Bahnhof Meidling.

### Tarifsystem und Fahrpreise

#### Allgemeines

Zettelfahrkarte der damals so genannten Wiener Stadt- und Verbindungsbahn zu 30 Heller, gültig für die zweite Preiszone in der II. Klasse, ausgegeben in Unter-Döbling

Edmondsonsche Kartonkarte von 1903 zu 20 Heller, gültig für die zweite Preiszone in der III. Klasse, ausgegeben im Bahnhof Hauptzollamt

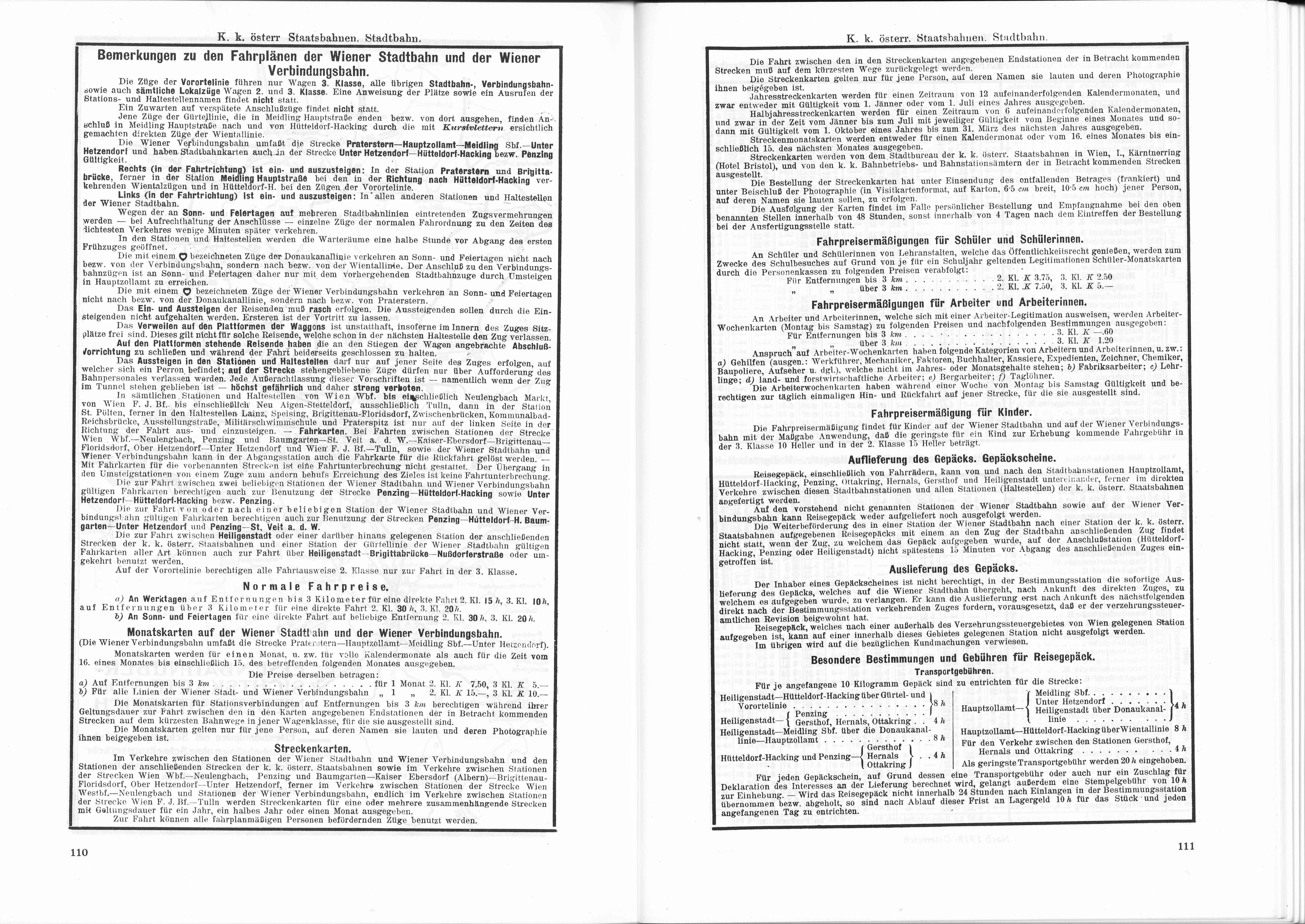
Bemerkungen zu den Fahrplänen der Wiener Stadtbahn und der Wiener Verbindungsbahn

Aufgrund der rechtlichen Einordnung als Privatbahn galt für die Wiener Stadtbahn von Beginn an ein eigenständiger Beförderungstarif. Dies war später unter anderem daran erkennbar, dass die zum 1. Jänner 1903 eingeführte allgemeine Fahrkartensteuer die Stadtbahn nicht betraf, weil sie von Beginn an als innerstädtisches Verkehrsmittel klassifiziert war. Diese Steuerbefreiung galt 30 Jahre ab Betriebseröffnung, mindestens bis zum 1. Januar 1928, und erstrecke sich auch auf den Übergangsverkehr zwischen dem Stadtbahnnetz und den innerhalb des Stadtgebietes gelegenen Eisenbahnstrecken. Es bestand dabei ein Verkehrsverbund mit der Staatsbahn. Infolgedessen galt der Stadtbahntarif auch auf deren Streckenabschnitten Praterstern–Hauptzollamt–Meidling Südbahnhof–Unter Hetzendorf–Sankt Veit an der Wien–Penzing, Hütteldorf-Hacking–Sankt Veit an der Wien und Penzing–Hütteldorf-Hacking in allen auf diesen Relationen verkehrenden planmäßigen Zügen. Ausdrücklich nicht Teil des komplizierten Stadtbahntarifs war hingegen die Verbindung zwischen Matzleinsdorf und der heute noch bestehenden Haltestelle Hetzendorf an der Südbahn. Doch waren die Schaffner angehalten, unwissende Fahrgäste nicht zu bestrafen, sondern sich mit einer Nachzahlung zu begnügen.
Der Dampfstadtbahntarif sah ursprünglich drei Preiszonen vor. Hierbei galten die Fahrkarten, anders als bei der Eisenbahn üblich, nicht für eine bestimmte Relation. Vielmehr konnten sie jeweils zwischen zwei beliebigen Stationen benutzt werden, sofern diese in der gleichen Preiszone lagen. Auch hierbei dienten wiederum die Berliner Stadt-, Ring- und Vorortbahnen als Vorbild, die damals einen vergleichbaren Tarif aufwiesen. Der Zonentarif war zudem eine Reaktion auf die Konkurrenzsituation zur günstigeren Straßenbahn, bei der eine Einzelfahrt seinerzeit 20 beziehungsweise in den Frühstunden nur zehn Heller kostete.
Im Gegensatz zu den sonstigen Gepflogenheiten im damaligen österreichischen Eisenbahnverkehr waren bei der Wiener Stadtbahn kaum Preisermäßigungen vorgesehen. Lediglich Offiziere durften mit Fahrkarten der III. Klasse die II. Klasse benutzen. Ferner durfte die Stadtbahn mit landesweit gültigen Streckennetzkarten der k.k. Staatsbahnen nicht benutzt werden. Die Beförderungserschleichung wurde mit dem doppelten Fahrpreis, mindestens aber 50 Heller bestraft.

#### Einzelfahrten
Für Einzelfahrten waren ursprünglich folgende Preise in Österreichischen Kronen zu entrichten:
| Zone                    | II. Klasse Erwachsene | III. Klasse Erwachsene |
| ----------------------- | --------------------- | ---------------------- |
| bis drei Kilometer      | 0,15                  | 0,10                   |
| drei bis acht Kilometer | 0,30                  | 0,20                   |
| über acht Kilometer     | 0,45                  | 0,30                   |

Fahrtunterbrechungen sowie Rund- und Rückfahrten waren nicht gestattet, die günstigsten Fahrkarten zu zehn Heller dienten zugleich als Perronkarten. Die dritte Preiszone wurde schon ab dem 16. Juni 1901 wieder abgeschafft, das heißt fortan hatte bereits eine Fahrkarte für die zweite Preiszone Netzwirkung. Ab dem gleichen Datum hatten außerdem Fahrkarten der ersten Preiszone an Sonn- und Feiertagen aufgrund des starken Ausflugsverkehrs keine Gültigkeit mehr, das heißt an diesen Tagen galt ein sogenannter Einheitstarif. Ferner ersetzte der Betreiber zum genannten Stichtag die ursprünglich verwendeten Zettelfahrkarten durch Edmondsonsche Kartonkarten. Für Kinder vom vollendeten vierten bis zum vollendeten zehnten Lebensjahr, oder für jüngere Kinder, für die ein eigener Sitzplatz beansprucht wurde, galt wiederum ein vergünstigter Tarif. In der günstigsten Preisstufe mussten für sie nur 15 Heller in der II. und zehn Heller in der III. Klasse bezahlt werden. Eine weitere Tarifanpassung zum 1. November 1905 bezog die Haltestellen bis maximal dreieinhalb Kilometer Entfernung in die erste Preiszone ein.
Die Fahrpreise der Stadtbahn blieben beinahe während der gesamten Kaiserzeit stabil. Erst zum 1. Dezember 1917 fand in Folge der kriegsbedingten Sparmaßnahmen eine erste Erhöhung statt. Dabei war fortan, statt der zurückgelegten Kilometer, die Anzahl der durchfahrenen Haltestellen für die Berechnung maßgeblich. Dies führte zu einer gewissen Vereinfachung, die Reisenden konnten jetzt leichter selbst den Geltungsbereich ermitteln. Zuvor kam es häufig vor, dass dieser überfahren wurde. Nutzer der ersten Zone konnten in Folge der Tarifreform außerdem längere Strecken zurücklegen, und zwar bis zu zwei Haltestellen mehr. Dabei galten folgende Preise, die Einstiegsstelle nicht mitgerechnet:
| Zone                                                                                   | II. Klasse Erwachsene | III. Klasse Erwachsene | II. Klasse Kinder | III. Klasse Kinder |
| -------------------------------------------------------------------------------------- | --------------------- | ---------------------- | ----------------- | ------------------ |
| Werktagsnahzone, bis zur vierten Haltestelle, keine Gültigkeit an Sonn- und Feiertagen | 0,30                  | 0,16                   | 0,30              | 0,16               |
| Fernzone, ab der fünften Haltestelle                                                   | 0,40                  | 0,24                   | 0,30              | 0,16               |

Schon zum 1. November 1918 erhöhte die Commission für Verkehrsanlagen in Wien die Fahrpreise erneut:
| Zone                                                                                   | II. Klasse Erwachsene | III. Klasse Erwachsene |
| -------------------------------------------------------------------------------------- | --------------------- | ---------------------- |
| Werktagsnahzone, bis zur vierten Haltestelle, keine Gültigkeit an Sonn- und Feiertagen | 0,40                  | 0,20                   |
| Fernzone, ab der fünften Haltestelle                                                   | 0,50                  | 0,30                   |

#### Zeitkarten

1909 ausgegebene Jahreskarte für den Lokalverkehr zwischen Zeiselmauer-Königstetten und Brigittabrücke, wobei das Ziel tariflich mit dem Franz-Josefs-Bahnhof gleichgestellt war

Für Pendler standen bei der Stadtbahn auch Zeitkarten zur Verfügung, die konkret für eine bestimmte Relation ausgestellt wurden. Diese sogenannten Streckenkarten waren nicht übertragbar und durch eine Fotografie des Nutzers personalisiert. Diese musste im Visitenkartenformat, das heißt 10,5 Zentimeter hoch und 6,5 Zentimeter breit, und auf Karton dem Antrag beigefügt werden. Die Ausstellung dauerte 48 Stunden bei persönlicher Bestellung und Entgegennahme beziehungsweise vier Tage bei postalischem Versand. Monatskarten wurden dabei sowohl für volle Kalendermonate als auch vom 16. des laufenden Monats bis zum 15. des Folgemonats ausgegeben, Jahreskarten analog dazu wahlweise ab 1. Jänner oder 1. Juli. Der Koeffizient für die Berechnung des Monatskartenpreises lag bei 50 Fahrten im Monat, so dass anfangs folgende Preise galten:
| Zone                    | Monatskarte regulär                  | Schülermonatskarte                  | Arbeiterwochenkarte |
| ----------------------- | ------------------------------------ | ----------------------------------- | ------------------- |
| bis drei Kilometer      | II. Klasse: 7,50 III. Klasse: 5,00   | II. Klasse: 3,75 III. Klasse: 2,50  | III. Klasse: 0,60   |
| drei bis acht Kilometer | II. Klasse: 15,00 III. Klasse: 10,00 | II. Klasse: 7,50 III. Klasse: 5,00  | III. Klasse: 1,20   |
| über acht Kilometer     | II. Klasse: 22,50 III. Klasse: 15,00 | II. Klasse: 11,25 III. Klasse: 7,50 | III. Klasse: 1,80   |

In den Genuss der Schülerermäßigung kamen „die Schüler und Schülerinnen von Lehranstalten, welche das Öffentlichkeitsrecht genießen, zum Zwecke des Schulbesuchs“. Um die vergünstigten Monatskarten erwerben zu dürfen, mussten diese ihre, für je ein Schuljahr gültige, Legitimation vorweisen. Arbeiter wiederum mussten sich mit einer sogenannten „Arbeiter-Legitimation“ ausweisen. Die Arbeiter-Wochenkarten galten nur von Montag bis Samstag, nur für eine tägliche Hin- und Rückfahrt und wurden nur für die III. Klasse ausgegeben. Anspruchsberechtigt waren dabei:
- a) Gehilfen, ausgenommen Werkführer, Mechaniker, Faktoren, Buchhalter, Kassiere, Expedienten, Zeichner, Chemiker, Baupoliere, Aufseher und dergleichen, welche nicht im „Jahres- oder Monatsgehalte stehen“
- b) Fabriksarbeiter
- c) Lehrlinge
- d) land- und forstwirtschaftliche Arbeiter
- e) Bergarbeiter
- f) Taglöhner

Darüber hinaus bot der Betreiber zeitweise auch Vierteljahreskarten und Halbjahreskarten an, letztere wahlweise gültig von Jänner bis Juli oder von Oktober bis März. Mit Abschaffung der dritten Preiszone entfielen schließlich 1901 auch die Monatskarten für Entfernungen über acht Kilometer. Zum 1. Jänner 1903 ging die Commission für Verkehrsanlagen in Wien dann noch einen Schritt weiter und stellte die Monatskarten der zweiten Preiszone nicht mehr für bestimmte Strecken aus, sondern wandelte diese – ohne Preiserhöhung – in uneingeschränkt gültige Gesamtnetzkarten um. Zum gleichen Datum wurde außerdem das Vertriebssystem für Monatskarten deutlich vereinfacht. Statt diese Monat für Monat neu zu drucken, verkauften die Stadtbahnkassen fortan – nach Kalendermonat farblich differenzierte – Wertmarken. Diese mussten in eine vom 16. Jänner bis 15. Jänner des Folgejahres gültige Stammkarte mit zwölf Feldern aufgeklebt werden.
1907 erhöhte die Commission für Verkehrsanlagen in Wien den oben genannten Koeffizienten für Monatskarten vorübergehend auf 70 Fahrten. Dies erwies sich jedoch als zu hoch, so dass diese Neuerung im Jahr 1908 nach nur sieben Monaten wieder zurückgenommen wurde. Eine Übersicht über die in den ersten elf Betriebsjahren ausgegebenen Zeitkarten gibt folgende Tabelle:
|                           | 1898   | 1899    | 1900    | 1901    | 1902    | 1903    | 1904    | 1905    | 1906    | 1907    | 1908    |
| ------------------------- | ------ | ------- | ------- | ------- | ------- | ------- | ------- | ------- | ------- | ------- | ------- |
| Arbeiterwochenkarten:     | 27.366 | 110.414 | 199.934 | 216.416 | 237.978 | 242.144 | 214.554 | 211.556 | 223.870 | 236.584 | 223.143 |
| Zeitkarten für jedermann: | 1.416  | 8.233   | 18.070  | 47.785  | 112.824 | 121.495 | 135.553 | 134.702 | 143.583 | 149.195 | 156.891 |
| Schülermonatskarten:      | 965    | 4.689   | 9.077   | 12.005  | 13.613  | 14.029  | 14.787  | 15.835  | 17.534  | 18.444  | 19.890  |

Von den 1908 verkauften Abonnements entfielen 14.262 auf die II. Klasse und 142.629 auf die III. Klasse, die Einnahmen aus den Zeitkarten betrugen im genannten Jahr 988.502 Österreichische Kronen. Analog zu den Einzelfahrkarten blieben auch die Zeitkartenpreise über die Jahre gleich, die erste Erhöhung fand ebenfalls am 1. Dezember 1917 statt:
| Zone                                                                                   | Monatskarte regulär                  | Schülermonatskarte                 | Arbeiterwochenkarte |
| -------------------------------------------------------------------------------------- | ------------------------------------ | ---------------------------------- | ------------------- |
| Werktagsnahzone, bis zur vierten Haltestelle, keine Gültigkeit an Sonn- und Feiertagen | II. Klasse: 16,80 III. Klasse: 9,60  | II. Klasse: 6,90 III. Klasse: 4,00 | III. Klasse: 0,96   |
| Gesamtnetz                                                                             | II. Klasse: 22,40 III. Klasse: 14,40 | II. Klasse: 9,20 III. Klasse: 6,00 | III. Klasse: 1,44   |

### Fahrkartenausgabe und Kontrolle

Rechts Fahrkartenausgabe und links Kontrolle, hier in der Station Karlsplatz. Der Diener wartet auf ankommende Fahrgäste, ihm gegenüber saß – hier nicht sichtbar – der für abfahrende Fahrgäste.

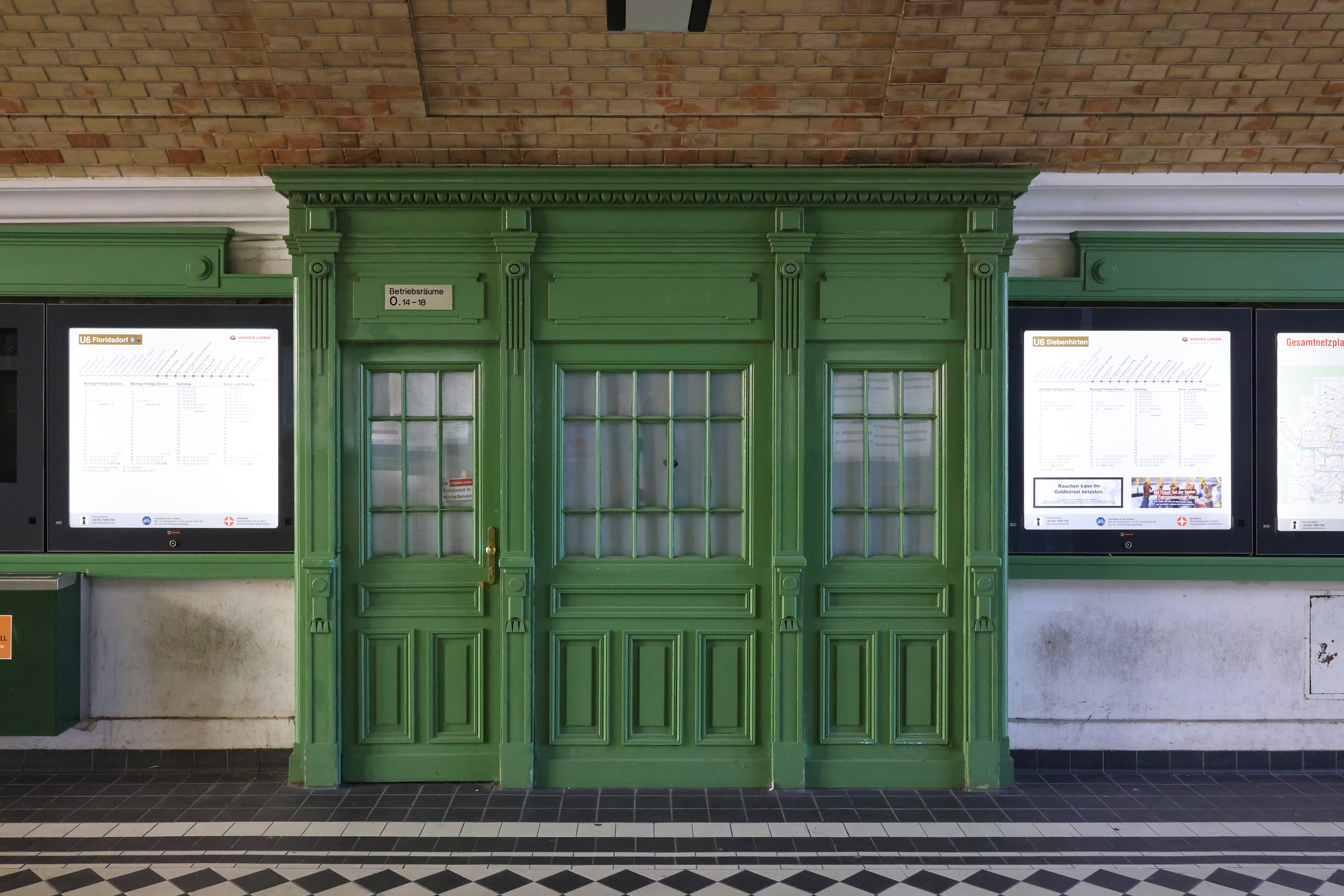
Ehemalige Personenkasse in der Station Josefstädter Straße

Die sogenannten Personenkassen der Dampfstadtbahn waren überwiegend durch weibliche Angestellte besetzt, welche die Amtsbezeichnung Manipulantin führten und größtenteils Witwen oder Waisen von verstorbenen Bediensteten waren. Auf jeder Zwischenstation waren drei Damen angestellt, die den Schalterdienst über die gesamte Betriebszeit so durchführten, dass stets beide vorhandenen Fahrkartenschalter ständig besetzt waren. Fahrkarten für den Fernverkehr auf den Staatsbahnen konnten dabei nur in den Bahnhöfen Hauptzollamt, Heiligenstadt und Hütteldorf-Hacking erworben werden. Stadtbahnfahrkarten hingegen waren – analog zu Briefmarken – auch an vielen externen Verkaufsstellen erhältlich. Streckenkarten wiederum wurden beispielsweise auch vom „Stadtbureau der k. k. österr. Staatsbahnen in Wien, I., Kärntnerring (Hotel Bristol)“ und von den „k. k. Bahnbetriebs- und Bahnstationsämtern der in Betracht kommenden Strecken“ ausgestellt.
Zusätzlich zum manuellen Verkauf stellte der Betreiber schon 1899 an den Stationen Hütteldorf-Hacking, Schönbrunn, Karlsplatz und Mariahilfer Straße Fahrkartenautomaten auf, 1900 folgten Heiligenstadt, Währinger Straße, Hietzing und Kettenbrückengasse. Außerdem konnten bei der Wiener Stadtbahn die Fahrkarten für die Rückfahrt bereits an der Abgangsstation gelöst werden. Dies galt ausdrücklich auch für die Donauuferbahn und die Donauländebahn sowie die Anschlussstrecken bis Neulengbach und Tulln.
Für die Fahrkartenkontrolle auf der Stadtbahn waren sogenannte Diener zuständig, so die seinerzeit in Österreich übliche Bezeichnung für angestellte Arbeiter. Jede Bahnsteigsperre war dabei mit zwei Dienern besetzt, einem für ankommende und einem für abfahrende Reisende. Auf den beiden Richtungsbahnsteigen zusammen waren so stets vier Bahnsteigschaffner gleichzeitig im Einsatz. Die Entwertung der Fahrkarten erfolgte auf den meisten Stationen durch doppelte Lochung bei gleichzeitiger Einpressung des aus zwei Buchstaben bestehenden Stationskürzels, der Zangennummer und des Datums.

### Zugbildung

Ein Zehn-Wagen-Zug im Jahr 1900, direkt hinter der Lokomotive befindet sich eines der beiden Gepäckabteile

In den Knotenbahnhöfen, so wie hier am Hauptzollamt, kam die II. Klasse direkt an den Stiegen zum Halten. Am rechten Bildrand die eingeklappten Zugzielanzeiger, am linken Bildrand mit der roten Mütze der Verkehrsbeamte

Die regulären Garnituren der Dampfstadtbahn hatten ursprünglich 292 Sitzplätze, davon 80 in der II. und 212 in der III. Klasse. Sie bestanden planmäßig – außer auf der Vorortelinie – aus zwei Wagen der II. Klasse, davon ein Nichtraucherwagen, drei Wagen der III. Klasse, davon wiederum ein Nichtraucherwagen, und zwei Halbgepäckwagen. Die beiden Nichtraucherwagen grenzten dabei stets aneinander. Es existierten allerdings auch 50 gemischte Wagen der II. Klasse, bei denen Raucher- und Nichtraucherbereich nur durch eine Glaszwischenwand abgetrennt waren.
Für den Ausflugsverkehr an Sonn- und Feiertagen in den Sommermonaten wurden die regulären Garnituren um weitere drei Wagen der III. Klasse ergänzt, mit zusammen zehn Wagen war die maximale Bahnsteiglänge der Stadtbahnstationen damit voll ausgenutzt. Ein Zehn-Wagen-Zug verfügte über 436 Sitzplätze, davon 80 in der II. und 356 in der III. Klasse. Hinzu kamen 144 Stehplätze in den Mittelgängen, zuzüglich der Stehplätze auf den Plattformen. Insgesamt standen pro Zug somit 150 bis 250 Stehplätze zur Verfügung.
Die beiden Wagen der II. Klasse waren stets in der Mitte der Züge eingereiht. Zumindest in den Hochbahnstationen sowie in den Knotenbahnhöfen Hauptzollamt, Heiligenstadt und Hütteldorf-Hacking kam die Polsterklasse somit nahe beim Treppenaufgang zum Stehen. Somit ergab sich folgender Wagenstand:
Werktags:
| III. Klasse Gepäckabteil Raucher | III. Klasse Raucher | II. Klasse Raucher | II. Klasse Nichtraucher | III. Klasse Nichtraucher | III. Klasse Raucher | III. Klasse Gepäckabteil Raucher |

Sonn- und Feiertags:
| III. Klasse Gepäckabteil Raucher | III. Klasse Raucher | III. Klasse Raucher | III. Klasse Raucher | II. Klasse Raucher | II. Klasse Nichtraucher | III. Klasse Nichtraucher | III. Klasse Raucher | III. Klasse Raucher | III. Klasse Gepäckabteil Raucher |

Schon bald nach Eröffnung stellte sich heraus, dass die anfänglichen Sieben-Wagen-Züge an Werktagen zu knapp bemessen waren. Deshalb wurden bereits zum 1. März 1899 Acht-Wagen-Züge im Regelverkehr eingeführt. Lediglich auf der wesentlich geringer frequentierten Vorortelinie bestanden die Züge dagegen schon anfangs nur aus fünf bis sechs Wagen, in späteren Jahren nur noch aus drei Wagen. Zwischenzeitlich war sogar eine Reduzierung auf zwei Wagen angedacht, was bei Versuchsfahrten im Jahr 1906 auch praktiziert wurde.

### Güterverkehr
Bei Eröffnung der Stadtbahn war vorgesehen, mit Güterzügen vor allem Kohle und Baumaterialien in die Stadt sowie Kehricht und Schnee aus dieser heraus zu befördern, darüber hinaus sollte der Naschmarkt gemäß Planungsstand von 1893 ein eigenes Anschlussgleis bekommen. Diese Vorhaben wurden zwar nicht verwirklicht, dennoch erreichten nur sehr wenige österreichische Lokalbahnen die Menge der auf der Wiener Stadtbahn beförderten Güter. Grundsätzlich hatte der Personenverkehr aber Vorrang, der Güterverkehr spielte im Vergleich dazu nur eine untergeordnete Rolle und musste überwiegend in die Nachtstunden gelegt werden, darunter auch die Markthallenzüge auf der Gürtellinie. Lediglich auf der Vorortelinie, die zu Dampfstadtbahnzeiten noch durch weniger dicht besiedeltes Gebiet am Stadtrand führte und daher im Personenverkehr geringer frequentiert war, fuhren auch tagsüber Güterzüge. Grundüberlegung hierbei war, die Bahnhöfe der relativ hoch gelegenen Strecke für die Lastenzufuhr bergab in die westlichen Stadtgebiete zu nutzen, um den – damals noch fast ausschließlich auf Menschen- oder Pferdekraft angewiesenen – lokalen Gütertransport zu erleichtern. Auf anderen Abschnitten des Netzes verkehrten hingegen in manchen Jahren gar keine Güterzüge, zumal für alle Züge, die keine Stadtbahnzüge oder Güterzüge für die Bedienung der Vorortelinie und Michelbeuern waren, entsprechende Streckennutzungsgebühren an die Commission für Verkehrsanlagen in Wien entrichtet werden mussten. Daher fuhren nur sehr wenige und ausgewählte Güterzüge der Staatsbahn über die Stadtbahn, vor allem von der Franz-Josefs-Bahn via Donaukanallinie nach Matzleinsdorf. In den ersten elf Betriebsjahren entwickelte sich der Güterverkehr auf der Stadtbahn wie folgt, eigene Güterwagen besaß die Commission für Verkehrsanlagen in Wien nicht:
|                                                                | 1898    | 1899    | 1900    | 1901    | 1902    | 1903    | 1904    | 1905    | 1906    | 1907    | 1908    |
| -------------------------------------------------------------- | ------- | ------- | ------- | ------- | ------- | ------- | ------- | ------- | ------- | ------- | ------- |
| Güterzüge auf der Vorortelinie:                                | 1890    | 3883    | 3739    | 5263    | 3697    | 3687    | 3989    | 4287    | 4790    | 4520    | 4089    |
| Güterzüge auf der Gürtellinie:                                 | 0192    | 1352    | 1424    | 1583    | 1562    | 0736    | 0739    | 0743    | 0737    | 0730    | 0734    |
| Güterzüge auf der Oberen Wientallinie:                         | 08      | –       | 021     | –       | –       | 084     | 037     | 08      | 012     | 02      | 010     |
| Güterzüge auf der Unteren Wientallinie:                        | –       | 062     | 0442    | –       | –       | 084     | 031     | 08      | 011     | 02      | 09      |
| Güterzüge auf der Donaukanallinie:                             | –       | –       | –       | –       | –       | 0120    | 01      | 02      | 0156    | 0551    | 0924    |
| Beförderte Güter in Tonnen:                                    | 103.181 | 274.746 | 407.386 | 380.288 | 398.536 | 411.671 | 403.343 | 448.394 | 464.670 | 379.730 | 348.179 |
| Einnahmen aus der Güterbeförderung in Österreichischen Kronen: | 050.264 | 447.049 | 589.908 | 594.173 | 566.599 | 671.291 | 768.784 | 900.946 | 995.384 | 915.797 | 941.805 |

Von der beförderten Gütermenge, exemplarisch dargestellt für das Jahr 1908, entfielen auf:
| Eilgüter:                | 02.105 Tonnen  |
| Frachtgüter:             | 062.686 Tonnen |
| Frachtwagenladungsgüter: | 268.585 Tonnen |
| Lebende Tiere:           | 013.348 Tonnen |
| Regiegüter:              | 01.455 Tonnen  |

### Gepäckbeförderung

Stadtbahnwagen mit Gepäckabteil und Abort

Gepäckmarken der Wiener Stadt- und Verbindungsbahn

Die, stets zwei, Halbgepäckwagen pro Zug waren jeweils am Zuganfang und am Zugende eingereiht. Das mit Schiebetüren ausgestattete Gepäckabteil war dabei immer nach außen gerichtet. Zwar wurde nur das jeweils vordere, direkt hinter der Lokomotive laufende, als solches genutzt, jedoch entfiel dadurch der Einsatz von Vollgepäckwagen sowie das aufwändige Rangieren selbiger in den Wendebahnhöfen. Dennoch verkehrten einzelne Züge mit einem zusätzlichen Vollgepäckwagen anderer Bauart als elftem Wagen, so beispielsweise im Lokalverkehr auf der Franz-Josefs-Bahn.
Anfangs war geplant, die Gepäckaufgabe auf allen Stadtbahnstationen anzubieten. Dies wurde aber nicht verwirklicht, weil es mit einem hohen Personalaufwand verbunden gewesen wäre. Deshalb, und um die Reisezeiten nicht unnötig zu verlängern, war die Abfertigung des Gepäcks ausschließlich in den Knotenbahnhöfen Hauptzollamt, Heiligenstadt und Hütteldorf-Hacking sowie an allen Stationen der Vorortelinie möglich, anderen Quellen zufolge auch auf letzterer nur in den Bahnhöfen Gersthof, Hernals und Ottakring. Zudem wurde das Gepäck nur bis 9:00 Uhr angenommen.
Das Reisegepäck konnte sowohl zwischen den aufgeführten Stadtbahnstationen untereinander als auch zu allen Stationen der k.k. Staatsbahnen abgefertigt werden. Voraussetzung hierfür war, dass die Übergangszeit zwischen dem betreffenden Stadtbahnzug und dem Anschlusszug der Staatsbahn in den Anschlussbahnhöfen Hütteldorf-Hacking, Penzing und Heiligenstadt 15 Minuten nicht unterschritt. In der Gegenrichtung hatten Inhaber eines von den k.k. Staatsbahnen ausgestellten Gepäckscheins keinen Anspruch darauf, dass ihr Gepäck in den nächsten Stadtbahnzug verladen wurde. Ein Anspruch auf dessen Auslieferung bestand für den Reisenden „erst nach Ankunft des nächstfolgenden, direkt nach der Bestimmungsstation verkehrenden Zuges, vorausgesetzt, dass er der verzehrungsteueramtlichen Revision beigewohnt hat“. Reisegepäck, welches nach einer außerhalb des Verzehrungssteuergebietes von Wien gelegenen Station aufgegeben wurde, konnte hingegen auf einer innerhalb dieses Gebiets gelegenen Station nicht ausgefolgt werden. In den ersten elf Betriebsjahren entwickelte sich die Gepäckbeförderung wie folgt:
|                                       | 1898   | 1899   | 1900   | 1901   | 1902   | 1903   | 1904   | 1905   | 1906   | 1907   | 1908   |
| ------------------------------------- | ------ | ------ | ------ | ------ | ------ | ------ | ------ | ------ | ------ | ------ | ------ |
| Befördertes Gepäck in Tonnen:         | 060    | 256    | 591    | 707    | 905    | 900    | 243    | 134    | 133    | 230    | 571    |
| Einnahmen in Österreichischen Kronen: | 01.706 | 04.402 | 06.525 | 07.239 | 08.570 | 09.288 | 10.276 | 10.804 | 13.910 | 15.387 | 16.033 |

Für die Gepäckbeförderung gab der Betreiber spezielle Gepäckmarken aus. Die Transportgebühr betrug 0,4 Heller je Kilometer und angefangenen zehn Kilogramm Gewicht, wobei Handgepäck frei war. Als Mindestpreis wurden 20 Heller berechnet, auf jeden ausgegebenen Gepäckschein entfiel außerdem eine Stempelgebühr von zehn Hellern. Holte der Reisende sein Gepäck nicht innerhalb von 24 Stunden nach Eintreffen am Ziel ab, wurde ab Verstreichen dieser Frist ein Lagergeld von zehn Hellern pro Tag und Gepäckstück fällig.
Die eigenständige Fahrradmitnahme in den Fahrgastabteilen war bei der Stadtbahn ausgeschlossen, jedoch konnten Fahrräder als Reisegepäck aufgegeben werden. Hunde wurden gegen Entgelt mitgenommen. 1903 erlaubte das k.k. Eisenbahnministerium den Passagieren der Wiener Stadt- und Verbindungsbahn zudem die Mitnahme von „gereinigten“ Schneeschuhen im letzten Wagen eines jeden Zuges, hierzu musste eigens eine Skikarte à 20 Heller gelöst werden.

### Stationsdienst und Fahrgastabfertigung

Die teils stark gekrümmten Bahnsteige, so wie hier an der Gumpendorfer Straße, erforderten statt optischer akustische Abfertigungssignale

Für die Aufrechterhaltung der Ordnung und die Anweisung der Reisenden in den Stationen der Dampfstadtbahn war auf jedem Richtungsbahnsteig je ein Diener eingeteilt, der jedoch an der Zugabfertigung nicht mitwirkte. Gleiches galt für die beiden eigentlichen Stationsbeamten, die den Dienstrang eines Unterbeamten hatten. Von ihnen fungierte einer als Bahnhofsvorstand während der andere den Außendienst auf dem Bahnsteig übernahm.
Für die Zugabfertigung war hingegen ausschließlich das Zugpersonal selbst zuständig. Hierbei gab der für die pünktliche Abfahrt verantwortliche Zugführer im ersten Wagen hinter der Lokomotive, der ebenfalls ein Unterbeamter war, mit seiner Mundpfeife zunächst ein Signal zum Platznehmen ab. Darauf antwortete der die Schlussbremse im letzten Wagen bedienende Schaffner, der sogenannte Stockmann, mit einem Hornstoss, woraufhin wiederum der Zugführer mit einem anders gestimmten Horn den Abfahrauftrag an den Lokomotivführer erteilte. Dieses Verfahren wurde schon bald nach Eröffnung der Stadtbahn gewählt, weil das anfänglich verwendete optische Abfahrsignal zu Problemen führte. Ursächlich hierfür waren die teilweise scharf gekrümmten Stadtbahnstationen, in denen Schaffner und Zugführer einander nicht sehen konnten.
Ab 1912 waren dann Befehlstäbe gebräuchlich, mit ihrer Einführung konnte der Stockmann als zweiter Zugbegleiter eingespart werden. Inklusive Heizer war jeder Stadtbahnzug fortan nur noch mit drei Eisenbahnern besetzt. Auch diesbezüglich kopierte die Wiener Stadtbahn ein weiteres Mal ihr Berliner Vorbild.
Eine Platzanweisung durch das Dienstpersonal fand bei der Stadtbahn nicht statt. Das Ein- und Aussteigen der Fahrgäste musste rasch erfolgen. Die einsteigenden wurden dabei ausdrücklich aufgefordert, die aussteigenden nicht aufzuhalten und ihnen den Vortritt zu lassen. Die Warteräume wurden jeweils eine halbe Stunde vor Abfahrt des ersten Frühzugs geöffnet.

### Fahrgastinformation
Die Fahrgastinformation erfolgte bei der Dampfstadtbahn bahnsteigseitig vor allem durch stationäre Zugzielanzeiger. Dies waren mechanisch ausklappbare Blechschilder nach Art eines Signalarms, die das jeweilige Zugziel anzeigten – andernorts auch Hampelmann genannt. Ein zusätzliches Schild mit der Aufschrift „HIER HÄLT DIE II. CLASSE“ in der Mitte des Bahnsteigs wies auf die zu erwartende Halteposition der Polsterklasse hin. Jedoch fand bei der Dampfstadtbahn weder ein Abrufen der Züge in den Warteräumen noch ein Ausrufen der Stationsnamen und der Aufenthaltsdauer statt, auch in diesem Detail bestand eine Analogie zum Berliner Vorbild.
Eine weitere Besonderheit der Dampfstadtbahn waren, wiederum nach Berliner Vorbild aus dem Jahr 1882, die Zugzielschilder an der Rauchkammertür und am Tender der Lokomotiven. Ursprünglich handelte es sich, wie in Deutschland, um einzeilige Tafeln. Doch stellte man in Wien schon bald auf dreizeilige Tafeln um, bestehend aus einem großen Schild und zwei bis drei kleinen Ergänzungsschildern. So musste das Personal nicht mehr an jeder Endstation mit den schweren großen Schildern hantieren, sondern nur noch die kleinen Schilder umhängen. Die neuen Tafeln gaben neben dem Fahrtziel zusätzlich den Laufweg an, typische Beschilderungen waren beispielsweise über Donaukanallinie-Wientallinie nach Hütteldorf-H., über Gürtellinie-Wientallinie nach Hütteldorf-H. oder nach Hütteldorf-Hacking über Vorortelinie. Kopfstehende Zieltafeln wiederum zeigten an, dass diese ungültig sind, was beispielsweise bei den Güterzügen praktiziert wurde. Zusätzlich zu den Lokomotiven verfügten auch zwei Wagen über Zuglaufschilder.

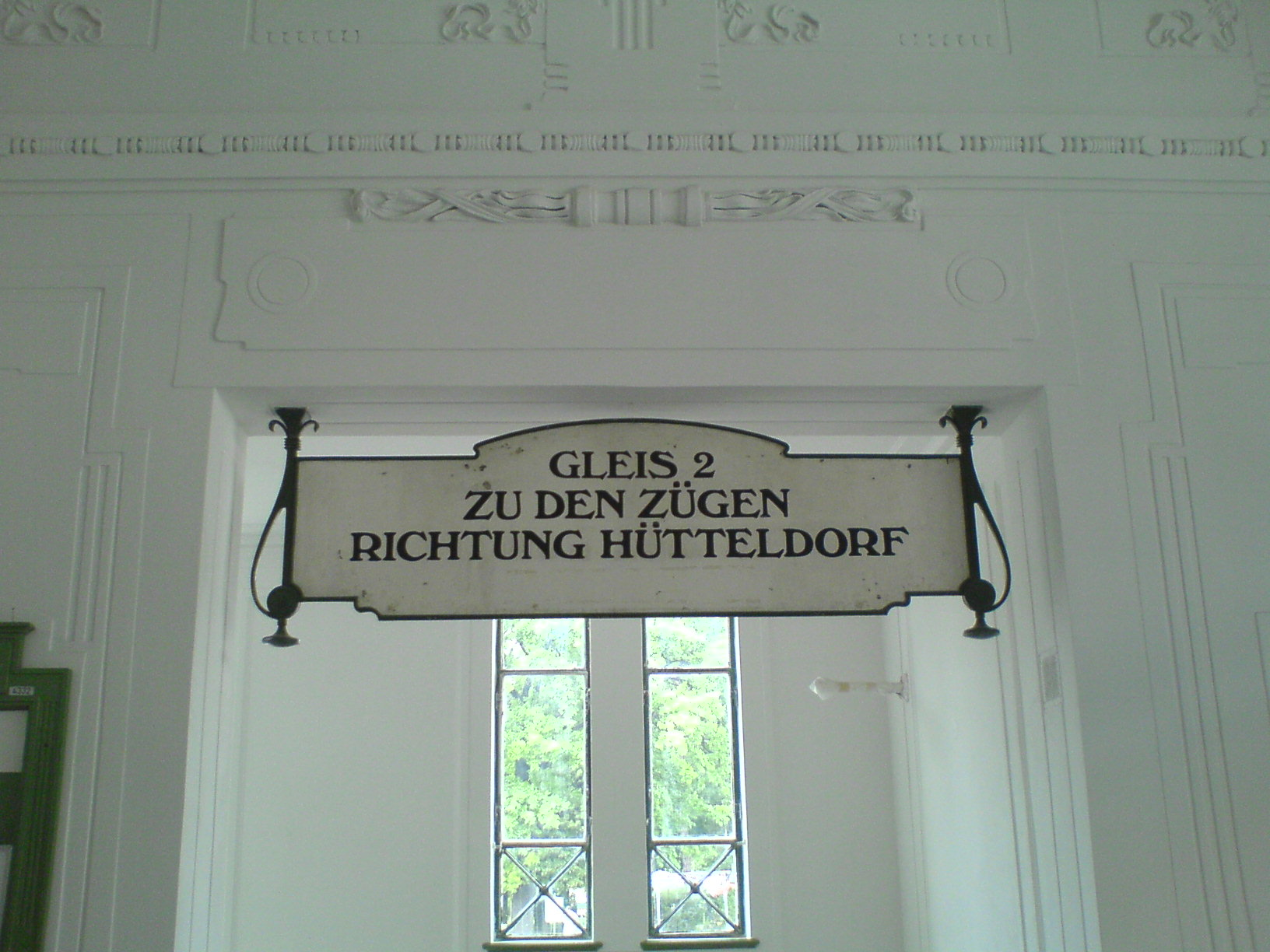
Historischer Wegweiser in Hietzing
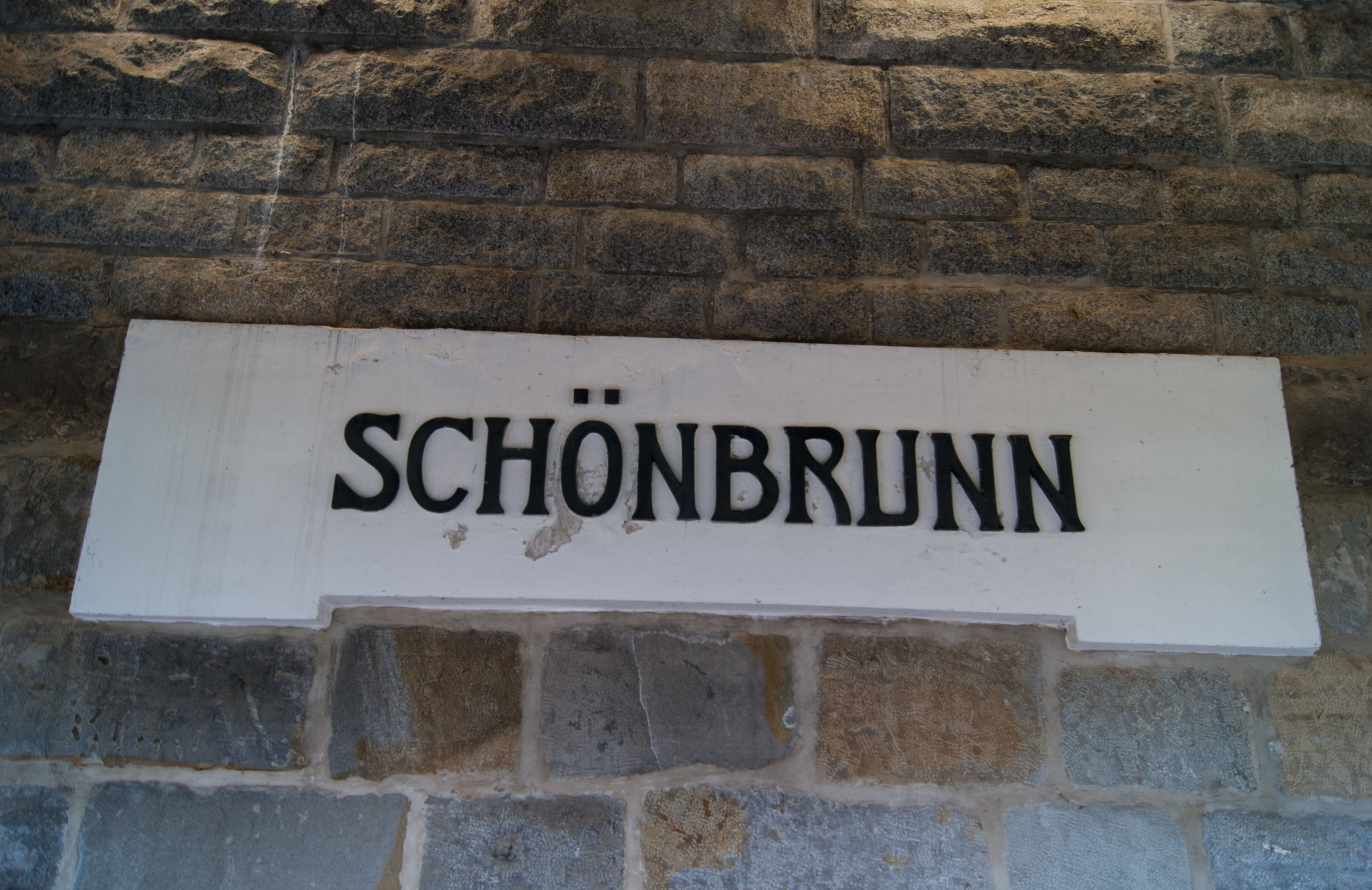
Historisches Stationsschild, aufgenommen 2013
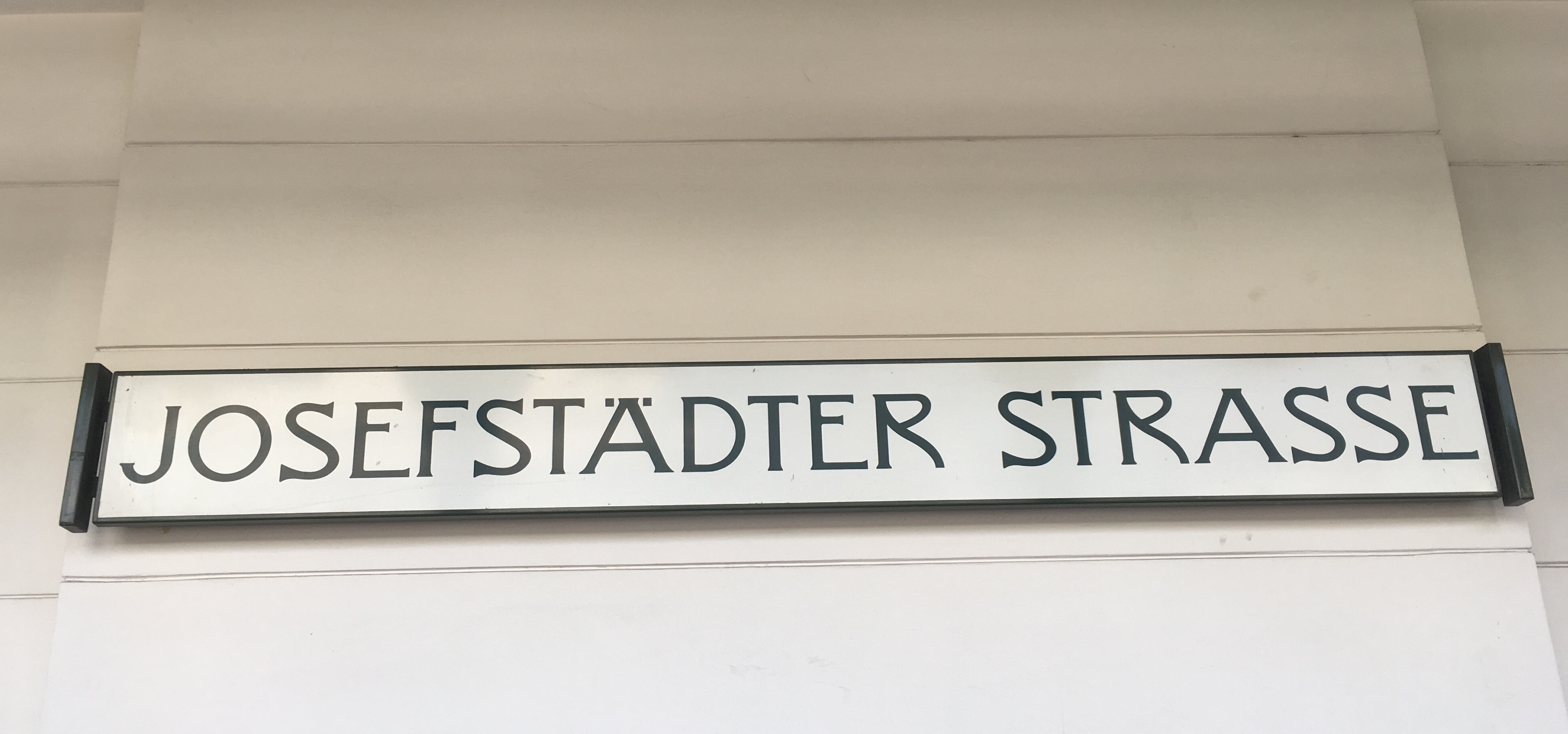
Historisierendes Stationsschild, aufgenommen 2019
Verschiedene Zielschilder der Dampfstadtbahn, in den ersten fünf Zeilen die ursprüngliche einzeilige Version, darunter die modifizierte dreizeilige Variante
Illustrierter Führer auf den Linien der Wiener Stadtbahn, herausgegeben um 1905 von der Buch- und Kunstdruckerei Steyrermühl

## Rezeption

### Wiener Stadtbahn-Spiel

Deckelillustration des Wiener Stadtbahn-Spiels

Im Jahr 1910 kreierte der Wiener Verlag von A. Pichlers Witwe und Sohn im Rahmen seiner Reihe „Heimatkundliche Gesellschaftsspiele“ das sogenannte Wiener Stadtbahn-Spiel. Hierbei handelte es sich um ein Würfelspiel für sechs Personen, das sich zu den bekanntesten Gesellschaftsspielen des Unternehmens entwickelte. Im Verlauf des Brettspiels planten die Mitspieler einen Ausflug zu bekannten Zielen im Stadtgebiet, dessen Details auf dem zugehörigen chromolithografischen Übersichtsplan mit sämtlichen Linien der Wiener Stadt- und Verbindungsbahn zu finden waren. Die faltbare Karte hatte das Format 61 mal 83 Zentimeter, ihre sechs Segmente waren auf der Rückseite durch Leinenstreifen miteinander verbunden. Unter den durchnummerierten Ausflugszielen befanden sich beispielsweise der Bisamberg, das Franz-Josefs-Land an der Alten Donau, die Gloriette in Schönbrunn, die Jubiläumswarte bei Ottakring, das k. u. k. Artillerie-Arsenal, das Kommunalbad, der Leopoldsberg, Neustift am Walde, die Meierei am Himmel, die Meierei Tivoli, die Menagerie, die Rotunde im Prater, Salmannsdorf, der Satzberg, die Spinnerin am Kreuz, die Stephaniewarte und der Türkenschanzpark.
Um von ihrem virtuellen Wohnort aus zum vereinbarten Treffpunkt zu gelangen, mussten die Teilnehmer zunächst – entsprechend der Anzahl der Stationen – mit münzähnlichen Spielmarken bezahlen. Anschließend ging es, gesteuert durch den achtseitigen hölzernen Spielwürfel, zuerst per Bahn und dann zu Fuß weiter. Zu jedem Spiel gehörten sechs farbig bemalte Spielfiguren aus Zinn, neun Dampflokomotiven, 18 Ausflugskärtchen mit der Abbildung des Reiseziels, 14 Fahrscheine und eine sechs Seiten umfassende gedruckte Spielanleitung. Die beigefügte Pfeife für den Spielleiter hatte hingegen keine spieltechnische Funktion.
Um 1930 wurde das Spiel dann unter Berücksichtigung der Wiener Elektrischen Stadtbahn neu aufgelegt, wobei der Herausgeber die Dampflokomotiven durch elektrische Triebwagen und die Pfeife durch eine Schaffnerzange ersetzte. Auch auf dem Deckel war fortan ein Triebwagen der Type N abgebildet.

### Briefmarke
Anlässlich des 110-jährigen Jubiläums der Dampfstadtbahn gab die Österreichische Post am 20. Juni 2008 eine Sonderbriefmarke mit einer Auflage von 500.000 Exemplaren heraus. Das von Peter Sinawehl entworfene Postwertzeichen mit einer Nominale von 0,75 Euro basiert auf einem Stich von Gerhart Schmirl und wurde von der Österreichischen Staatsdruckerei im Kombinationsdruck hergestellt. Das Motiv zeigt eine Lokomotive der Reihe 30 mit zwei Stadtbahnwagen in der Station Gumpendorfer Straße.

### Cafe und Restaurant
In der Gersthofer Straße 47, gegenüber der Station Gersthof, erinnert das Cafe Stadtbahn namentlich an das ehemalige Verkehrsmittel. Im Prater wiederum existierte im einst das Restaurant „Zur Stadtbahn“.